# Tomaszów Mazowiecki
Tomaszów Mazowiecki – miasto w Polsce, w województwie łódzkim, siedziba powiatu tomaszowskiego i gminy wiejskiej Tomaszów Mazowiecki. Czwarte pod względem ludności miasto w województwie i drugie z bezpłatną komunikacją miejską. W Tomaszowie Mazowieckim znajduje się jedyny w Polsce całoroczny tor do uprawiania łyżwiarstwa szybkiego – Arena Lodowa Tomaszów Mazowiecki, od kilku lat gospodarz Pucharu Świata w tej dyscyplinie, oraz Mistrzostw Europy w „żużlu na lodzie”. Jesienią w mieście odbywa się międzynarodowy festiwal Love Polish Jazz. Jedno z siedmiu miast w Polsce z policją konną.
Według danych GUS z 1 stycznia 2024 r. miasto było zamieszkiwane przez 57 438 osób.

## Toponimia

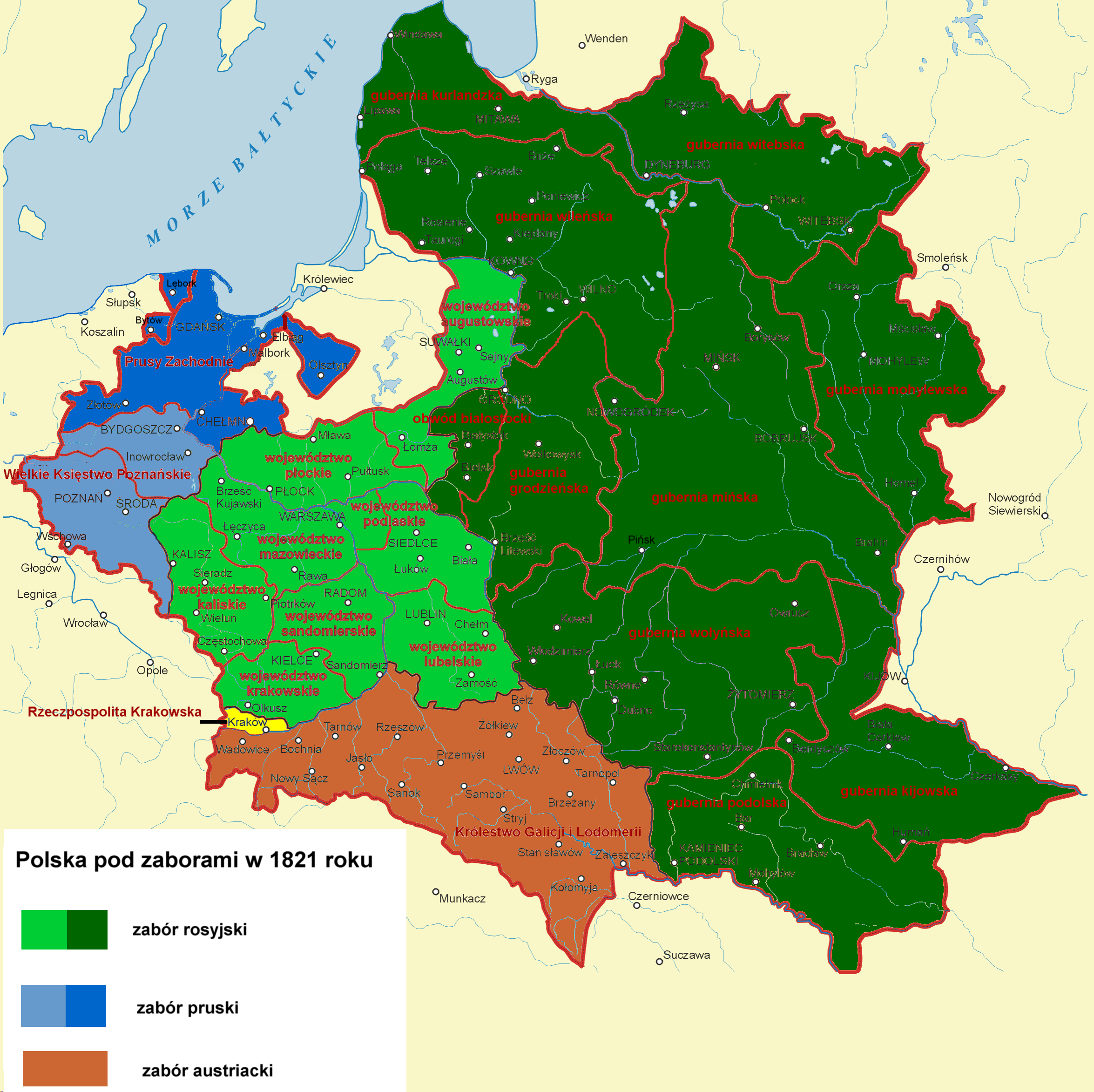
Województwo mazowieckie w Królestwie Polskim (1821 rok)

Nazwę „Tomaszów Mazowiecki” miasto otrzymało wraz z prawami miejskimi w 1830 roku. Drugi człon nazwy nadano dla odróżnienia nowego miasta od istniejącego od XV wieku Tomaszowa Lubelskiego. „Mazowiecki” wybrano ze względu na ówczesną przynależność administracyjną. Po wojnach napoleońskich na mocy ustaleń kongresu wiedeńskiego, od 1816 roku osada hutnicza Kuźnice Tomaszowskie znalazła się na terenie województwa, później guberni mazowieckiej w ramach Królestwa Polskiego podległego Rosji. W rzeczywistości miasto położone jest na styku trzech krain historyczno-kulturowych: ziemi sieradzkiej (centrum i dzielnice miasta Tomaszów Mazowiecki po lewej stronie Pilicy i na południe od Wolbórki); ziemi łęczyckiej (dzielnice miasta po lewej stronie Pilicy i na północ od Wolbórki); ziemi sandomierskiej, która jest częścią Małopolski (przedmieścia miasta po prawej stronie Pilicy). Do 1830 roku kolejne dzielnice wytyczane przez Ostrowskich na wschód i zachód od Kuźnic Tomaszowskich, po prawej stronie Wolbórki określano „Tomaszowem” od imienia Tomasza Ostrowskiego – twórcy pierwszego przemysłu (metalurgii). Półoficjalnie, na przykład na widokówkach rycinowych, później w opisach pierwszych fotografii miasta, spotkać się można z nazwami „Tomaszów Rawski” lub „Tomaszów Piotrkowski”. Oba określenia również odnoszą się do ówczesnej przynależności administracyjnej – w latach 1816–1866 do obwodu, następnie powiatu rawskiego; a od 1867 do I wojny światowej do guberni piotrkowskiej. Nieoficjalnie, Tomaszów nazywano również „Fabrycznym” co odwoływało się do jego metalurgiczno-włókienniczej genezy. Funkcjonował nawet swoisty slogan promocyjny „Miasto fabryczne Tomaszów” co w dziewiętnastowiecznych realiach miało odróżniać nowoczesną gospodarkę Tomaszowa, od okolicznych osad targowo-rzemieślniczych.
Nazwy miasta w innych językach spotykane w źródłach: ros. Tомашув-Mазовецки lub Томашов-Мазовецкий, niem. Tomaszow Mazowiecki; rzadko Tomaschow an der Piliza, od 1941 do 1945 roku Tomaschow Mazowiecki, jid. ‏טאָמעשעוו‎, hebr. ‏טומשוב מזובייצקי‎.

### Herb
W 1926 roku, tuż przed 100-leciem uzyskania praw miejskich, nadano Tomaszowowi herb. Z herbem wiąże się legenda. Faktycznie istniejąca angielska księżniczka Klotylda (wnuczka Mieszka I i Dobrawy, legendarna przodkini założycieli Tomaszowa – Ostrowskich), miała zostać skazana na pożarcie przez nieoswojonego niedźwiedzia, w związku z obawami brata księżniczki – Harolda, o rozproszenie spadku po ojcu Knucie Wielkim. Jednak dzikie zwierzę miało nie dość, że nie zaatakować Klotyldy to oswobodziło ją z pęt, a następnie – pozwalając się dosiąść – tryumfalnie uwolniło z opresji prześladowców. Do legendy z niedźwiedziem nawiązuje obecnie również logotyp komunikacji miejskiej w Tomaszowie. Faktem historycznym jest pojawienie się herbu Rawicz, którego częścią jest panna na niedźwiedziu, już przed rokiem 1109 za panowania Bolesława Krzywoustego. Herb Tomaszowa nadano za zgodą spadkobiercy założycieli miasta.

### Hejnał
Od września 2020 roku miasto ma hejnał. Jego kompozytorem jest Kamil Wrona. Pierwsze wykonanie hejnału nastąpiło w południe 8 września 2020 roku podczas uroczystości 190. rocznicy nadania Tomaszowowi praw miejskich. 24 września Rada Miasta jednogłośnie przegłosowała projekt uchwały w sprawie ustanowienia „Hejnału Tomaszowa Mazowieckiego” oraz zasad jego użycia. Tym samym hejnał jako oficjalny symbol miasta, rozbrzmiewa z miejskiego ratusza codziennie w południe. Odgrywany jest również podczas uroczystości miejskich.

## Położenie
Tomaszów Mazowiecki położony jest w południowo-wschodniej części województwa łódzkiego. Przez zachodnią dzielnicę Tomaszowa przebiega droga ekspresowa S8 tzw. gierkówka, która jest istotnym traktem komunikacyjnym wpływającym na lokalizacje w mieście dużych przedsiębiorstw. W 2012 roku gierkówka została od podstaw przebudowana. Do miasta utworzono trzy węzły: Tomaszów Mazowiecki Południe, Tomaszów Mazowiecki Centrum, Tomaszów Mazowiecki Północ.
Odległości od Tomaszowa Mazowieckiego do najważniejszych miast Polski w linii prostej:
- Łódź – 47 km
- Warszawa – 104 km
- Kraków – 164 km
- Wrocław – 212 km
- Poznań – 233 km
- Gdańsk – 328 km
- Szczecin – 425 km
- Lublin – 181 km
- Bydgoszcz – 223 km
- Białystok – 278 km
- Katowice – 159 km
- Rzeszów – 216 km
- Toruń – 190 km
- Kielce – 85 km
- Olsztyn – 252 km
- Zielona Góra – 313 km
- Opole – 174 km

90 km dzieli Tomaszów od geometrycznego środka Polski, do którego podróż samochodem trwa godzinę, natomiast odległość do Morza Bałtyckiego wynosi 450 km (podróż samochodem trwa około 5–6 godzin). Odległość do najważniejszych gór polskich wynosi 300 km do Sudetów, a do Karpat 350 km.
Położenie fizycznogeograficzne
Miasto leży na terenie dwóch podprowincji fizycznogeograficznych: Niziny Środkowopolskiej i Wyżyny Małopolskiej i dwóch mezoregionów tzw. Równiny Piotrkowskiej w kierunku zachodnim i Doliny Białobrzeskiej w kierunku wschodnim należącej do makroregionu Wzniesień Południowomazowieckich. Natomiast na terenie wyżynnym na południowy wschód od centrum miasta leży mezoregion Wzgórza Opoczyńskie część makroregionu Wyżyny Przedborskiej.
Rzeki i krajobraz
Przez miasto przepływa pięć rzek: Pilica, Wolbórka, Czarna, Piasecznica, Lubochenka. Wolbórka i Czarna z Piasecznicą dały podstawy lokalnemu przemysłowi. Najpierw metalurgicznemu, a na jego podstawie włókiennictwu.
Krajobraz okolic miasta ukształtował się w okresie polodowcowym. Gleby uformowane są głównie z gliny morenowej i piasków glacjofluwialnych.

### Na granicy trzech krain
Przez miasto przebiega południk 20° długości wschodniej.
Miasto położone jest na styku trzech krain historyczno-kulturowych: centrum i dzielnice miasta Tomaszów Mazowiecki po lewej stronie Pilicy i na południe od Wolbórki leżą w ziemi sieradzkiej; dzielnice miasta po lewej stronie Pilicy i na północ od Wolbórki leżą w ziemi łęczyckiej; przedmieścia miasta po prawej stronie Pilicy leżą w ziemi sandomierskiej, która jest częścią Małopolski.
Miasto sąsiaduje z gminą Lubochnia oraz wiejską gminą Tomaszów Mazowiecki.
W latach 1975–1998 miasto administracyjnie należało do województwa piotrkowskiego. Po 1999 roku jest miastem powiatowym, wcześniej miało ten status podczas okupacji niemieckiej od 1941 roku.

### Dzielnice miasta i osiedla mieszkaniowe
- Dzielnice: Białobrzegi, Brzustówka, Duże Nagórzyce, Józefów, Kaczka, Karpaty, Kępa, Laski, Ludwików, Łąki Henrykowskie, Małe Nagórzyce, Michałówek, Nagórzyce, Niebrów, Niwka, Nowy Port, Podgórze, Podoba, Rolandówka, Siedmiodomki, Starzyce, Tomaszówek, Utrata, Wilanów, Zapiecek.
- Osiedla: osiedle 1000-lecia, osiedle Górna, osiedle Hubala, osiedle Kanonierów, osiedle Obrońców Tomaszowa z 1939 r., osiedle Strzelecka, osiedle Śródmieście, os. Zapiecek, osiedle Zielone, osiedle Browarna[22].
- Historyczne części miasta: Gustek, Henryków, Kuźnice Tomaszowskie, Bocian[23].

### Przy Zalewie Sulejowskim

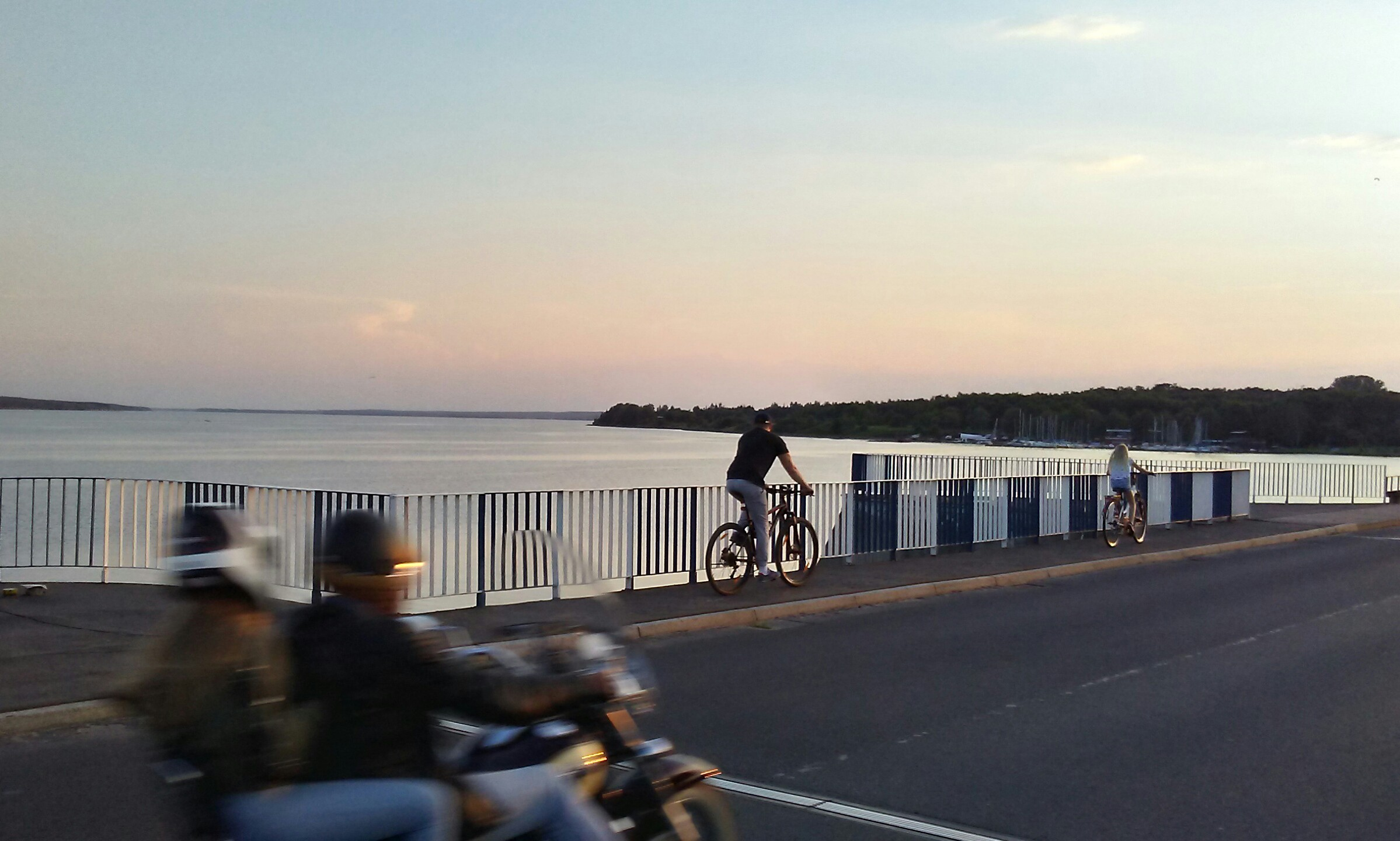
Zalew Sulejowski od strony Tomaszowa. W tle jeden z większych portów jachtowych

8 km od centrum miasta, tuż na skraju Puszczy Pilickiej, znajduje się drugi co do wielkości (po Jeziorsku na Warcie), w województwie łódzkim zbiornik wodny o powierzchni 27 km² – Zalew Sulejowski. W 2013 roku Zalew obchodził 40-lecie powstania. Do niedawna był głównym źródłem wody pitnej dla Łodzi. W okolicy Zalewu Sulejowskiego znajduje się stadnina koni tomaszowskiej Policji.

## Historia

### Dzielnice sprzed 600 lat

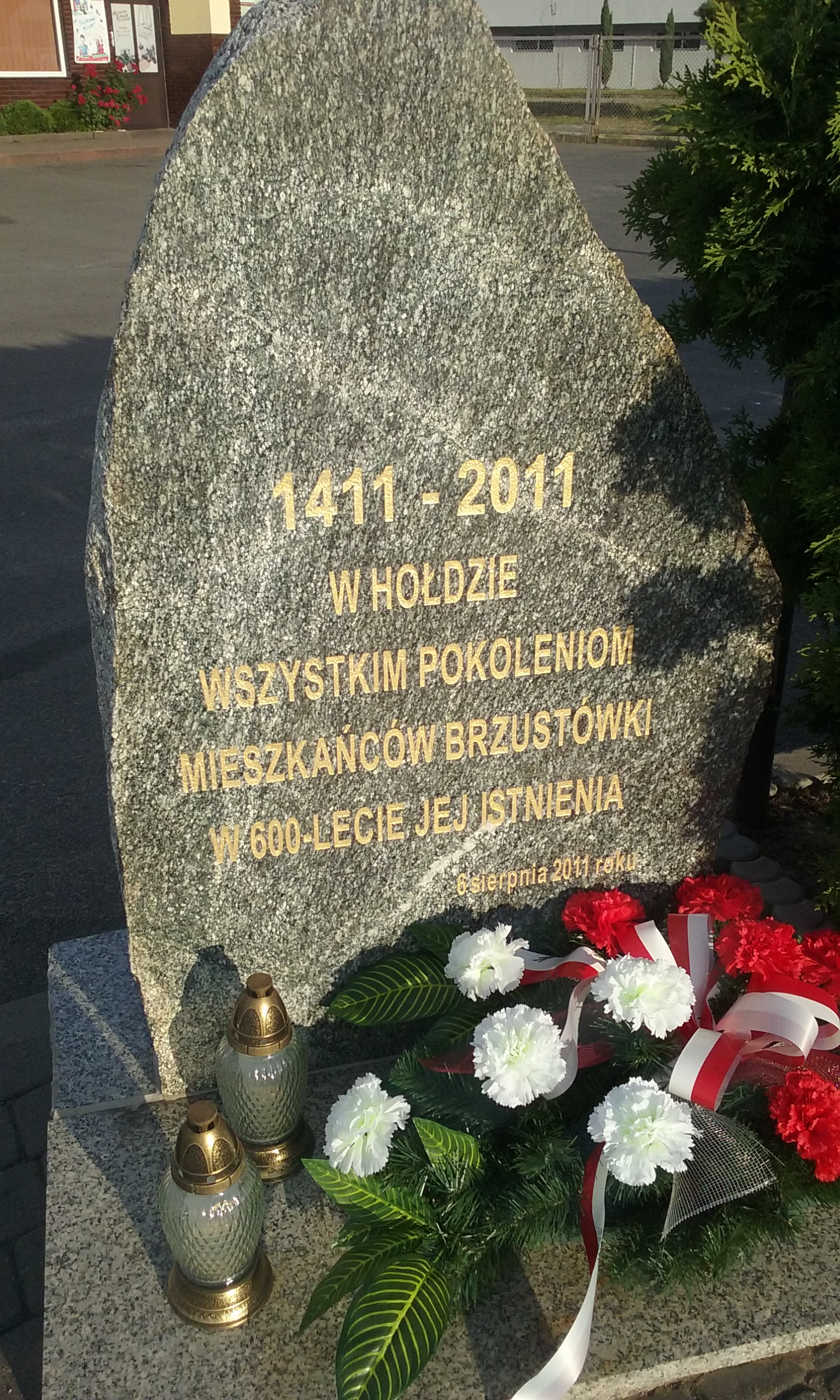
Głaz upamiętniający 600-letnią historię Brzustówki

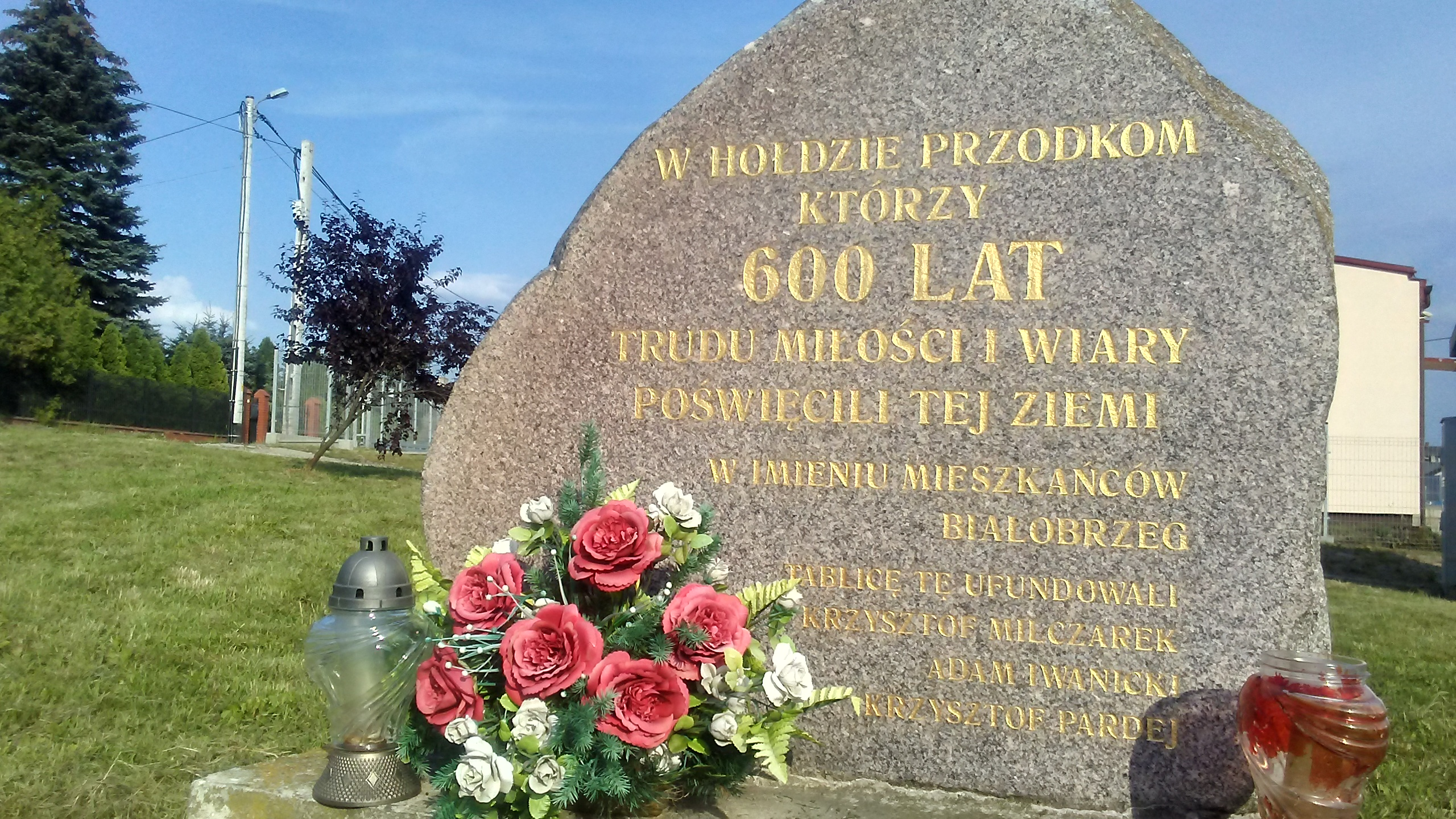
Głaz upamiętniający 600-lecie Białobrzegów

- Nagórzyce. Najstarsza dzielnica, położona na południu miasta na trasie do Zalewu Sulejowskiego. Po raz pierwszy Nagórzyce zostały odnotowane w dokumencie z 13 stycznia 1363 roku wystawionym w Raciążu przez Kapitułę Włocławską, który dotyczył lokowania na prawie niemieckim wsi Wiaderno. Stwierdzono w nim, że sołtys wsi Wiaderno otrzyma las położony przy drodze biegnącej z Wolborza właśnie do Nagórzyc[28].
- Białobrzegi. Okolice te zamieszkane były dużo wcześniej. Świadczą o tym wykopaliska na cmentarzysku ciałopalnym kultury przeworskiej z okresu rzymskiego w pobliskich Ciebłowicach[29]. Pierwsza pisemna wzmianka o Białobrzegach pochodzi z 1405 roku, a o kościele św. Marcina biskupa z 1511 roku[30][31].
- Brzustówka. W 2011 roku obchodziła 600 lat istnienia. Została przyłączona do miasta w 1915 roku. Badania wskazują, że była zamieszkiwana już w II wieku[32][33].

W latach 80. XX wieku i w 2015 roku, podczas badań archeologicznych w innej dzielnicy na wschodzie miasta – Ludwikowie, odkryto najpierw osadę sprzed 1500 lat, później cmentarzysko sprzed 3500 lat.

### Osada górniczo-hutnicza

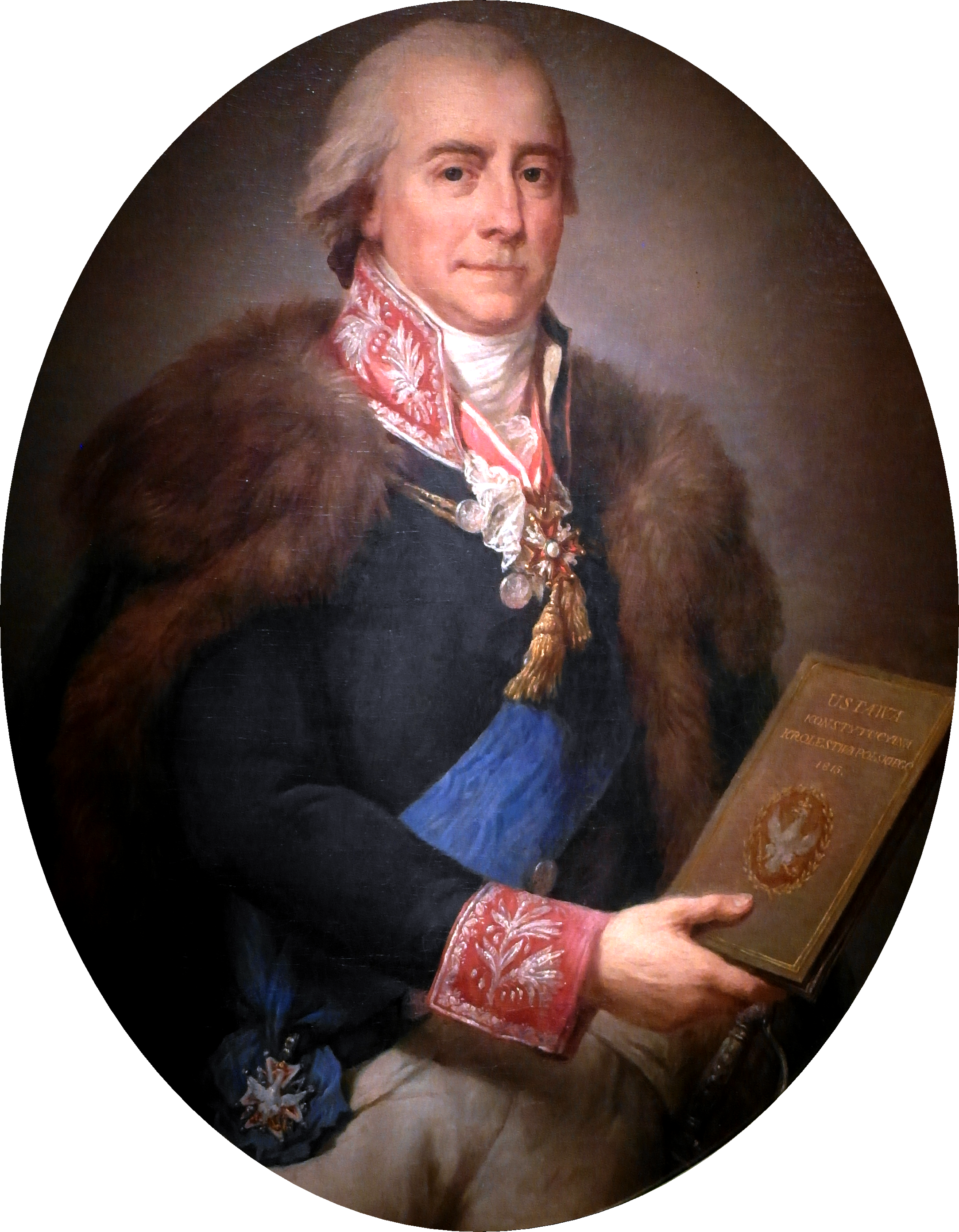
Tomasz Ostrowski, założyciel Kuźnic Tomaszowskich, twórca lokalnego przemysłu ciężkiego. Portret Marcellego Bacciarellego z 1817 roku

Julian Ursyn Niemcewicz, przyjaciel rodziny Ostrowskich w „Podróżach historycznych po ziemiach polskich” przytacza, że tomaszowska osada zawdzięcza swoje powstanie górnikowi, który podczas melioracji łąk pod wsią Niebrów na zlecenie właścicieli tutejszych dóbr odkrył pokłady rudy żelaza. Z czasem do podobnych odkryć dochodziło w dziesięciokilometrowym pasie biegnącym od wsi Wąwał w kierunku północno-zachodnim do wsi Łazisko. Po licznych doniesieniach Tomasz Ostrowski zdecydował się sprowadzić z Miedzianej Góry w Kieleckiem (w której istniała już Komisja Kruszcowa), górników, którzy potwierdzili odkrycie zwartych złóż, jakość rudy określili na wysoką, zasoby zaś na „niewyczerpalne”.

#### Kopalnie rudy żelaza
Rudę żelaza wydobywano na terenach dzisiejszego miasta i najbliższych okolic od XVIII wieku do lat 60. XIX wieku w kopalniach odkrywkowych w czterech lokalizacjach:
- Stara Góra, nazywana również Czarne Łaziska – w lasach pod wsią Niebrów (w trójkącie dzisiejszych ulic: Rudej, Letniej i Hallera w Tomaszowie) była to najstarsza, najzasobniejsza i najbardziej eksploatowana kopalnia. W dokumentach urzędowych występuje również pod nazwą „Aleksander”;
- Góra Brzustowska w polu ówczesnej wsi Brzustówka obok wapienników (dziś okolice przedszkola katolickiego „Wyspa Skarbów” i Areny Lodowej oraz południowy kraniec ulicy Batalionów Chłopskich, za elektrociepłownią przy ulicy Wierzbowej);
- wieś Kluzowie na tzw. Górze Kluzowskiej na zachód od wsi Nieborówa;
- Góra Lipianki w lesie o tej samej nazwie, obecnie są to okolice ulicy Elizy Orzeszkowej i ulicy Siedmiodomki.

#### Kuźnice Tomaszowskie – wielki piec hutniczy przy Wolbórce

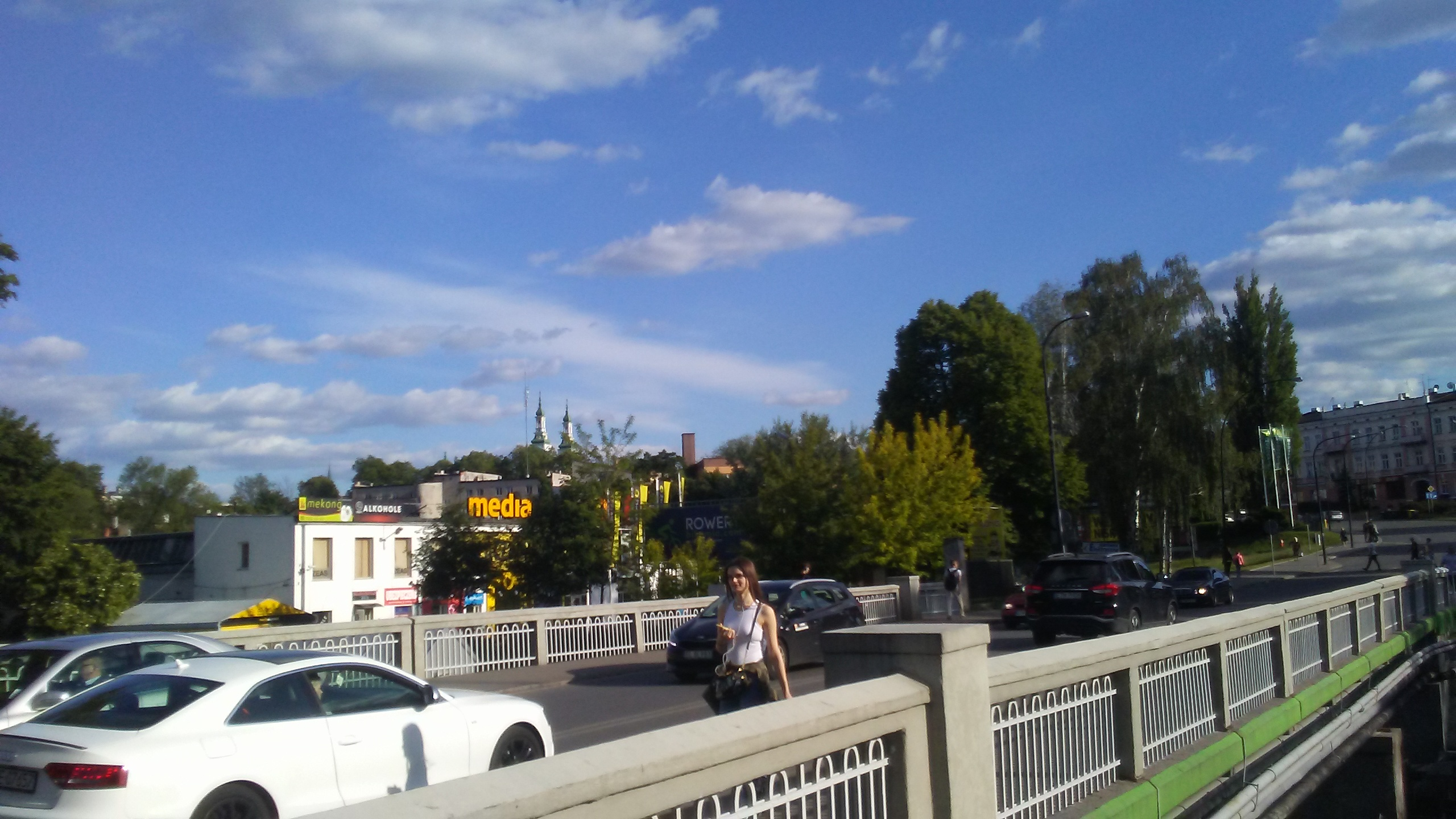
Most nad Wolbórką, teren dawnych Kuźnic Tomaszowskich, obecnie początek ulicy św. Antoniego

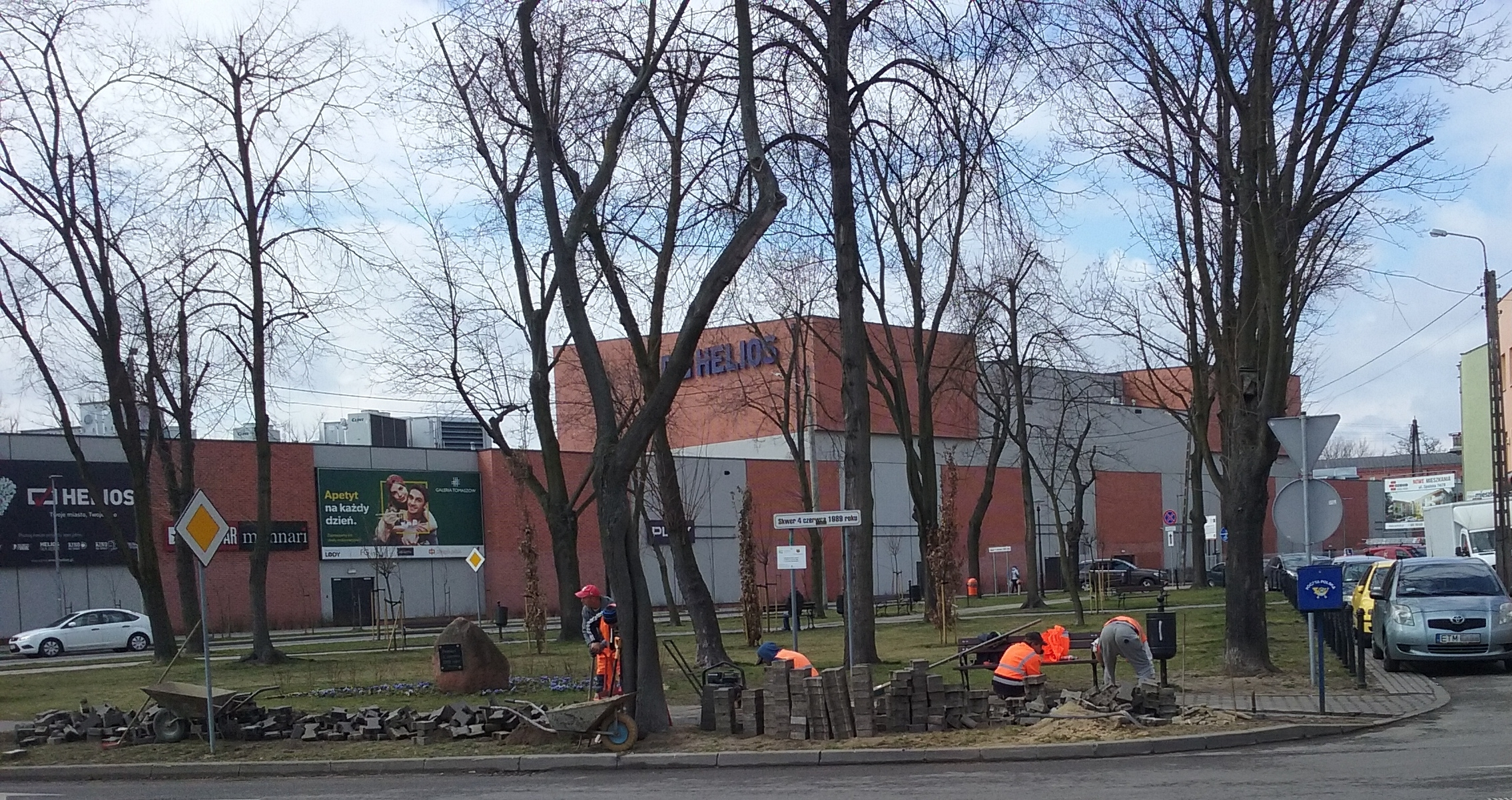
Teren rynku św. Tekli na lewym brzegu Wolbórki. Dziś skwer im. „4 czerwca 1989 roku”. Początek ulicy Warszawskiej

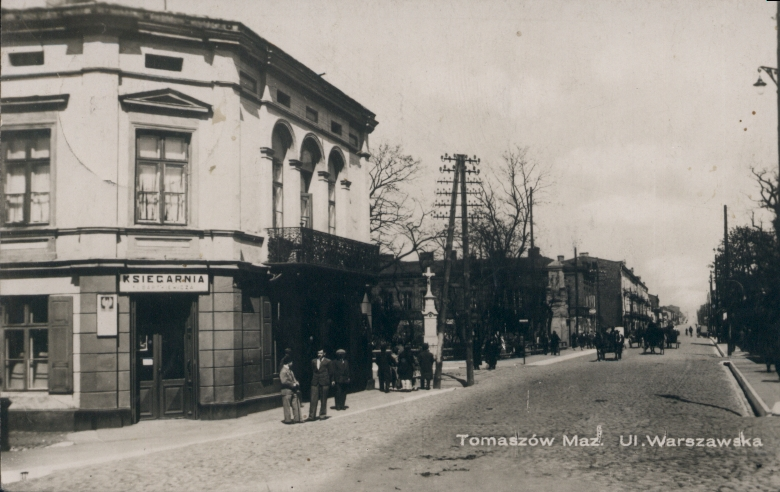
Okolice rynku św. Tekli w dwudziestoleciu międzywojennym

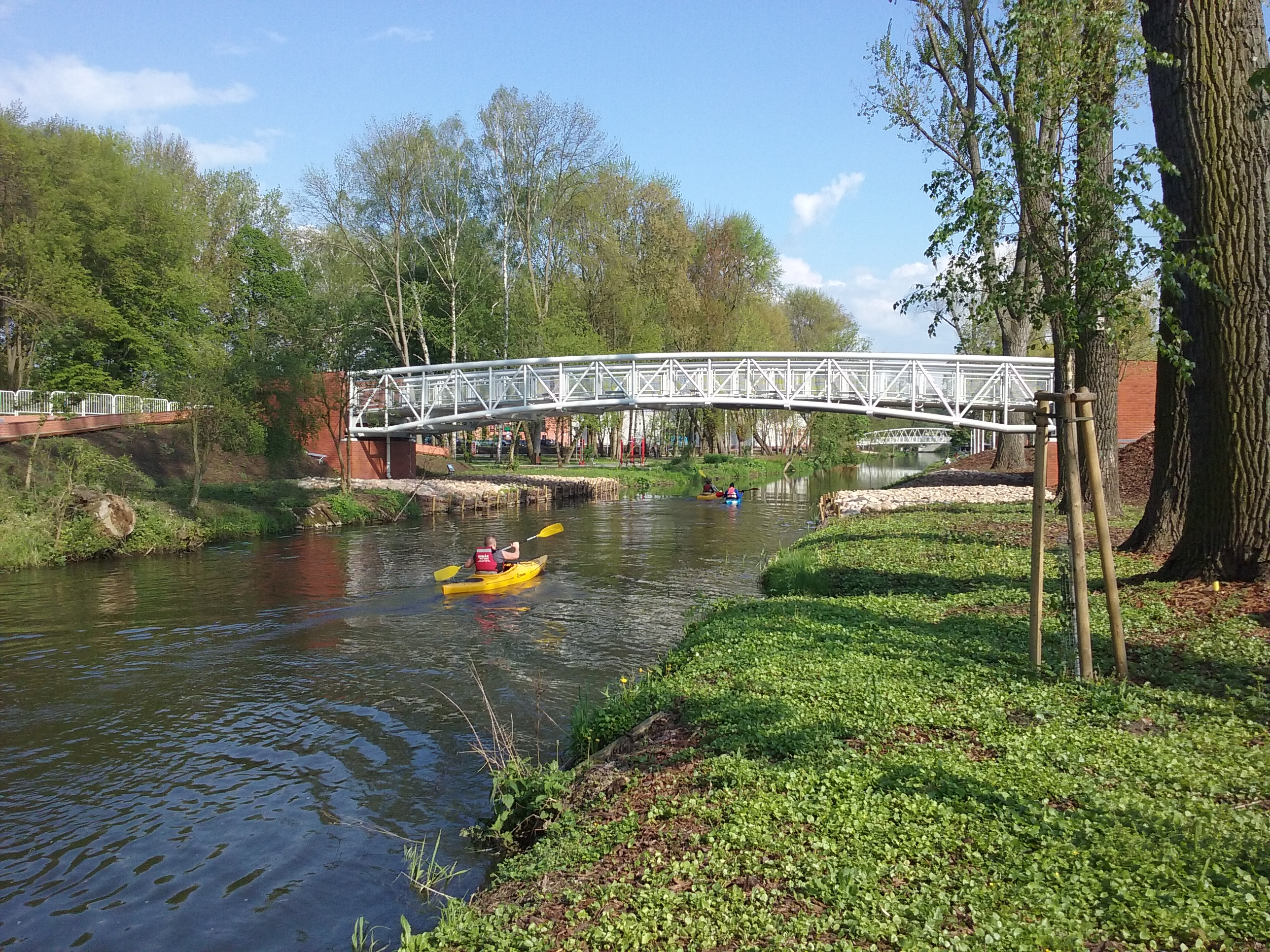
Wolbórka na wysokości dawnej ul.Jeziornej (dziś Farbiarska) i stawu Kuźnic Tomaszowskich

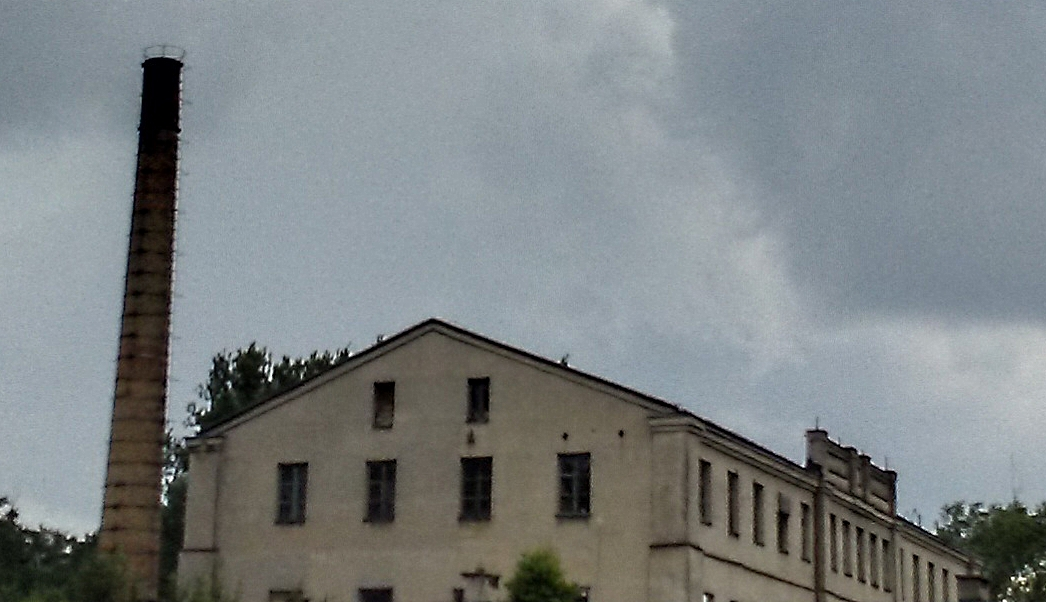
Ukończona w 1827 roku przędzalnia „Batavia” jest przykładem wykorzystania metalurgii Kuźnic Tomaszowskich w budowie włókiennictwa powstającego miasta. „Batavia” zyskała maszynę parową w 1848 roku, wcześniej napędzana była kołami wodnymi przez nurt Wolbórki. Dla fabryki utworzono wyspę na rzece. Obecnie jest to „Tomaszowska Fabryka Filców Technicznych” przy ul. Warszawskiej 2. Na zdjęciu najstarszy obiekt fabryczny województwa łódzkiego

Jako najdogodniejszą lokalizację pod piec do wytopu żelaza uznano nabrzeże brodu przy Wolbórce przy leśnym dukcie wiodącym z Brzustówki do wsi Niebrów i do Starzyc (obecnie teren centrum handlowego „Fabryka” przy ulicy św. Antoniego 1). Przy budowie pieca kierowano się zaleceniami ze słynnego podręcznika hutnictwa spolszczonego i opatrzonego obszernymi uwagami przez księdza Józefa Osińskiego i opublikowanego przez pijarów zaledwie kilka lat wcześniej. Zgodnie ze wskazówkami piec usytuowano w miejscu gdzie ukształtowanie terenu powoduje wartki nurt Wolbórki w celu zapewnienia wystarczającej siły poruszania kołami wodnymi. Przed wynalezieniem maszyny parowej był to jedyny napęd urządzeń przemysłowych poza końmi. Wolbórka tworząc tutaj najpierw obszerne rozlewisko (dzisiejsze tereny ulicy Stanisława Grada i Parku Miejskiego „Bulwary”), zwężała się płynąc dwoma strumieniami, pomiędzy wysokim wzgórzem z prawej strony (obecny podjazd ulicą św. Antoniego na pl. Kościuszki, z restauracją McDonald’s po lewej stronie), i dość wyniosłym brzegiem od strony Starzyc. Usypanie u podnóża grobli, budowa mostów i upustów wodnych pozwoliły na utworzenie korzystnego spadku i obszernego rezerwuaru wody potrzebnej do poruszania kół urządzeń hutniczych i kuźniczych. Wzgórze znajdujące się nad spadkiem wody jest do dziś nawet wyższe od wymaganego w podręczniku ks. Osińskiego, i to na nim stanęła obszerna opałownia, a obok skład rudy dowożonej wozami z czterech okolicznych kopalń.
W 1788 roku w tym miejscu powstała osada górniczo-hutnicza Kuźnice Tomaszowskie, która była pierwszym obiektem przemysłowym i zarazem zalążkiem przyszłego miasta. Kuźnice Tomaszowskie liczyły 8 domów: cztery fabryczne, dwa rzemieślnicze i dwa karczemne. W osadzie mieszkało 49 górników i robotników zatrudnionych przy wytopie surówki. Tomasz Ostrowski sprowadził ich ze Staropolskiego Okręgu Przemysłowego i zatrudnił na kontraktach, które okresowo przedłużał. Hutnictwo dynamicznie się rozwijało, do Kuźnic przybywali kolejni górnicy, ale przede wszystkim przysposabiano do pracy lokalnych chłopów z licznych i ludnych blisko położonych wsi. Po zaledwie kilku latach na lewym brzegu Wolbórki powstał targ (po powstaniu miasta – imienia św. Tekli, obecnie skwer „4 czerwca 1989 roku” na rogu ulic Barlickiego i Warszawskiej).
W 1821 roku uruchomiono jeszcze jeden wielki piec hutniczy nad Wolbórką, w okolicy jej ujścia do Pilicy. Tamtejszy piec dał początek osadzie Gustek (dziś w granicach Tomaszowa). Podobnie jak na granicy dzisiejszych ulic Warszawskiej i św. Antoniego, również na Gustku spiętrzono Wolbórkę tworząc sztuczny staw. Był to piec typu kopolowego.
Według m.in. Włodzimierza Rudzia, górnictwo i tomaszowski przemysł hutniczy oparty na napędzie wodnym, stracił impet rozwojowy wraz z przemianami technologicznymi w przemyśle zachodzącymi od czasu rewolucji przemysłowej, a nie z powodu braku rudy żelaza czy jej niskiej jakości. Surowca nie brakowało, jednak w Tomaszowie nie było złóż węgla, który stał się podstawowym paliwem nowoczesnych maszyn hutniczych. Problemem był kosztowny i trudny transport. W związku z brakiem kolei (miasto otrzymało połączenie kolejowe dopiero w 1884 roku), węgiel przez niemalże cały XIX wiek sprowadzano wozami konnymi aż ze stacji w Rokicinach, oddalonej od wielkiego pieca hutniczego w Kuźnicach Tomaszowskich o 30 kilometrów. Napęd wodny, którego pierwotnie używano w metalurgii stracił na znaczeniu jako nieefektywny. Niemniej, do połowy XIX wieku lokalne hutnictwo sprzyjało dynamicznemu rozwojowi przemysłu lekkiego na początku opartemu na maszynach sprowadzanych z Europy Zachodniej, ale serwisowanych, z czasem również budowanych na miejscu. W tym celu jeszcze w XX wieku funkcjonowały liczne fryszerki i gisernie zaopatrywane już jednak rudą spoza regionu.

#### Kopalnie wapienia i wapienniki

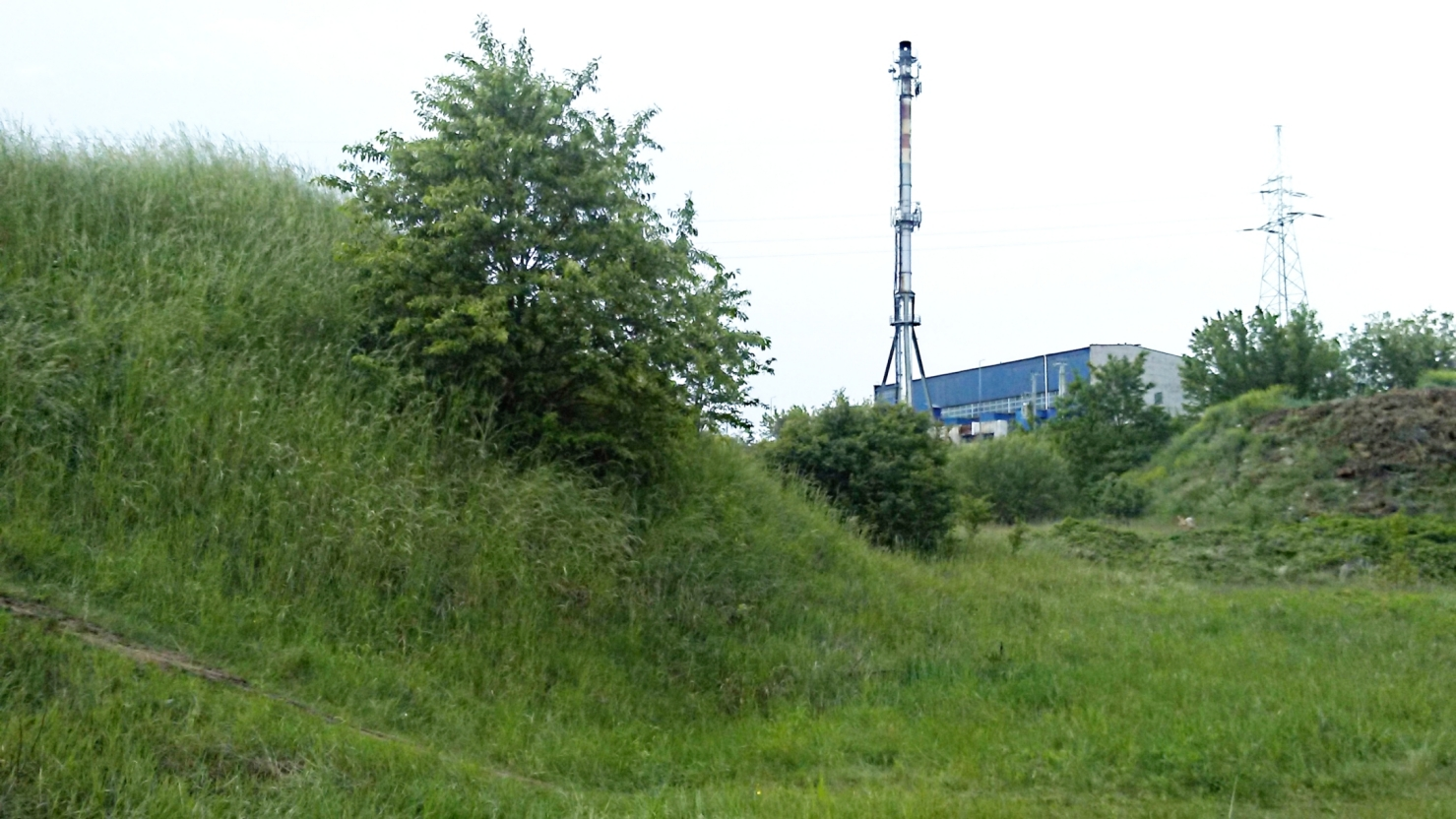
Dawna kopalnia wapienia we wsi Brzustówka (obecnie tereny za elektrociepłownią przy ulicy Wierzbowej w Tomaszowie)

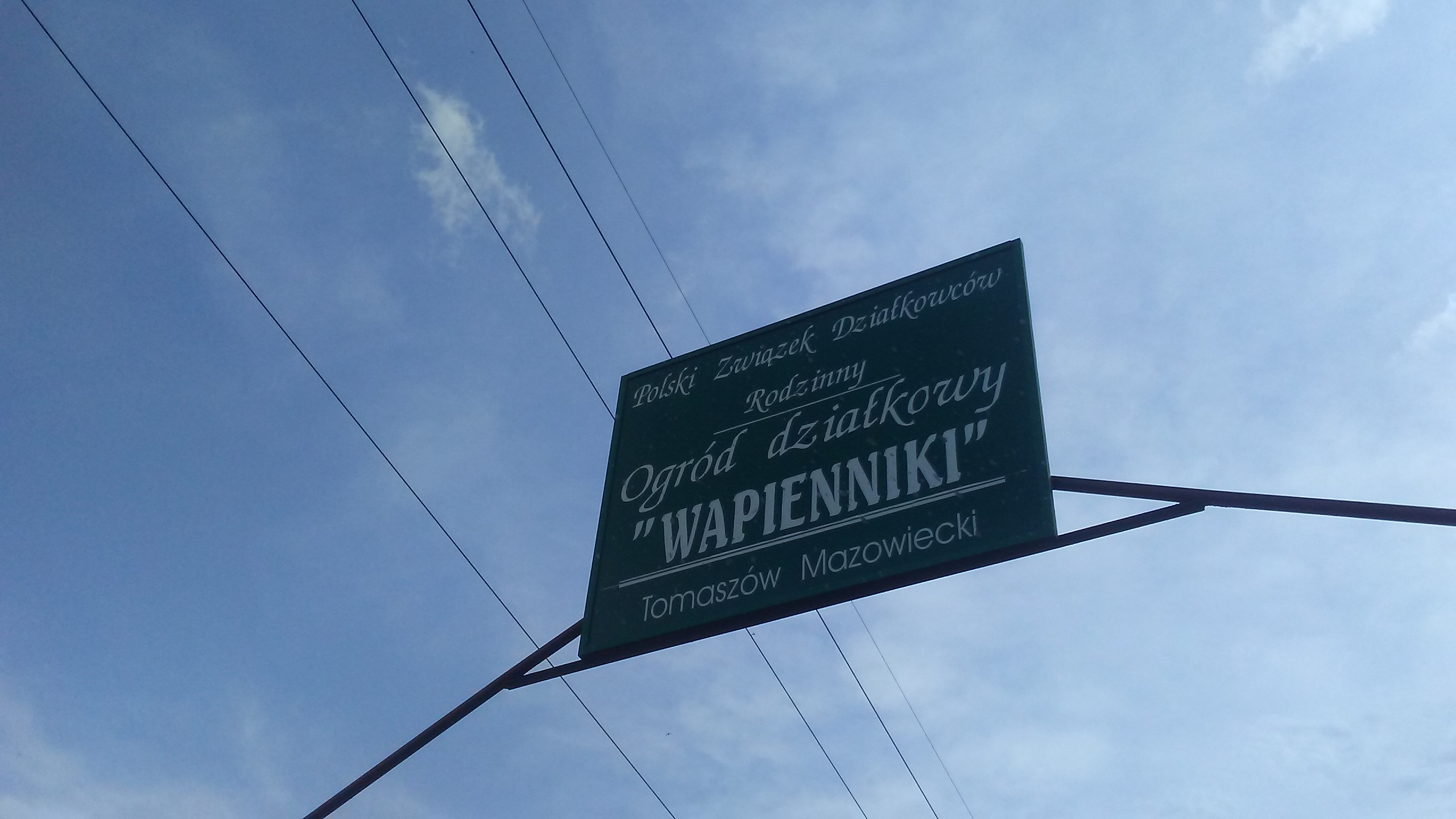
Ogrody działkowe „Wapienniki” sąsiadujące z dawną kopalnią

Na skalę przemysłową obok rudy żelaza od drugiej połowy XVIII wieku na terenie dzisiejszego Tomaszowa wydobywano również kamień wapienny. Największe kopalnie znajdowały się na Brzustówce, we wsi Niebrów, a także w osadzie Piekło nieopodal dzisiejszej dzielnicy Kaczka (ulica Wapienna w Tomaszowie). Przy kopalniach budowano duże piece do wypalania wapna zwane wapiennikami. Stworzone jeszcze w czasach I Rzeczypospolitej manufaktury zajmujące się obróbką kamienia wapiennego i przetwarzaniem go na materiały budowlane były na tyle dochodowe, że administracja pruska której Tomaszów podlegał po rozbiorach Polski do czasu powstania Królestwa Polskiego, inwestowała w nie i znacznie je rozbudowała. Wapień wydobywano w Tomaszowie na potrzeby prywatnego budownictwa jeszcze w drugiej połowie XX wieku. Specjalnością tomaszowskich zakładów było wapno hydrauliczne, które w beczkach przez cały XIX wiek rzeką Pilicą spławiano nawet do odległych miejscowości na Mazowszu. Z produkcji wysokiej jakości wapna zasłynęła wówczas również pobliska wieś Ciebłowice. Tomaszowskimi kopalniami kamienia wapiennego interesował się znany z czasów Królestwa Polskiego naukowiec Georg Pusch, który odkrył tutaj i pierwszy sklasyfikował kości dawno wymarłych gadów.

### Rewolucja przemysłowa

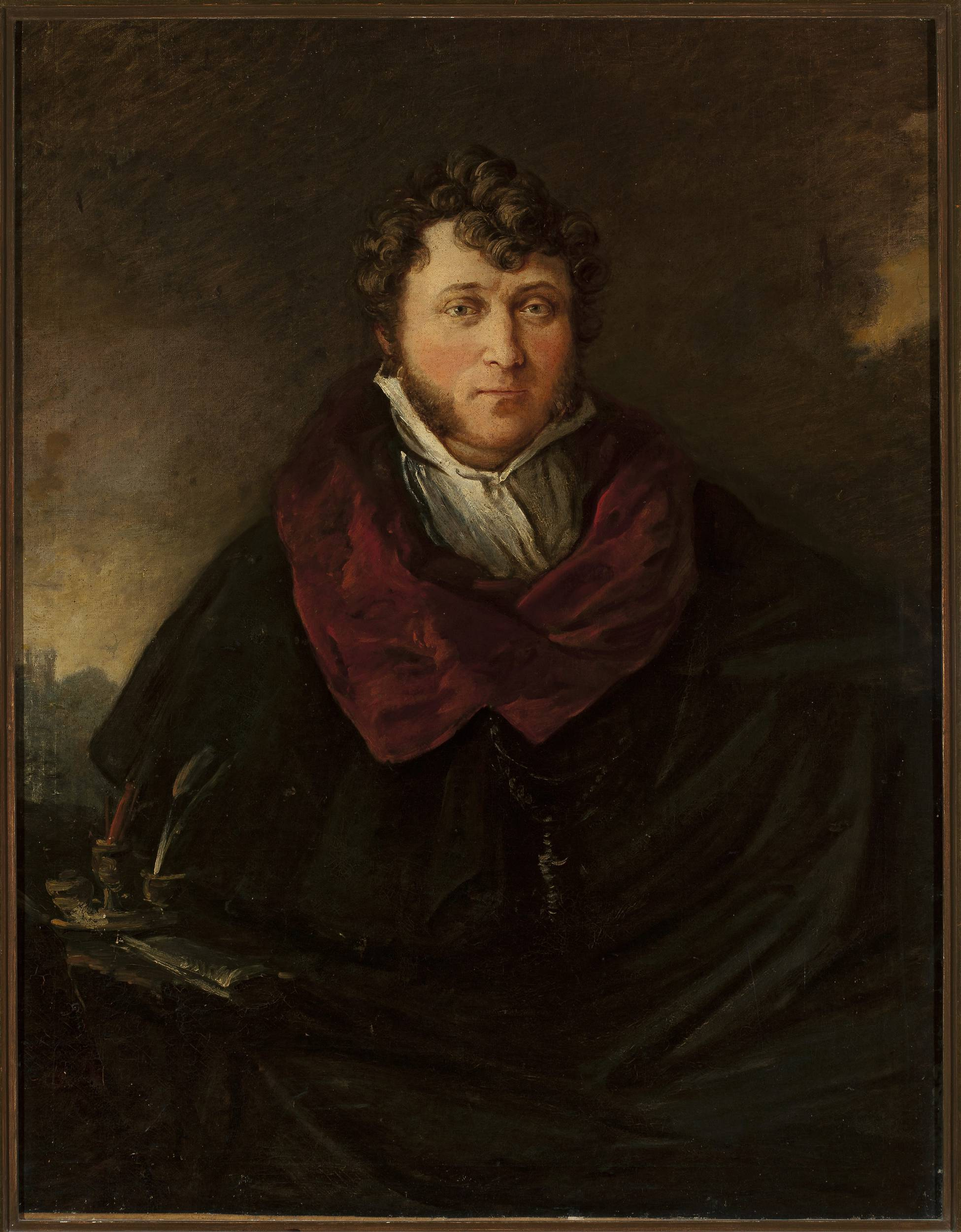
Antoni Ostrowski, syn Tomasza, założyciel miasta. Portert Piotra Michałowskiego z ok. 1824 roku

Czynnikiem pobudzającym Antoniego Ostrowskiego do zorganizowania w swoich dobrach przemysłu włókienniczego była ustanowiona w 1822 roku przez Rosjan protekcyjna taryfa celna. Antoni Ostrowski rozpoczął akcję osadniczą w 1822 roku. Odbył wówczas podróż na Śląsk i do Saksonii, celem zwerbowania sukienników. Do miasta przybyło ponad tysiąc osadników. W 1824 roku Kuźnice nad Wolbórką uzyskały status osady fabrycznej pod zarządem wójta. 6 lipca 1830 roku Tomaszów uzyskał prawa miejskie. Pierwszym burmistrzem miasta został Antoni Wroński, którego Ostrowski powołał na stanowisko ze względu na biegłą znajomość języka niemieckiego, którego używali pierwsi osadnicy. Miastem kierował przez 10 lat, w trudnym okresie represji wobec Ostrowskich po powstaniu listopadowym.

#### Pierwsi osadnicy przemysłu lekkiego

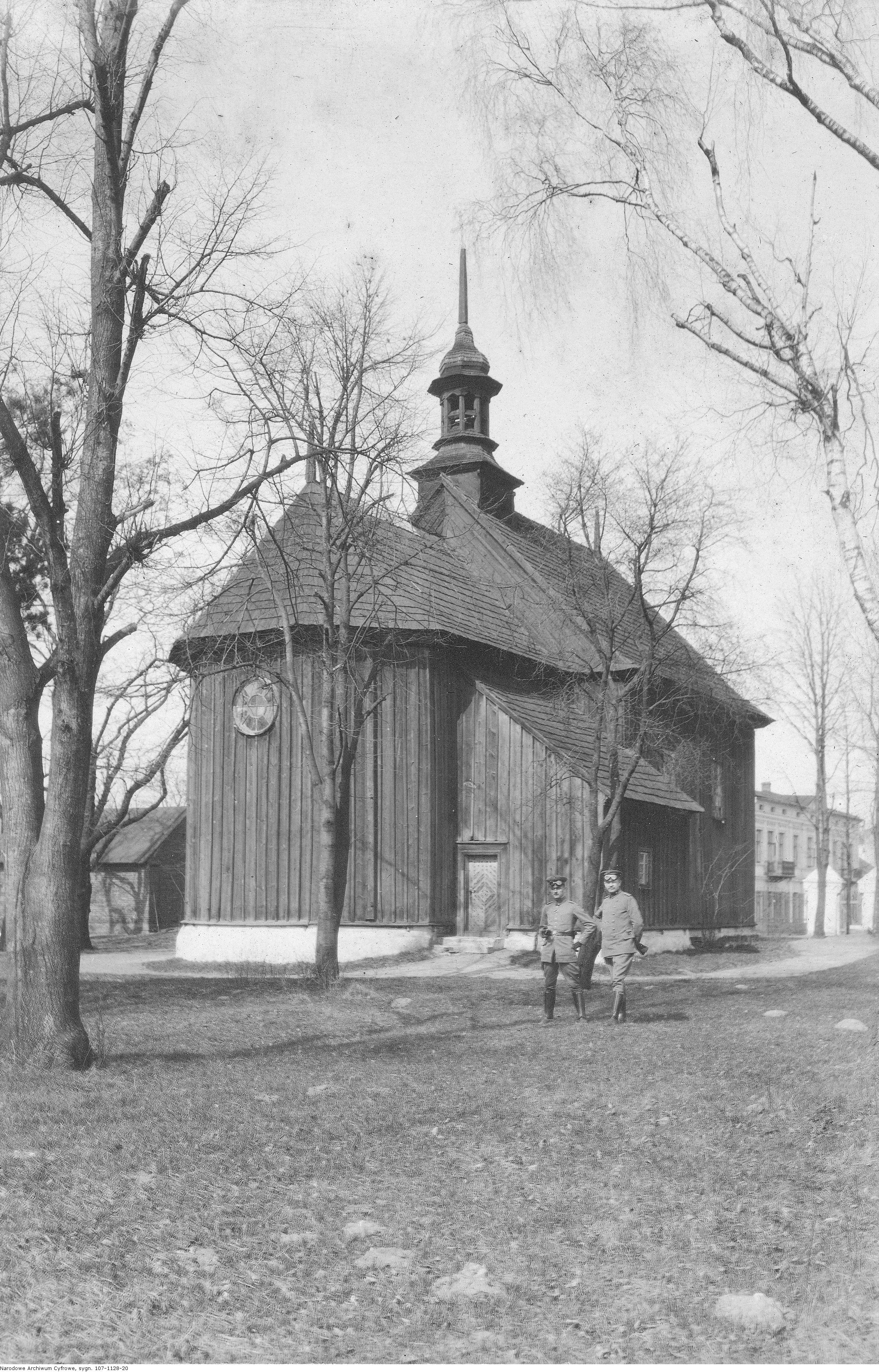
Kościół pw. św. Wacława przy ówczesnej ulicy Wieczność (dziś ul. Słowackiego), przeniesiony do Tomaszowa ze wsi Tobiasze w 1825 roku. Pierwsza świątynia katolicka w mieście (zdjęcie z 1916 roku). Obecnie teren parafii Najświętszej Maryi Panny Królowej Polski. Przy dzisiejszym kościele zachowane liczne epitafia z istniejącego tu od początku XIX wieku najstarszego tomaszowskiego cmentarza. Drewnianą świątynię przeniesiono w 1987 roku do pobliskiej wsi Twarda.

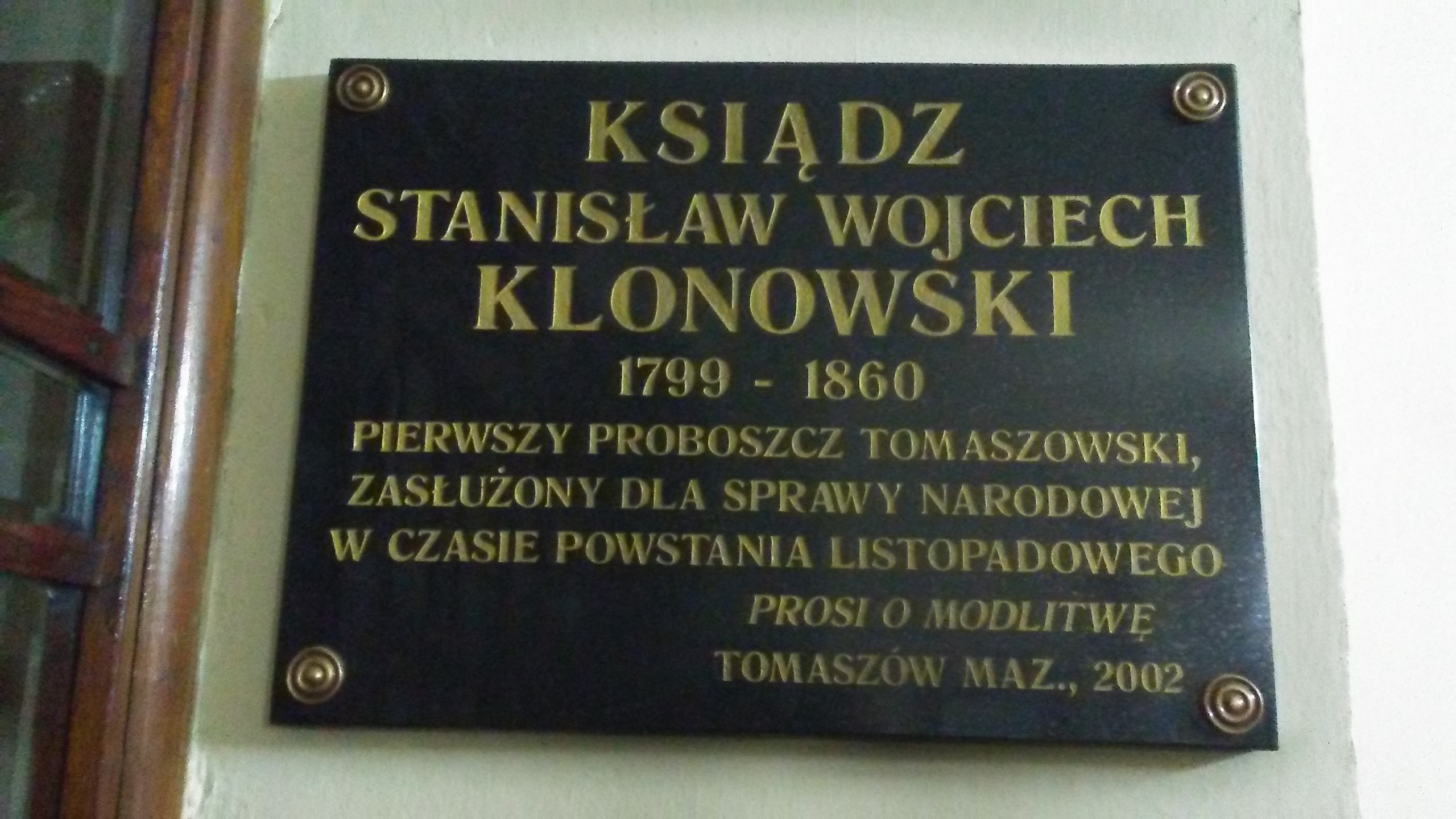
Tablica w kruchcie kościoła pw. św. Antoniego upamiętniająca księdza Stanisława Klonowskiego (1799–1860), pierwszego proboszcza parafii katolickiej w Tomaszowie, wcześniej od 1822 roku opiekuna pierwszej szkoły elementarnej dla dzieci wszystkich wyznań

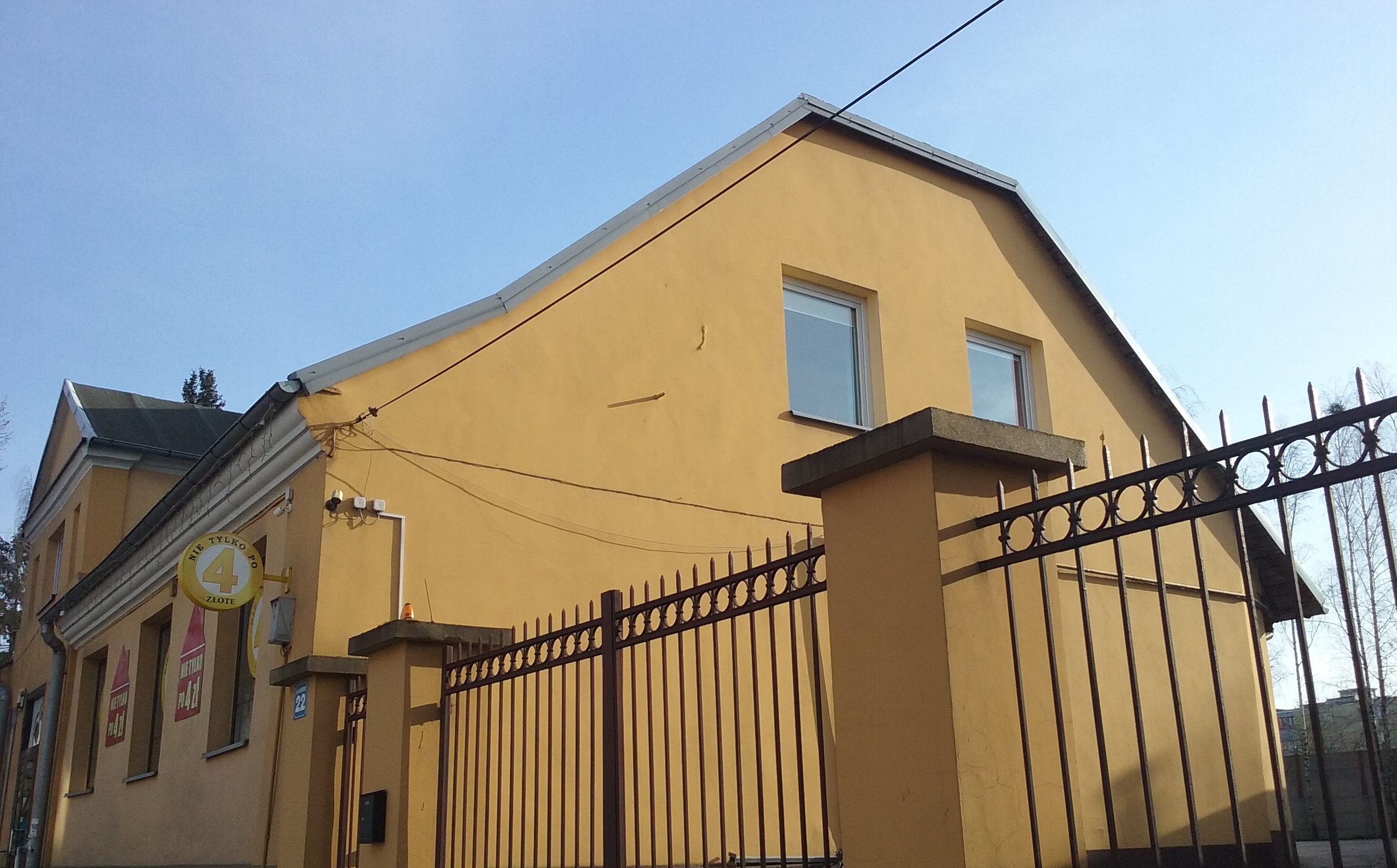
„Dom bednarza” z 1826 roku – dom tkaczy, osadników Tomaszowa. Obecnie ul. św. Antoniego 22

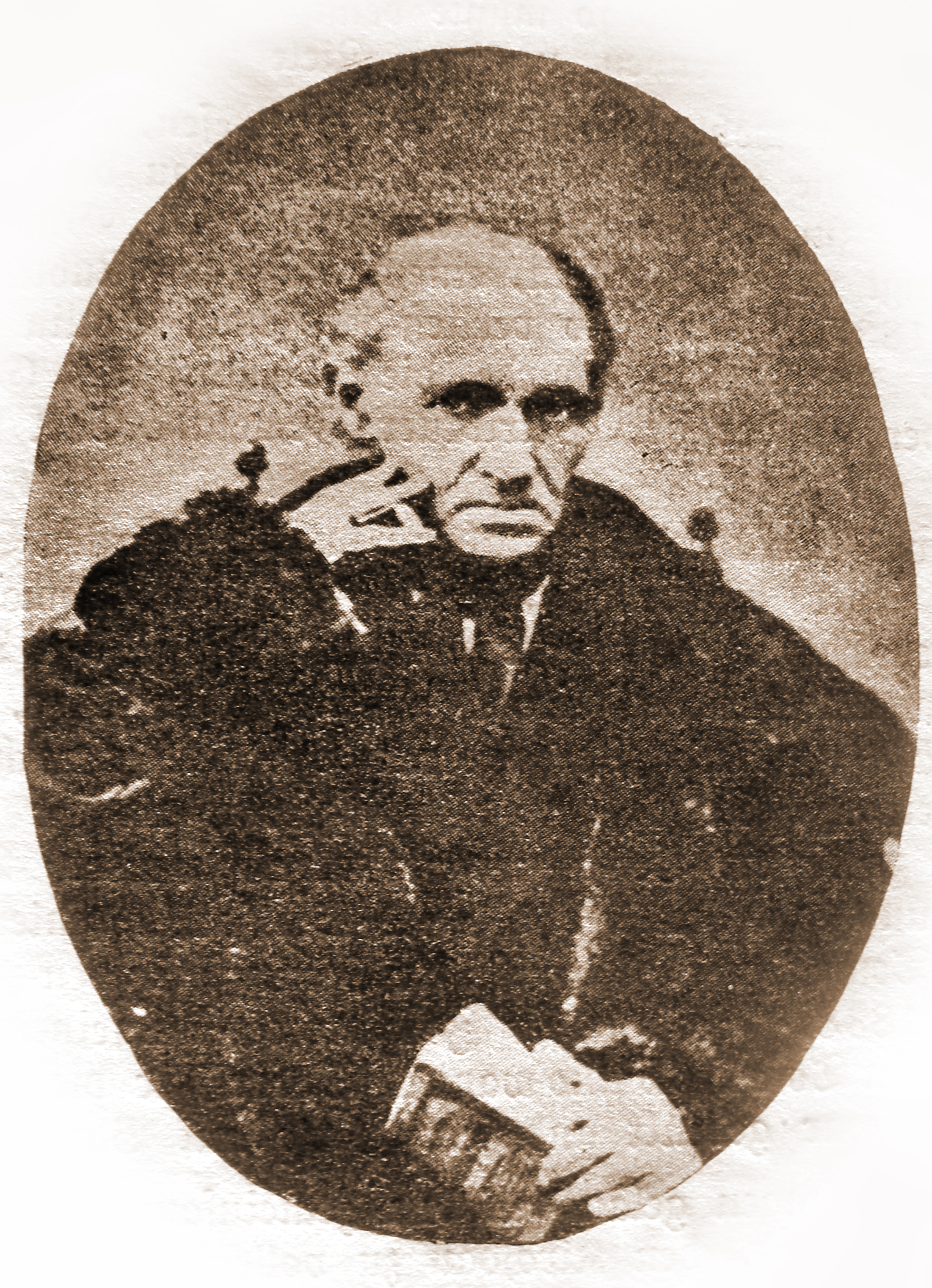
Jan Benni, twórca pierwszej parafii luterańskiej z 1833 roku

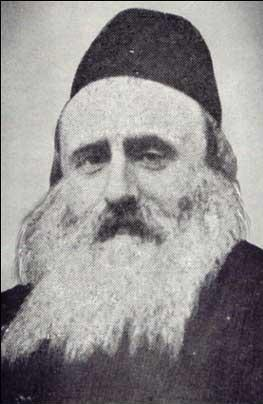
Dawid Bornstein, rabin Tomaszowa w latach 1918–1926. Od 1878 do 1939 roku w mieście istniała synagoga

Pierwsi osadnicy przybyli do Tomaszowa ze Zgorzelca na przełomie 1822 i 1823 roku, zajęli kilka działek nad stawem przy ulicy Jeziornej i dalej ku wsi Niebrów, następni osiedlali się na rynku św. Tekli. W kolejnych latach wykarczowano las i wytyczono ulice: Gustowną (obecnie ulica Konstytucji 3 maja), św. Władysława (obecnie ulica Kołłątaja) i Krzywą, przydzielając osadnikom działki pod domy. Działki zasiedlane były na prawach dzierżawy wieczystej, a relacje z dziedzicem Ostrowskim regulowały 43-punktowe kontrakty osadnicze. Tym samym powstała pierwsza lewobrzeżna dzielnica Tomaszowa.
W latach 1822–1829 rozpoczęto budowę i zasiedlanie dwóch dzielnic po prawej stronie Wolbórki. Centrum pierwszej tworzył Rynek św. Józefa (obecnie plac Kościuszki w centrum miasta) i przecinająca go ulica Kaliska (obecnie aleje Piłsudskiego). Od zachodu w stronę Piotrkowa ulicę Kaliską zamykał rynek zwany Gawrokiem.
Drugą dzielnicę prawego brzegu Wolbórki wytyczono na wschód od Rynku św. Józefa. Dzielnica skupiać się miała wokół własnego centrum, który stanowił Rynek św. Antoniego (obecnie część Parku Miejskiego im. Jana Rodego). Antoni Ostrowski chciał nadać jej specjalne przywileje i uczynić ją centrum handlu wełną. Centralną osią wschodniej dzielnicy była ulica św. Antoniego. Równolegle do niej po prawej stronie wytyczono ulice: Mojżesza (obecnie Stolarska), Boźniczą (obecnie Bohaterów Getta), Polową, Teatralną i Leśną. Po lewej stronie wzdłuż wschodniej granicy dzielnicy, do pałacu Ostrowwskich i browaru prowadziła ulica Piliczna (obecnie ulica Mościckiego). Browar w Tomaszowie istniał do początków XXI wieku. Dziś na jego miejscu znajduje się osiedle mieszkaniowe „Browarna”. Wszystkie dzielnice łączyły główne ulice miasta: Kaliska, św. Antoniego i Warszawska.

#### Landsbergowie

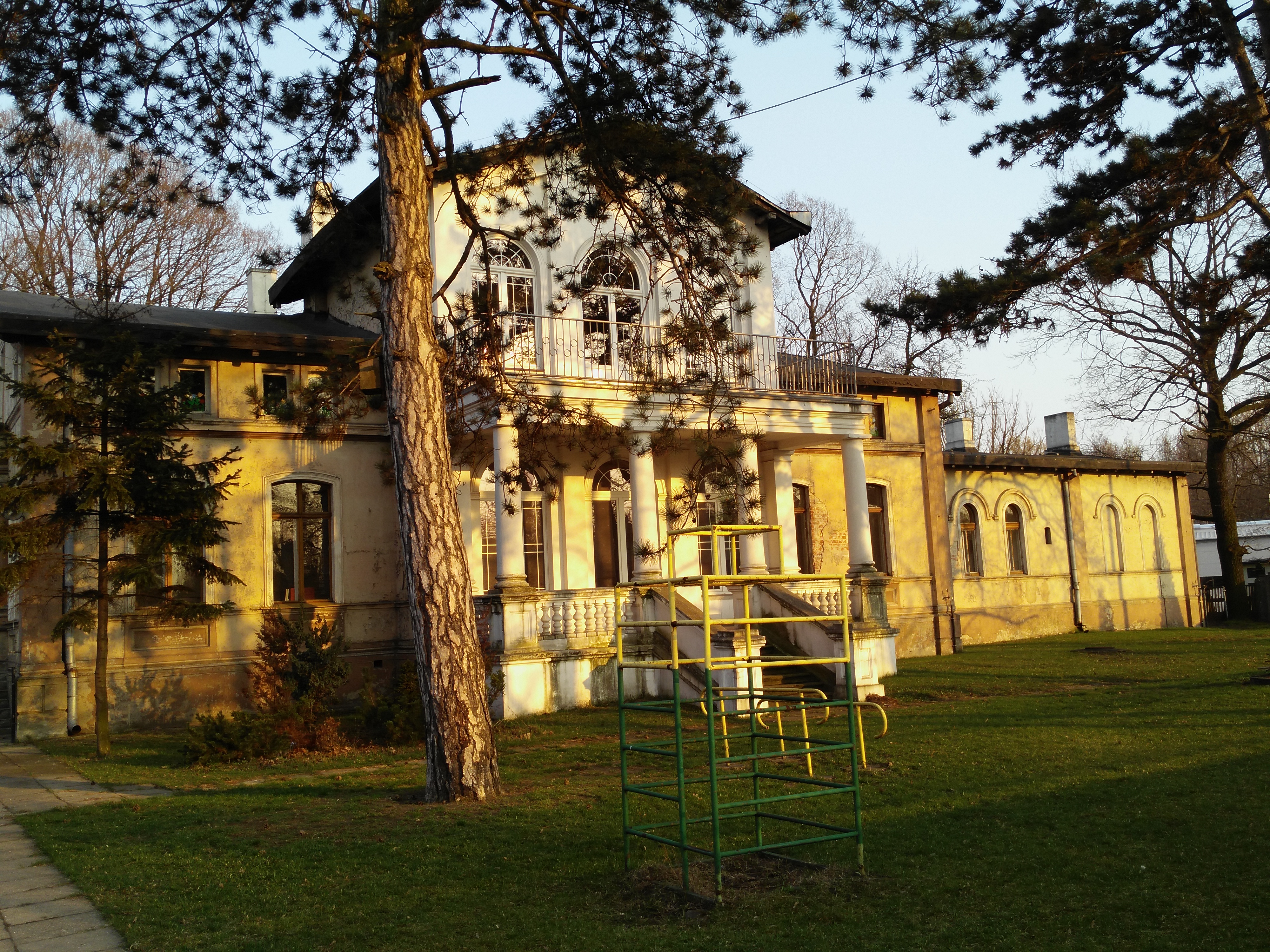
Willa Aleksandra Landsberga przy ul. Konstytucji 3 Maja, obecnie przedszkole

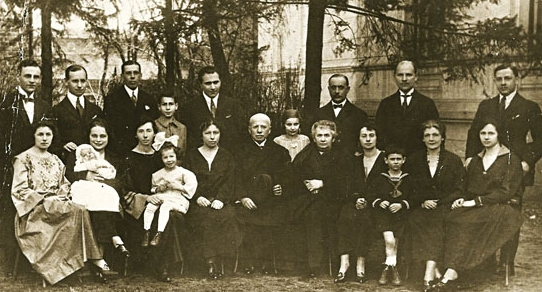
Rodzina Landsbergów

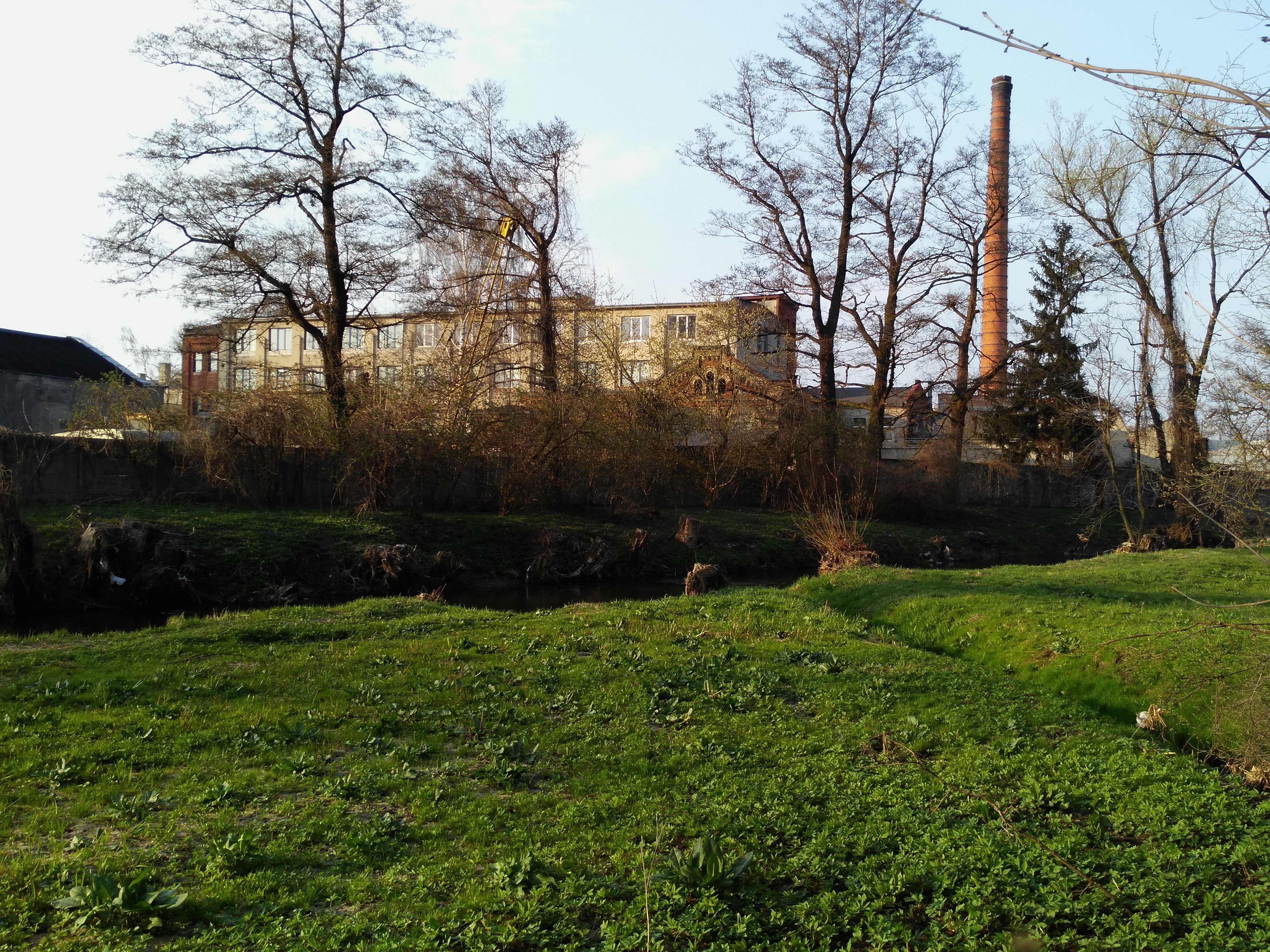
Jedna z fabryk Landsberga

Hilary Landsberg w 1857 roku, rozpoczął produkcję wyrobów wełnianych. W 1881 r. wybudował przy ul. Gustownej 46. W końcu XIX w. zakłady posiadał 1800 wrzecion przędzalniczych, 70 krosien tkackich i 44 maszyny wykończalnicze i farbiarskie. Po jego śmierci w 1898 roku spadkobiercy powołali spółkę firmową, wykupując kolejne nieruchomości. Wartość produkcji wzrosła z około 480 tys. rubli w 1899 roku do 1,5 min rubli w 1911 r. Wzrosła też liczba krosien mechanicznych z 70 sztuk w 1899 r. wzrosła do 198 w 1912 r., a liczba wrzecion z 1800 do 3000. 19 maja 1907 r. car Mikołaj II zatwierdził statut spółki: Towarzystwo Akcyjne Fabryk Sukna H. Landsberga. Kapitał zakładowy określono na 1,2 min rubli i był podzielony na 240 akcji. Większość akcji otrzymali spadkobiercy Landsberga. Firma poniosła olbrzymie straty w okresie I wojny światowej.

#### Jakub Halpern
Jakub Halpern w 1853 roku założył firmę handlową, a później dział produkcyjny sukien i trykotaży. W 1900 roku posiadała m.in. 60 krosien mechanicznych i 2800 wrzecion. W 1899 r. firmę przekształcono w spółkę akcyjną pod nazwą Towarzystwo Akcyjne Manufaktury Sukna J. Halperna z kapitałem 600 tys. rubli. W 1900 roku firmę przejęli jego synowie: Maurycy, Karol i Michał. 24 sierpnia 1910 roku spalił się trzypiętrowy budynek fabryczny, w którym mieściły się główne oddziały produkcyjne. Po odbudowie w 1912 roku zmieniono profil produkcyjny na produkcję wełny czesankowej.

#### Bornsteinowie

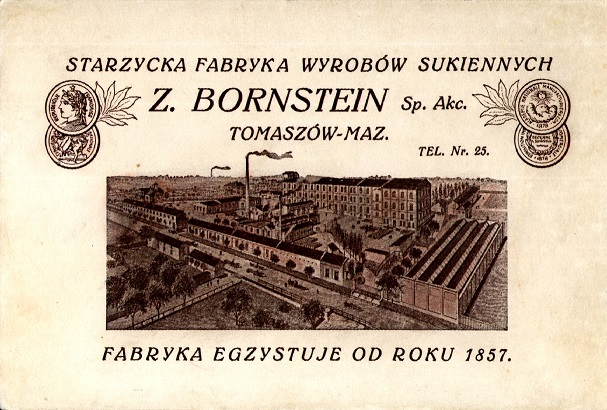
Starzycka Fabryka Wyrobów Sukiennych Zussmana Bornsteina z 1857 r.

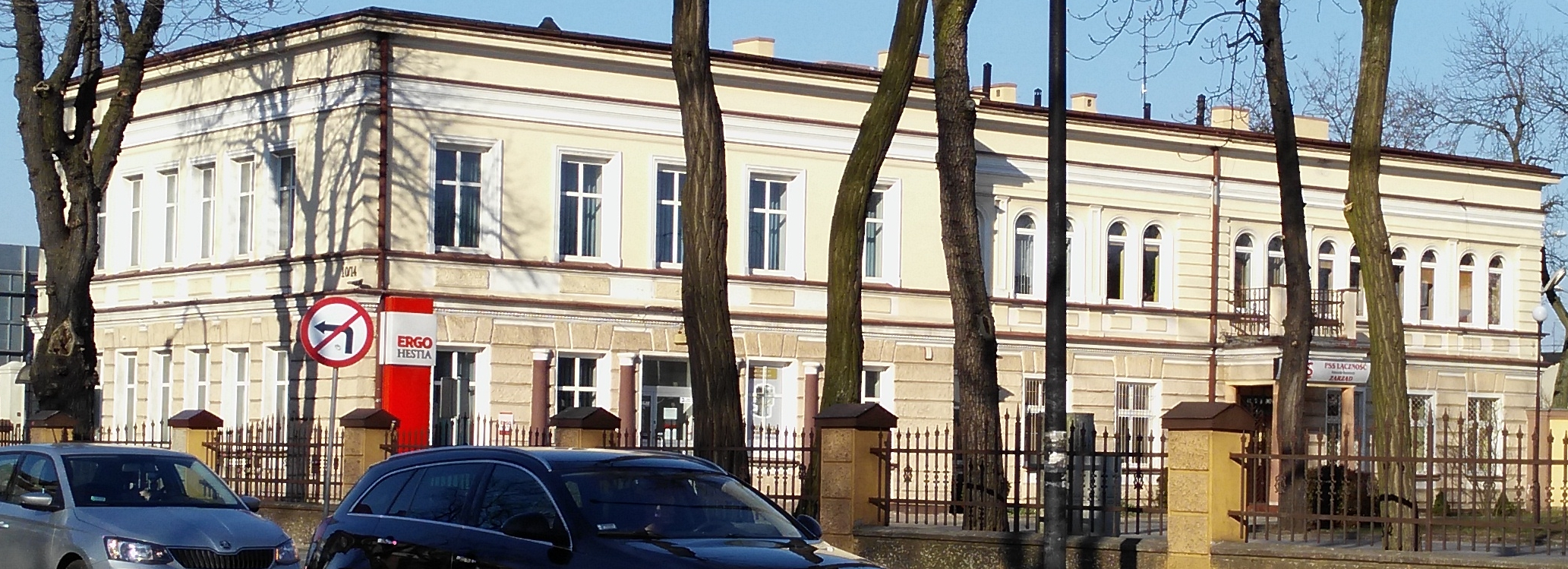
Willa Dawida Bornsteina, jednego z czterech największych fabrykantów Tomaszowa

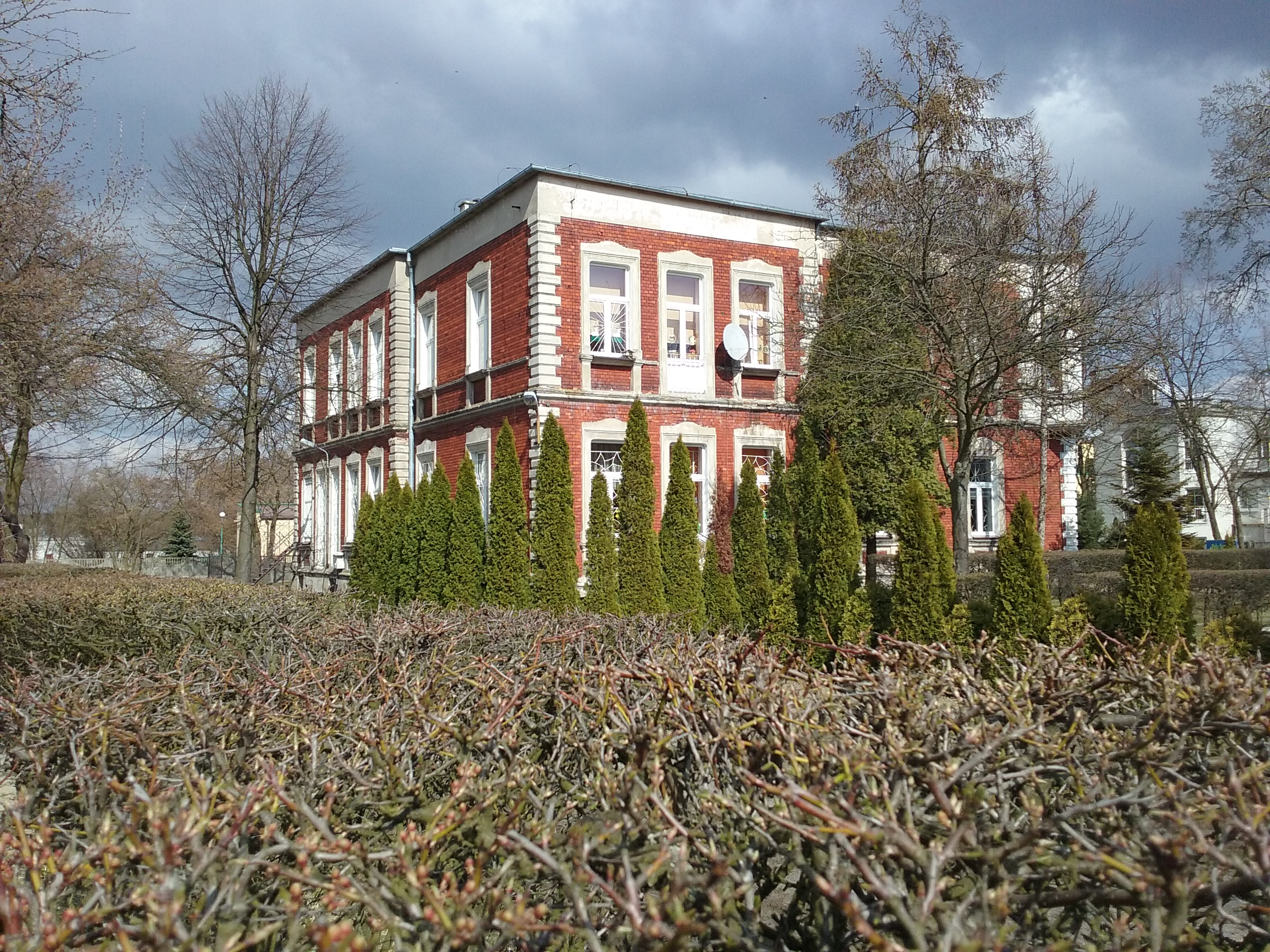
Willa Zusmana Bornsteina, ul. Warszawska 103 A (obecnie przedszkole)

W 1913 roku w przedsiębiorstwie Zussmana Bornsteina w Starzycach wprowadzono napęd elektryczny. W połowie 1914 roku czynnych było 105 krosien i 4700 wrzecion, a zatrudnienie osiągnęło 430 osób. Spadkobiercy założyli firmę przemysłowo-handlową Starzycka Fabryka Sukna i Kortów. Drugą fabrykę prowadził Dawid Bornstein, w której w roku 1913 zatrudnionych było 300 robotników pracujących na 72 krosnach. W okresie I wojny światowej fabryka została zdewastowana na skutek rekwizycji surowców i gotowych towarów, jak i wywozu i niszczenia maszyn przędzalniczych. Tomaszów Mazowiecki pozostał jednym z głównych ośrodków produkcji sukna i kortu.

#### Przemysł wełniany

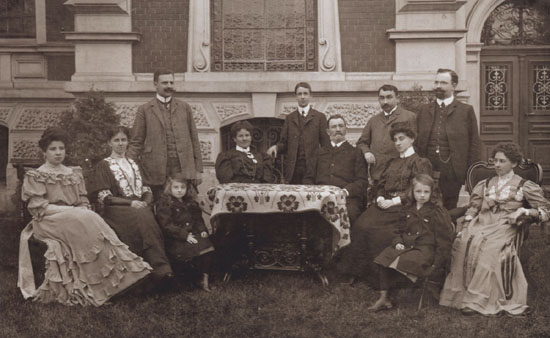
Moritz Piesch (siedzący za stołem z żoną Sophie), z rodziną. Jedna z czterech najzamożniejszych tomaszowskich rodzin fabrykanckich. Przed pałacem przy dzisiejszej ul. Barlickiego

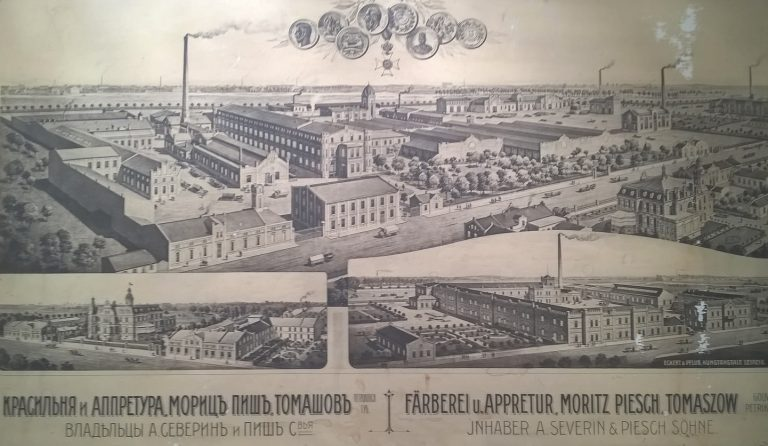
Fabryki Moritza Piescha: farbiarnia i wykańczalnia przy ul. św. Tekli (obecna ul. Barlickiego)

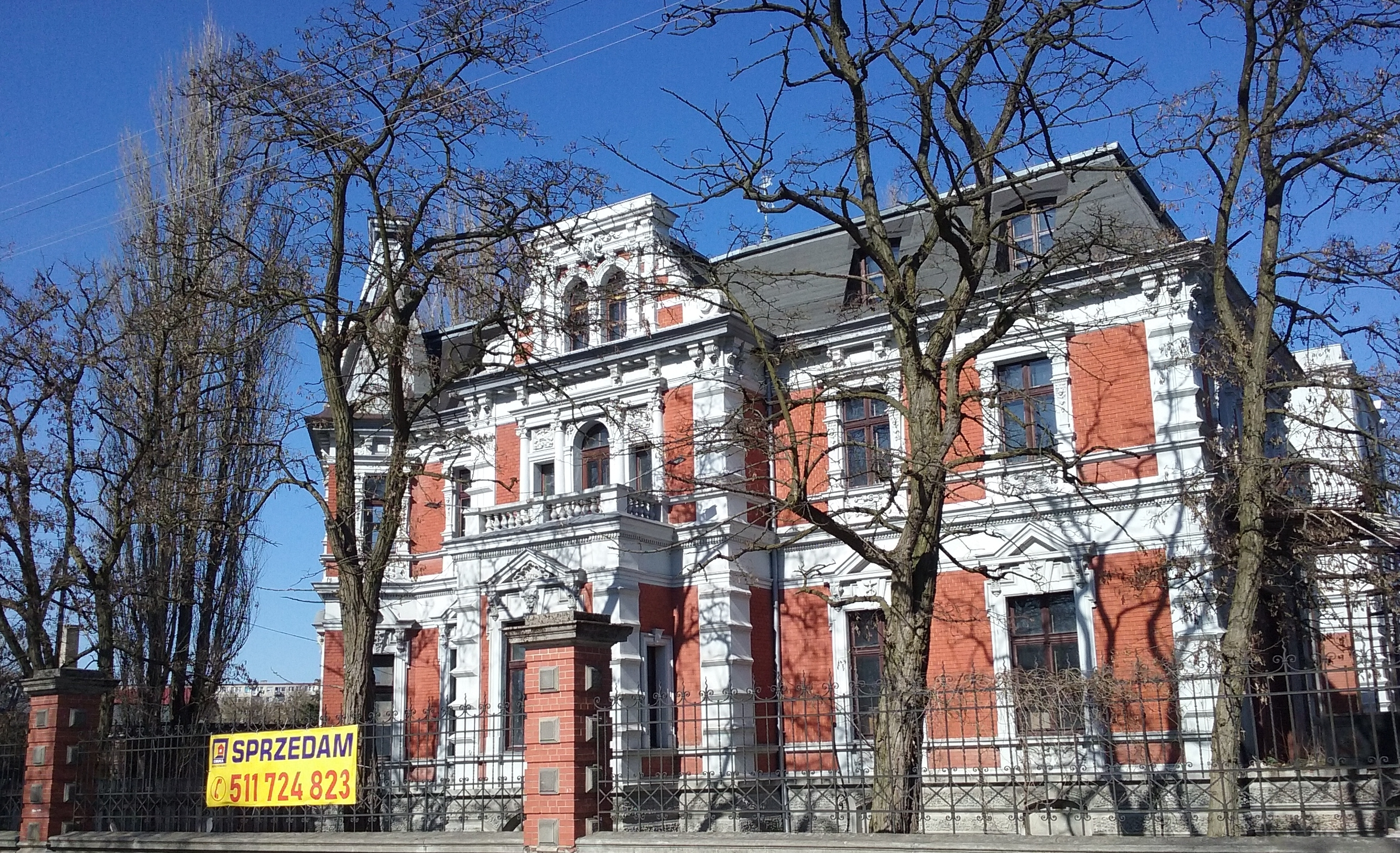
Pałac Moritza Piescha przy ówczesnej ulicy św. Tekli, dziś Barlickiego 32 (2019)

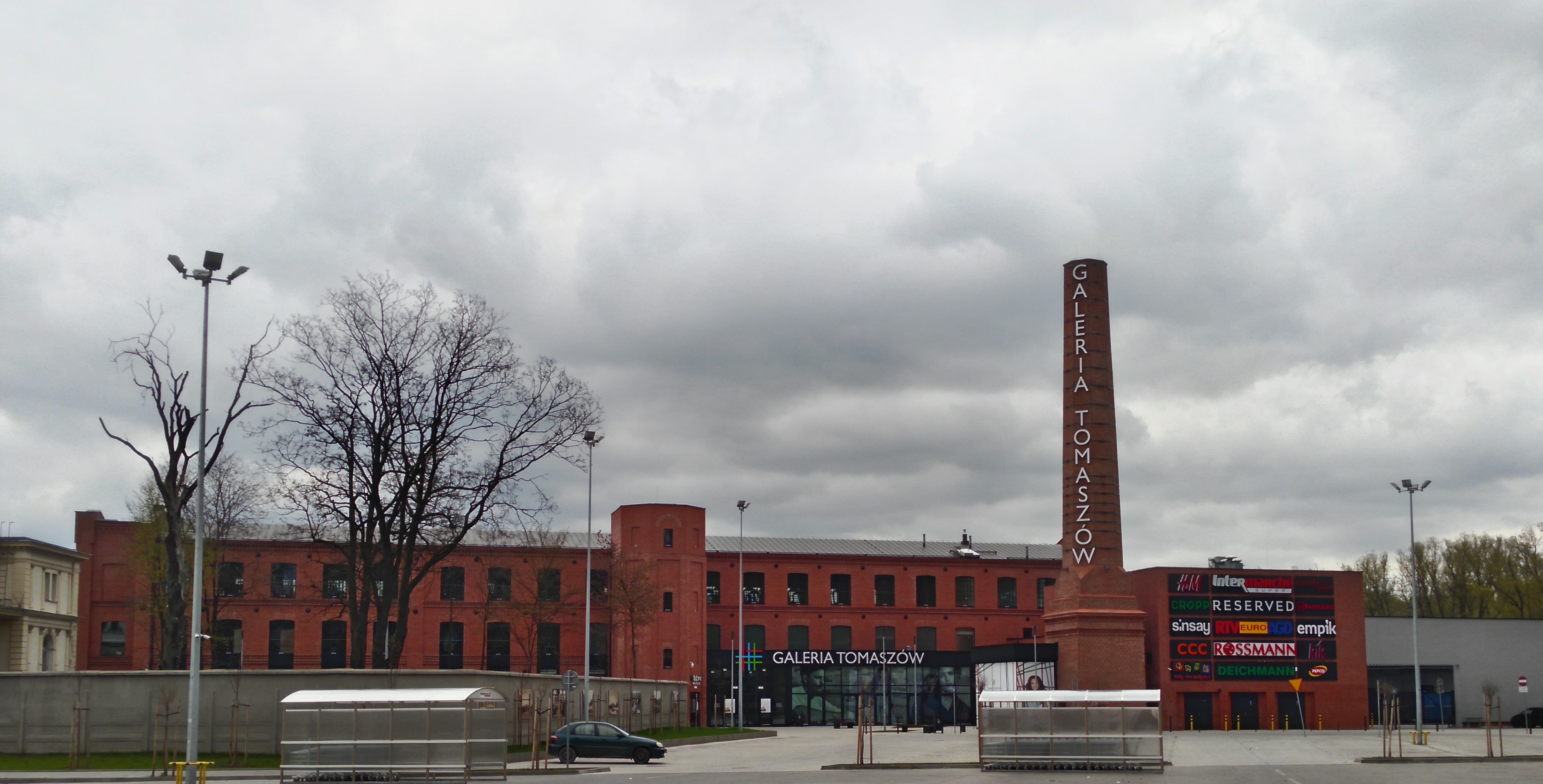
Hala dawnej fabryki Moritza Piescha, obecnie Galeria Tomaszów

Tomaszowski przemysł wełniany odgrywał dużą rolę w przemyśle Królestwa Polskiego. W 1900 r. wartość tego przemysłu w mieście wyniosła 3258 tys. rubli i stanowiła 4,2% wartości globalnej produkcji Królestwa Polskiego. W 1909 r. wartość ta wzrosła do 7200 tys. rubli i stanowiła 7,2% globalnej produkcji Królestwa Polskiego. W latach 1900–1901 średnia liczba robotników przypadająca na jeden zakład wyniosła 101, a wartość produkcji w przeliczeniu na jeden zakład wyniosła 208 859,9 rubli. Na przełomie XIX i XX w. następowała koncentracja przemysłu tomaszowskiego. Spadła liczba zakładów z 69 w 1869 r. do 32 w 1913 r. przy jednoczesnym wzroście liczby zatrudnionych robotników z 966 w 1869 r. do 5286 w 1913 r. oraz wartości produkcji z 968 tys. rubli w 1869 r. do 13 815 tys. rubli w 1913 r.
Do wybuchu I wojny światowej przemysł włókienniczy Tomaszowa Mazowieckiego podlegał ciągłej rozbudowie. W 1913 r. przemysł wełniany całego miasta zatrudniał 5286 robotników, a wskaźnik wzrostu w stosunku do 1869 r. wyniósł 547,2%; produkcja osiągnęła wartość 13 815 000 rubli, natomiast wskaźnik wzrostu w stosunku do 1869 r. w 1913 r. wyniósł aż 1427,1%. W 1913 r. w Tomaszowie Mazowieckim było 16 dużych i wielkich przedsiębiorstw. Zakłady te skupiały 86,5% ogółu robotników zatrudnionych w przemyśle wełnianym Tomaszowa Mazowieckiego, a wartość ich produkcji stanowiła 84,4% globalnej wartości produkcji przedsiębiorstw wełnianych całego miasta. Największymi zakładami były:
- Towarzystwo Akcyjne H. Landsberg – 800 robotników oraz wartość produkcji 2 500 000 rubli;
- Farbiarnia i wykończalnia M. Piescha – 800 robotników i wartość produkcji 1 milion rubli;
- Spółka Akcyjna J. Halperna – 350 robotników i wartość produkcji 500 000 rubli;
- Wykańczalnia O. Fürstenwalda – 400 robotników i wartość produkcji 800 000 rubli[68].

W 1914 r., powstała nowa spółka akcyjna z udziałem kapitału francuskiego. Przekształcono farbiarnię i wykończalnię Moritza Piescha w towarzystwo akcyjne. Udział kapitału francuskiego wynosił 25%, a zaangażowana w to była firma francuska z Roubaix, która posiadała już swoją filię w Łodzi. Zreorganizowane przedsiębiorstwo miało kapitał zakładowy w wysokości 3 500 000 franków i zatrudniało w 1914 r. 900 robotników.

#### Fabryki dywanów

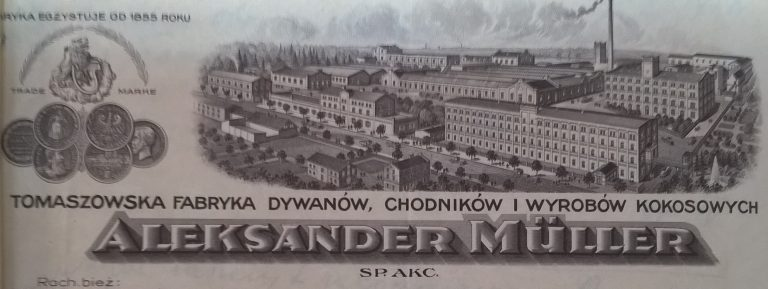
Fabryka dywanów Mullera na Rolandówce

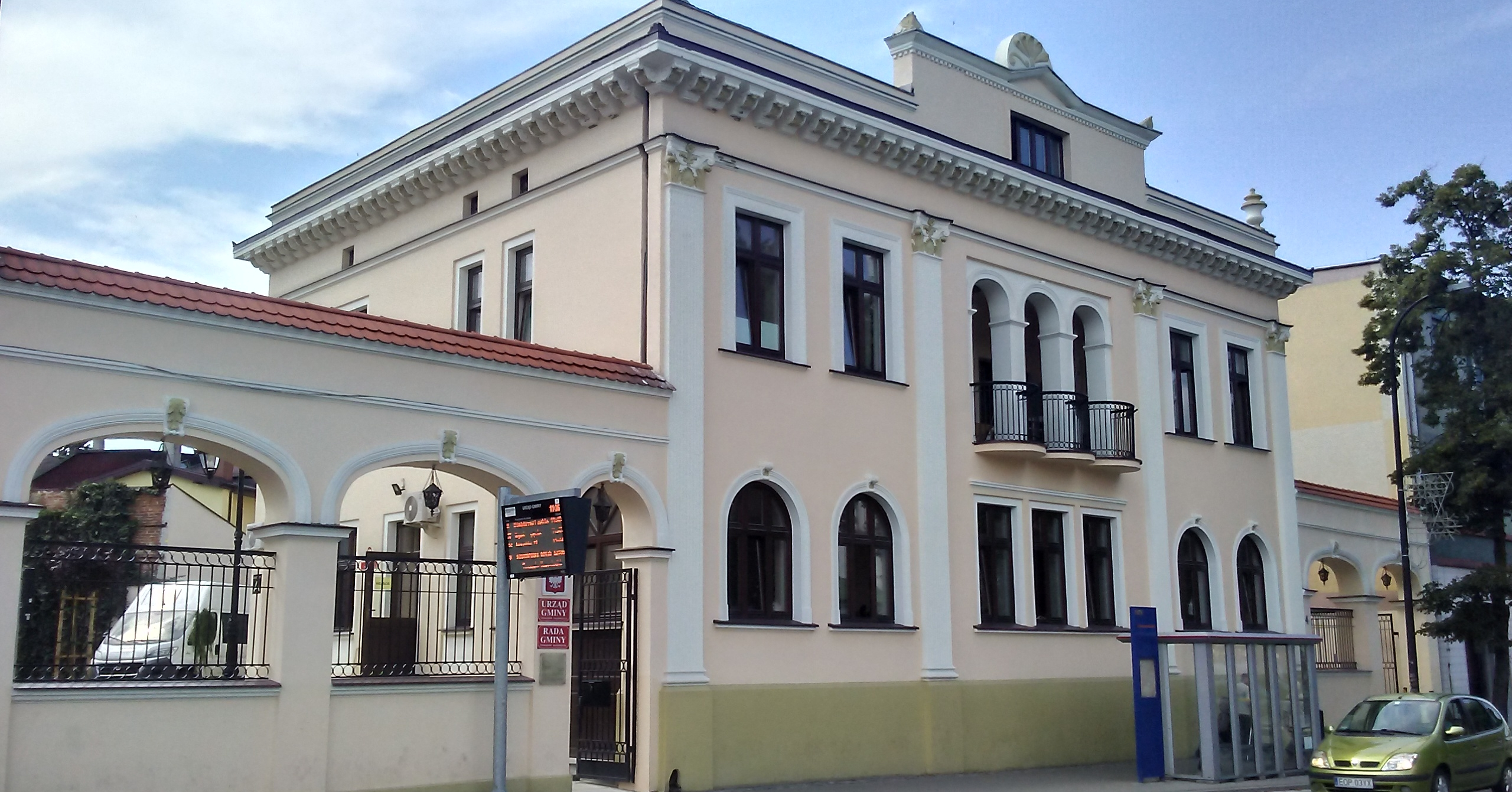
Kamienica Borucha Szepsa współwłaściciela Starzyckiej Manufaktury Dywanów. Obecnie siedziba Urzędu Gminy Tomaszów Mazowiecki. Mościckiego 4

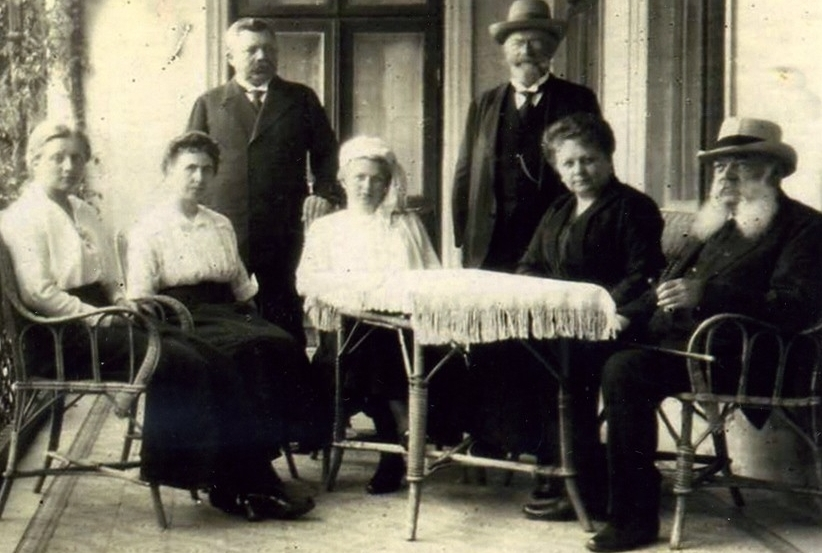
Rodzina Knothe, właściciele wytwórni sukna i okazałej kamienicy na pl. Kościuszki (dzisiaj siedziba Miejskiej Biblioteki Publicznej). Pierwsze postaci od prawej strony: Edmund Fryderyk Knothe i jego żona Berta Knothe z domu Paetzold

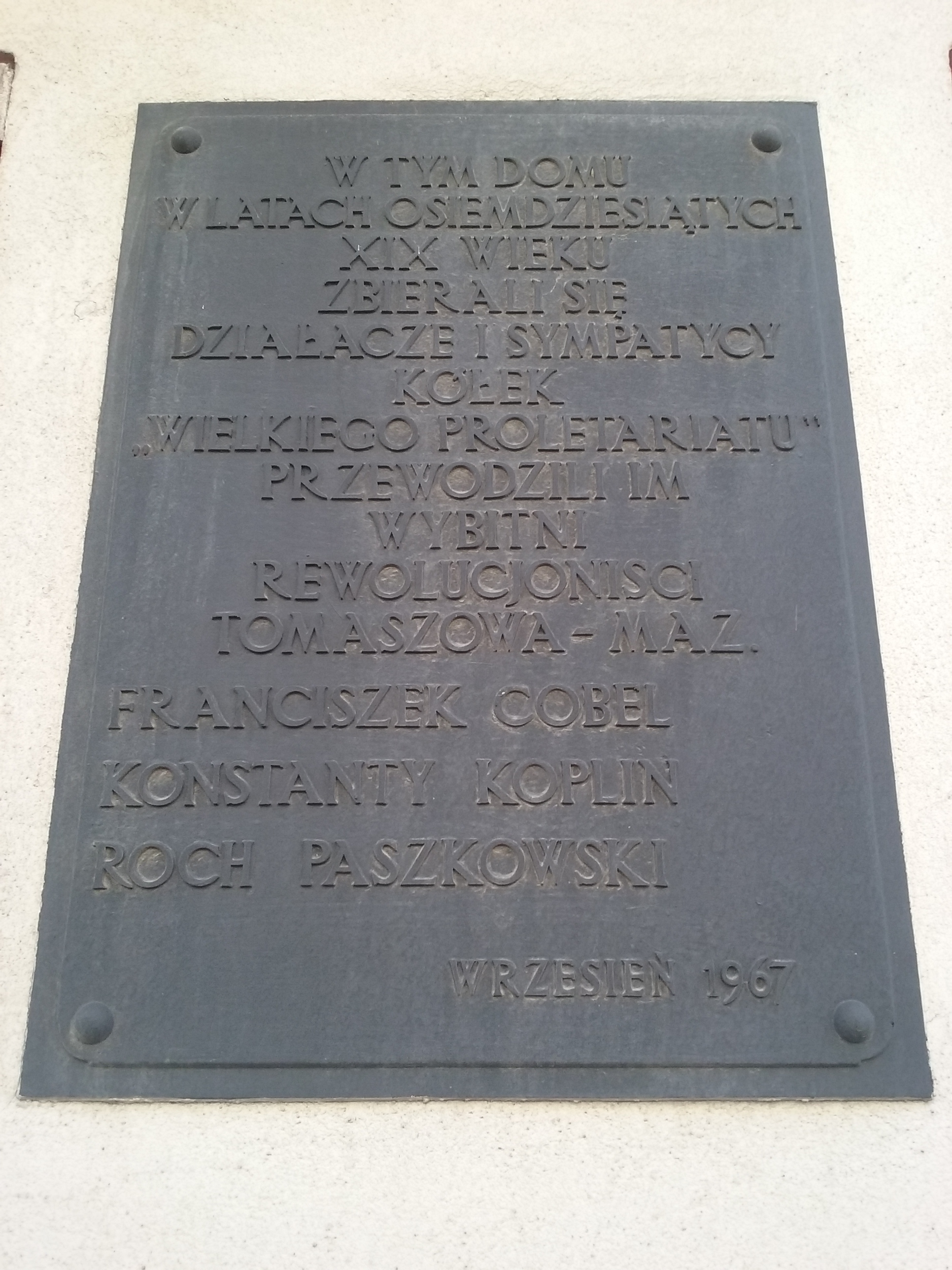
W latach 80. XIX wieku w Tomaszowie działali rewolucjoniści I Proletariatu, m.in. Fanciszek Cobel, Konstanty Koplin, Roch Paszkowski. Na zdjęciu tablica na kamienicy przy ulicy Krzyżowej 30

Ważną rolę odgrywała Fabryka Dywanów i Chodników, powstała w połowie XIX w. Założył ją Edward Roland. Pierwsza wzmianka o niej pochodzi z 1846 r. Początkowo składała się z dwóch działów: przędzalni i tkalni. W latach następnych zakład rozbudowano. Dnia 7 lutego 1885 r. E. Roland formalnie przestał być właścicielem fabryki i domów, które przejęli synowie Edwarda: Edward-junior, Samueli Gustaw. W 1891 r. Edward-junior sprzedał swojemu szwagrowi Aleksandrowi Müllerowi. W 1893 r. było 40 warsztatów, przędzalnia z 480 wrzecionami. W 1895 r. wybudowano nowy zakład, stary spłonął w 1896 r. W 1898 r. produkowano dywany, chodniki i wycieraczki, pracowało 95 osób. Najwyższą wartość osiągnęła produkcja w 1899 r. W 1904 r. w fabryce pracowało 87 osób, a w 1910 r. – 198 osób. W latach 1907–1908 powstały wytwórnie dywanów Szepsa i Meisreba, powstała też nowa osada. W 1912 r. wyłącznym właścicielem fabryki staje się A. Müller. W 1914 r. w fabryce pracowało 350 robotników, czynnych było 260 krosien, w większości mechanicznych, w przędzalni pracowało 2000 wrzecion. Fabryka działa do dziś jako Fabryka Dywanów Weltom S.A..

#### Tomaszowska Fabryka Sztucznego Jedwabiu
Duże znaczenie dla przyszłości miasta miało uruchomienie produkcji sztucznego jedwabiu w Tomaszowskiej Fabryce Sztucznego Jedwabiu Spółce Akcyjnej. Była to pierwsza firma wytwarzająca włókna sztuczne na ziemiach polskich, jak również na terenie całego imperium rosyjskiego. Powstała 13 stycznia 1911 r. z inicjatywy Feliksa Wiślickiego pod pełną nazwą Towarzystwo Akcyjne TFSJ. Uruchomienie produkcji nastąpiło 1 maja 1912 r., przemysłową i handlową działalność Towarzystwo rozpoczęło 1 lipca 1912 roku. 4 sierpnia 1909 r. Ministerstwo Handlu w Petersburgu przesłało na ręce konsula belgijskiego w Odessie zezwolenie na otwarcie fabryki. Dnia 26 stycznia 1910 r. został sporządzony akt organizacyjny przedsiębiorstwa. Założycielami fabryki zostali: Salomon Landau, Feliks Landsberg, Aleksander Landsberg. Towarzystwo rozpoczęło działalność 13 stycznia 1911 r., kiedy to w hotelu Bristol w Warszawie odbyło się pierwsze ogólne zebranie akcjonariuszy. Pod kierownictwem inż. F. Wiślickiego i inż. Michała Hertza 1 maja 1912 r. uruchomiono nową wytwórnię na gruntach „Osady Wilanów”. Do Zarządu nowego zakładu weszli: Stanisław Landau – prezes, A. Landsberg – wiceprezes, F. Landsberg, Henryk Majmon, Gustave Popelier, dr W. Sachs, i inż. F. Wiślicki. Dyrektorem zarządzającym został M. Hertz. Tylko przez pierwsze sześć miesięcy wyprodukowano ogółem 62 ton jedwabiu sztucznego. Fabryka i produkcja była ciągle rozbudowywana, zwiększana i udoskonalana. W 1913 r. Zarząd przystąpił do budowy nowych hal produkcyjnych.

#### Fabryka zapałek Sachsa i Piescha
Fabryka powstała w 1896 r. W 1899 r. zatrudniało 117 robotników, w 1902 r. – 158 robotników, a w 1909 r. już 183 robotników i osiągnął produkcję 370 869 rubli.

#### Napływ ludności wiejskiej i rozwój rzemiosła
W latach I wojny światowej i po jej zakończeniu do Tomaszowa Mazowieckiego nastąpił napływ ludności wiejskiej pochodzenia polskiego. Powstały zakłady przemysłowe i warsztaty rzemieślnicze, najwięcej sukienniczych. W 1853 r. było 292 fabrykantów i rzemieślników, 4 zakłady fabryczne i 85 innych fabryk. W 1892 roku było 14 zakładów włókienniczych, które zatrudniały 61 robotników. W 1913 r. działało 41 zakładów krawieckich, 46 rzeźniczych, 40 piekarskich, 38 szewskich, 34 stolarskich, 16 czapniczych, 13 ślusarsko-tokarskich, 12 fryzjerskich, 10 zegarmistrzowskich (ogółem 342 zakłady). W 1888 r. w Tomaszowie było: 74 krawców, 78 szewców, 41 stolarzy, 36 rzeźników, 27 piekarzy, 23 kowali, 21 czapników, 18 siodlarzy, 19 ślusarzy, 14 tkaczy, 13 bednarzy, 12 murarzy i szwaczek. W 1904 r. działało pół tysiąca rzemieślników.

#### Urbanizacja przed I wojną światową
Nastąpiła intensyfikacja zabudowy miejskiej oraz rozwój podtomaszowskich miejscowości – Starzyc i Wilanowa. Miało to związek z lokalizacją na tym terenie dużych zakładów przemysłowych. W 1913 r. w Tomaszowie Mazowieckim znajdowało się 2247 budynków, z tego 1184 domów mieszkalnych. Prawie połowa obiektów była murowana. Na mocy zawartej w 1908 r. umowy władz miejskich z Augsburskim Towarzystwem Gazowniczym, podjęta została budowa gazowni. Rozbudowana została w końcu XIX w. sieć telefoniczna, była ona własnością prywatną dr. Tadeusza Osińskiego, a jej centrala zlokalizowana była przy ul. Pilicznej (obecnie: ul. Prezydenta I. Mościckiego).

#### Demografia przed I wojną światową
W 1913 roku na ogólną liczbę 30 268 osób (39,7%) stanowiła ludność stała, 15 340 osób (50,7%) ludność niestała, 1916 osób (9,6%) cudzoziemcy. W 1913 roku wśród mieszkańców stałych dominowali Żydzi – 50,4%, Niemcy – 25,5%, Polacy – 23,9%, a wśród niestałej: Polacy – 43,4%, Żydzi – 29,1%, Niemcy – 25,1% i Rosjanie – 2,2%. W roku 1914 w mieście żyło: 34,5% Polaków; 34% Żydów; 29,8% Niemców.
W mieście urodził się i pierwsze kroki w działalności politycznej stawał Józef Łokietek, działacz Organizacji Bojowej PPS, w międzywojniu komendant warszawskiej milicji PPS, postać wpływowa w przedwojennym półświatku stolicy. Pierwowzór jednej z głównych postaci (Janusza Radziwiłka), powieści „Król” Szczepana Twardocha, zekranizowanej dla Canal+. W Tomaszowie Łokietek był m.in. uczniem chederu przy ul. Polnej (dziś parking przed dyskontem Biedronka).
W 1911 roku w Tomaszowie Mazowieckim urodził się Symcha Flapan – późniejszy izraelski historyk i polityk – sekretarz generalny partii Mapam, orędownik pojednania izraelsko–palestyńskiego. W Tomaszowie uczęszczał do chederu Abrama Hurwicza przy ulicy Tkackiej 4.

#### Władze miasta przed I wojną światową
Sprawami miasta kierował burmistrz mianowany przez władze zaborcze. Ostatnim burmistrzem w okresie poprzedzającym wybuch wojny był Rosjanin Iwan Prochoriewicz Jakowlew. Burmistrz zwoływał kilkunastu możnych obywateli miasta, którzy dokonywali wyboru ławników. Funkcję tę w 1914 r. pełnili: Błaszkowski, Klinger i Steiman. Siedziba magistratu mieściła się w budynku przy zbiegu ul. św. Antoniego i placu Kościuszki. Urzędował w nim sekretarz Krejckant mający do pomocy 11 urzędników.

### Podczas I wojny światowej

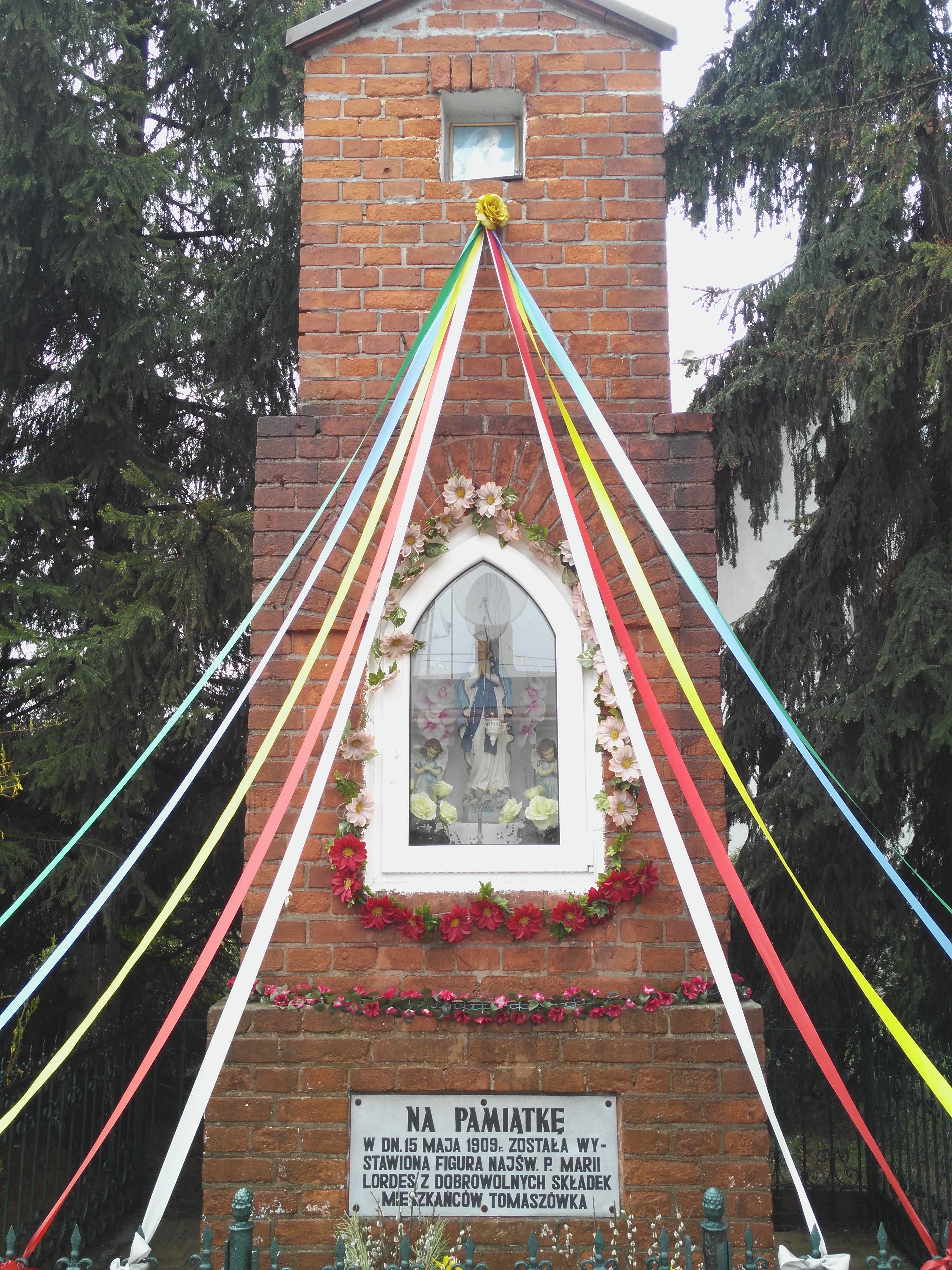
Katolicka kapliczka maryjna z 1909 roku, przy dzisiejszej ulicy Głównej. Jedyna w mieście pamiątka po nieistniejącym folwarku Tomaszówek, włączonym przez Niemców w granice miasta

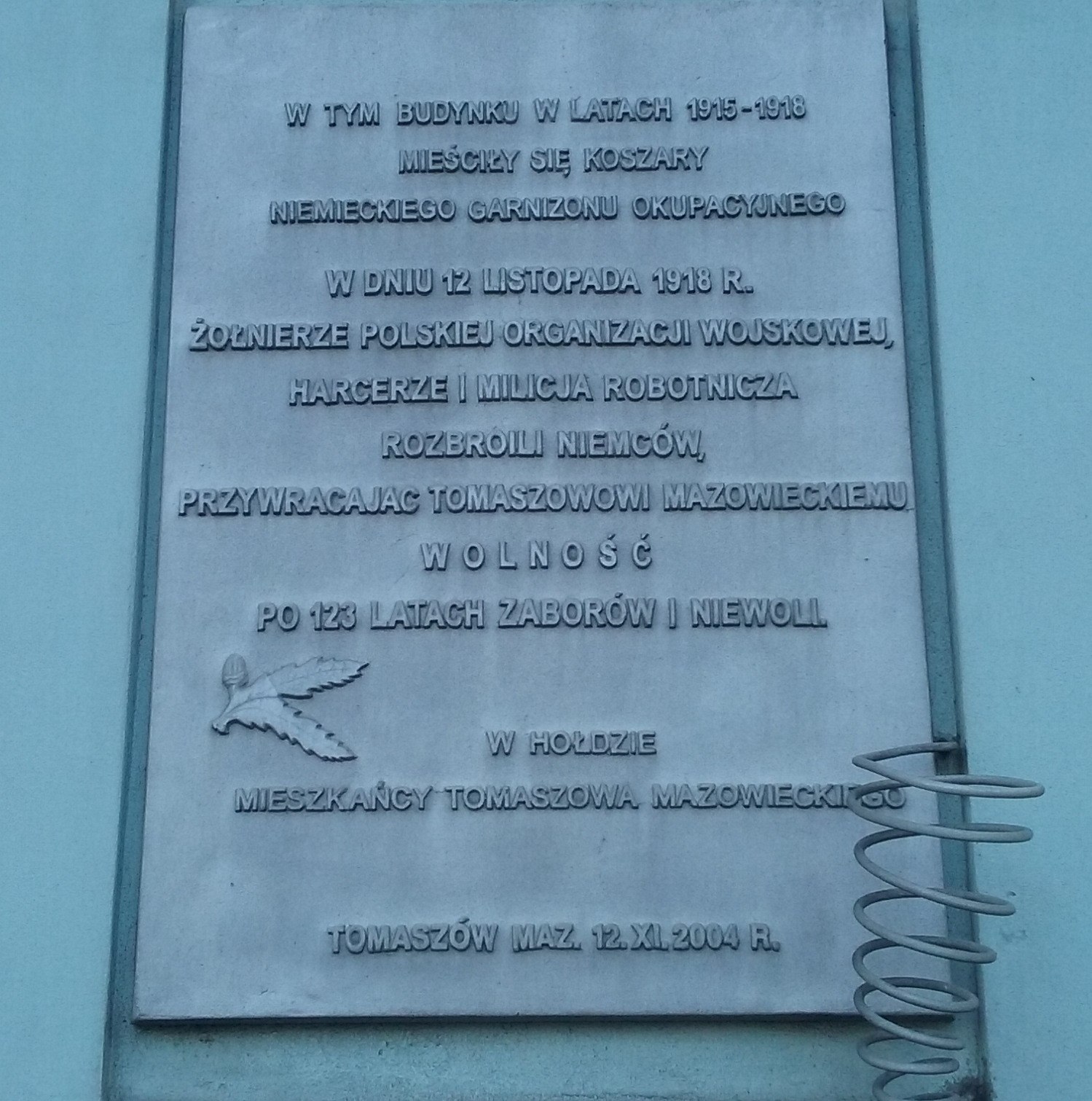
Tablica pamiątkowa na gmachu Poczty Głównej upamiętniająca znajdujące się tu koszary niemieckie

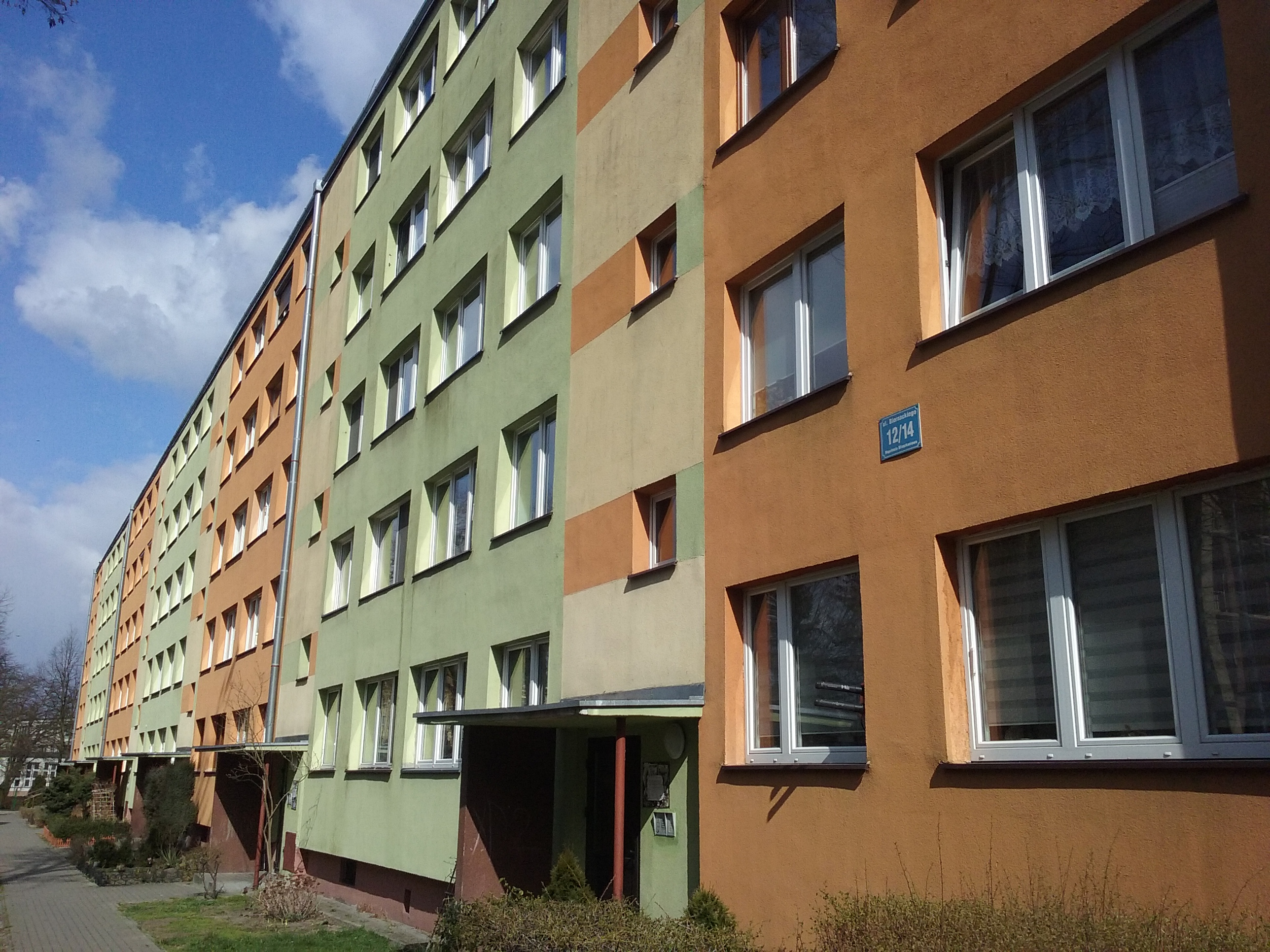
Tomaszów upamiętnił doktora Michała Biernackiego – lekarza heroicznie ratującego rannych podczas I wojny światowej, ulicą na osiedlu mieszkaniowym na wschodzie miasta. Na zdjęciu blok przy Biernackiego 12/14

W czasie walk toczonych w rejonie Tomaszowa Mazowieckiego jesienią 1914 r. miasto kilkakrotnie przechodziło z rąk do rąk. Ostatecznie 17 grudnia Niemcy ulokowali się w nim na stałe. Od pierwszych dni okupacji rozpoczęli grabież TFSJ, skąd wywozili surowce niezbędne do produkcji bawełny strzelniczej, a następnie zaczęli rekwirować środki produkcji z innych fabryk tomaszowskich. Tomaszów Mazowiecki, leżący na południowym skraju Generalnego Gubernatorstwa Warszawskiego, oddzielony był rzeką Pilicą od Generalnego Gubernatorstwa Lubelskiego, pozostającego pod okupacją austriacką.
W okresie I wojny światowej, od momentu opuszczenia miasta przez władze rosyjskie, powstał w sierpniu 1914 r. Komitet Obywatelski. Na jego czele stanął komendant miejscowej Straży Ogniowej Alfons Seweryn. Komitet ten łączył w sobie władzę ustawodawczą wykonawczą sądowniczą i policyjną. Po wprowadzeniu przez niemieckie władze okupacyjne „zarządu cywilnego”, komitet został rozwiązany, a miastem zaczął kierować burmistrz – kapitan Werner. W wyborach z zastosowaniem podziału na kurie (według podziału majątkowego), wybrano Radę Miejską która ukonstytuowała się w kwietniu 1917 roku. W skład Rady Miejskiej weszło po 10 katolików i Żydów oraz tylko 4 ewangelików. W pracach tej rady brali udział radni: Artur Aronsohn, dr Michał Biernacki, Jakub Bieżuński, Dawid Bornstein, Ignacy Bornstein, Władysław Cychner, Franciszek Grzybowski, Jan Goździk, Maurycy Halpern, Mieczysław Heiman, Jan Kowalczewski, Edward Klinger, Aleksander Kozikowski, Kazimierz Kalinowski, pastor Leon May, Eugeniusz Aleksander Müller, Herz Morgenstein, Saul Margulies, dr Stanisław Narewski, Markus Rzeszewski, Aleksander Rychter, Kazimierz Sadłowski, Oskar Schersch, Michał Zylber. Na przewodniczącego Rady Miejskiej mianowany został przez Radę Nadzorczą Jan Kowalczewski. Na wiceprzewodniczącego wybrano Maurycego Halperna, na sekretarza Kazimierza Sadłowskiego. Od 27 marca 1918 r. przewodniczącym Rady Miejskiej był dr S. Narewski. Władze Tomaszowa Mazowieckiego wysunęły projekt włączenia w obręb miasta niektórych z otaczających go wsi. Uzasadniano ich ścisłą współzależność z miastem i obopólne korzyści wynikłe z połączenia. Zrealizowały go w 1915 r. niemieckie władze okupacyjne. W dniu 8 sierpnia 1915 r. na podstawie „Ustawy o miastach” Generalnego Gubernatorstwa Warszawskiego. Prezydent łódzkiej policji niemieckiej Von Oppen zarządził zmianę granic Tomaszowa Mazowieckiego. Zarządzenie to włączało w obręb miasta wszystkie otaczające je wsie i przedmieścia. Od strony północnej zostały włączone wsie: Niebrów, Starzyce i Tomaszówek, od wschodu osady: Wilanów, Gustek, Michałówek, Nowy Port, Bocian i Kępa Łazisko; na południe wsie Brzustówka i folwark Tomaszówek Poduchowny; na zachodzie osada Rolandówka. Tereny Tomaszowa wzrosły czterokrotnie. Ogółem przyłączono do miasta 1408,8 ha, z tego część nie zabudowanych. Obszar miasta liczył po przyłączeniu 1895 ha.
Większość zakładów przemysłowych Tomaszowa Mazowieckiego została unieruchomiona już w początkowym okresie I wojny światowej. Wszystkie cenniejsze urządzenia i maszyny zostały zdemontowane i wywiezione. Tylko część majątku zdołano uratować, przewożąc go do Piotrkowa Trybunalskiego, który znalazł się pod okupacją austriacką. W lutym 1915 r. miejscowa komendantura, Mobile Etappen Komendantur Nr 5 II A.K., sporządziła rejestr zapasów, których A. Müller nie zdołał przed nimi ukryć. Zarekwirowano m.in.: 8000 dywanów, ponad 3000 chodników, wycieraczek jutowych i kokosowych, 2850 kg wełny i juty, 290 bel włókna kokosowego. W listopadzie 1918 r. Niemcy zarekwirowali około 80% gotowych wyrobów fabryki. Niemcy ustanowili Kriegsrohstoffstelle, która przystąpiła do systematycznych rekwizycji. 8 marca 1917 roku Zarząd Tomaszowskiej Fabryki Sztucznego Jedwabiu zawarł z władzą okupacyjną, kontrakt na produkty z destylacji drzewa. Miesiąc później Nadzwyczajne Ogólne Zebranie Akcjonariuszy, upoważniło Zarząd do budowy fabryki suchej destylacji drzewa. Budowa dozorowana była przez Wydział Surowców Wojennych. Plany dostarczyła firma H. Meyer Co. z Hanoweru. Wybudowano dwa z trzech zaplanowanych pieców resortowych. Trzeciego nie udało się wybudować z powodu braku środków. Już po ewakuacji Niemców, pod koniec 1919 roku z powodu niskiej opłacalności zaprzestano niskiej destylacji drewna. Była to jedyna czynna fabryka w Tomaszowie Mazowieckim w czasie I wojny światowej. TFSJ poniosła w czasie I wojny światowej bardzo duże straty. W Tomaszowie Mazowieckim zapanowało powszechne bezrobocie i głód. W najbliższej okolicy czynne były jedynie tartaki. Wybudowano wielki zakład w Konewce. Mieszkańcy zaczęli emigrować do Niemiec, zaczęto też stosować łapanki.

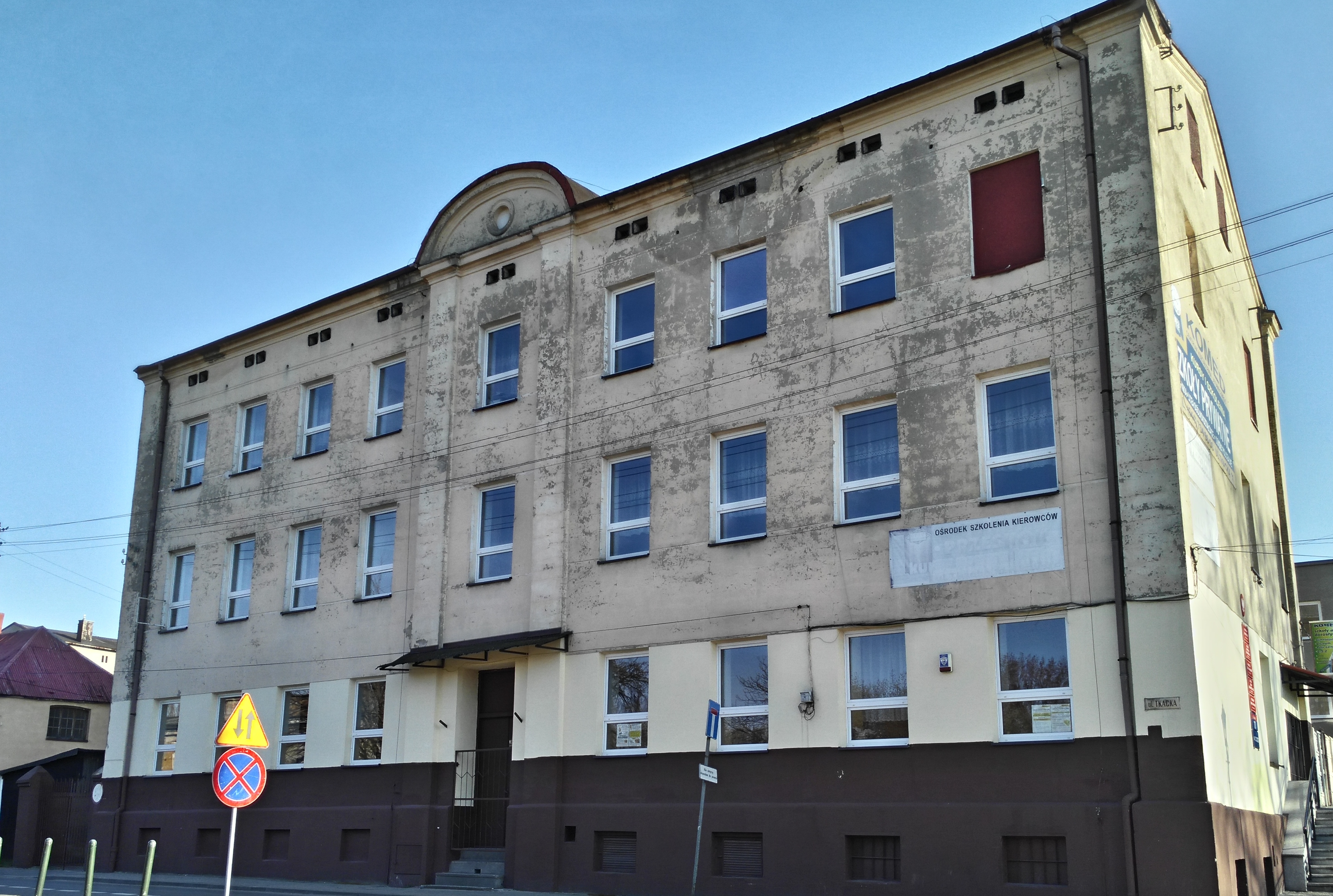
Budynek dawnej szkoły stolarskiej (ZSZ nr 5)

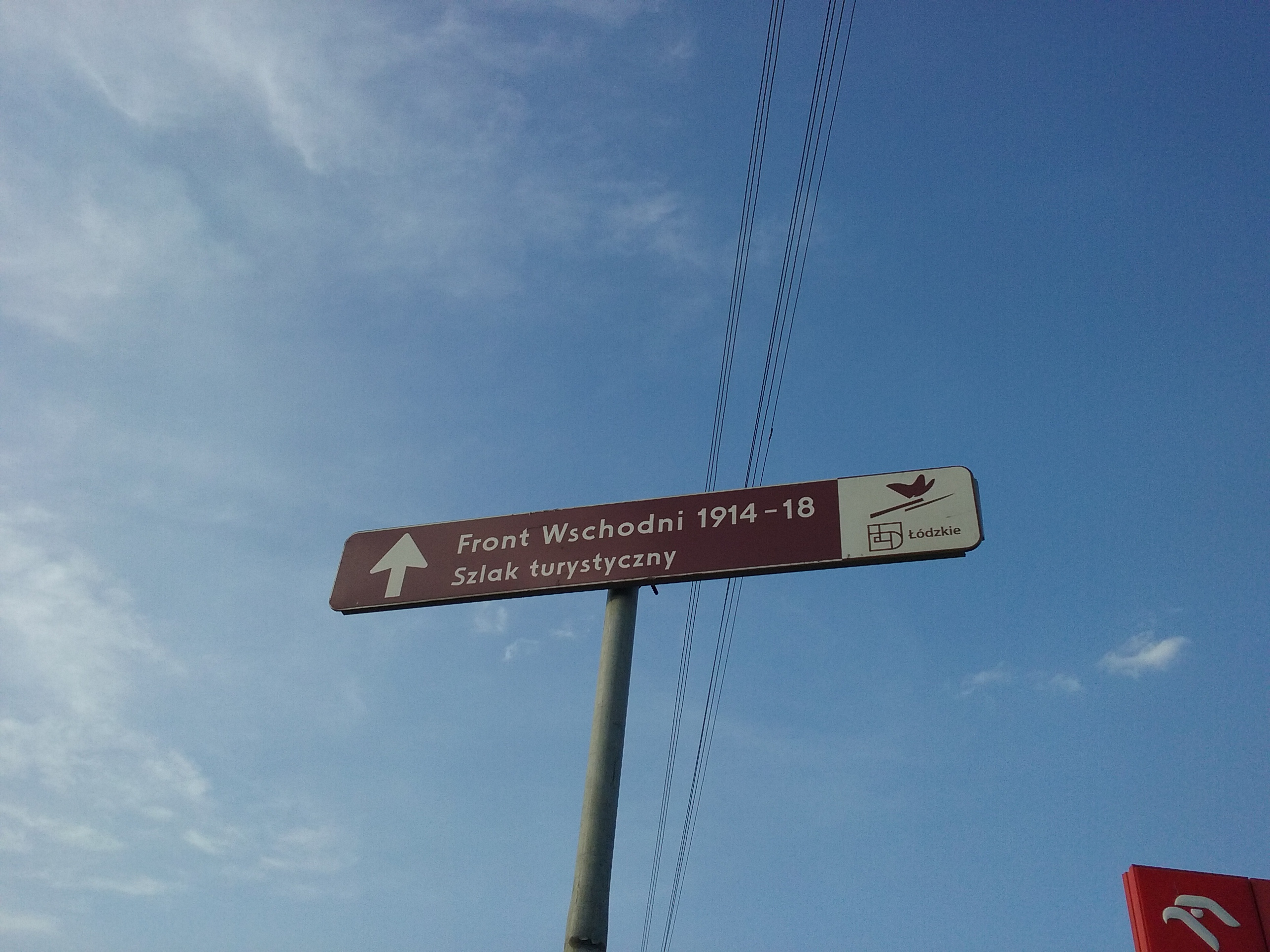
Róg ulic: Tamka i Warszawskiej. Informacja o przebiegu frontu wschodniego

Zatrzymanych gromadzono w szkole przy ul. Tkackiej, a następnie transportem pod strażą wysyłano do Niemiec. Rolnicy, zgodnie z rozporządzeniem okupanta, wszelkie nadwyżki zobowiązani byli dostarczać do punktów skupu, a wszelki wolny obrót płodami rolnymi został zabroniony pod rygorem wysokich kar. Przez pobliską granicę austriacką przemycano artykuły z sąsiedniego powiatu opoczyńskiego. Zajmowali się tym procederem zwłaszcza mieszkańcy dzielnicy Brzustówka.
Wobec panującego głodu, Komitet Obywatelski, a następnie od 24 lutego 1916 roku Miejscowa Rada Opiekuńcza na czele z Janem Kowalczewskim uruchomiły tanie kuchnie, które wydawały zupy. Od czerwca 1918 r. Magistrat oddał prowadzenie kuchni gminom wyznaniowym, które otrzymały na ten cel subsydia. Wprowadzenie opłat – w kuchni katolickiej wynoszących 20 fenigów, w żydowskiej 5 fenigów – spowodowało zmniejszenie liczby wydawanych obiadów do 860 dziennie. Uruchomiono 6 ochronek, w których wydawano skromny zasiłek. Wzrosła liczba dzieci bezdomnych i osieroconych. Niedożywienie powodowało dużą śmiertelność wśród mieszkańców miasta, dotyczyło to zwłaszcza dzieci i ludzi w podeszłym wieku. Panowały nieustanne epidemie tyfusu plamistego i czerwonki. Zwiększała się także umieralność na gruźlicę. W grudniu 1915 roku zmarł na tyfus lekarz Sołowiejczyk, który pracował w specjalnie uruchomionym szpitalu zakaźnym. Od tego czasu szpital ogólny i zakaźny obsługiwany był przez jednego lekarza, dr Michała Biernackiego, który miał do dyspozycji 1 felczera i 5 pielęgniarek oraz wykwalifikowanego dezynfektora. Szalejąca epidemia sprawiła, że władze okupacyjne zarządziły masowe szczepienia. Jednak niewiele to pomogło wobec chronicznego niedożywienia. Śmiertelność pomimo znacznego zmniejszenia się liczby ludności zwiększyła się z 729 w 1913 roku do 801 w 1918 roku i była półtorakrotnie wyższa od liczby urodzeń.

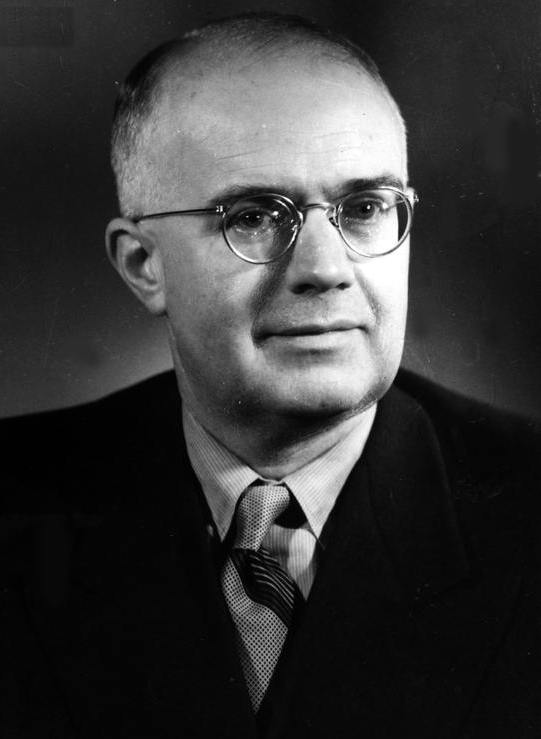
Oskar Lange

W Tomaszowie urodził się i wychowywał do lat 20. XX wieku późniejszy ekonomista Oskar Lange. Uczęszczał do Gimnazjum Filologicznego – dzisiejszego I Liceum Ogólnokształcącego im. Jarosława Dąbrowskiego. Przy ulicy Farbiarskiej 7 do dziś istnieje dom rodziny Lange. Do 2017 roku Oskar Lange był patronem jednej z większych ulic w mieście, której w procesie drugiej fali dekomunizacji, po konsultacjach społecznych nadano obecną nazwę – ul. Wandy Panfil.

### Wojna polsko-rosyjska z 1919 roku

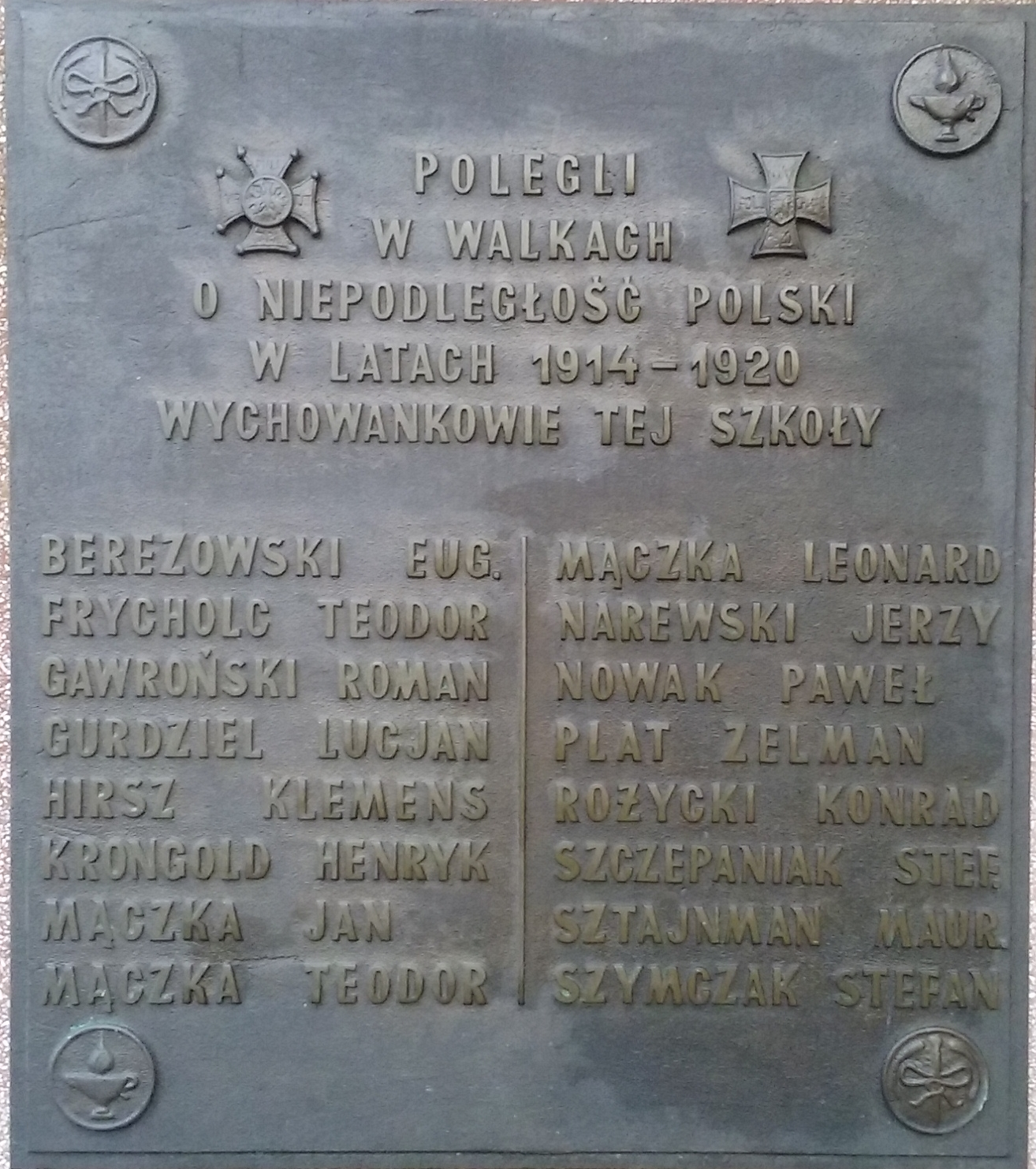
Tablica przed tomaszowskim ILO upamiętniająca uczniów szkoły poległych w walce o niepodległość Polski w latach 1914–1920.

Tło ogólnokrajowe wydarzenia opisano w osobnym artykule.
Tomaszów i jego okolice stanowiły ważne zaplecze aprowizacyjne dla świeżo sformowanego Wojska Polskiego. Jak podaje dr Maciej Hubka z Archiwum Państwowego w Piotrkowie Trybunalskim były to tysiące ton zapotrzebowania materiałowego tygodniowo.
Kolejne roczniki tomaszowian: 1897,1898, 1899, 1900,1901 po weryfikacji przez komisje wojskowe wcielane były w szeregi wojska. W samym 1920 roku dodatkowo zorganizowano w mieście zaciąg ochotniczy. W Tomaszowie ważnymi z tego punktu widzenia były środowiska młodzieży – harcerstwo, środowisko uczniowskie. W tomaszowskim oddziale Archiwum Państwowego zachowały się dokumenty poświadczające zbiórkę pieniędzy na ekwipunek dla nauczycieli tomaszowskich szkół, którzy wraz ze swoimi uczniami postanowili wyruszyć na front.
Podczas wojny polsko-rosyjskiej z 1920 roku największe zakłady przemysłu chemicznego, czyli Tomaszowska Fabryka Sztucznego Jedwabiu produkowała ładunki wybuchowe dla armii.
Miasto organizowało kwaterunek dla nowo powstającego polskiego wojska. W Tomaszowie stacjonował 30. Pułk Piechoty. Do tego celu przejęto przede wszystkim tomaszowskie fabryki i szkoły.
Po opuszczeniu miasta przez wojska niemieckie w 1918 roku, wystąpiły duże problemy z dostępnością żywności. Niedawny okupant wywiózł z miasta większość plonów. Doprowadziło to do sytuacji w której konieczny był import na przykład ziemniaków z Wielkopolski.
W lutym 1920 roku doszło do demonstracji bezrobotnych przed tomaszowskim magistratem (nie istniał jeszcze dzisiejszy budynek Urzędu Miasta, a władze urzędowały w kamienicy na rogu pl. Kościuszki i św. Antoniego) Do strajku doszło w związku z niewypłaceniem przez trzy tygodnie siedmiodniowych zapomóg dla żon mężczyzn powołanych do armii tzw. rezerwistek. Tłum złożony głównie z kobiet rozbroił jednego policjanta, odebrano również karabin jednemu żołnierzowi. By nie doszło do eskalacji zamieszek wojsko oddało salwy ostrzegawcze. W trakcie przepychanek jedna osoba zginęła.
7 lipca 1920 roku powołano w mieście Obywatelski Komitet Obrony Państwa na bazie istniejących podczas zaborów licznych stowarzyszeń niepodległościowych. Jego przewodniczącym został doktor Stanisław Narewski. Komitet dzielił się na pięć sekcji:
- finansową (zbiórki pieniędzy),
- agitacyjną (proobronna, patriotyczna propaganda),
- płatniczą (wypłaty rent i zapomóg),
- wywiadowcza (zbieranie informacji),
- gospodarcza[120].

Znaczący wkład w akcje aprowizacyjne wniosła Liga Kobiet Pogotowia Wojennego. Wsparcie dla wojska odbywało się nie tylko w obszarze materialnym. Podnoszono również moralne na przykład poprzez utrzymywanie korespondencji z żołnierzami nie posiadającymi rodzin.

### Międzywojnie

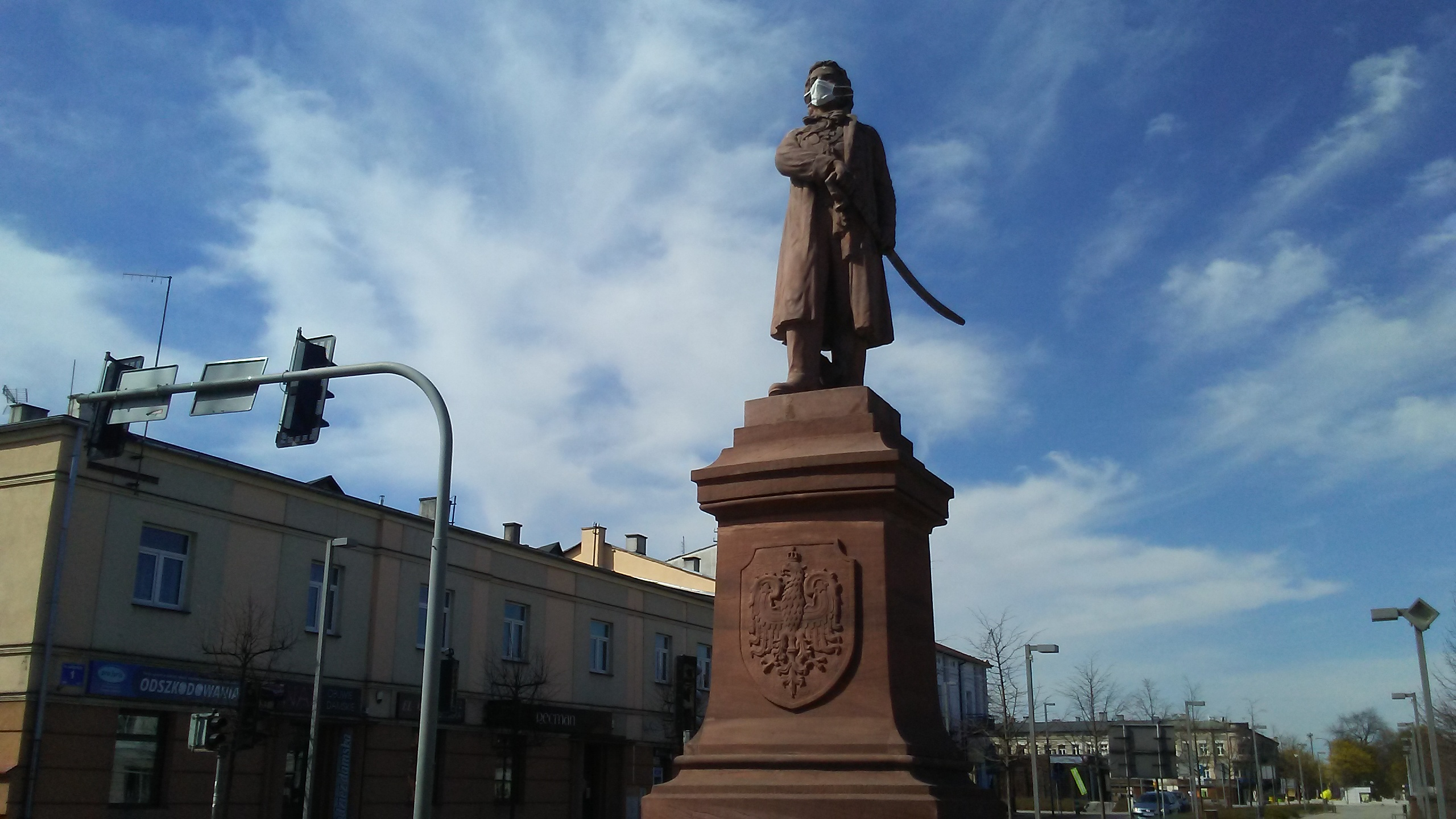
Pomnik Tadeusza Kościuszki. Dzisiaj na placu jego imienia w centrum miasta, ówczesnym rynku św.Józefa. Pomnik z czerwonego piaskowca wykonała pracownia kamieniarska Antoniego Urbanowicza z Łodzi według projektu Wacława Konopki. W 1940 roku Niemcy zburzyli pomnik, odbudowano go w 1947 roku. Zdjęcie z czasu trwania pandemii SARS-CoV-2 w 2020 roku

4 marca 1919 roku odbyły się wybory do Rady Miasta. O wyborach zawiadamiano mieszkańców przy pomocy bębna. Miasto wówczas liczyło 33 tysiące mieszkańców. Uprawnionych do głosowania było 12 378 osób. W głosowaniu wzięło udział 11 205 mieszkańców, czyli ponad 90% uprawnionych. Dwa miesiące wcześniej odbywały się ogólnopolskie wybory parlamentarne w Tomaszowie frekwencja wynosiła 60%.
Najwięcej głosów w wyborach samorządowych uzyskał Narodowy Związek Robotniczy, następnie Polska Partia Socjalistyczna i Bund.
Wyniki wyborów z 1919 roku
- Narodowy Związek Robotniczy – 11 radnych,
- Polska Partia Socjalistyczna – 8 radnych,
- Bund – 5 radnych,
- Poalej Syjon – 2 radnych,
- Lewica – 2 radnych.

Wśród wybranych największy odsetek stanowili robotnicy, dostali się również: dwóch duchownych i jeden lekarz. W pierwszych wyborach w których kobiety uzyskały bierne i czynne prawo wyborcze w Tomaszowie radną została jedna z nich.
W kontekście regionu jedynie w Tomaszowie wygrali narodowcy. W sąsiednich miastach – w Łodzi, w Piotrkowie, w Brzezinach i w Opocznie wygrała Polska Partia Socjalistyczna.
29 marca 1919 roku odbyła się pierwsza sesja Rady Miasta, otworzył ją dotychczasowy burmistrz – Tadeusz Osiński. Nieznaczne zwycięstwo NZR-u wymuszało utworzenie koalicji. Przewagę zyskała tu PPS. W wyniku gier zakulisowych zwycięzca wyborów – NZR uzyskał tylko jednego reprezentanta we władzach miasta – Aleksandra Gawrońskiego, który został wiceprzewodniczącym rady.
Przewaga uzyskana przy udziale mniejszości etnicznych przez radnych PPS-u wywoływała nieustanne napięcia w Radzie. I tak 23 listopada 1920 roku grupa 10 radnych zrezygnowała z mandatu. Doprowadziło to do rozwiązania Rady Miejskiej przez Ministerstwo Spraw Wewnętrznych 4 marca 1921 roku.
Na pierwszym posiedzeniu Rady Miasta wybrano również prezydenta. Startował obecny oraz Stanisław Gruszczyński, który przewagą trzech głosów uzyskał mandat.
22 maja 1921 roku odbyły się kolejne wybory do Rady Miasta. Frekwencja była niższa, oddano 9178 głosów.
Tym razem zdecydowane zwycięstwo odniósł radni prawicowi.
Wyniki wyborów z 1921 roku
- Blok Narodowy – 4644 głosów,
- PPS – 1008 głosów,
- Związek Metalowców (komuniści) – 193 głosów,
- Niemiecki Blok Narodowy – 1555 głosów,
- Bund – 523 głosów,
- Stronnictwo Żydów Postępowych – 1795 głosów.

Tym razem w radzie nie zasiadła żadna kobieta. Najwięcej było robotników i kupców. Pod względem wyznaniowym dominowali katolicy następnie wyznawcy judaizmu przed ewangelikami.
W wyniku sporów między partiami wybory władz miasta trzeba było kilkukrotnie powtarzać. Ostatecznie na prezydenta miasta wybrano notariusza reprezentującego poglądy monarchistyczne – Karola Lechowicza. Wybrany w tym czasie zarząd miasta sprawował mandat aż do 1927 roku. W wyniku jego starań wybudowano do dziś użytkowany gmach magistratu, most na Wolbórce i dwie szkoły.
23 października 1927 roku odbyły się kolejne wybory. Zgłoszono wówczas rekordową liczbę list wyborczych bo aż 20.
Wyniki wyborów z 1927 roku
- PPS – 3204 (7 mandatów),
- Blok Syjnonistyczno-Rzemieślniczo-Kupiecki – 2650 (6 mandatów),
- Zjednoczenie Polskie – Narodowe – 1493 (3 mandaty),
- Niemiecka Socjalistyczna Partia Pracy – 1231 (2 mandaty),
- Żydowski Blok Gospodarczy – 1110 (2 mandaty),
- Zjednoczenie Zawodowe Polskie (2 mandaty).

Pozostałe listy uzyskały po jednym mandacie. Znacznie rozdrobnienie polityczne rady doprowadziło do problemów z wyłonieniem prezydenta miasta.

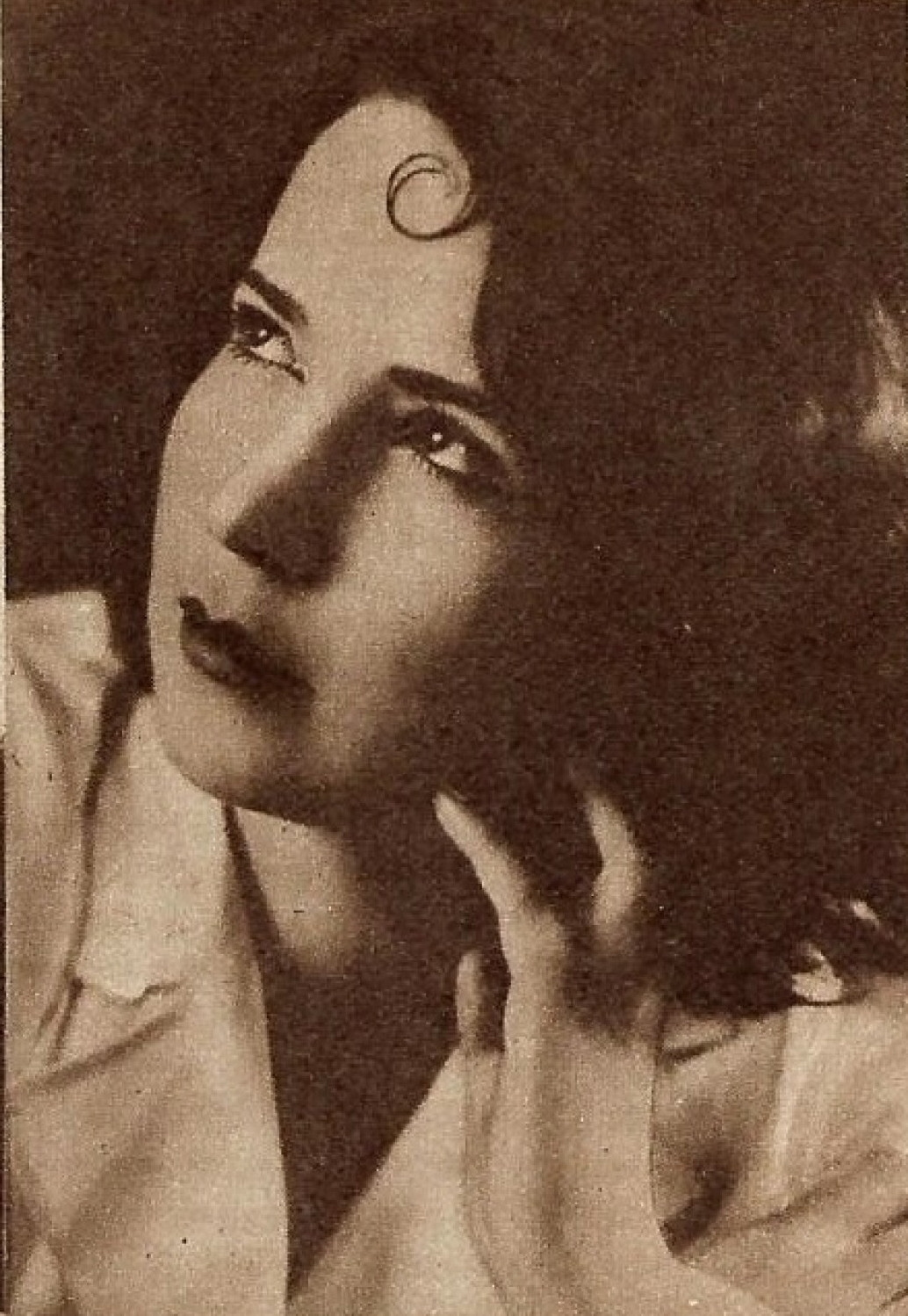
Natalia Giginajszwilli, Miss Tomaszowa z 1931 roku

W 1934 przeprowadzono kolejne wybory do Rady Miasta. Odbywały się już na podstawie tzw. „ustawie „scaleniowej” z 1933 roku.
Oddano 15 940 głosów.
Wyniki wyborów z 1934 roku
- 14 radnych uzyskała PPS,
- 12 sanacja,
- 5 stronnictwa żydowskie,
- 1 chadecja[125].

Ostatnim przedwojennym prezydentem Tomaszowa Mazowieckiego był Antoni Rączaszek.
Przed wojną na terenie miasta od 1924 r. działała organizacja niemieckiej mniejszości Niemieckie Stowarzyszenie Ludowe w Polsce (niem. Deutscher Volksverband in Polen, skrót DVP), która niechlubnie zapisała się w historii miasta podczas pierwszych dni II wojny światowej. Niemiecka populacja w Tomaszowie zaczęła się skupiać w organizacjach nazistowskich zaraz po dojściu Hitlera do władzy.
Z Tomaszowem Mazowieckim w międzywojniu związany był Bolesław „Apostoł” Mołojec – komunista, ochotnik Brygad Międzynarodowych podczas wojny domowej w Hiszpanii (jedyny Polak odznaczony przez premiera Hiszpanii – Juna Negrina Medalem Za Dzielność). Podczas II wojny światowej Mołojec był pierwszym dowódcą Gwardii Ludowej i członkiem „trójki kierowniczej” – pierwszego zarządu Polskiej Partii Robotniczej, domniemanym zleceniodawcą zabójstwa Marcelego Nowotki. Mołojec już jako nastolatek pracował w Tomaszowskiej Fabryce Sztucznego Jedwabiu, był w niej również organizatorem nielegalnej komórki Komunistycznego Związku Młodzieży Polski. W Tomaszowie organizował ideowe wykłady m.in. w lokalu PPS – Lewicy przy ulicy Piłsudskiego. Był również organizatorem protestów antykapitalistycznych. M.in. przeciwko fatalnym warunkom pracy w fabryce Bornsteina.
W Tomaszowie Mazowieckim urodził się również inny przedwojenny wpływowy działacz komunistyczny Mieczysław Bernstein-Redens, stracony podczas „wielkiej czystki” w ZSRR w 1937 roku.

### Podczas II wojny światowej

#### We wrześniu 1939 roku
W podtomaszowskim Cekanowie podczas wojny obronnej Polski we wrześniu 1939 rozegrała się bitwa pod Tomaszowem Mazowieckim.

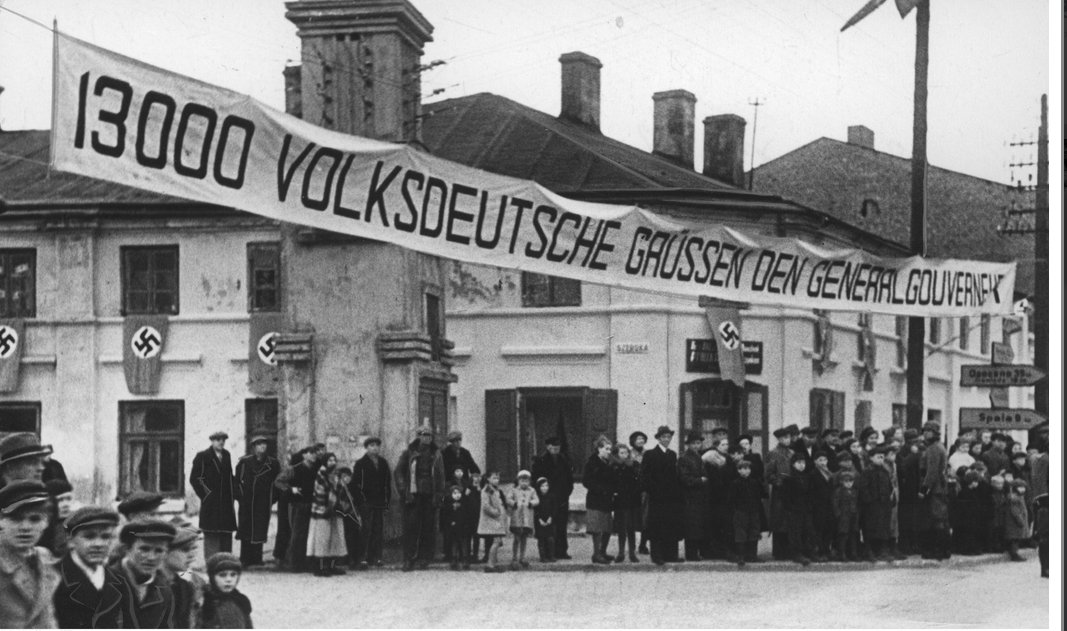
Ul. Warszawska, róg ul. Szerokiej, Niemcy z Tomaszowa czekają na Hansa Franka

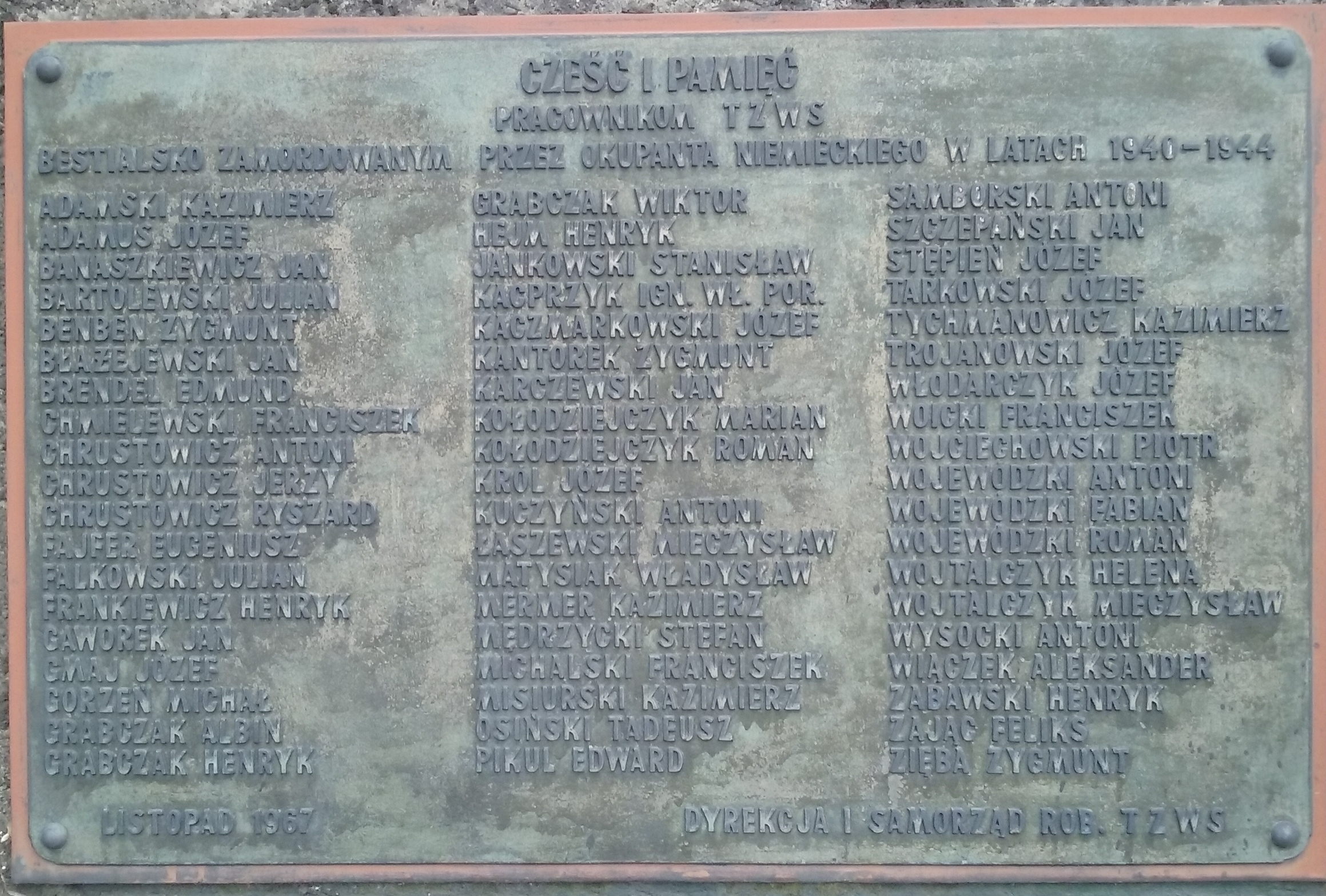
Spalska 110. Tablica upamiętniająca część ofiar mordów dokonywanych przez Niemców wśród pracowników TFSJ (w PRL jako Tomaszowskie Zakłady Włókien Sztucznych, później Wistom)

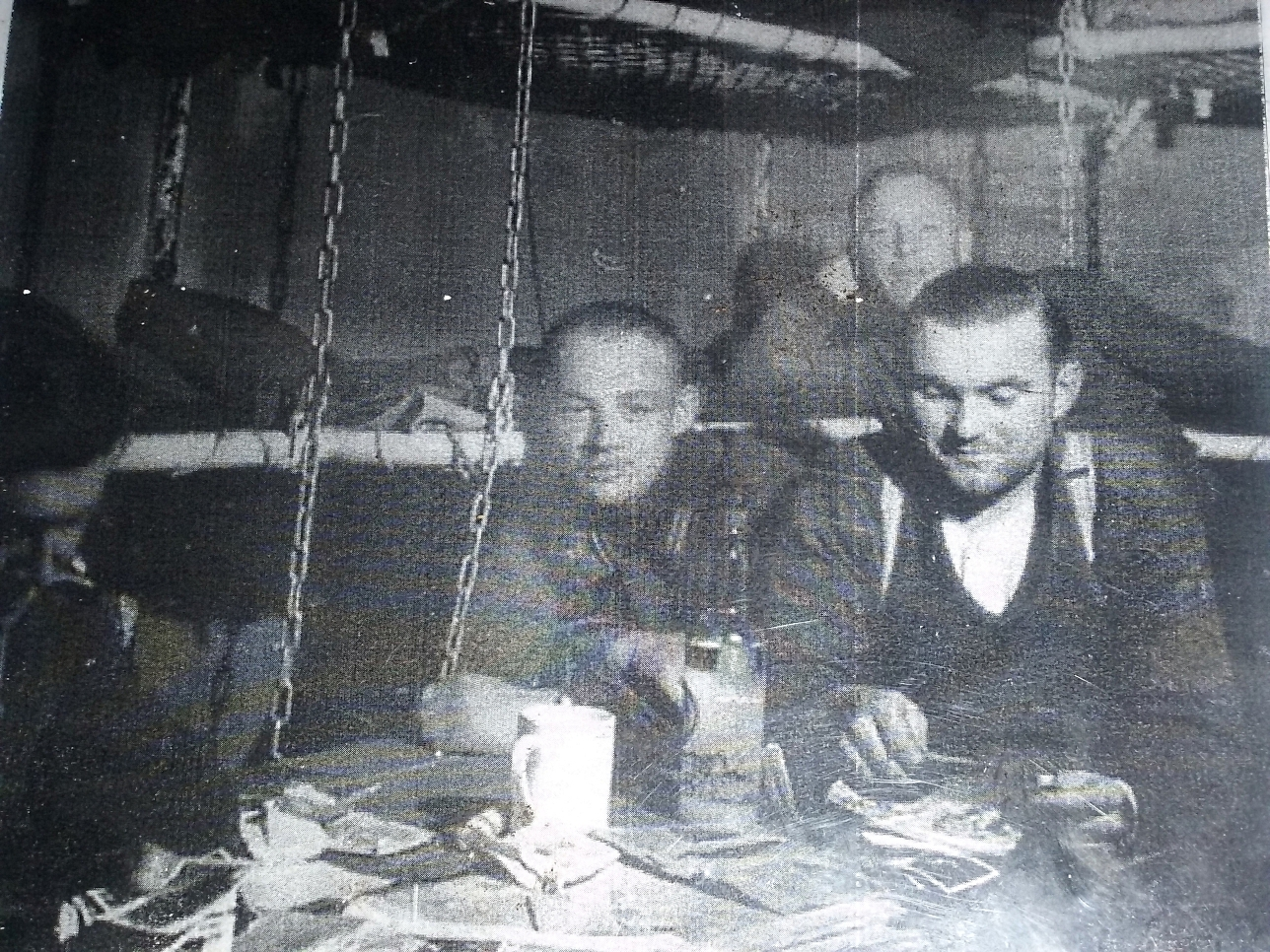
Niemiecka załoga bunkra Regelbau 621 przy ulicy Strzeleckiej

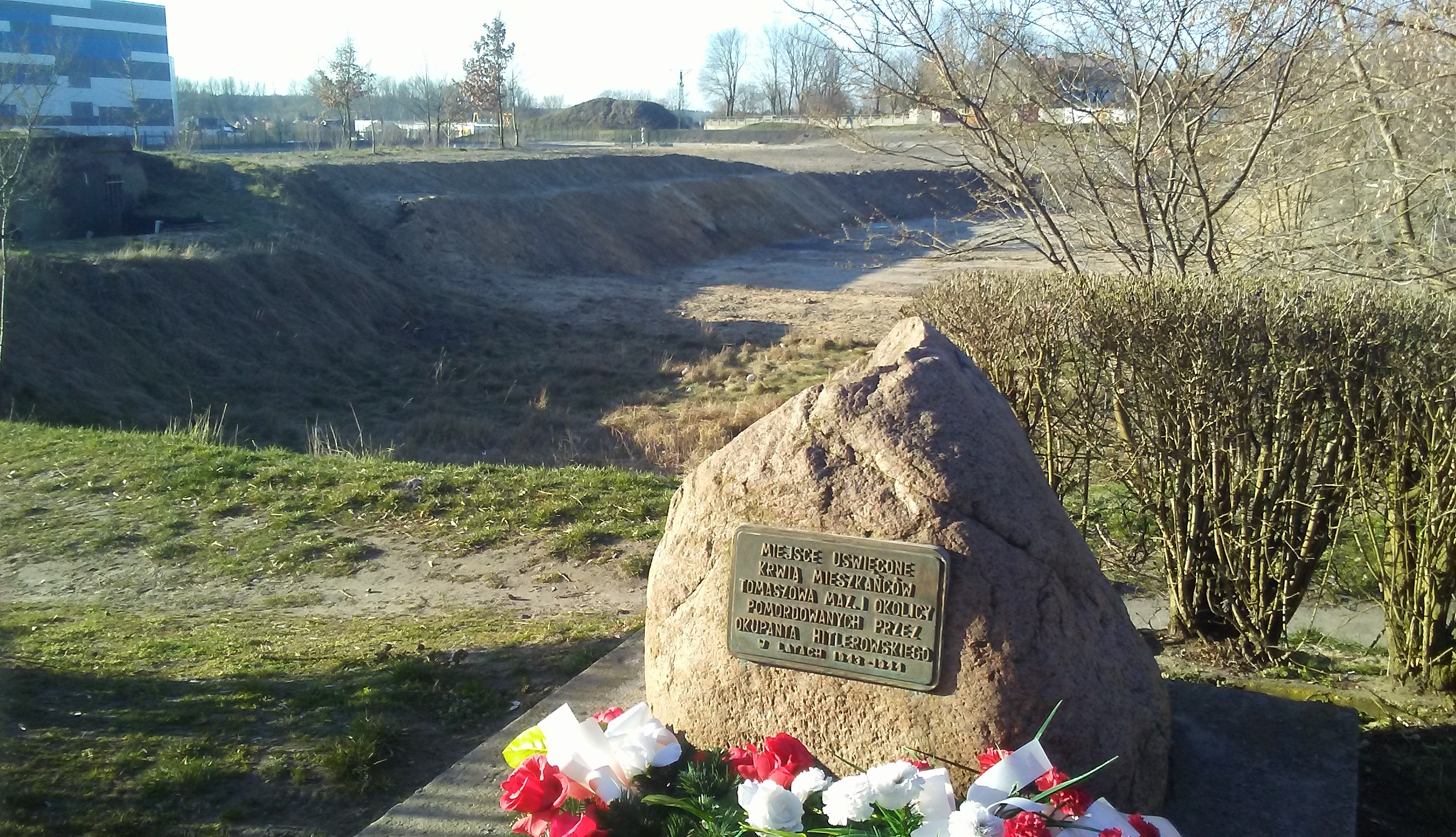
Dawna kopalnia gliny i cegielnia Leona Steinbacha (przy dzisiejszej ul. Strzeleckiej). Miejsce rozstrzeliwań dokonywanych przez Niemców na mieszkańcach miasta

W samym Tomaszowie na głównej ulicy miasta – Warszawskiej (na wysokości dzisiejszych szkół katolickich przy Warszawskiej 95/97, niedaleko skrzyżowania z ulicą Zawadzką), w nocy z 6 na 7 września 1939 roku po atakach niemieckich mieszkańców miasta od strony centrum i Wehrmachtu od strony dzielnicy Starzyce, ze swoim 110 osobowym oddziałem zginął płk. Stanisław Hojnowski. Wielu historyków wskazuje, że była to druga – po antypolskich wystąpieniach ludności niemieckiej poprzedzających „Krwawą niedziele w Bydgoszczy” – największa akcja niemieckiej dywersji w Polsce.
W czasie II wojny światowej w połowie 1940 roku m.in. do Tomaszowa (za pośrednictwem obozu przesiedleńczego w Radogoszczu) trafiały transporty osób wysiedlonych z Kraju Warty. w tym samym roku Niemcy utworzyli w mieście getto dla ludności żydowskiej, w którym przebywało około 15 tysięcy osób.

#### Zagłada tomaszowskiej społeczności żydowskiej

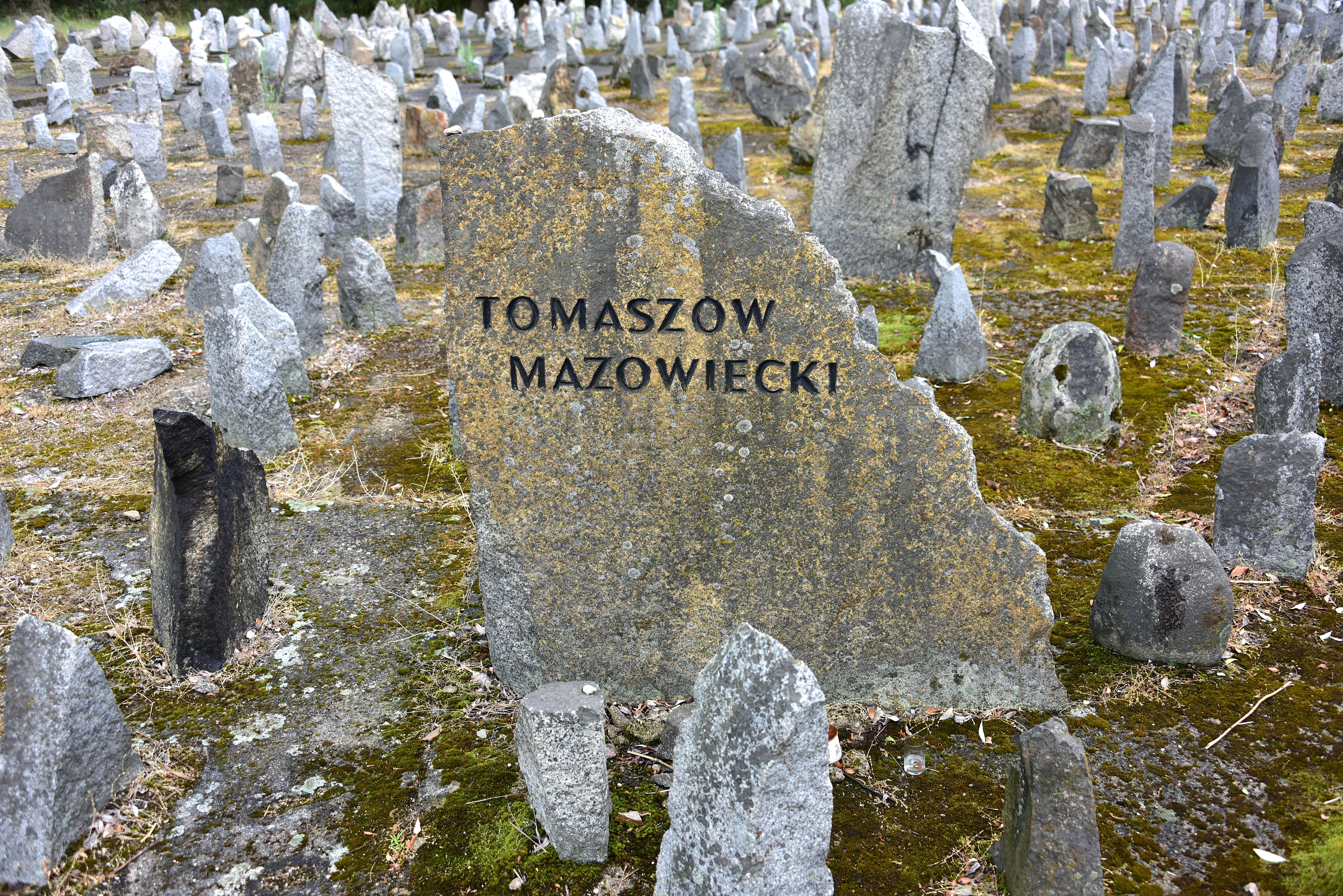
Pomnik żydowskich tomaszowian wymordowanych przez Niemców w Treblince

Niemcy zlikwidowali getto w listopadzie 1942 roku. Prawie wszyscy jego mieszkańcy zostali wywiezieni i zamordowani w obozie zagłady w Treblince. Na terenie dawnego obozu istnieje dziś głaz poświęcony społeczności żydowskiej Tomaszowa Mazowieckiego. Niewywiezieni z miasta – ok. 900 osób – pracowali do maja 1943 roku w pododdziale niemieckiej organizacji Todt, która budowała schrony dla pociągów obok wsi Konewka i Jeleń na potrzeby powstającej tam kwatery Hitlera. Ze stanowiących ponad 30% mieszkańców miasta, Zagładę przeżyło jedynie około 500 tomaszowian żydowskiego pochodzenia. Zagładę przeżyła m.in. Rena Margulies Chernoff, matka dziennikarza CNN – Allana Chernoffa. Po latach, Chernoff na podstawie wspomnień matki wydał w USA książkę „Krawcy z Tomaszowa”, którą telewizja CNN omawiała w lutym 2015 roku z okazji rocznicy wyzwolenia obozu Auschwitz. W powiecie tomaszowskim pomoc Żydom usiłowały nieść zarówno osoby prywatne, z których wiele Niemcy z tego powodu wymordowali, jak również polscy urzędnicy – wójtowie gminy Łaziska i gminy Inowłódz. Zachowały się ich pisma do kreishauptmanna o złagodzenie represji wobec miejscowej społeczności żydowskej. W 2019 roku teatrolożka i badaczka przeszłości tomaszowskich Żydów – dr Justyna Biernat opublikowała książkę „Sen o teatrze. Listy z tomaszowskiego getta” Na podstawie korespondencji miłosnej zachowanej w Muzeum Pamięci Holokaustu w Waszyngtonie, przedstawiła w niej historię poety z tutejszego getta – „Lutka” Orenbacha. Za ilustracje książka została wyróżniona przez kapitułę nagrody historycznej Klio W 2014 roku nakładem Ośrodka Kultury „Tkacz” ukazała się inna książka Biernat dotycząca historii tomaszowskiej społeczności żydowskiej od chwili jej powstania po Holokaust – „Pasaże pamięci: śladami kultury tomaszowskich Żydów”.
22 września 2020 roku władze miasta i powiatu w obecności wiceminister kultury i dziedzictwa narodowego prof. Magdaleny Gawin odsłoniły tablicę w centrum Tomaszowa upamiętniająca Polkę Karolinę Juszczykowską ukrywającą podczas wojny Żydów. Juszczykowska mieszkała przy ulicy Niebrowskiej 30, po aresztowaniu została skazana przez sąd niemiecki na śmierć. Wyrok przez zgilotynowanie wykonano w zakładzie karnym Preungesheim we Frankfurcie nad Menem, 9 stycznia 1945 roku.
W czasie wojny na terenie miasta istniał węgierski lazaret.
W lasach powiatu tomaszowskiego działał I pluton 25 pułku piechoty Armii Krajowej „Trojan” noszący pseudonim od wsi w której został zawiązany – Trojanów.

#### Zajęcie miasta przez Armię Czerwoną

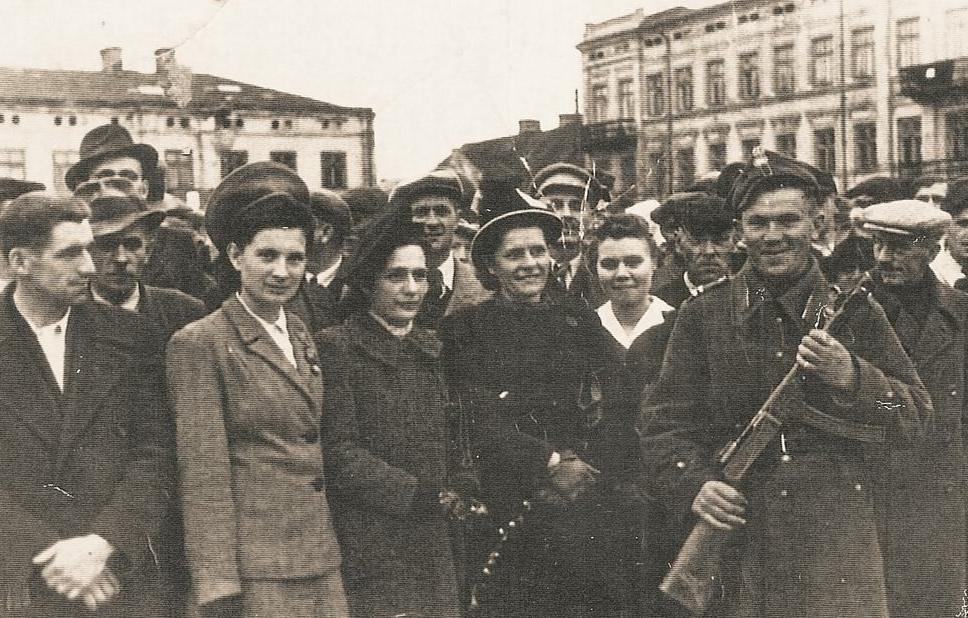
Jeden z żołnierzy 14 Brygady Artylerii Przeciwpancernej witany na pl. Kościuszki w Tomaszowie. Uroczystość zorganizowano w maju 1945 roku

Tomaszów został zajęty przez Armię Czerwoną oraz polskich żołnierzy 14 Brygady Artylerii Przeciwpancernej, 18 stycznia 1945 r. Na cześć czego przez wiele lat PRL-u jedna z ważniejszych ulic miasta nosiła nazwę „18 stycznia 1945 roku”. W pierwszej połowie lat 90. XX wieku przemianowano ją na ulicę Stefana „Grota” Roweckiego. Ulica przy I LO do dziś nosi nazwę 14. Brygady.
W 1943 roku w Tomaszowie Mazowieckim urodziła się późniejsza niemiecka parlamentarzystka reprezentująca Die Linke – Heidi Knake-Werner.

### Okres od 1945 do 1989 roku

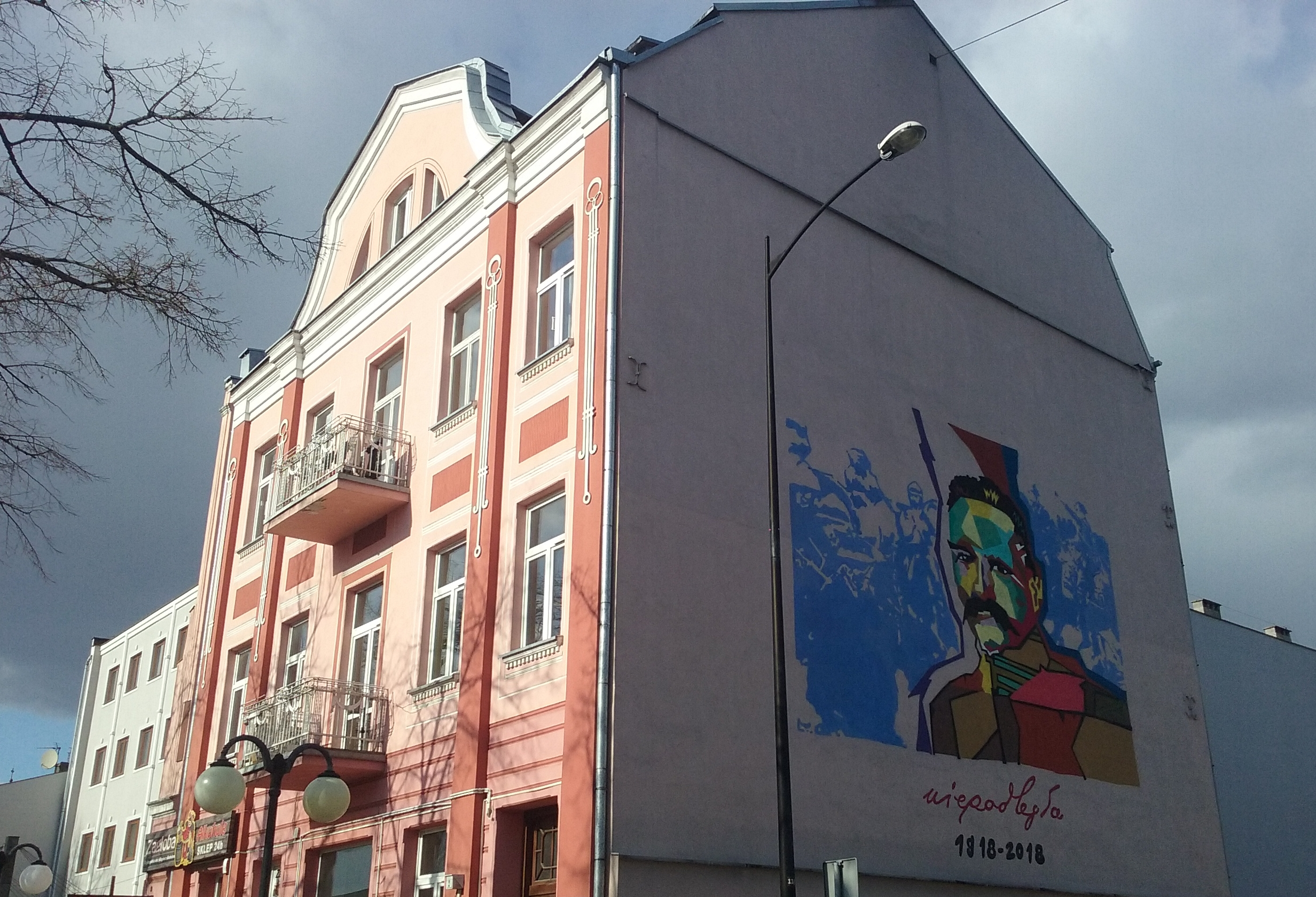
Dawny hotel na rogu ulic św. Antoniego i Tadeusza Kawki. Urząd Bezpieczeństwa w jego piwnicach urządził katownie

Po wkroczeniu Armii Czerwonej w Tomaszowie nastąpiły represje wobec członków antykomunistycznego podziemia, byłych żołnierzy Armii Krajowej, przedwojennej inteligencji, a nawet ludności cywilnej, którą NKWD, a później stworzony z ochotników Resort Bezpieczeństwa Publicznego (następnie Ministerstwo Bezpieczeństwa Publicznego), podejrzewały o nieprzychylność wobec nowej władzy. Torturowano i rozstrzeliwano m.in. w piwnicach dawnego hotelu przy skrzyżowaniu dzisiejszych ulic św. Antoniego i Tadeusza Kawki.
Na podstawie dekretu PKWN z 31 sierpnia 1944 zostały utworzone miejsca odosobnienia, więzienia i ośrodki pracy przymusowej dla „hitlerowskich zbrodniarzy oraz zdrajców narodu polskiego”. Obóz pracy nr 178 Ministerstwo Bezpieczeństwa Publicznego utworzyło w Tomaszowie.
W 1957 roku na dworcu kolejowym odsłonięto tablicę pamiątkową ku czci dowódcy działającego w okolicy pierwszego oddziału Gwardii Ludowej Franciszka Zubrzyckiego „Małego Franka” w 15. rocznicę jego śmierci. Zubrzycki został zastrzelony podczas ucieczki z zasadzki Gestapo na tomaszowskim dworcu.
Z Tomaszowa Mazowieckiego pochodził Lechosław Goździk – przywódca „Polskiego Października 1956”.

### Przejęcie majątku tomaszowskich fabrykantów przez władze komunistyczne

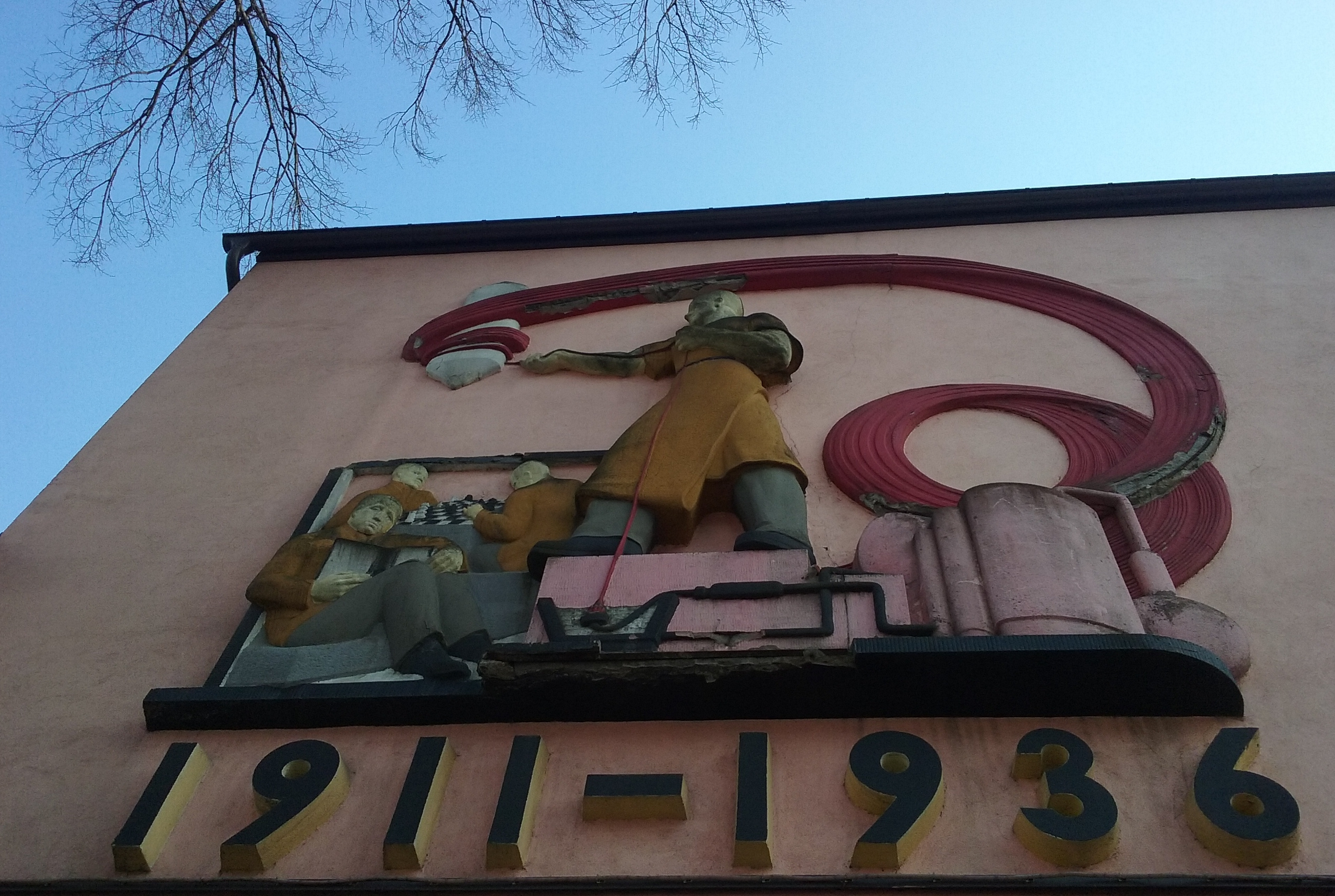
Płaskorzeźba na restauracji „Malinowa” przy ulicy Spalskiej, stworzona na 25-lecie istnienia Tomaszowskiej Fabryki Sztucznego Jedwabiu, przez ponad 80 lat największego pracodawcy w mieście

Po 1946 roku władze znacjonalizowały największe fabryki przemysłu lekkiego powstałe jeszcze w XIX wieku w czasach rewolucji przemysłowej i chemicznego (Tomaszowską Fabrykę Sztucznego Jedwabiu powstałą na początku XX wieku).
Mniejsze przedsiębiorstwa działające w podobnym obszarze połączono w duże państwowe zakłady pracy.
Do największych należały:
- Zakłady Włókien Chemicznych „Wistom” z Tomaszowskiej Fabryki Sztucznego Jedwabiu – największego już przed wojną pracodawcy w mieście, powstałego na terenach byłej fabryki sukna „Wilanów” należącej do Edwarda Henschkego[152][153],
- Zakłady Przemysłu Wełnianego im. Marcelego Nowotki „Tomtex” – na bazie fabryki tkanin wełnianych Zusmana Bornsteina później „Starzyckiej Fabryki Sukna i Kortów”[154],
- Zakłady Tkanin Wełnianych „Mazovia” – powstałe z połączenia fabryk rodzin Landsbergów, Pieschów i fabryki sukna Dawida Bornsteina[155],
- Fabryka Dywanów „Weltom” – dawna fabryka Rolanda, a następnie Mullera[156].

### Dekomunizacja ulic i miejsc pamięci

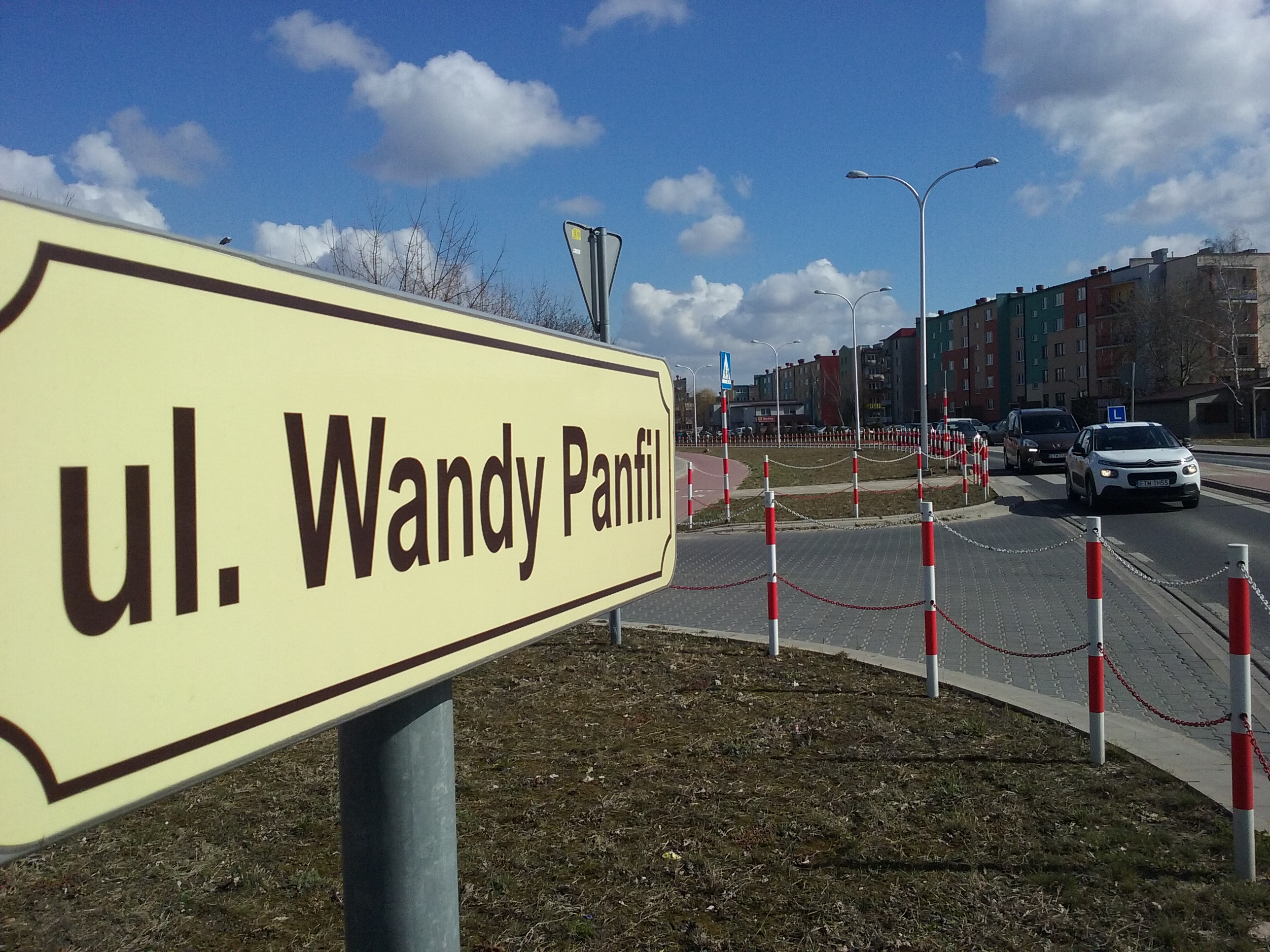
Zdekomunizowana ul. Oskara Langego, obecnie ul. Wandy Panfil

Większość komunistycznych nazw ulic zmieniono na przedwojenne w latach 90. XX w. W 2017 roku przeprowadzono dwuetapowe konsultacje społeczne. Następnie, opierając się na propozycjach mieszkańców, zmieniono nazwy dwóch ulic. Ulicę Oskara Langego zastąpiono ulicą tomaszowskiej biegaczki Wandy Panfil. Ulicę Teodora Duracza zmieniono na ul. Wilanowską, od niegdyś istniejącej w pobliżu dużej fabryki sukna, potocznie zwanej Wilanowem.
Tuż po II wojnie światowej w centrum miasta na pl. Kościuszki, w miejscu, gdzie do 1925 roku znajdowała się cerkiew, zbudowano pomnik wdzięczności Armii Czerwonej. Wraz z dwoma fontannami stanowił on zespół memorialny ku czci poległych w Tomaszowie żołnierzy radzieckich. Górujący nad centrum miasta monument w formie gwiazdy na kilkunastometrowym betonowym cokole zburzono podczas pierwszej fazy dekomunizacji w 1992 roku. Fontanny przeniesiono do Skansenu Rzeki Pilicy dopiero w 2012 roku, planując gruntowną przebudowę placu Kościuszki.
W 1978 roku, w 35. rocznicę powstania Związku Walki Młodych, na ówczesnej ul. ZWM ustawiono pomnik ku czci członków ZWM. Pomnik został ufundowany przez organizację ZSMP z fabryki „Chemitex-Wistom”. Po prawie 30 latach, w 2017 roku, tablicę zastąpiono nową upamiętniającą żołnierzy podziemia antykomunistycznego z lat 1944–1953, działających na terenie miasta i okolic. W uroczystości objętej patronatem Prezydenta RP, wzięły udział rodziny pomordowanych przez komunistów żołnierzy, w tym znany reżyser Jan Jakub Kolski.

### Przynależność państwowa

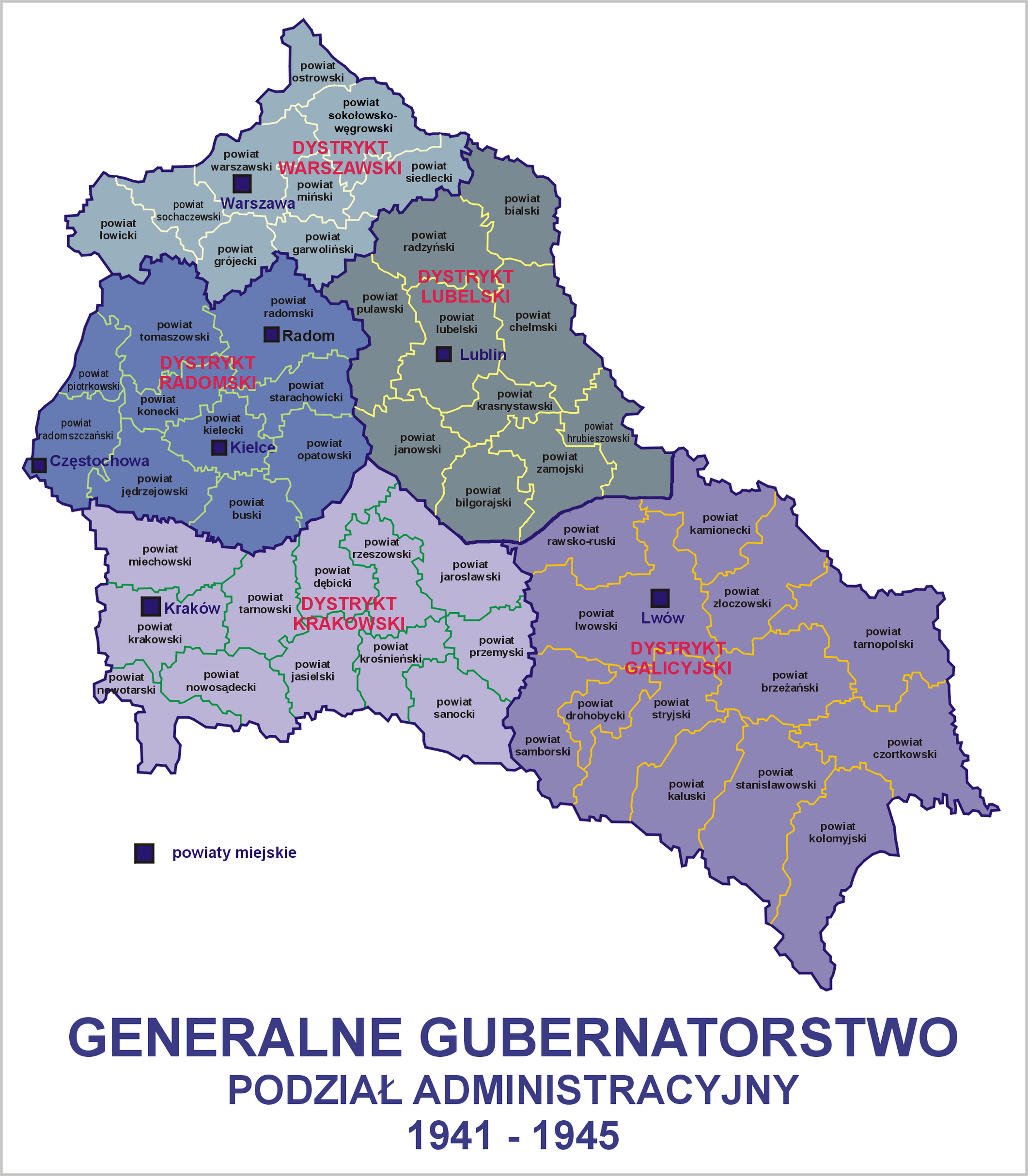
Powiat tomaszowski (1941–1945)

#### XIV wiek
- XIV–XV w. – 1792 – Nagórzyce, Białobrzegi, Brzustówka – Rzeczpospolita;

#### XVIII wiek
- 1788 (powstanie osady hutniczej) – 1792 – Kuźnice Tomaszowskie, Nagórzyce, Białobrzegi, Brzustówka – Rzeczpospolita po I rozbiorze (1772);
- 1793–1807 – Kuźnice Tomaszowskie, Nagórzyce, Brzustówka – zabór pruski, Białobrzegi – zabór austryiacki. Po trzecim rozbiorze Polski w 1795 roku, Pilica stała się na dwanaście lat (do wkroczenia wojsk napoleońskich), rzeką graniczną między Prusami a Austrią;

#### XIX wiek
- 1807–1815 – Nagórzyce, Białobrzegi, Brzustówka, Kuźnice Tomaszowskie – Księstwo Warszawskie zależne od Francji;
- 1816–1867 – Nagórzyce, Białobrzegi, Brzustówka, Kuźnice Tomaszowskie, od 1830 roku Tomaszów Mazowiecki – Królestwo Polskie podlegle Rosji;
- 1867–1914 – Tomaszów Mazowiecki, Nagórzyce, Białobrzegi, Brzustówka – zabór rosyjski;

#### XX wiek
- 1915–1918 – Tomaszów Mazowiecki, Nagórzyce, Białobrzegi – okupacja niemiecka, miasto frontowe. Brzustówka została włączona przez administracje niemiecką w granice miasta;
- 1918–1939 – Tomaszów Mazowiecki – Rzeczpospolita Polska;
- 1939–1945 – Tomaszów Mazowiecki – okupacja niemiecka. Od 1941 – powiat tomaszowski dystryktu radomskiego Generalnego Gubernatorstwa;
- 18 stycznia 1945–1989 – Tomaszów Mazowiecki, Białobrzegi (od 1977 w granicach Tomaszowa[167]), Nagórzyce (od 1987 w granicach Tomaszowa[168]) – Polska Rzeczpospolita Ludowa zależna od ZSRR;
- 29 grudnia 1989 – do dziś – Tomaszów Mazowiecki – Rzeczpospolita Polska.

## Zabytki
Zabytkami miasta są:

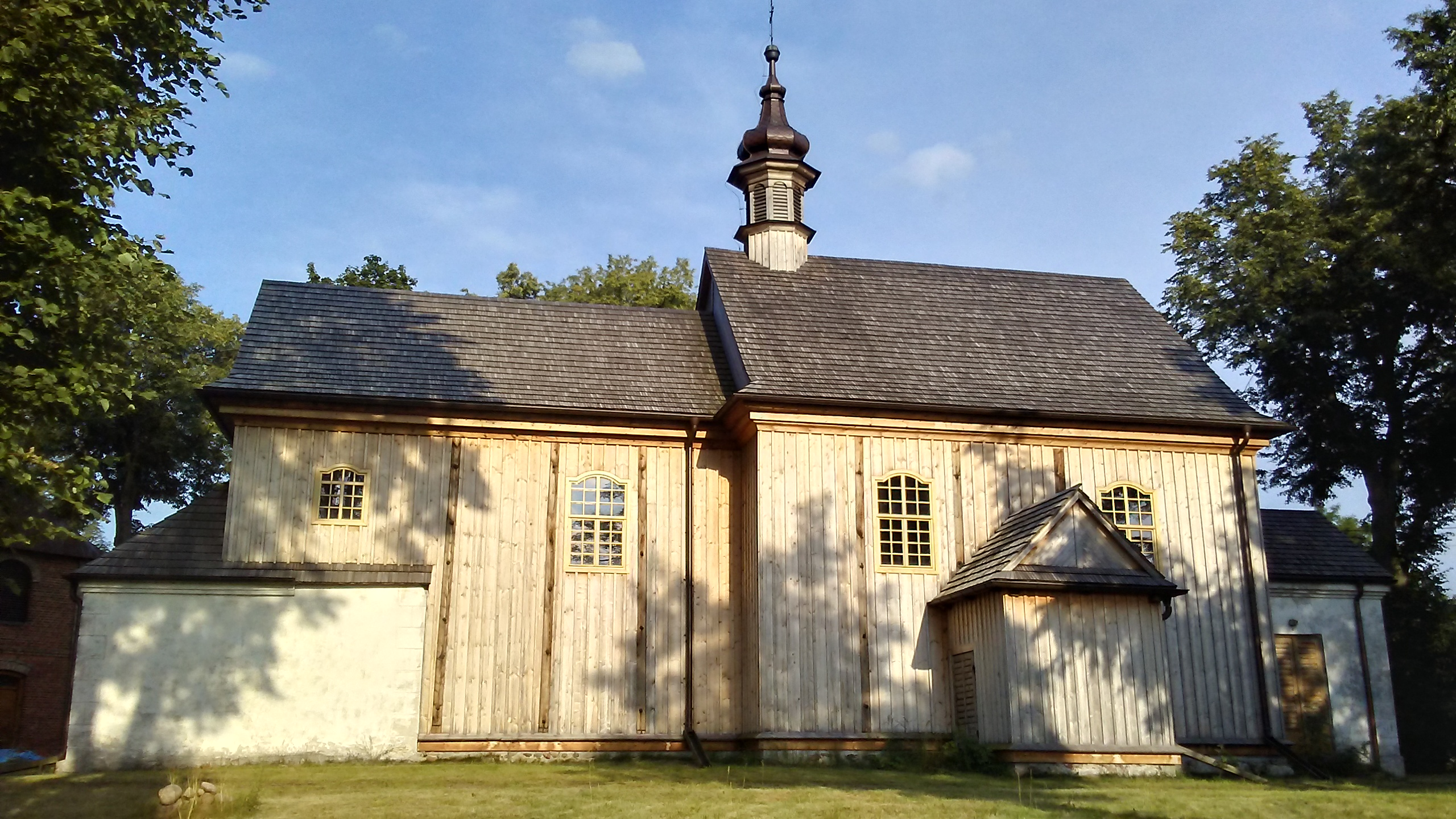
Kościół pw. św. Marcina (Białobrzegi). Najstarszy zabytek w obecnych granicach miasta

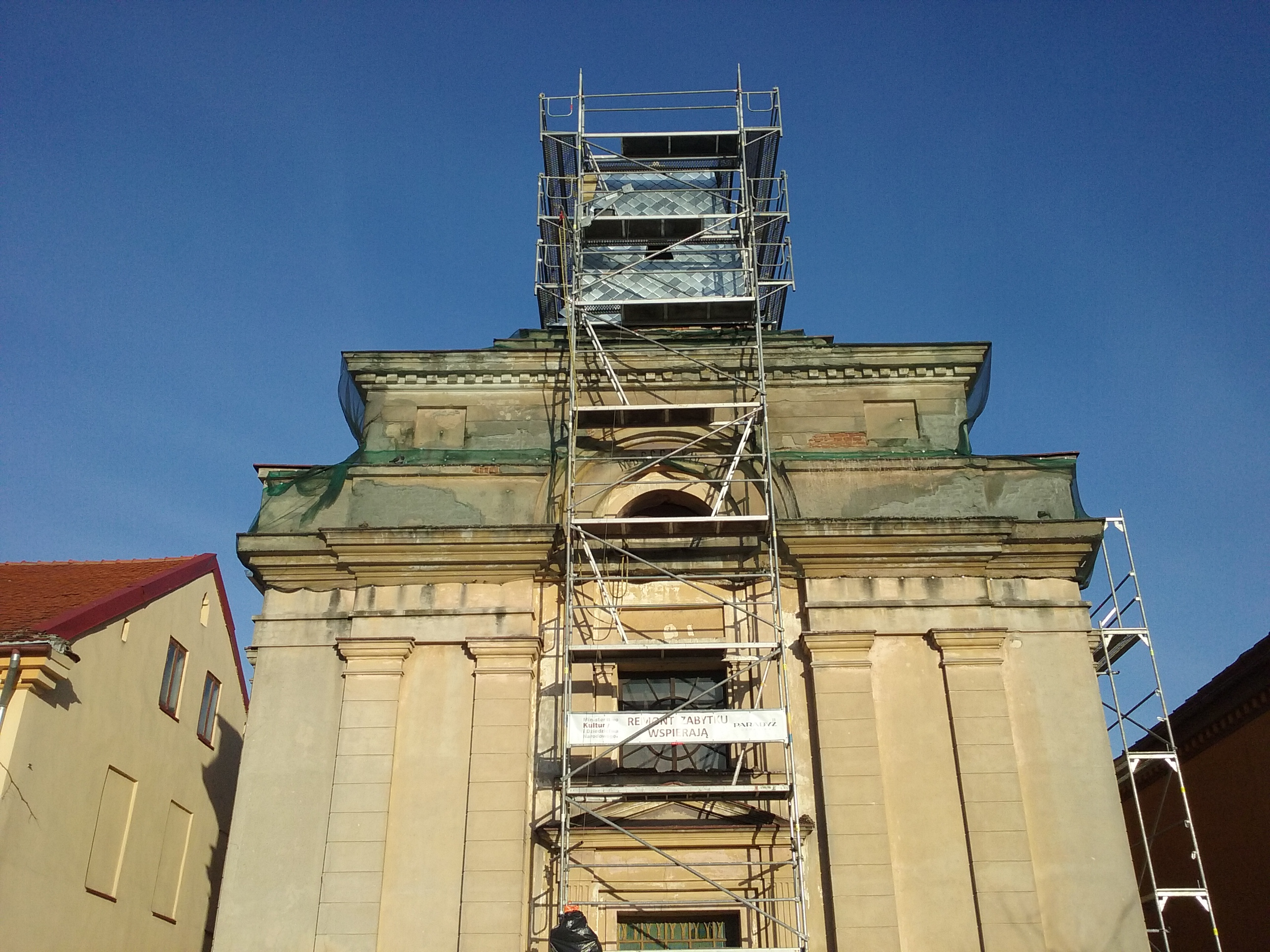
Druga pod względem daty powstania świątynia w obecnych granicach miasta – kościół ewangelicko–augsburski z 1823 roku pw. św. Trójcy przy pl. Kościuszki (na zdjęciu podczas remontu w grudniu 2020 roku). Jego pierwszym pastorem był Jan Benni. Pierwszy obiekt sakralny w Tomaszowie przed włączeniem w 1977 r. w granice miasta Białobrzeg

- Kościół modrzewiowy pw. św. Marcina biskupa – ul. Gminna (Białobrzegi) – pochodzi z XVII w. przebudowany ok. 1746 roku (najstarszy zabytek sakralny w obecnych granicach miasta);
- Pałac Ostrowskich – ul. POW 11/15 – zbudowany w 1812 r. według projektu Lessla w stylu klasycystycznym. Pierwotnie był to budynek parterowy. Z trzypiętrowej wieży założyciel Tomaszowa obserwował swoje dobra. W późniejszym czasie dobudowano piętro. W części parterowej urządzono kaplicę i oranżerię. Pozostałe pomieszczenia były przeznaczone do celów mieszkalnych. Na początku lat 20. obok pałacu zostały zbudowane zabudowania folwarczne, dom dla oficjalistów (obecnie WKU) i stajnia. Generalne remonty przechodził w latach 1898, 1929, 1969, 2010. Obecnie mieści się tu Muzeum im. Antoniego hr. Ostrowskiego;
- Klasycystyczny Kościół ewangelicko-augsburski Świętej Trójcy – pl. Kościuszki 21 – wybudowany na zlecenie hr. Antoniego Ostrowskiego w latach 1823–1829;
- Neorenesansowy Kościół św. Antoniego – przy ulicy św. Antoniego – zbudowany w roku 1858, rozbudowany w latach 1888–1891 i 1948[174][175];
- Kościół ewangelicko-augsburski Zbawiciela – ul. św. Antoniego 39 – zbudowany w latach 1897–1902 w stylu neogotyckim, wewnątrz znajduje się obraz autorstwa Wojciecha Gersona z 1900 r. pt. „Spotkanie Zmartwychwstałego Chrystusa z Marią Magdaleną” oraz zabytkowe organy;
- Dawne jatki – ul. Rzeźnicza – budowla w stylu klasycystycznym, do lat 70. XX wieku pełniły funkcję handlową. W latach 70. adaptowano je na potrzeby kultury lokalizując w nich „Galerię pod Arkadami” (obecnie „Galeria Arkady”);
- Ratusz miejski – ul. POW 10/16 – zaprojektowany przez Aleksandra Ranieckiego. W 1925 r. ówczesny prezydent Polski Stanisław Wojciechowski dokonał poświęcenia kamienia węgielnego pod budowę ratusza, uroczyste otwarcie gmachu odbyło się 26.06.1927 r.
- Gmach Banku Polskiego – ul. I. Mościckiego. 31/33 – wybudowany w latach 1923–1924, budowla wzniesiona w stylu akademickiego klasycyzmu z polskimi formami architektury pałacowej, wnętrze zostało ozdobione bogatą sztukaterią. Gmach zaprojektowany został przez Mariana Lalewicza[176]. Obecnie mieści się tu bank Pekao SA;
- Eklektyczny pałacyk Pieschów – ul. Barlickiego 32 – zbudowany w 1895 r. przez Moritza Piescha, właściciela mechanicznej farbiarni i wykończalni, jednej z pierwszych i największych fabryk włókienniczych Tomaszowa. W latach 30. bryła obiektu uległa pewnym przeobrażeniom: rozbudowano II piętro zmieniając elewację północno i południowo-wschodnią;
- Fabrykancka kamienica – ul. I. Mościckiego 4 – zbudowana na początku lat 20. XX wieku przez Bolesława vel Borucha Szepsa – współwłaściciela Starzyckiej Manufaktury Dywanów. Obecnie siedziba Urzędu Gminy;
- Pałacyk dra Jana Rodego – ul. św. Antoniego 42 – nosi cechy architektury stanowiącej połączenie neoklasycyzmu i eklektyzmu. Zbudowany przez wybitnego społecznika i lekarza, założyciela tomaszowskiego szpitala – dra Jana Serafina Rodego. Obecnie mieści się tu Urząd Stanu Cywilnego;
- Dawny dwór – ul. Radomska – Pochodzi z połowy XIX wieku. Obecnie własność Gminnej Spółdzielni;
- Fabrykancka willa – ul. Konstytucji 3 Maja 48 – zbudowana w stylu eklektycznym ok. 1900 r. dla kierownictwa Fabryki Sukna H. Landsberg. Obecnie siedziba Rejonowego Urzędu Pracy;
- Kamienica fabrykancka rodziny Knothe – plac Kościuszki 18 – Obecny eklektyczny wystrój elewacji otrzymała w 1896 roku w wyniku przebudowy domu zbudowanego w latach 20. XX w. Do 2003 roku siedziba Sądu Rejonowego;
- Klasycystyczna kamienica – pl. Kościuszki 17 – zbudowana w połowie XIX wieku. Od 1882 r. własność Karola Jana Bartkego – właściciela Fabryki Sukien i Kortów (dawnej „Batavii”). Do 2003 roku siedziba Sądu Rejonowego;
- Batavia – ul. Warszawska – najstarszy budynek fabryczny w mieście, obecnie Tomaszowska Fabryka Filców Technicznych;
- Jeden z pierwszych obiektów fabryki włókienniczej Moritza Piescha – ul. Barlickiego – Fabryka uruchomiona została w 1874 roku przy ówczesnej ulicy św. Tekli. Obiekt zbudowany w stylu eklektycznym z przeznaczeniem no oddział wykończenia tkanin i mieszkania dla kadry fabrycznej;
- Komin i budynek zakładowej kotłowni – ul. Barlickiego – Wybudowane w 1872 r. w fabryce Moritza Piescha;
- Eklektyczna willa – ul. Barlickiego – zbudowana przez Jakuba Halperna, właściciela fabryki wyrobów sukiennych;
- Willa przy ulicy Batosza Głowackiego 5;
- Budynek dawnej wozowni – ul. Barlickiego – Należała do fabryki Moritza Piescha. Zbudowana w 1911 r. w stylu eklektycznym z elementami secesji;
- Budynek zakładowej stolarni – ul. Barlickiego – zbudowana w 1911 r. przez spadkobierców Moritza Piescha. Elewacja eklektyczna z elementami secesji;
- Fabryczna portiernia – ul. Konstytucji 3 Maja 46 – zbudowana w końcu lat 90. XIX wieku z przeznaczeniem na budynek socjalny fabryki sukna H. Landsberg;
- Willa Bornsteinów – ul. Warszawska – zbudowana w połowie XIX wieku przez Zusmana Bornsteina – właściciela Starzyckiej Fabryki Wyrobów Sukiennych. Wielokrotnie przebudowywana;
- Fabrykancka willa – ul. Spalska 120 – zbudowana na przełomie XIX i XX wieku przez Roberta Kleindiensta – właściciela fabryki włókienniczej „Wilanów”;
- Fabrykancka willa – ul. Warszawska 10 – zbudowana na początku XX wieku przez Dawida Bornsteina – właściciela Tomaszowskiej fabryki Wyrobów Sukiennych.

## Demografia

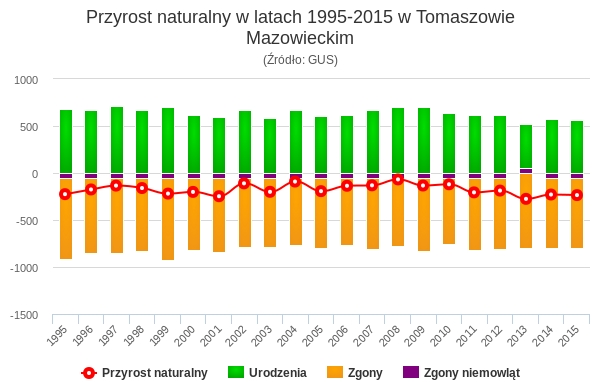
Przyrost naturalny
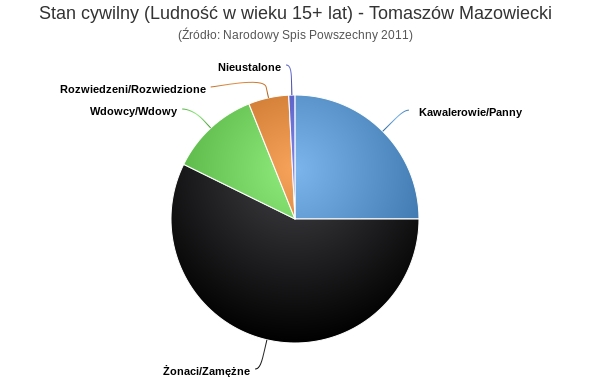
Stan cywilny
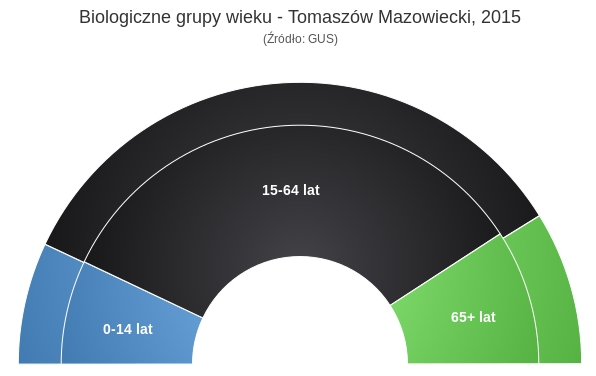
Grupy wieku

## Gospodarka

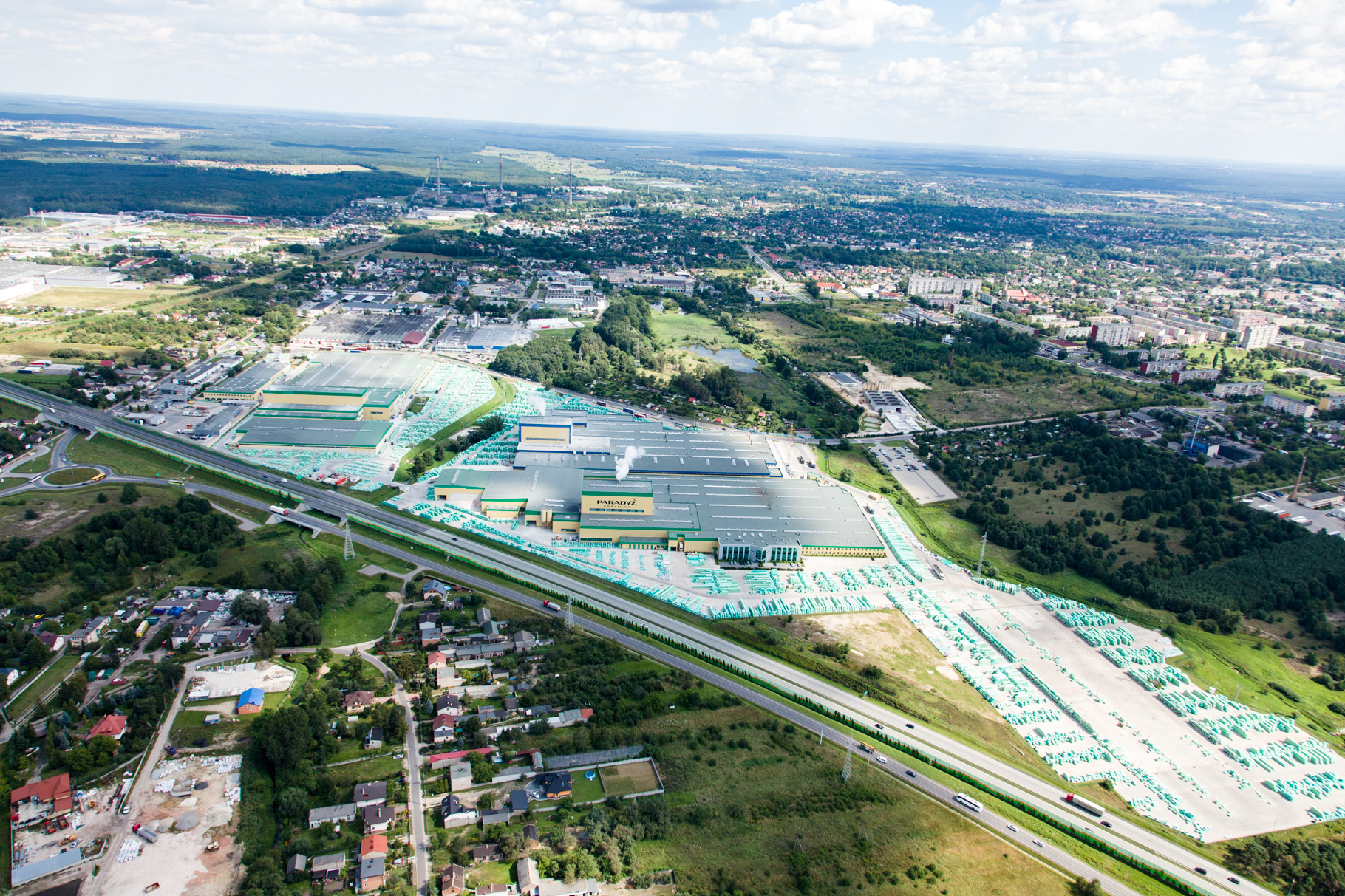
Zakłady Ceramiki Paradyż przy starzyckich stawach

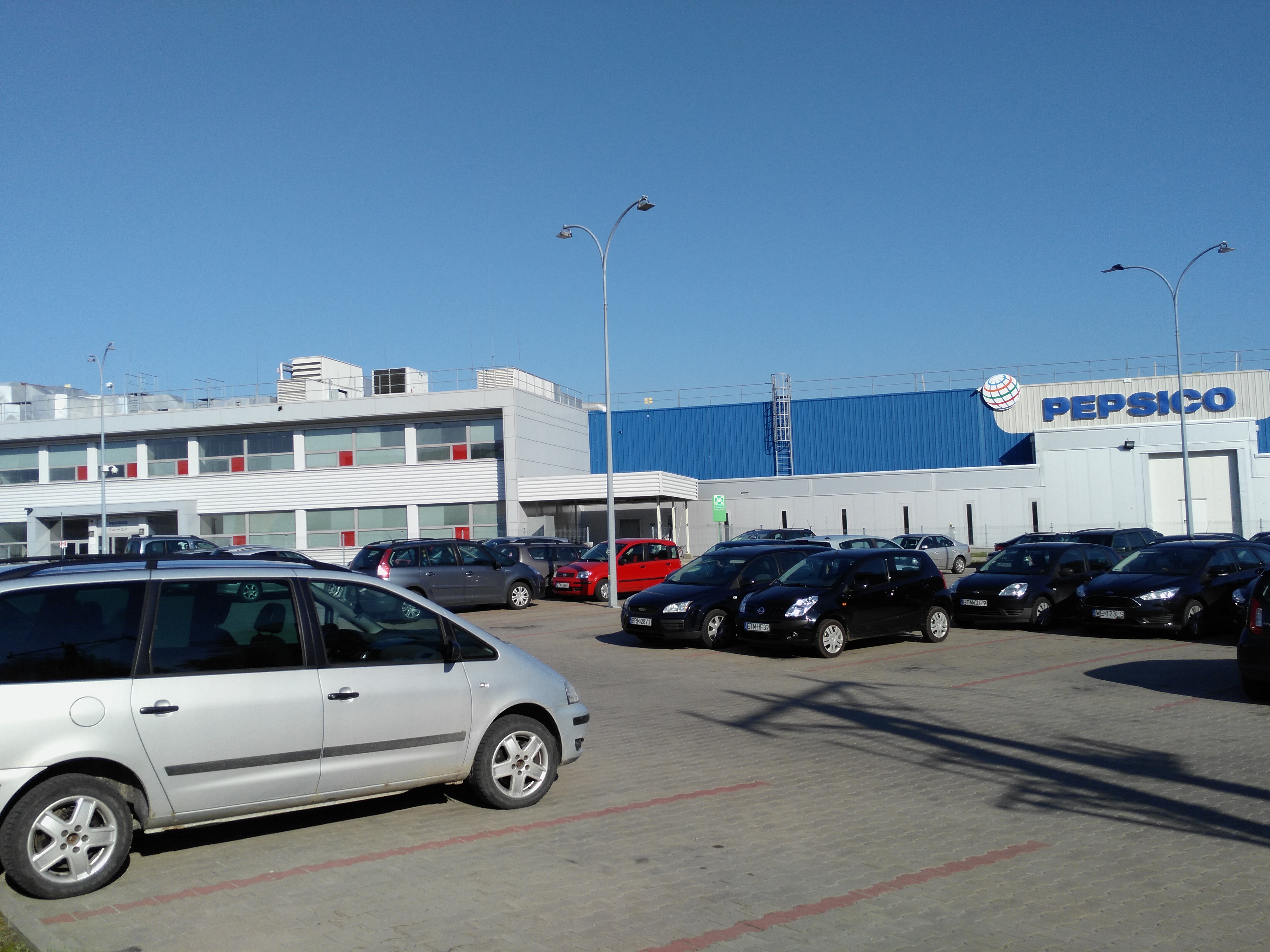
PepsiCo

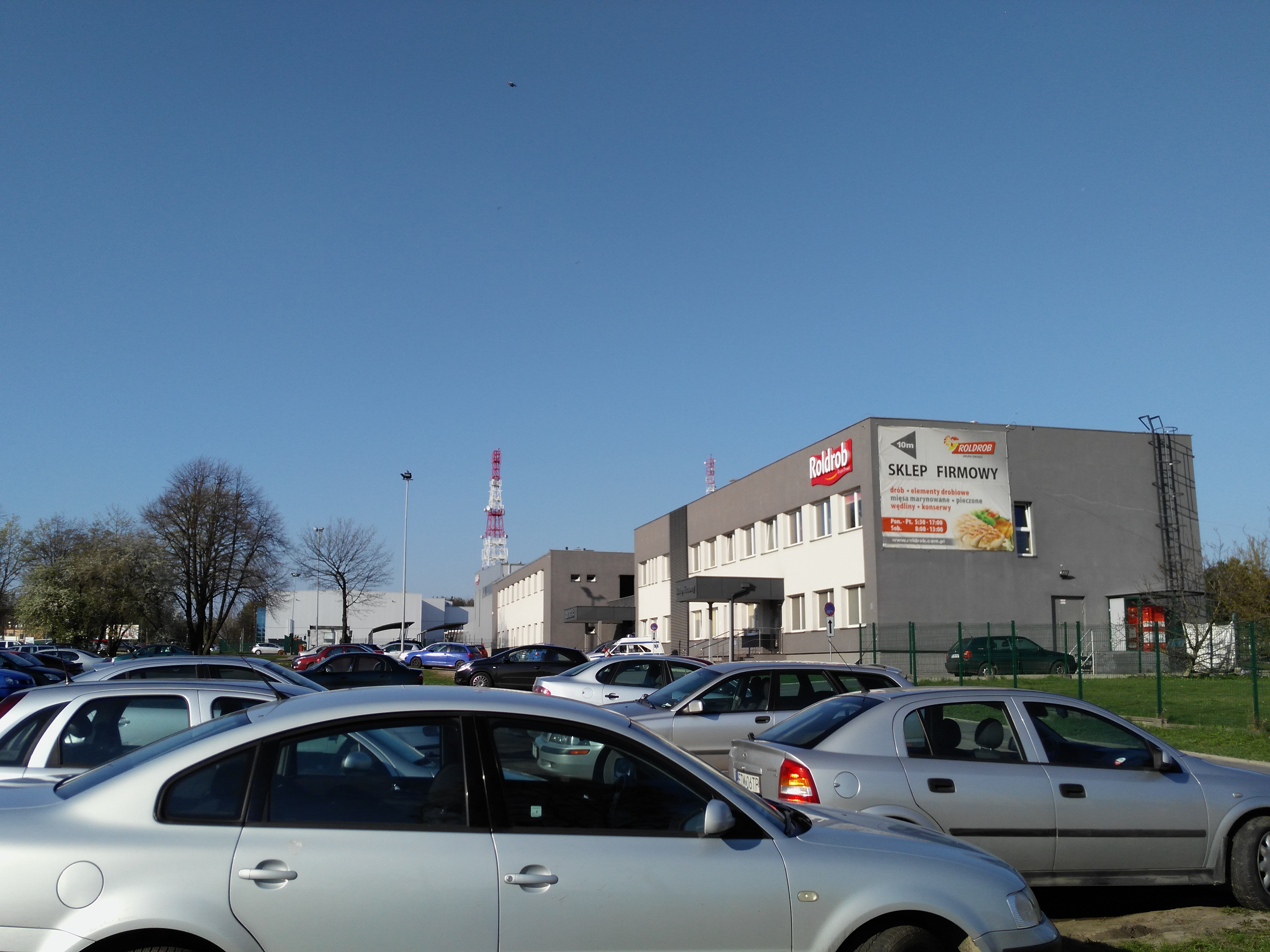
Tomaszowskie zakłady drobiarskie RolDrób należące do notowanego na GPW Drosedu

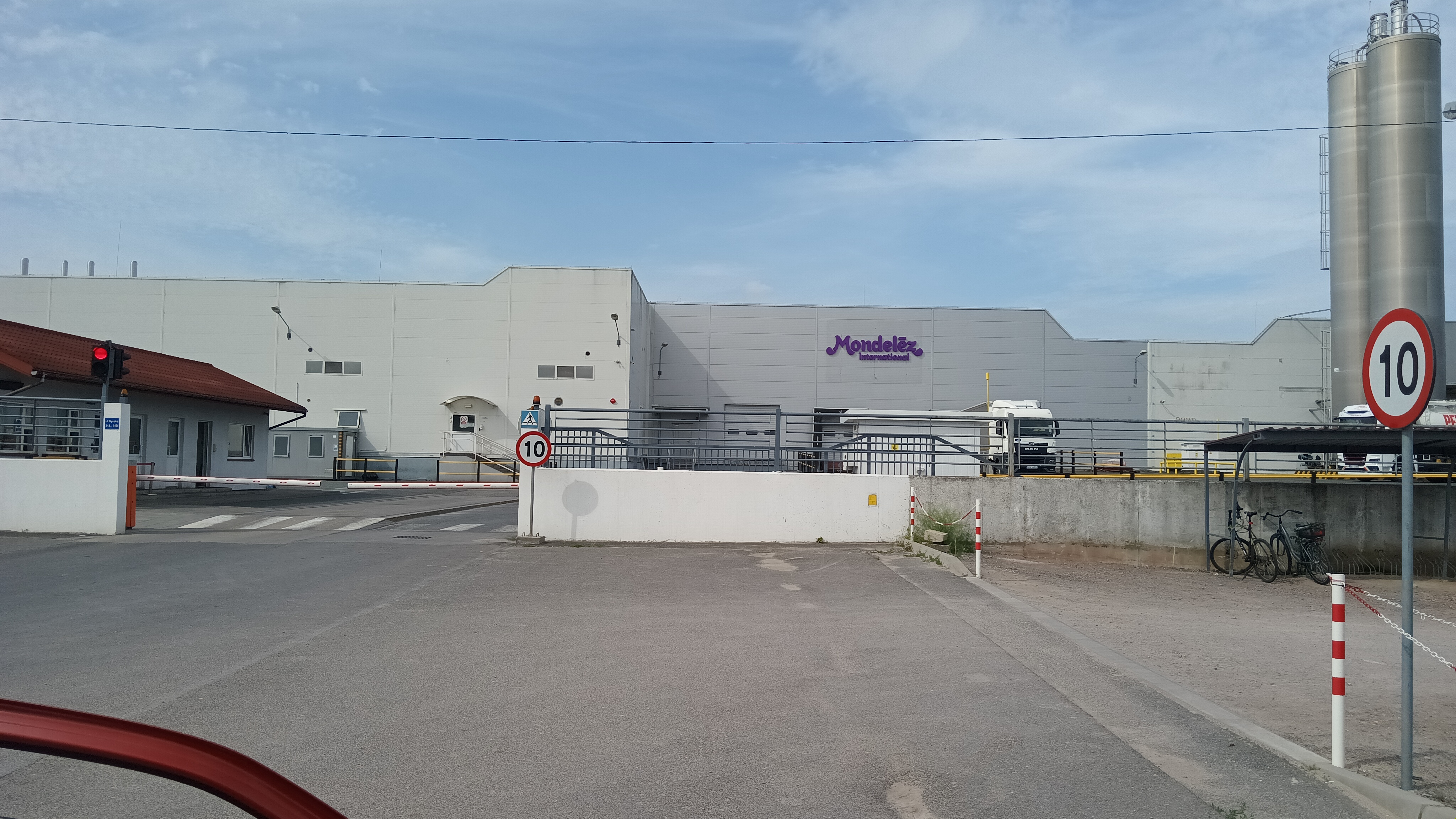
Tomaszowska fabryka Mondelēz, producenta rogalików 7DAYS oraz Chipicao

Duży ośrodek przemysłu mineralnego, chemicznego, spożywczego, elektromaszynowego, logistyki i usług.
Tomaszów obejmuje Łódzka Specjalna Strefa Ekonomiczna – jedna z 14 specjalnych stref ekonomicznych w Polsce.

### Przemysł

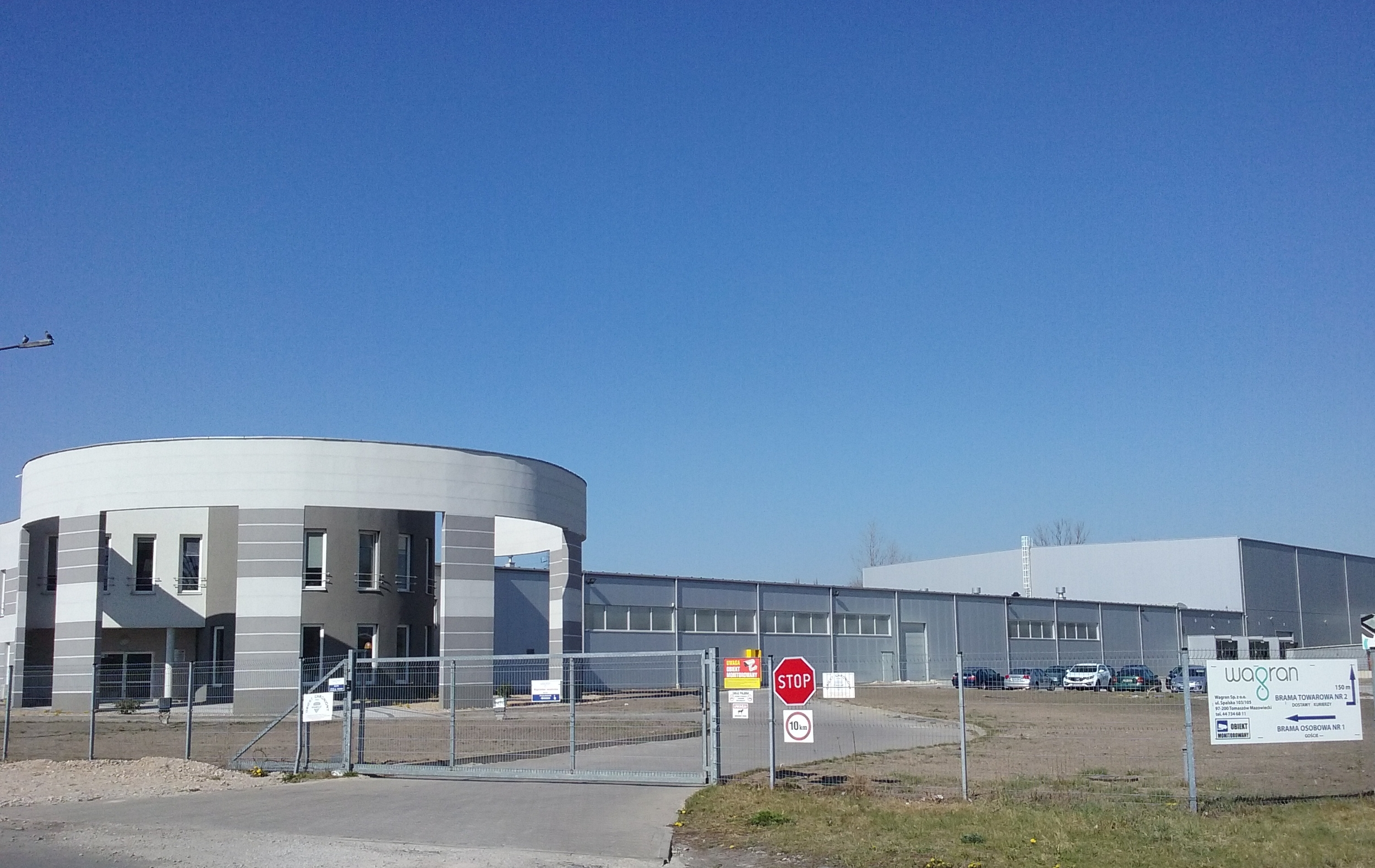
Fabryka Wagran na terenie dawnego Wistomu

- Wagran – producent granitowych zlewów[177]

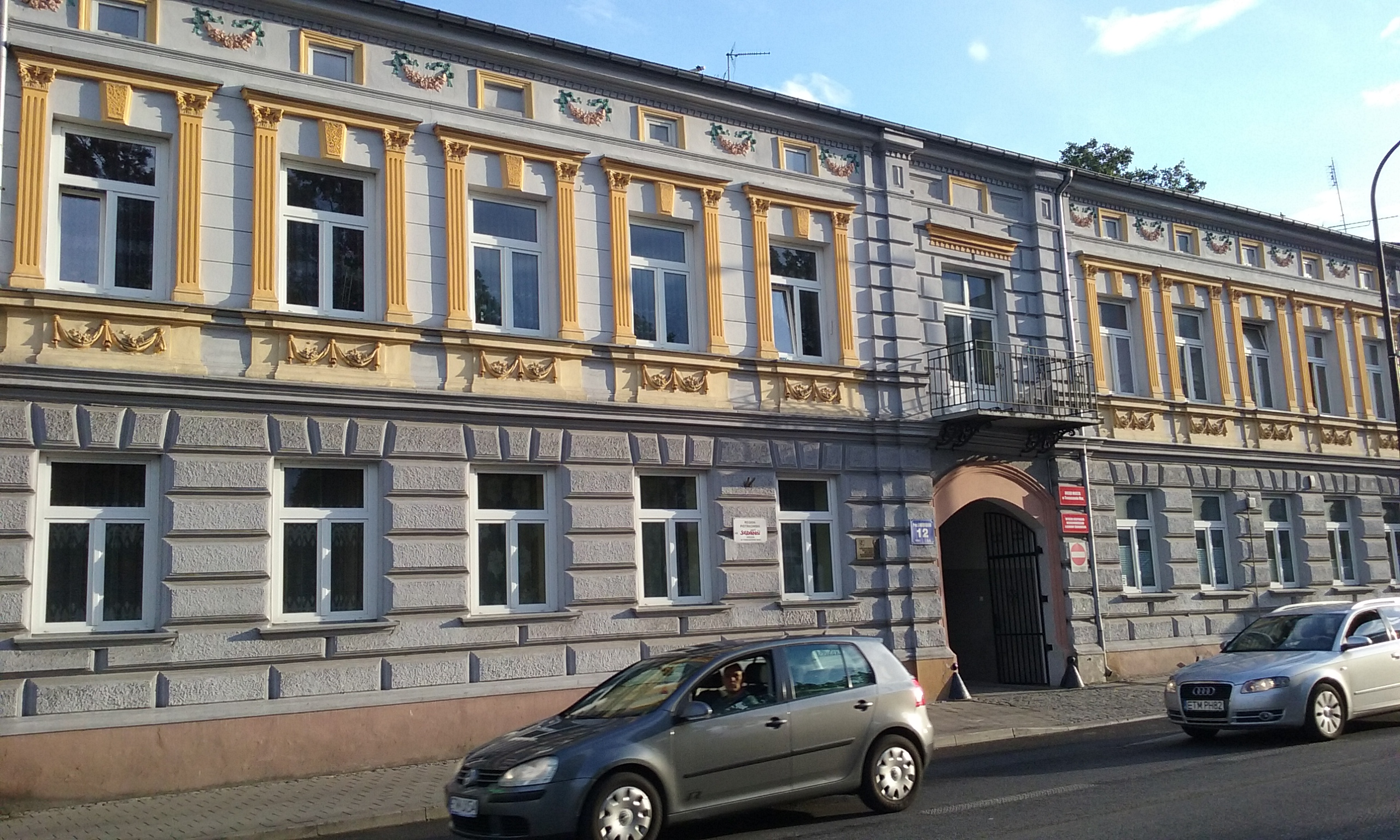
Tomaszowskie biuro NSZZ „Solidarność” przy ulicy Ignacego Mościckiego 12

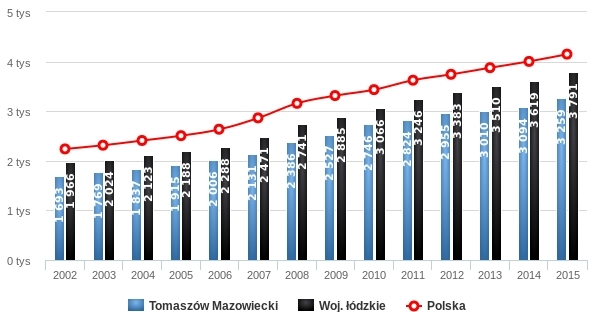
Przeciętne miesięczne wynagrodzenie brutto w Tomaszowie w latach 2002–2015 (GUS)

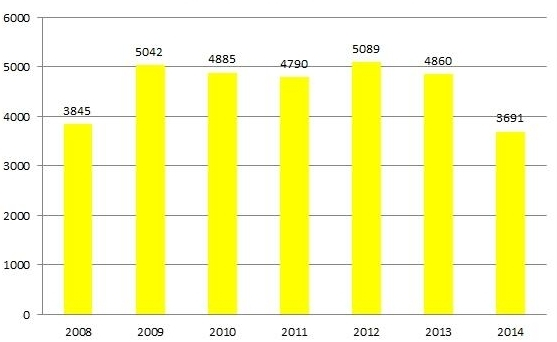
Bezrobocie w mieście w latach 2008–2014

- Ceramika Paradyż – producent płytek ceramicznych[179].
- Sacmi – producent maszyn do produkcji płytek ceramicznych[180].
- Megatech – zakład produkujący tapicerkę do samochodów. Przekształcony z fabryki koncernu Toyota[181].
- PepsiCo – producent chrupek Cheetos[182].
- Chipita – producent rogali 7DAYS oraz Chipicao[183].
- Kopalnia Biała Góra – zlokalizowana przy południowej granicy miasta największa w Europie odkrywkowa kopalnia kwarcu należąca do niemieckiej grupy wydobywczej Quarzwerke[184]. W czasach PRL kopalnia wybudowała osiedle bloków z „wielkiej płyty” dla pracowników.
- Zakłady Przemysłu Wełnianego „Tomtex”
- Sicher Bautechnik – producent chemii budowlanej[185]
- EcoHydroCarbon – przetwórstwo odpadów polimerowych[186]
- Ezbud – producent materiałów budowlanych, wykonawca, deweloper i administrator kilku tomaszowskich i łódzkich[187] osiedli wybudowanych po 1989 roku. Od 2019 roku główny sponsor największego tomaszowskiego klubu sportowego „Lechia 1923”[188]
- Roldrob (Drosed) – producent wyrobu z drobiu[189]. Dostawca m.in. KFC.
- Syntom – przedsiębiorstwo recyklingowe (metalurgia)[190].
- Omega Tworzywa – przedsiębiorstwo recyklingowe (tworzywa sztuczne)[191]
- Balex Metal – producent blachodachówki[192]
- Sibelco Europe – przetwórca kwarcu[193].
- FM Logistic – centrum logistyczne obsługujące Carrefour i Makro Cash and Carry[194].
- Fabryka Dywanów Weltom S.A. – fabryka dywanów, założona przez Eleonorę i Jana Rolandów. Ich syn Edward Roland zaczynał w 1848 roku od rękodzielniczego zakładu, składającego się z przędzalni i tkalni obsługiwanej przez trzy osoby. Mieściła się ona przy ulicy Kaliskiej (dziś Piłsudskiego). W 1905 roku firma zatrudniała stu trzydziestu tkaczy. Była znana w całym Imperium Rosyjskim. Po II wojnie światowej firmę znacjonalizowano i przemianowano na „Weltom”. W latach 90. XX w. zakład przeszedł transformację, przekształcając się w spółkę akcyjną. Dziś oprócz dywanów, produkuje wykładziny tapicerskie i wycieraczki kokosowe. Od nazwiska założycieli Weltomu wzięła nazwę cała zachodnia dzielnica miasta – Rolandówka[48][195][196].
- Toma – przetwórstwo tworzyw sztucznych[197]. Przy zakładzie na potrzeby pracowników działa niepubliczna lecznica.
- Glass Produkt – producent automatycznych systemów nawożenia i transportu surowców[198].
- Markom – producent urządzeń spawalniczych i transportujących.
- Las Vegas – producent napojów energetyzujących[199]. Grupa Las Vegas posiada również Galerię Bulwary.

### Handel

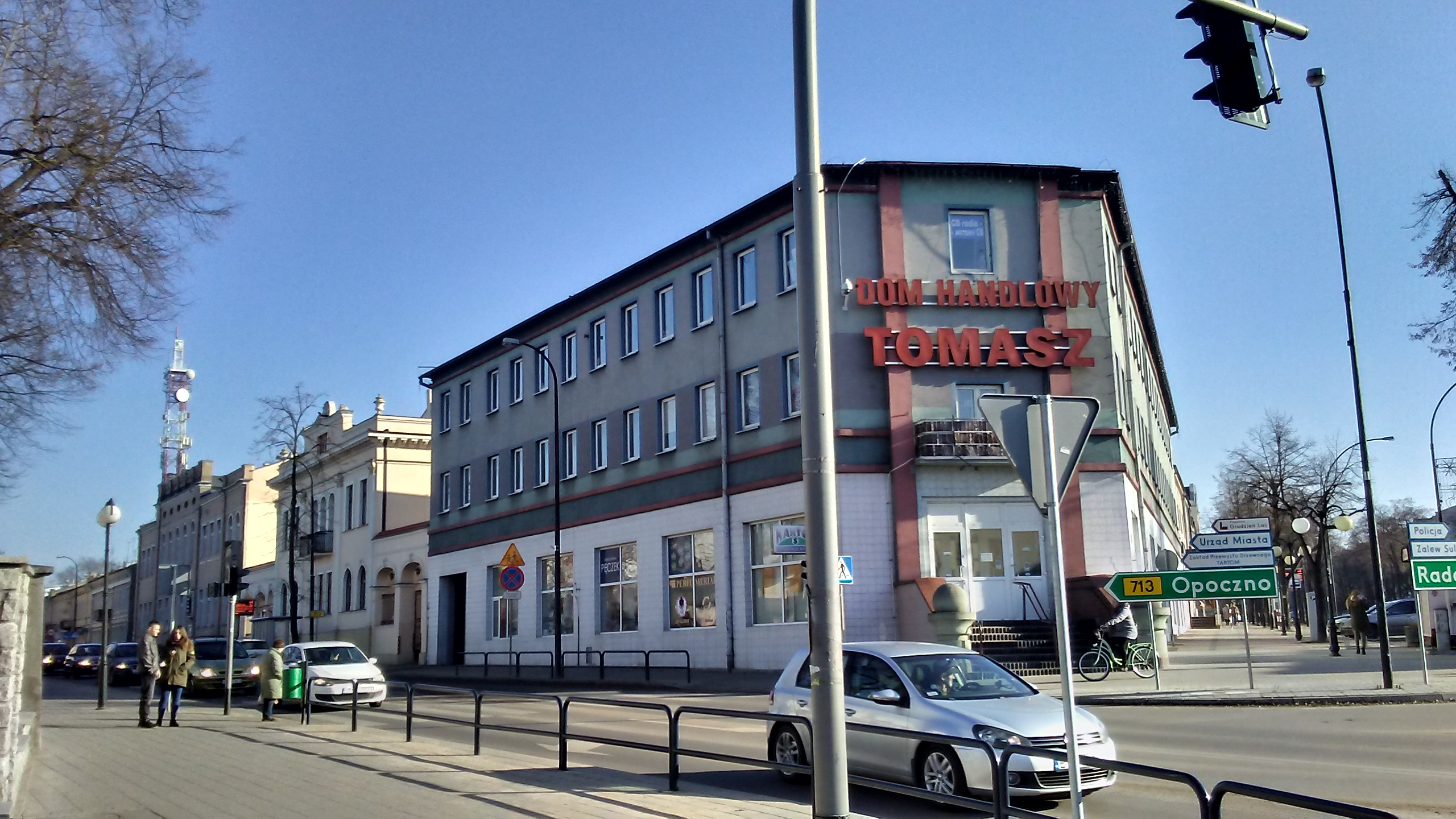
Najstarszy działający dom handlowy. W PRL w sieci PDT, po 1989 roku Dom Handlowy „Tomasz”

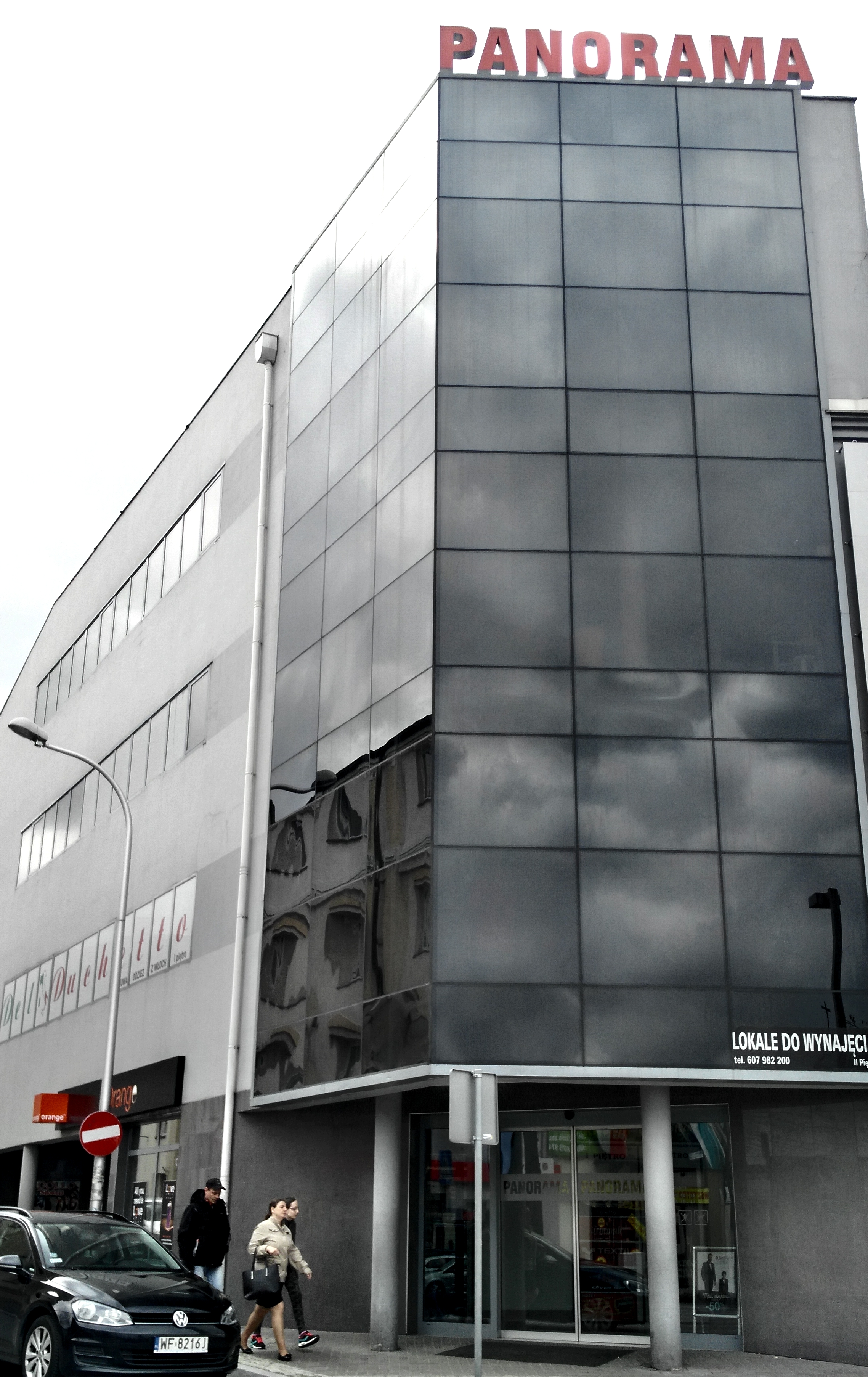
Dom Handlowy „Panorama” przy placu Kościuszki

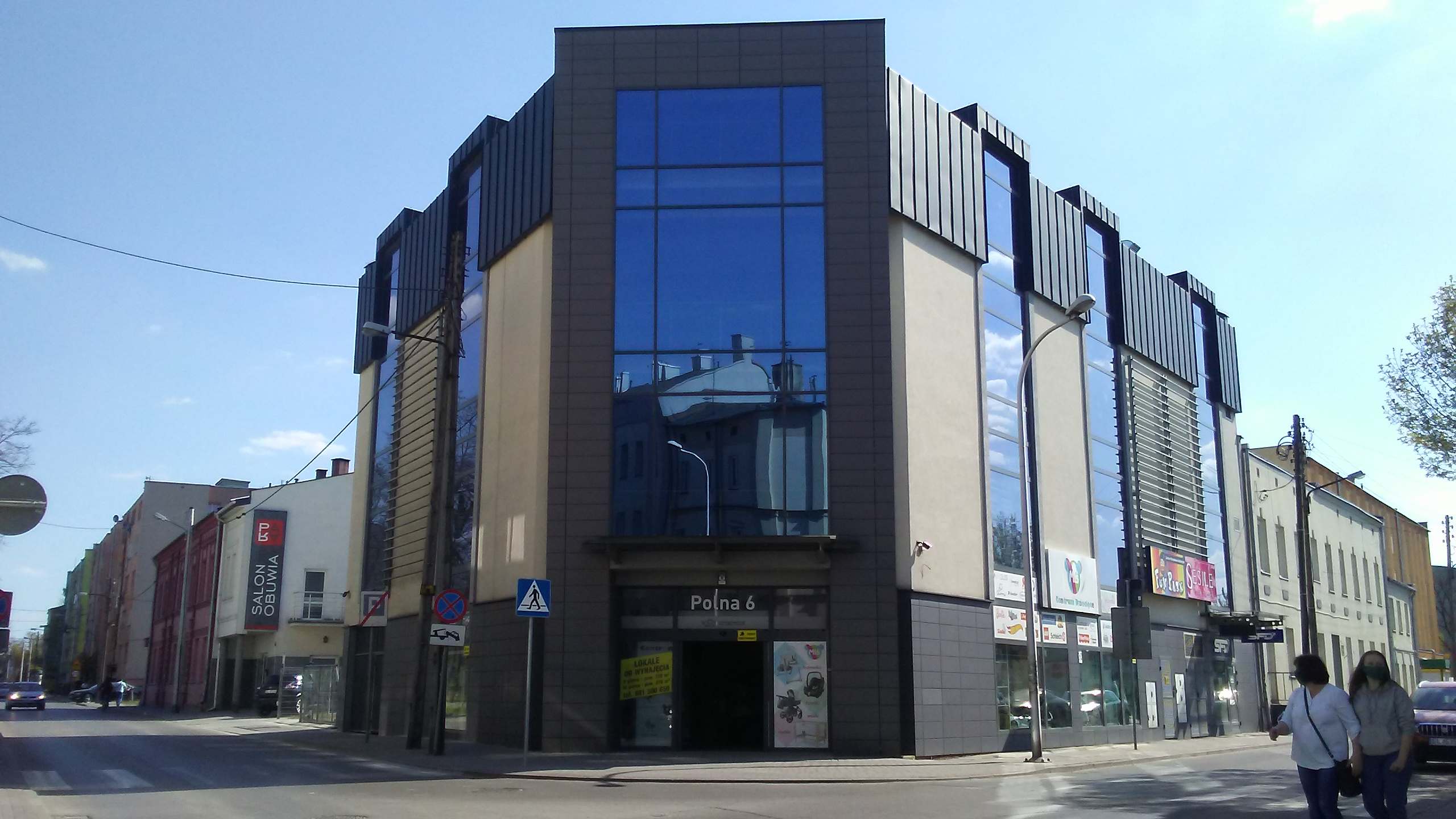
Dom Handlowy „Polna 6” na rogu ulic Polnej i Jerozolimskiej

- Galeria Tomaszów. Otwarta w 2016 roku przy ul. Warszawskiej[201]. Obiekt posiada 17 tysięcy metrów kwadratowych i dwie kondygnacje[202] i 60 sklepów. Na drugiej kondygnacji obiektu znajduje się kino z czterema salami (742 miejsc). Sale wyposażone są w ekrany jakości 4K z technologią DepthQ[203]. Jest to trzecie w historii miasta kino, po nieistniejącym kinie Mazowsze przy ul. Jerozolimskiej i działającym kinie Włókniarz przy ul. Mościckiego[204]. Galerie wybudowano na terenach dawnej fabryki Moritza Piescha – w okresie PRL-u Zakładów Tkanin Wełnianych Mazovia. Pierwotnie podczas prac koncepcyjnych, tak miało się nazywać centrum handlowe – Galeria Mazowia. Jednak ze względów promocyjnych władzom zależało na kojarzeniu dużej inwestycji z miastem i zdołały przekonać inwestora do obecnej nazwy. Architektura galerii od strony południowej również nawiązuje do historii Tomaszowa. Zachowane zostały części ścian z czerwonej cegły, a we wnętrze atrium od strony ulicy Norberta Barlickiego wkomponowano jeden z kominów dawnej fabryki. Galeria Tomaszów jest największym centrum handlowym w Tomaszowie. Inwestor szacuje, że obsługuje 210 tysięcy klientów[205].
- Galeria Bulwary. Jednokondygnacyjna galeria handlowa poszerzona o kompleks rozrywkowo-rekreacyjny (m.in. z drugą w mieście kręgielnią i pierwszymi w mieście kortami do squasha). Znajduje się podobnie jak Galeria Tomaszów, nieopodal rzeki Wolbórki, jednak na obrzeżach dzielnicy Rolandówka. W zakolu przy ul. Legionów[206]. Obiekt należy do firmy Las Vegas. Inwestor szacuje, że obsługuje 120 tysięcy klientów[207].
- Pasaż „Niebrów” przy ulicy Dzieci Polskich na największym osiedlu mieszkaniowym – Niebrów. Oddany do użytku w czerwcu 2020, obiekt o łącznej powierzchni 2300 metrów kwadratowych, z 140 miejscami parkingowymi. Głównymi najemcami są Biedronka, Rossman i Pepco[208].
- Domy handlowe i ogólnopolskie sieci:
  - DH Tomasz przy ul. św. Antoniego
  - DH Rondo przy ul. B. Głowackiego
  - Rolniczy Dom Handlowy Rolnik przy ul. Dzieci Polskich
  - DH Niedźwiedź przy ul. św. Antoniego
  - Tomax przy ul. P.O.W
  - Panorama przy pl. Kościuszki
  - DH Polna 6 przy ul. Polnej
  - Galeria Buda przy ul. P.O.W
  - DH Dekorator przy ul. Zawadzkiej

Od początku XXI wieku działają sieci supermarketów:
- Kaufland na rogu ul. Warszawskiej i Konstytucji 3 Maja
- Carrefour przy ul. Jana Pawła II
- Lewiatan (4 obiekty)
- Lidl (2 obiekty)
- Biedronka (8 obiektów)[209]
- Netto (2 obiekty)
- Mila przy ul. Rolnej
- Dino (4 obiekty)
- Rossmann (4 obiekty)
- RTV Euro AGD w Galerii „Tomaszów”
- Media Expert w CH „Fabryka”
- Pepco (3 obiekty)
- Mrówka (grupa Polskie Składy Budowlane) przy ul. Kwiatowej
- Jysk przy ul. Warszawskiej
- Neonet przy ul. Jana Pawła II
- Aldi przy ul. Św.Antoniego
- Stokrotka na rogu ulic Szerokiej i Kwiatowej
- KiK – w Galerii „Tomaszów”
- Action – w Galerii „Tomaszów”
- Bricomarché – przy ul. Długiej
- TEDi – przy ul. Dzieci Polskich

W mieście znajdują się dwie restauracje McDonald’s, a także KFC i hiszpańska TelePizza.
- Sklepy spółdzielcze

12 sklepów spożywczych prowadzi w Tomaszowie istniejąca od 1868 roku Powszechna Spółdzielnia Spożywców „Społem”. Jej regionalny zarząd mieści się w dawnej willi Dawida Bornsteina przy Warszawskiej 10/14.
- Targowiska

Na placu Narutowicza działa ogólnomiejskie targowisko, które jest najstarszym funkcjonującym do dziś miejscem handlu. Pierwsze targowisko miejskie istniało już w połowie XIX wieku, jednak w innym miejscu – przy ulicy św. Tekli (dzisiaj róg ulic Warszawskiej i Barlickiego), w miejscu dzisiejszego skweru 4 czerwca 1989 roku. Mimo dużo mniejszej powierzchni był to wówczas targ na którym handlowano również zwierzętami hodowlanymi
W największych dzielnicach funkcjonuje kilka targowisk osiedlowych.
- Ponadregionalne hurtownie:
  - Ice Full – hurtownia alkoholi, producent napojów energetyzujących i sprzętu oraz odzieży do skateboardingu[214][215],
  - Kelmes – dystrybutor wędlin[216],
  - Joka – hurtownia i firma budowlaną[217],
  - Eurocash – ogólnopolska hurtownia[218].
- Stacje paliw:

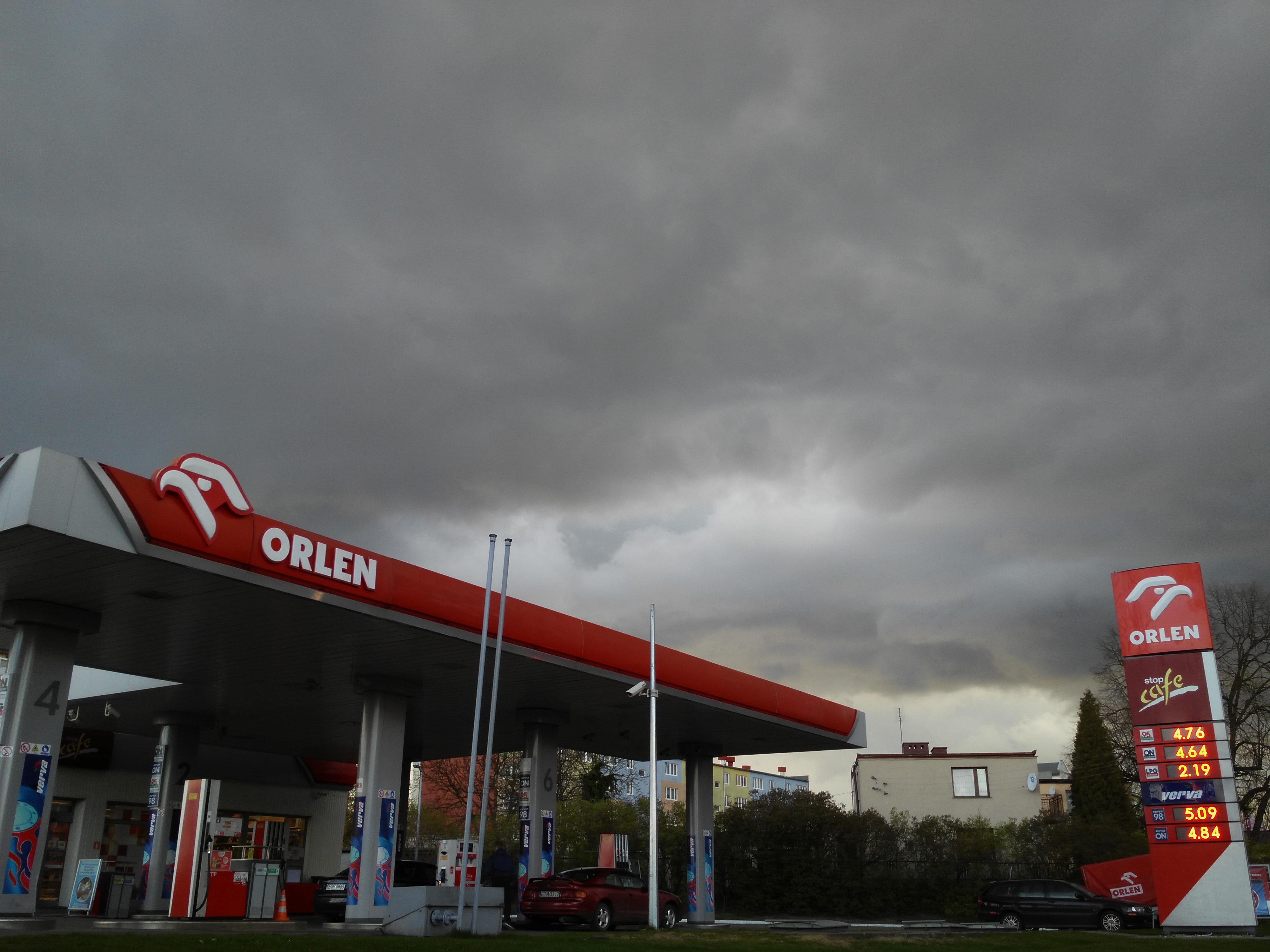
Stacja paliw Orlen przy ulicy św. Antoniego

W mieście działają dwie stacje Orlenu, dwie stacje Lotos, jedna stacja paliw brytyjskiego koncernu BP, jedna szwajcarskiej marki Avia oraz jedna polskiej marki Moya. Oprócz tego w Tomaszowie funkcjonuje kilku niezależnych dystrybutorów benzyny, oleju napędowego, gazu LPG oraz AdBlue. W czerwcu 2020 roku rozstrzygnięto przetarg na budowę stacji paliw należącej do komunalnego Miejskiego Zakładu Komunikacyjnego. Nowa stacja należąca do miasta wybudowana będzie na terenie zajezdni MZK przy ulicy Warszawskiej i będzie ogólnodostępnym obiektem komercyjnym.

## Transport

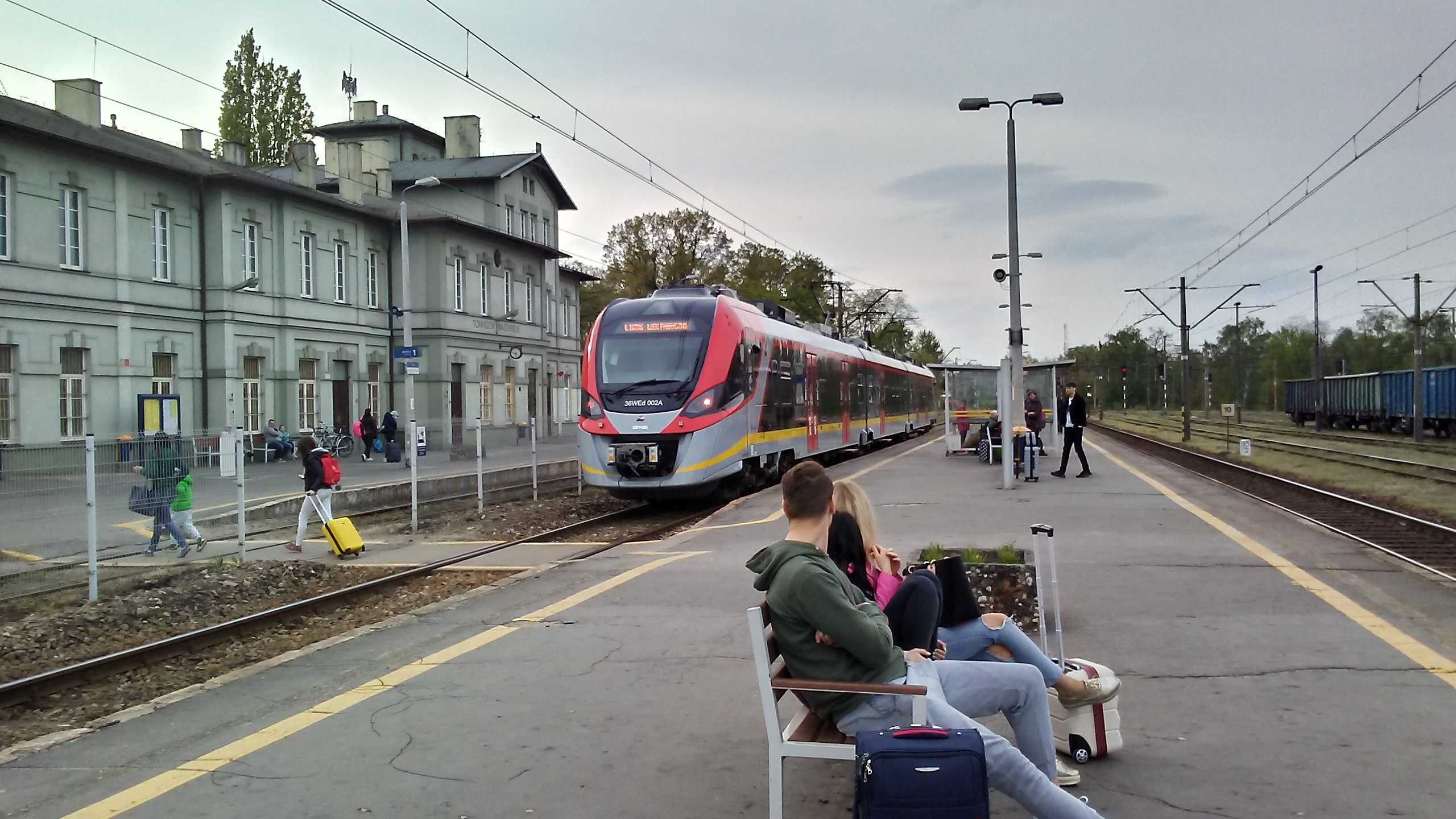
Peron dworca. W tle pociąg Łódzkiej Kolei Aglomeracyjnej, która obsługuje miasto od 2019 roku

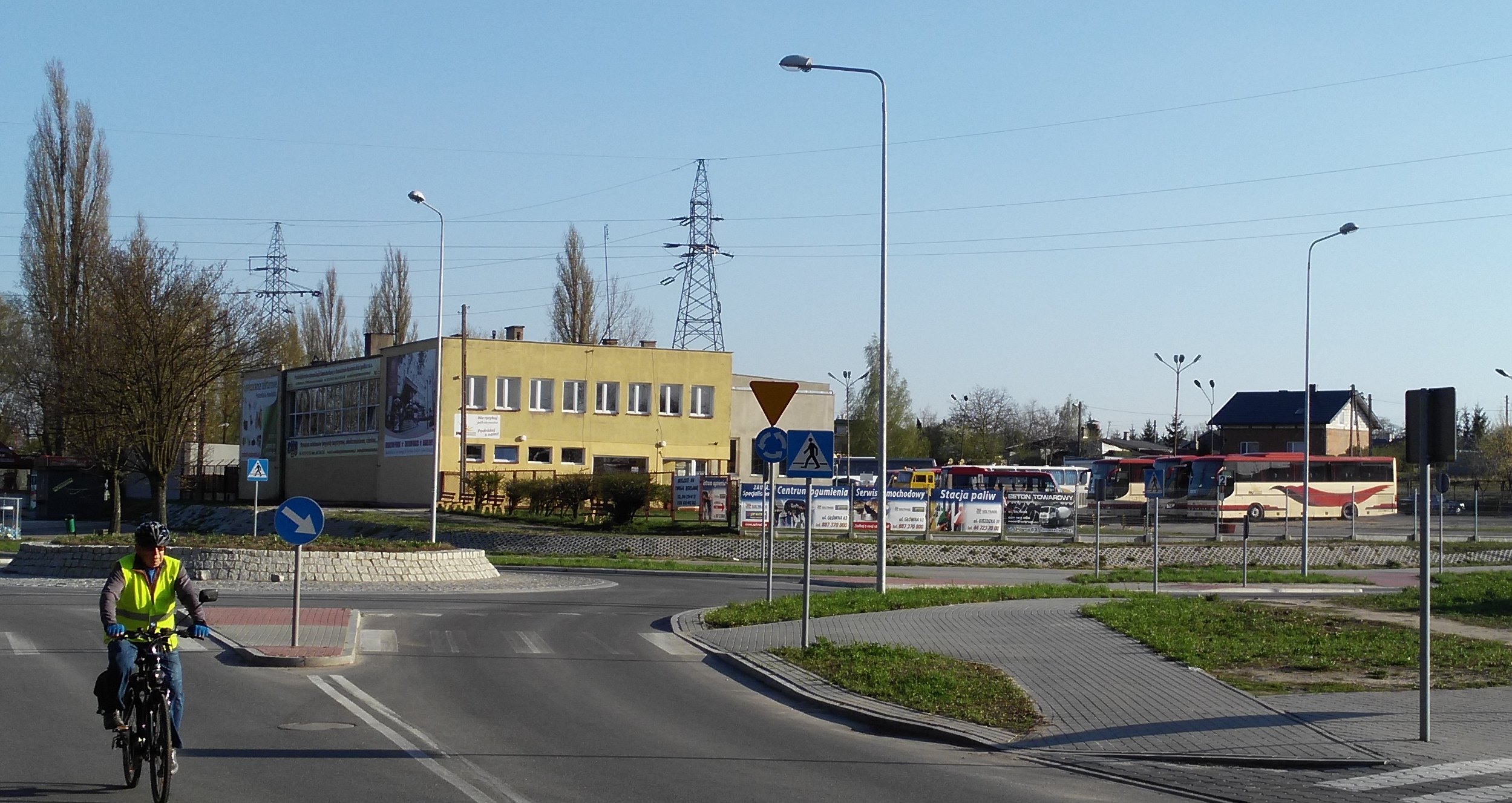
Dworzec autobusowy

W Tomaszowie Mazowieckim jest dworzec kolejowy i dworzec autobusowy. Oba znajdują się naprzeciwko siebie przy ulicy Dworcowej w peryferyjnej części miasta, na obrzeżach przemysłowej dzielnicy – Kaczka. Według autora pierwszej monografii miasta prof. Tadeusza Seweryna w przypadku dworca kolejowego dalekie od centrum usytuowanie stacji, było częścią represji carskiej administracji po powstaniu styczniowym.
Oprócz stacji kolejowej na wschodzie miasta funkcjonuje przystanek kolejowy – Tomaszów Mazowiecki Białobrzegi.
W mieście krzyżują się drogi krajowe i wojewódzkie:
- droga ekspresowa S8: kierunek Białystok – Warszawa – Tomaszów Mazowiecki – Wrocław – Kłodzko – Kudowa-Zdrój.
- droga wojewódzka nr 713: kierunek Łódź – Tomaszów Mazowiecki – Januszewice koło Opoczna.
- droga krajowa nr 48: kierunek Białobrzegi – Kozienice – Dęblin – Kock.

Linie kolejowe łączą Tomaszów Mazowiecki bezpośrednio z miastami:
- Tomaszów Mazowiecki – Warszawa,
- Tomaszów Mazowiecki – Koluszki – Łódź,
- Tomaszów Mazowiecki – Poznań,
- Tomaszów Mazowiecki – Kraków – Zakopane,
- Tomaszów Mazowiecki – Toruń – Bydgoszcz – Gdańsk – Gdynia,
- Tomaszów Mazowiecki – Puławy – Lublin (kursują tylko w weekendy)
- Tomaszów Mazowiecki – Opoczno – Końskie – Skarżysko-Kamienna,
- Tomaszów Mazowiecki – Drzewica – Przysucha – Radom,
- Tomaszów Mazowiecki – Glinnik – Spała.

### Przewozy międzymiastowe
Do 2000 roku kursowała linia MZK na trasie Tomaszów Mazowiecki – Piotrków Trybunalski. W 2004 roku dawny PKS Tomaszów Mazowiecki został sprywatyzowany i funkcjonuje pod nazwą Przedsiębiorstwo Komunikacji Samochodowej w Tomaszowie Mazowieckim. Po prywatyzacji przebudowano dworzec przy ul. Dworcowej tworząc na jego terenie jednocześnie bazę naprawczą dla taboru, która przez wiele lat znajdowała się przy ul. Mościckiego. Po zakupie autobusów Setra uruchomiono dodatkowe trasy dalekobieżne. W skład taboru przewoźnika wchodzą również autobusy MAN 18-400 HOCL, MAN 18-400 A26, Mercedes-Benz Sprinter 616 CDI i Mercedes-Benz Sprinter 416 CDI.
Z tomaszowskiego dworca autobusowego bez przesiadek można się dostać m.in. do Warszawy, Łodzi, Wrocławia, Lublina, Szczecina, Radomia, Bełchatowa, Poznania, Kołobrzegu, Kostrzyna nad Odrą, Karwii, Czerniowic (Ukraina), Zaporoża (Ukraina).
W 2019 roku warszawski Polonus uruchomił 8 kursów bezpośrednich pomiędzy Tomaszowem a Warszawą. Połączenie to wykonuje spod Areny Lodowej Tomaszów Mazowiecki zatrzymując się na kilku przystankach w mieście. Ponadto spod Areny Biuro Podróży Filkar Travel uruchomiło połączenie do Kołobrzegu przez Łódź, Włocławek, Toruń i Koszalin.
Od września 2019 roku PKS Tomaszów Mazowiecki został włączony do sieci Funduszu Rozwoju Przewozów Autobusowych mającego na celu walkę z wykluczeniem komunikacyjnym. W ramach Funduszu z Tomaszowa odbywa się więcej kursów do: Brudzewic, Brzezin, Czarnocina, Lubochni, Żelechlinka, Rawy Mazowieckiej, Czerniewic.
Od 2024 roku autobusem FlixBusa, z Tomaszowa można dostać się bezpośrednio do czeskiej Pragi.

### Bezpłatna komunikacja miejska

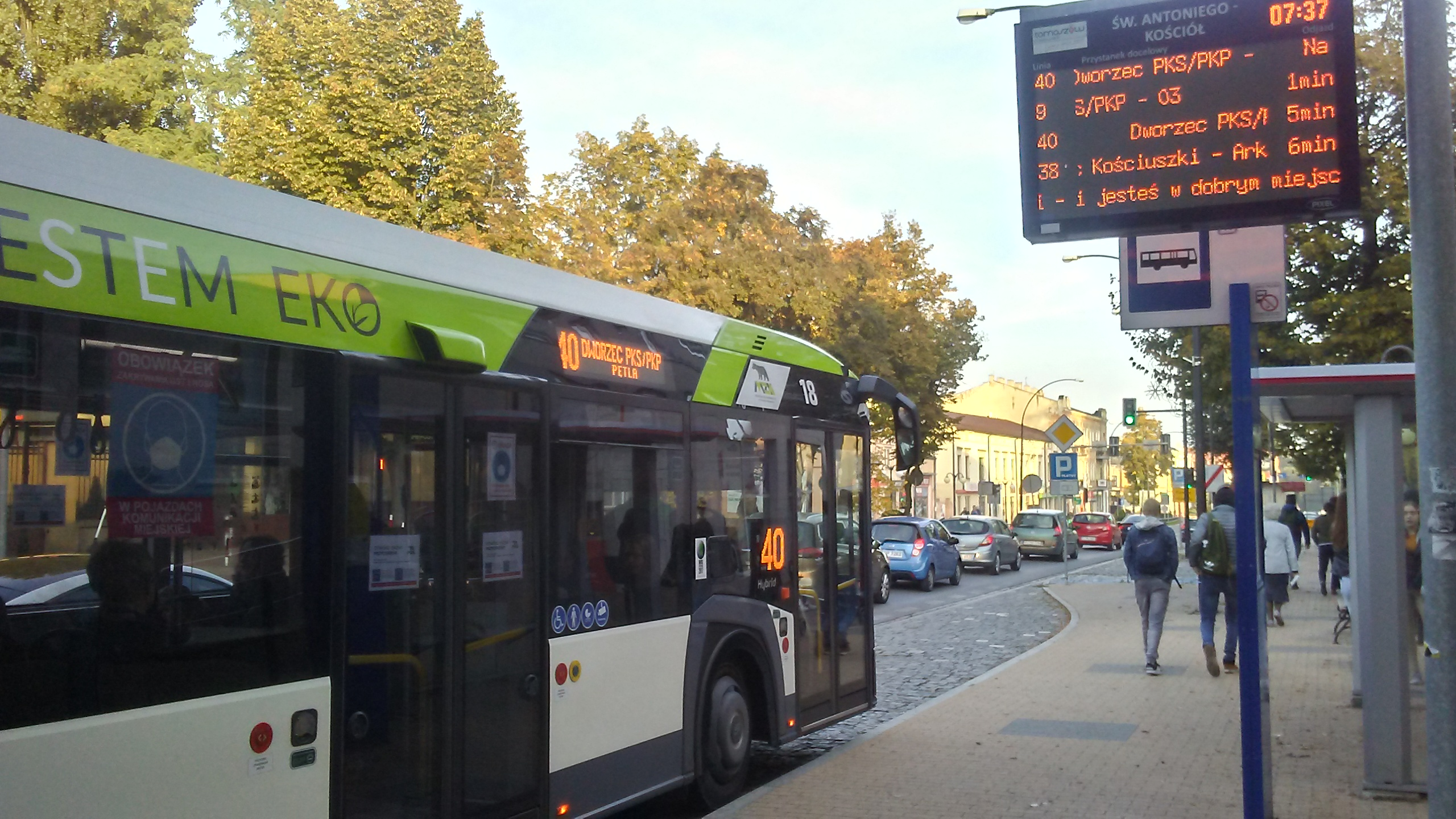
Autobus hybrydowy Solaris Urbino 12, po prawej stronie przystanek św. Antoniego / kościół z wyświetlaczem Systemu Informacji Pasażerskiej

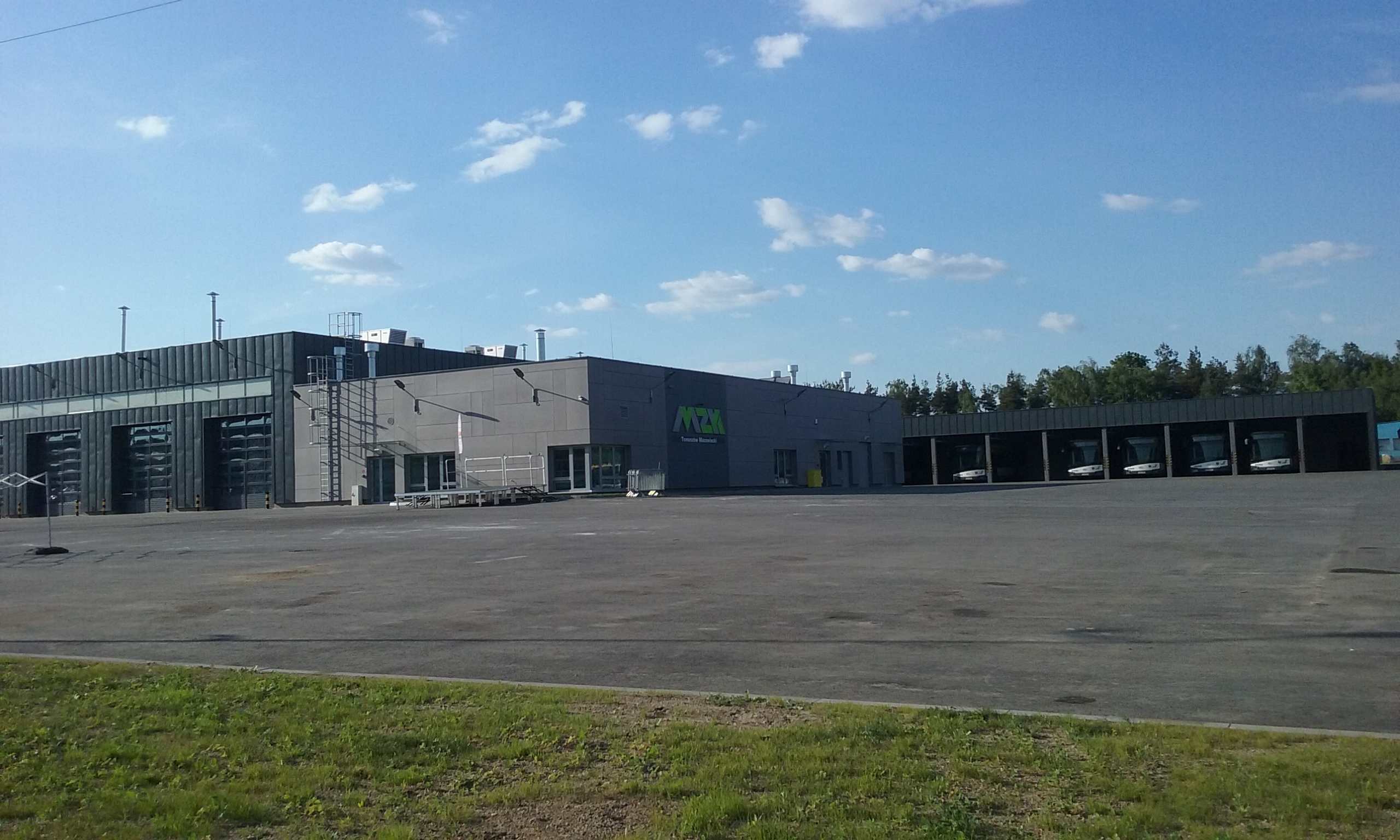
Nowa baza MZK

Od 1929 roku działa autobusowa komunikacja miejska. Obsługuje ją Miejski Zakład Komunikacyjny.
W kampanii wyborczej przed wyborami samorządowymi w 2014 roku, lider lokalnego Prawa i Sprawiedliwości, obecny prezydent Marcin Witko, zapowiedział wprowadzenie bezpłatnych przejazdów dla osób rozliczających podatki w mieście. Tuż po wyborach zniesiono konieczność kasowania biletów w niedziele i dni świąteczne, a całkowite zniesienie opłat zapowiedziano na okres po zakupie nowych autobusów dla tomaszowskiego MZK. Od stycznia 2018 roku komunikacja miejska w Tomaszowie jest bezpłatna (warunkiem jest posiadanie „Karty Tomaszowianina”, którą to można wyrobić w Urzędzie Miasta okazując rozliczenie PIT).
W połowie marca 2017 roku, rozstrzygnięto przetarg na zakup 25 autobusów hybrydowych. Z dwóch ofert które dotarły do finału przetargu – Volvo i Solaris wygrała polska fabryka z Bolechowa. Pierwsze autobusy nowej generacji Solaris Urbino 12 Hybrid wyjechały na ulice miasta 15 stycznia 2018 roku.
W kwietniu 2018 roku w Tomaszowie otwarto nową bazę MZK. Obiekt powstał na terenie dotychczasowej bazy przy ulicy Warszawskiej 109/111. 12 maja 2018 roku władze miasta zorganizowały dzień otwarty w nowym obiekcie. W przyjętej przez Radę Miasta uchwale transport publiczny uznano jako priorytet obecnej kadencji.

### Strefa Płatnego Parkowania

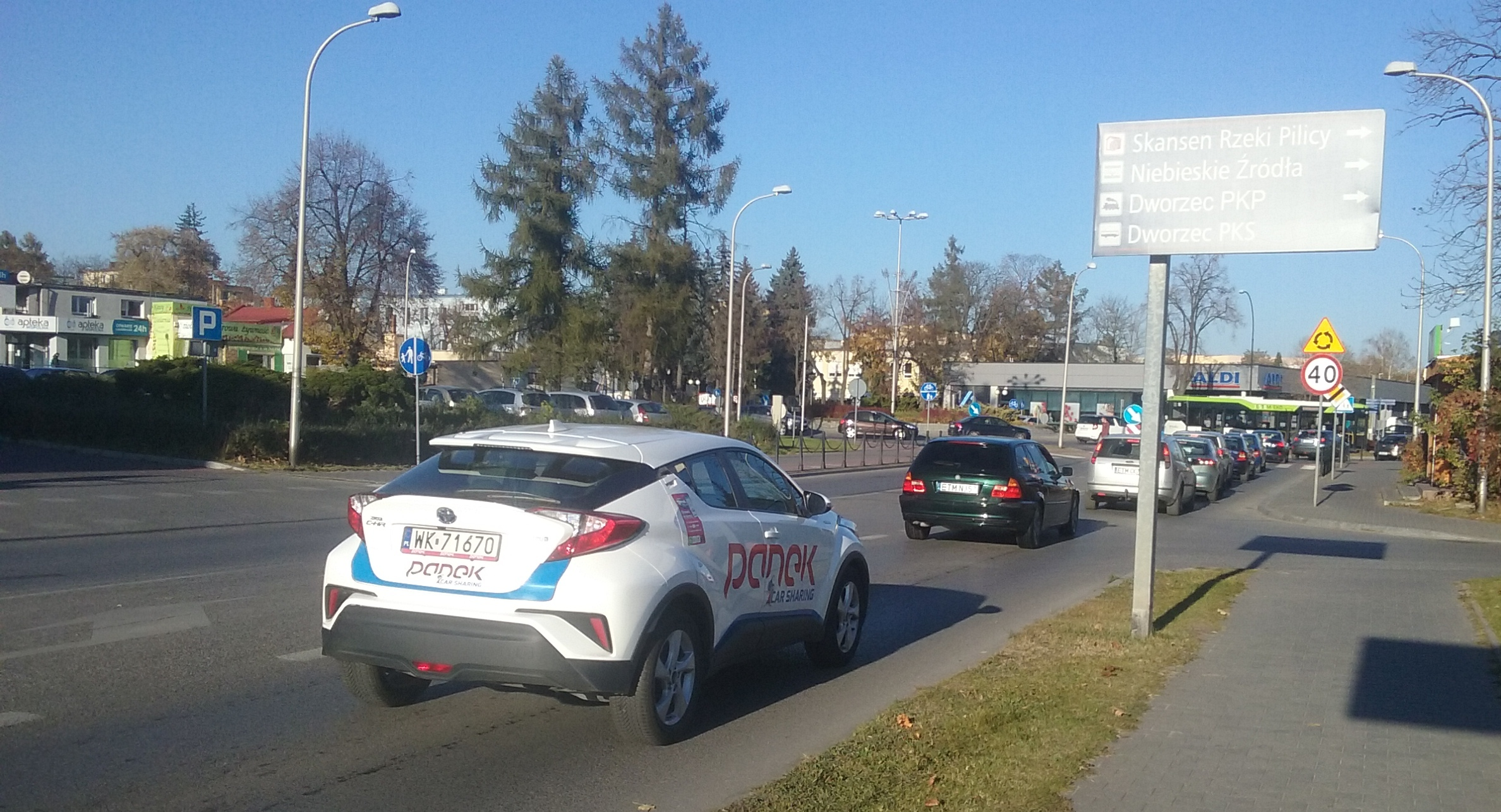
Od 2020 r. w mieście dostępne są samochody współdzielone

Strefa Płatnego Parkowania obowiązuje przy urzędach i w centrum miasta. Obszar SPP wyznaczono na podstawie konsultacji z mieszkańcami w 2018 roku. Płatne parkowanie obowiązuje od poniedziałku do piątku w godzinach od 9.00 do 17.00. Symboliczną opłatę za korzystanie z miejsc parkingowych w strefie wnoszą osoby niepełnosprawne i ich opiekuni. Parkomaty zainstalowane w mieście zasilane są energią słoneczną. Ich serwis zlecany jest w drodze przetargu przez operatora strefy – Miejski Zakład Komunikacyjny.

### Ścieżki rowerowe

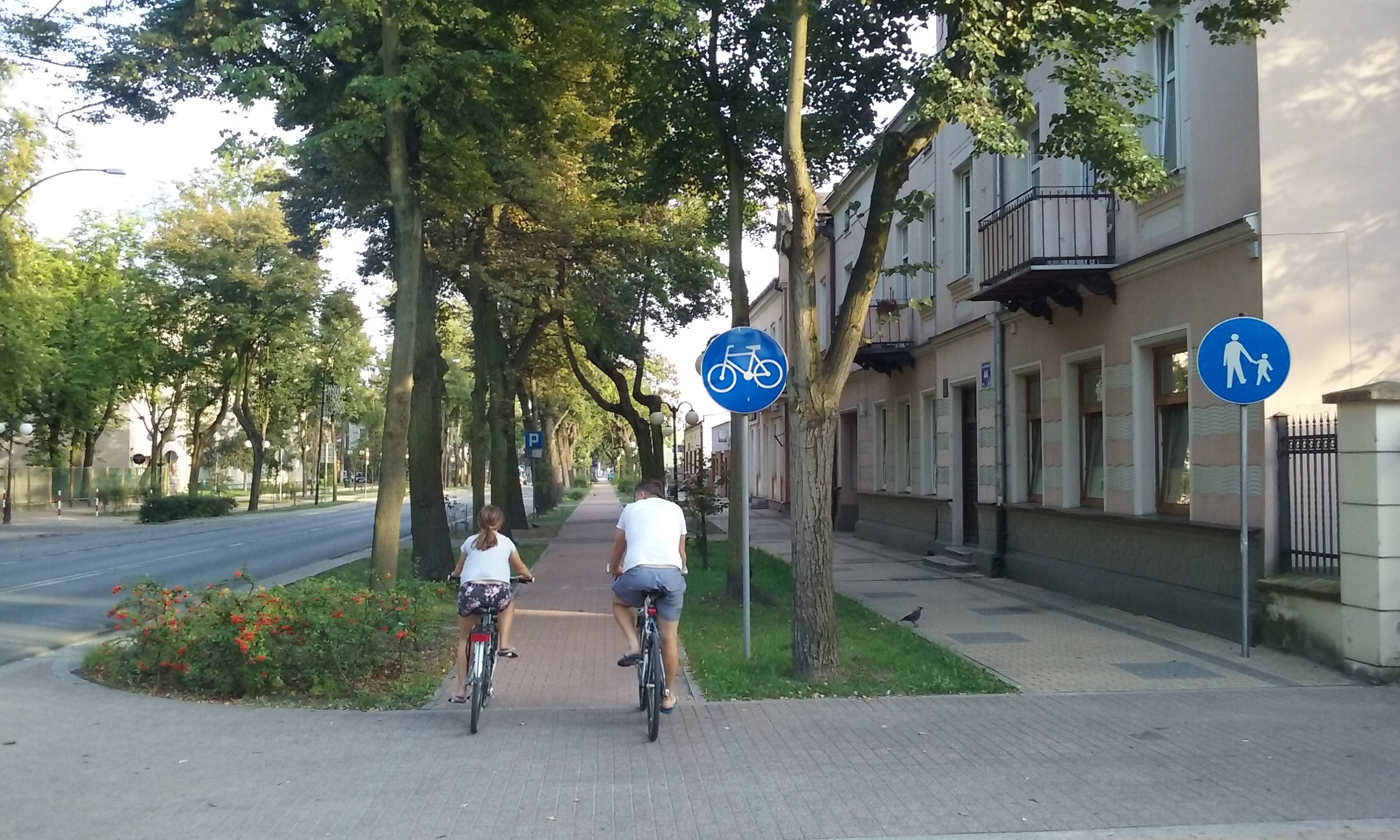
Jedna ze ścieżek rowerowych w centrum miasta. Ulica Świętego Antoniego

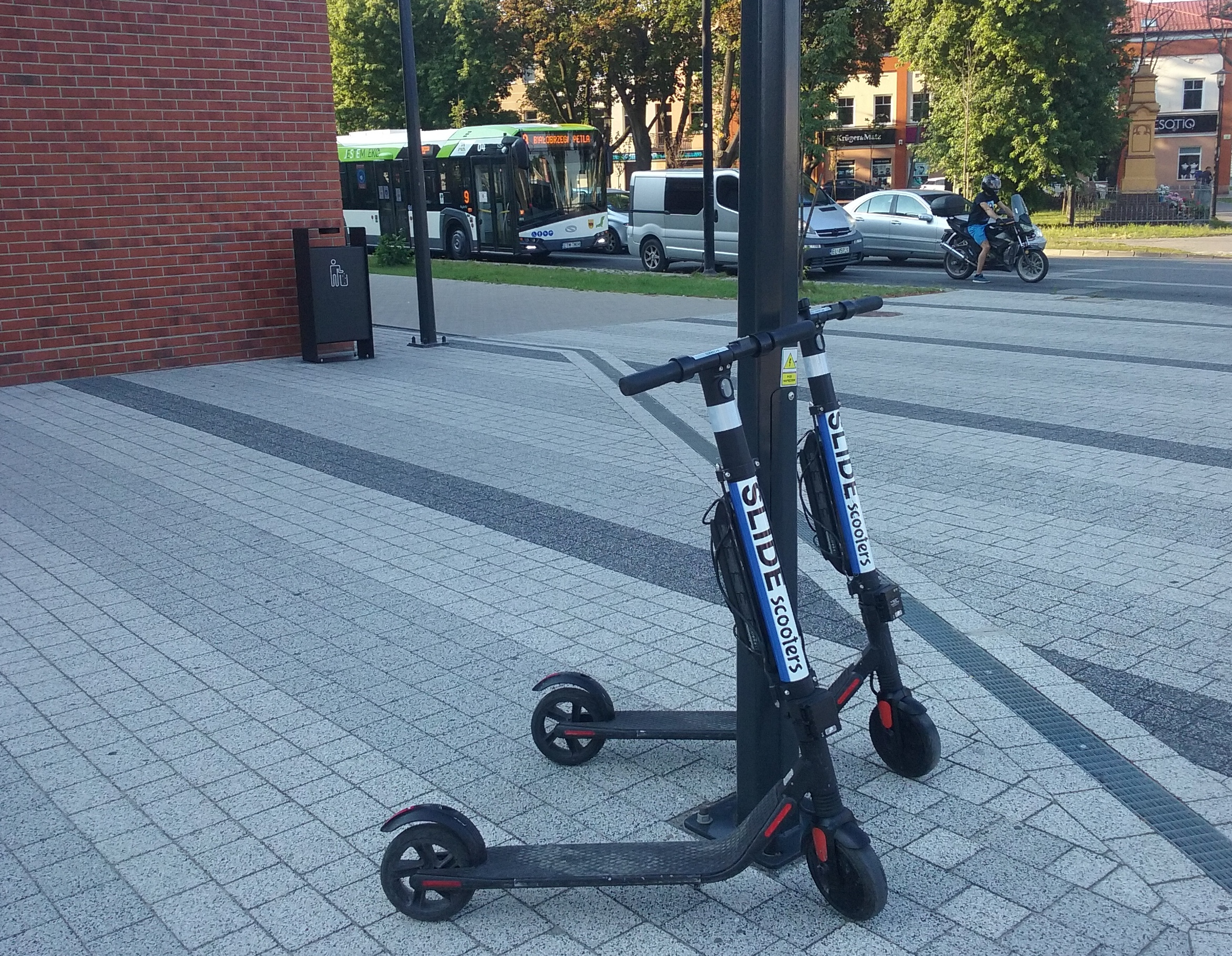
Elektryczne hulajnogi wypożyczane na minuty

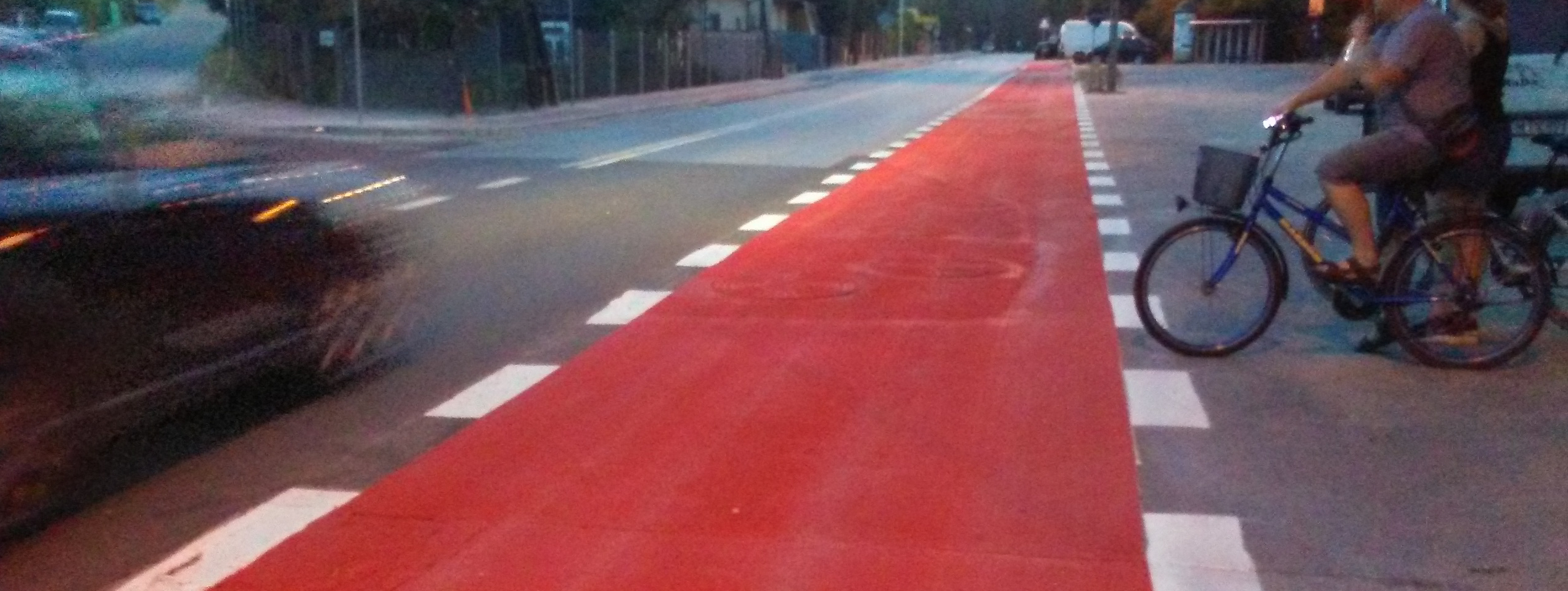
Początek ścieżki rowerowej nad Zalew Sulejowski. Ludwików, wschodnia dzielnica Tomaszowa Mazowieckiego

Z największymi atrakcjami turystycznymi w obrębie miasta i w okolicach łączą Tomaszów ścieżki rowerowe.
- 11 km długości ma ścieżka z miasta do Spały.
- 8 kilometrowa ścieżka łączy miasto z Zalewem Sulejowskim. Na tej trasie znajduje się udostępniona do zwiedzania dawna kopalnia kwarcu – „Groty Nagórzyckie”
- Z Centrum do Rezerwatu „Niebieskie Źródła” można dojechać 7 kilometrową trasą wzdłuż ulicy św. Antoniego.

19 lutego 2018 roku podpisano umowę na budowę ścieżki przedłużającej trasę rowerową z Tomaszowa do Spały o odcinek od Spały do Inowłodza. Od końca czerwca 2018 roku można już dojechać ścieżką rowerową z Tomaszowa przez Puszczę Spalską do Inowłodza.
Wiosną 2020 roku tomaszowskie Starostwo Powiatowe rozpoczęło budowę ścieżki rowerowej łączącej rezerwat „Niebieskie Źródła” ze wsią Smardzewice. Po ukończeniu inwestycji i połączeniu już istniejącej we wsi Smardzewice ścieżki, miasto zyska bezpieczne połączenie ciągiem pieszo-rowerowym z Zalewem Sulejowskim. Na drugiej drodze z Tomaszowa nad Zalew istnieje już ścieżka rowerowa wzdłuż ulicy Pod Grotami, jednak kończy się przy Grotach Nagórzyckich kilka kilometrów przed Zalewem. Dalej ukształtowanie terenu (wysoka skarpa nagórzycka i tereny zalewowe Pilicy pod skarpą), jest na tyle trudne, że władze zdecydowały o budowie ścieżki z drugiej strony rzeki. Ponadto na trasie ścieżki do Smardzewic znajduje się kilka atrakcji turystycznych m.in. największa w Polsce kopalnia kwarcu „Biała Góra”, XVII-wieczny klasztor ojców Franciszkanów oraz jedyny w województwie łódzkim rezerwat żubrów.

### Najbliższe lotniska
Najbliższym lotniskiem jest lotnisko wojskowe w Nowym Glinniku. Posiada ono pas startowy z betonu o wymiarze 2000 × 60 m. Na lotnisko dojechać można miejską komunikacją autobusową (linia 35).
Najbliższym cywilnym portem lotniczym jest Międzynarodowy Port Lotniczy im. Władysława Reymonta w Łodzi, oddalony od Tomaszowa o 60 km.
90 km dzieli Tomaszów od Portu lotniczego Warszawa – Radom, 110 km od lotniska im. Fryderyka Chopina na warszawskim Okęciu, 130 km od Portu lotniczego w Modlinie, a 160 km od śląskiego Portu lotniczego Katowice-Pyrzowice.
W lutym 2020 roku starosta tomaszowski – Mariusz Węgrzynowski podpisał umowę z warszawską firmą Gelco na budowę lądowiska do obsługi Lotniczego Pogotowia Ratunkowego przy ulicy Podleśnej w Tomaszowie Mazowieckim. Obiekt będzie miał 0,644 hektara. 22 kwietnia 2021 na lądowisku wylądował pierwszy helikopter LPR.

## Telekomunikacja

### Poczta
Dla zapewnienia komunikacji dynamicznie rozwijającej się osadzie jeszcze przed uzyskaniem przez nią praw miejskich, w 1824 roku przeniesiono pocztę z Lubochni i ulokowano ją w oficynach przy pałacu Ostrowskich. Trąbki pocztylionów regularnie rozbrzmiewały na leśnych duktach w okolicach osady, bowiem dyliżanse i omnibusy już wówczas kursowały z niej do Piotrkowa, Rokicin, Brzezin, Opoczna i do Rawy. Do pierwszej tomaszowskiej poczty prowadziła ulica Pocztowa łącząca pałac Ostrowskich z ulicą Piliczną (obecnie Mościckiego). Stacja pocztowa w Tomaszowie podlegała początkowo pod Piotrków i w czasach Królestwa Polskiego miała nr 187 (z takim numerem stosowany był kasownik korespondencji). Zatrudniała jednego pisarza i dziesięciu ekspedytorów. Pierwszym ekspedytorem, a później kierownikiem stacji pocztowej był Konstanty Dzierzgowski (przysięgę urzędniczą złożył w 1827 roku). W 2014 roku tomaszowska poczta obchodziła jubileusz 190 lat istnienia.
Obecny gmach Poczty Polskiej w Tomaszowie
W 1929 roku, zaledwie rok po powstaniu – polskie przedsiębiorstwo państwowe „Polska Poczta, Telegraf i Telefon” na potrzeby tomaszowskiego urzędu pocztowego zakupiło dwukondygnacyjną kamienicę usytuowaną przy ul. Mościckiego 14/18. Kamienicę wybudowały władze rosyjskie na potrzeby Banku Państwowego Rosji, który uroczyście otwarto tu w 1885 roku. Po zajęciu miasta w 1914 roku Niemcy przekształcili obiekt na swoje koszary. Po rozbrojeniu niemieckich żołnierzy przez polskich mieszkańców dowodzonych przez działaczy tomaszowskiej Polskiej Organizacji Wojskowej, w listopadzie 1918 roku zakwaterowano tu pierwszy tomaszowski pododdział Wojska Polskiego – 3 Kompanię Strzelecką, podległą dowództwu 28 Pułku Piechoty w Łodzi. Następnie kamienica stała się siedzibą Banku Handlowego. W 1929 roku po zakupie gmachu przez „Polską Pocztę, Telegraf i Telefon” otwarto w nim jednokondygnacyjną pocztę. Jej pierwszym naczelnikiem został Edward Ciećwierz. Podczas II wojny światowej Niemcy nie zmienili funkcji obiektu lokując tu „Deutsche Post Osten”. Po zakończeniu wojny wznowiono działalność polskiej poczty. Dawny budynek przy pałacu Ostrowskich po 1929 roku wykorzystywano jeszcze przez dwadzieścia lat jako mieszkania, rozebrano go w 1949 roku. Dziś znajduje się tu dom handlowy „Tomax”. Obecnie Poczta Polska ma w mieście dziewięć placówek (w tym dwie na największych osiedlach mieszkaniowych – Niebrów i Hubala).

### Stacja retransmisyjna Telewizji Polskiej

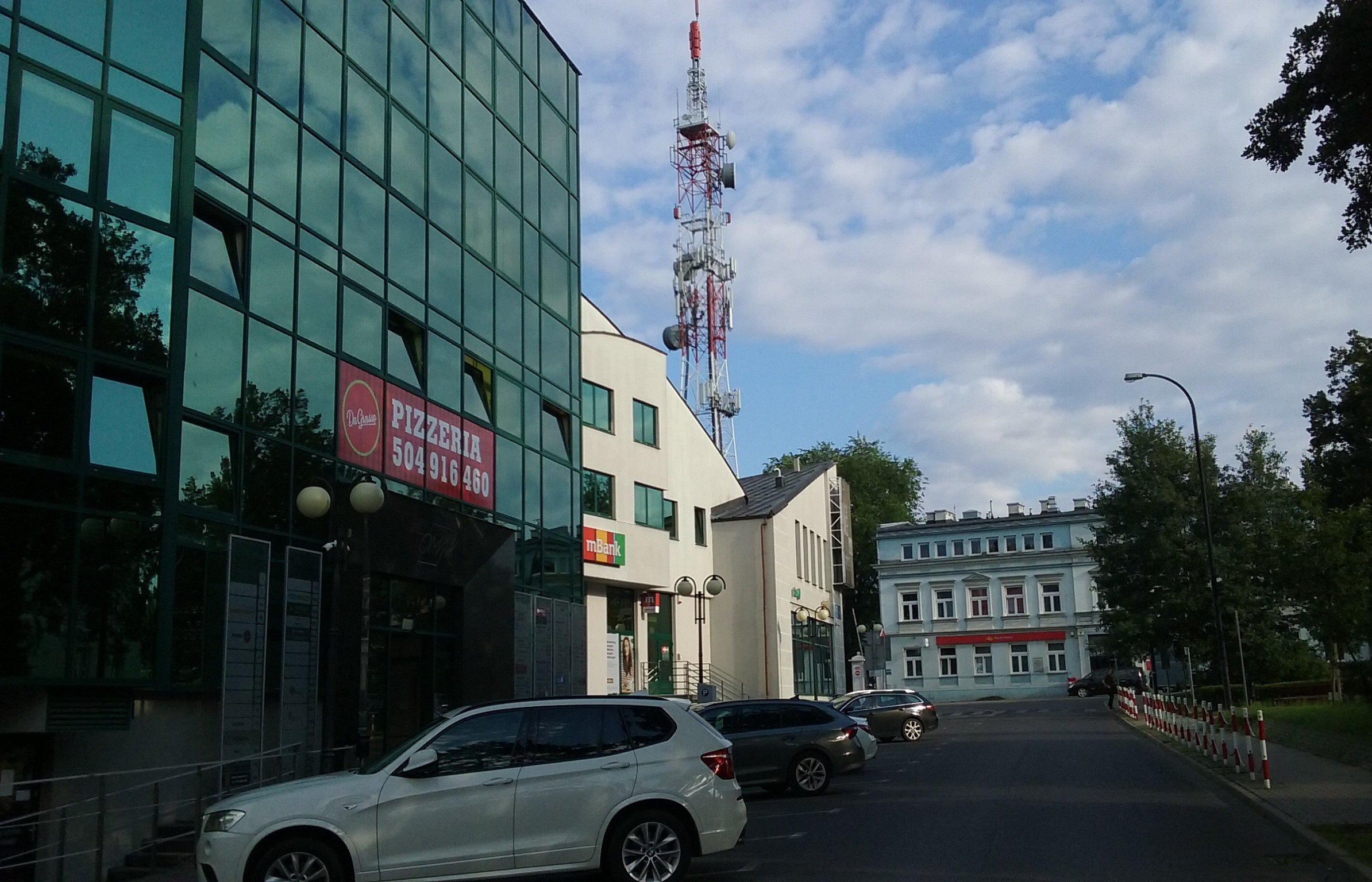
Fragment ulicy Polskiej Organizacji Wojskowej, po lewej, z zieloną fasadą biurowiec handlowo–usługowy „Tomax” w miejscu pierwszej poczty w Tomaszowie, na ostatnim planie obecny gmach Poczty Głównej, po jego lewej stronie – maszt TSR Mościckiego

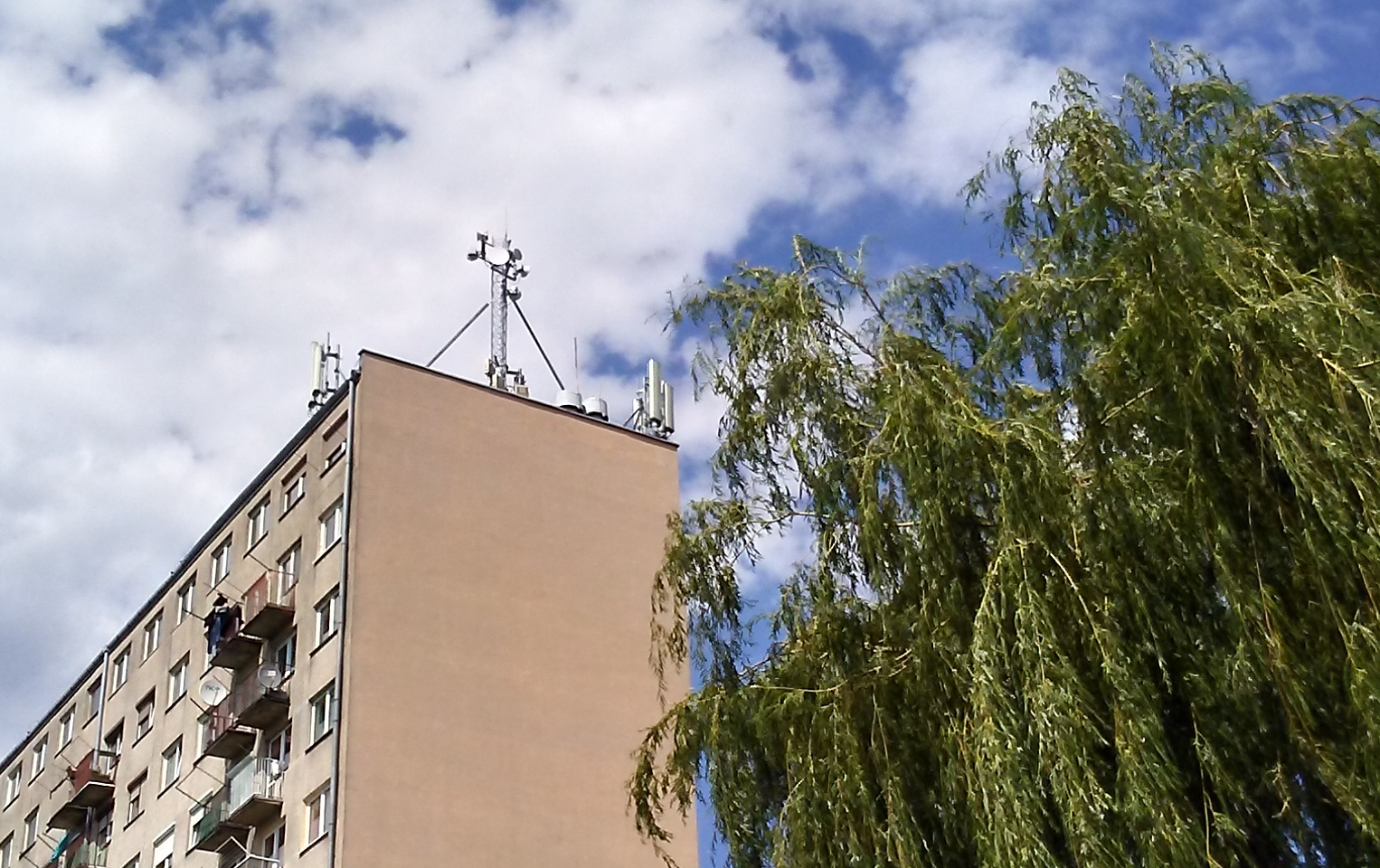
Stacja bazowa telefonii komórkowej na szczycie wieżowca przy ulicy Dzieci Polskich

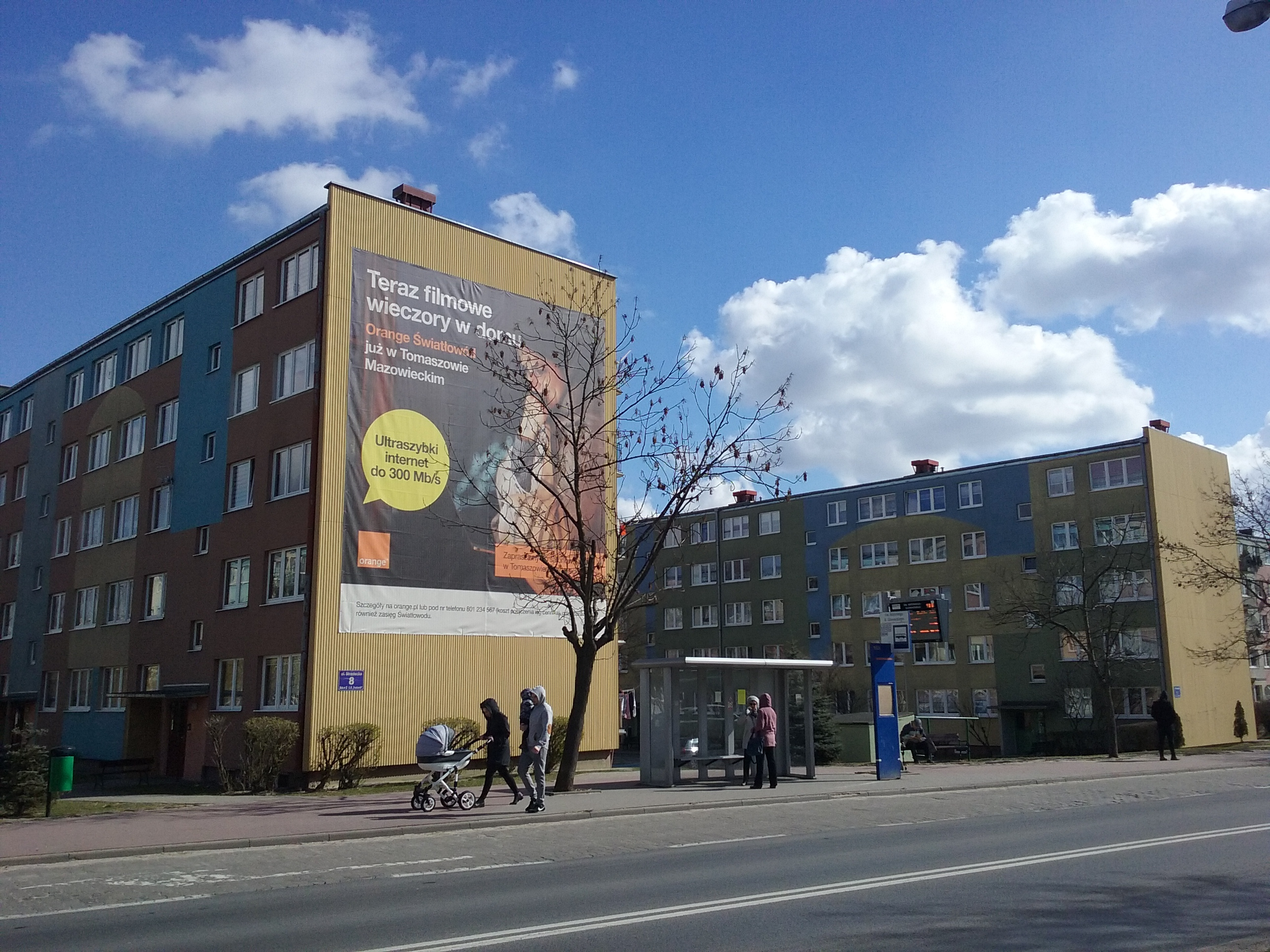
Tomaszów Mazowiecki był jednym z pierwszych 75 miast gdzie Orange wybudował infrastrukturę światłowodową

W centrum miasta w kompleksie telekomunikacyjno-pocztowym przy Mościckiego 14/18 istnieje usytuowany 171 m n.p.m. maszt EmiTel przeznaczony do nadawania sygnału Telewizji Polskiej. Wybudowano go na przełomie lat 70. i 80. XX wieku. Po uruchomieniu telefonii komórkowej stał się również największym w regionie nadajnikiem czterech największych operatorów. Od 2013 roku pełni również funkcje nadajnika multipleksu MUX–3 i multipleksu lokalnego MUX–L3.

### Telefonia komórkowa
Oprócz stacji retransmisyjnej TVP na terenie miasta zostało wybudowanych 32 stacji bazowych (BTS):
- Plus – 8 nadajników
- T-Mobile – 8 nadajników
- Orange – 6 nadajników
- Play – 8 nadajników

W sierpniu 2021 roku pierwsze nadajniki technologii 5G w mieście uruchomiła sieć T-Mobile, a w październiku 2021 roku sieć Plus.

### Internet szerokopasmowy
Na terenie miasta usługi internetu szerokopasmowego (DSL) świadczy trzech operatorów – Orange, Netia, Multimedia Polska. W mieście dostępny jest również światłowód Orange oraz dostarczany przez kilku mniejszych operatorów lokalnych.

### Bezpłatny Internet
Od samego początku istnienia usługi w Polsce Tomaszów był w zasięgu Bezpłatnego Dostępu do Internetu (BDI) spółki Aero2. Bezpłatny internet Aero2 w mieście obsługują cztery stacje bazowe.
Oprócz Aero2 również Urząd Miasta świadczy darmowy dostęp do internetu w bibliotekach miejskich oraz w trzech zewnętrznych hotspotach: na Skwerze Niepodległości (przed magistratem), przy muzeum pałacu Ostrowskich na całym Placu Kościuszki w ścisłym centrum miasta oraz na terenie Skansenu Rzeki Pilicy obejmującym zasięgiem Rezerwat „Niebieskie źródła”.

### Dostawcy sygnału telewizyjnego
Od końca lat 90. XX wieku w mieście działa ogólnopolska telewizja kablowa multiMedia Polska. Firma posiada lokalne biuro obsługi klienta w Tomaszowie. Telewizje dostarczaną do gospodarstw domowych naziemną infrastrukturą świadczy też Orange. A dzięki umowie między operatorami również T-Mobile.

## Edukacja

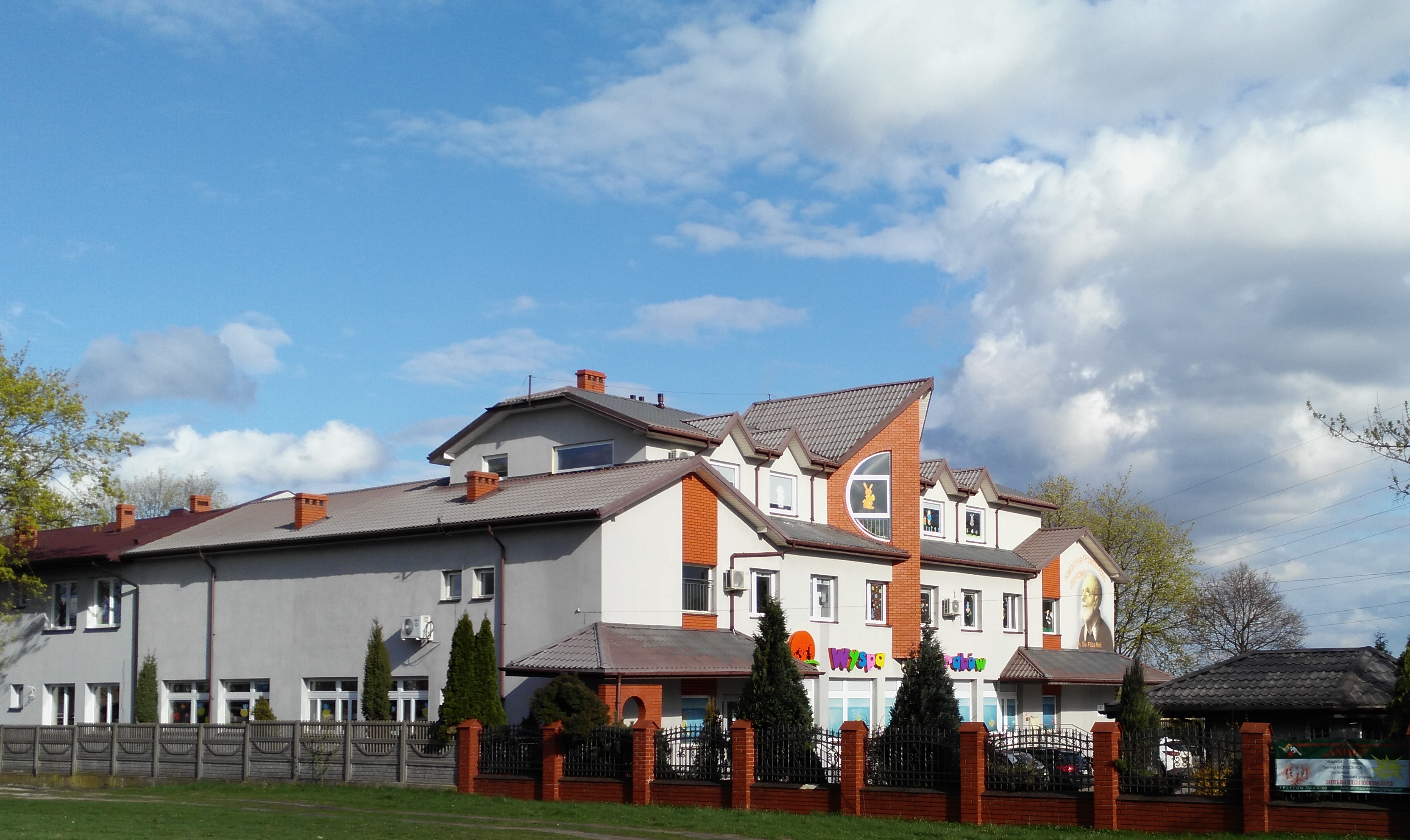
Katolickie przedszkole „Wyspa Skarbów” im. św. Filipa Neri (dawniej restauracja „Baśniowa”, w latach 90. XX w. szwalnia)

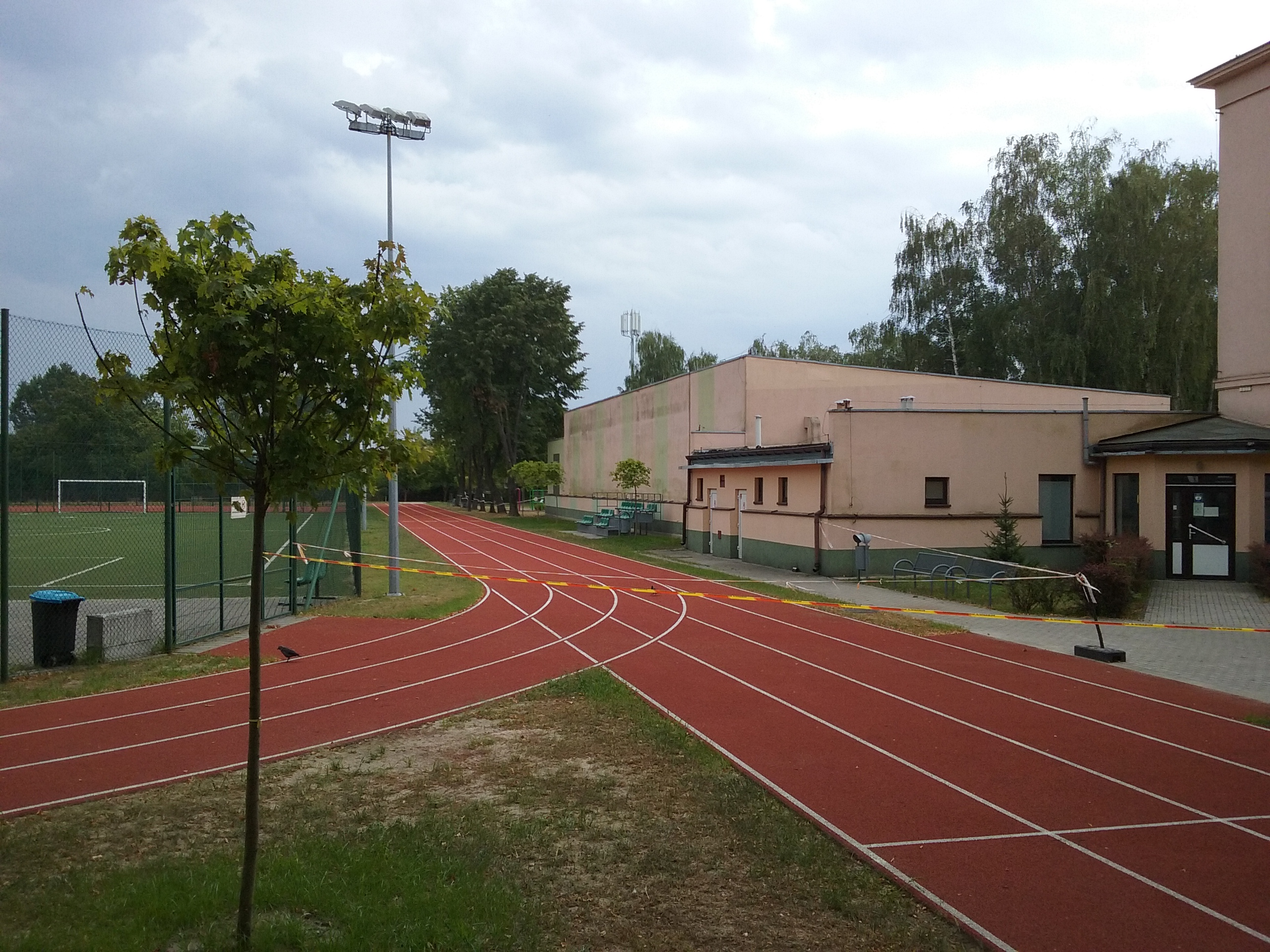
Wybudowany w latach siedemdziesiątych XX w. pierwszy w Tomaszowie basen. Przy SP 12 przy ulicy Wiejskiej

Jedna z klas lekcyjnych szkoły kucharskiej (ZSP2)

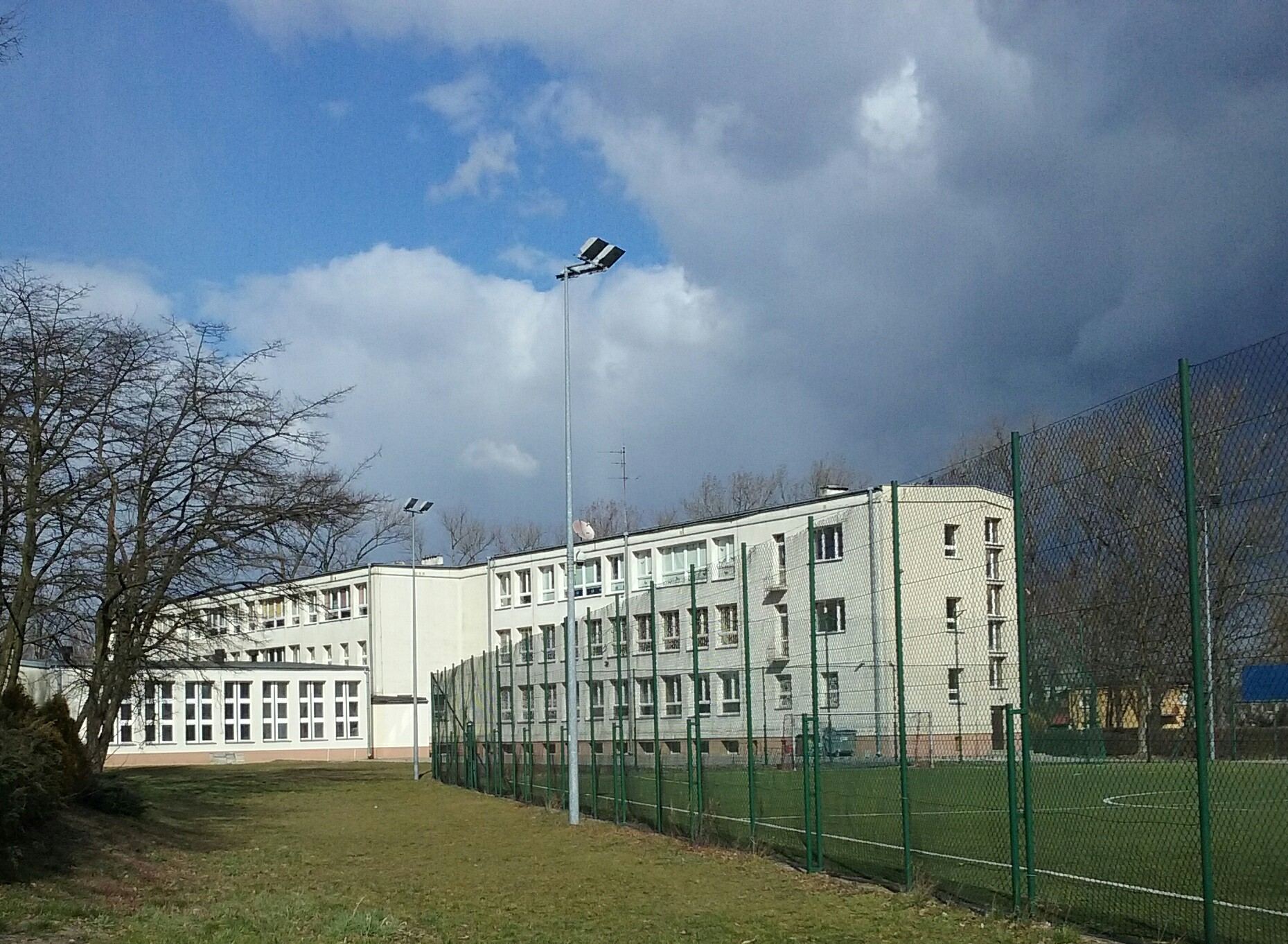
II LO im. Stefana Żeromskiego, od lat notowane w rankingu najlepszych liceów „Perspektyw”

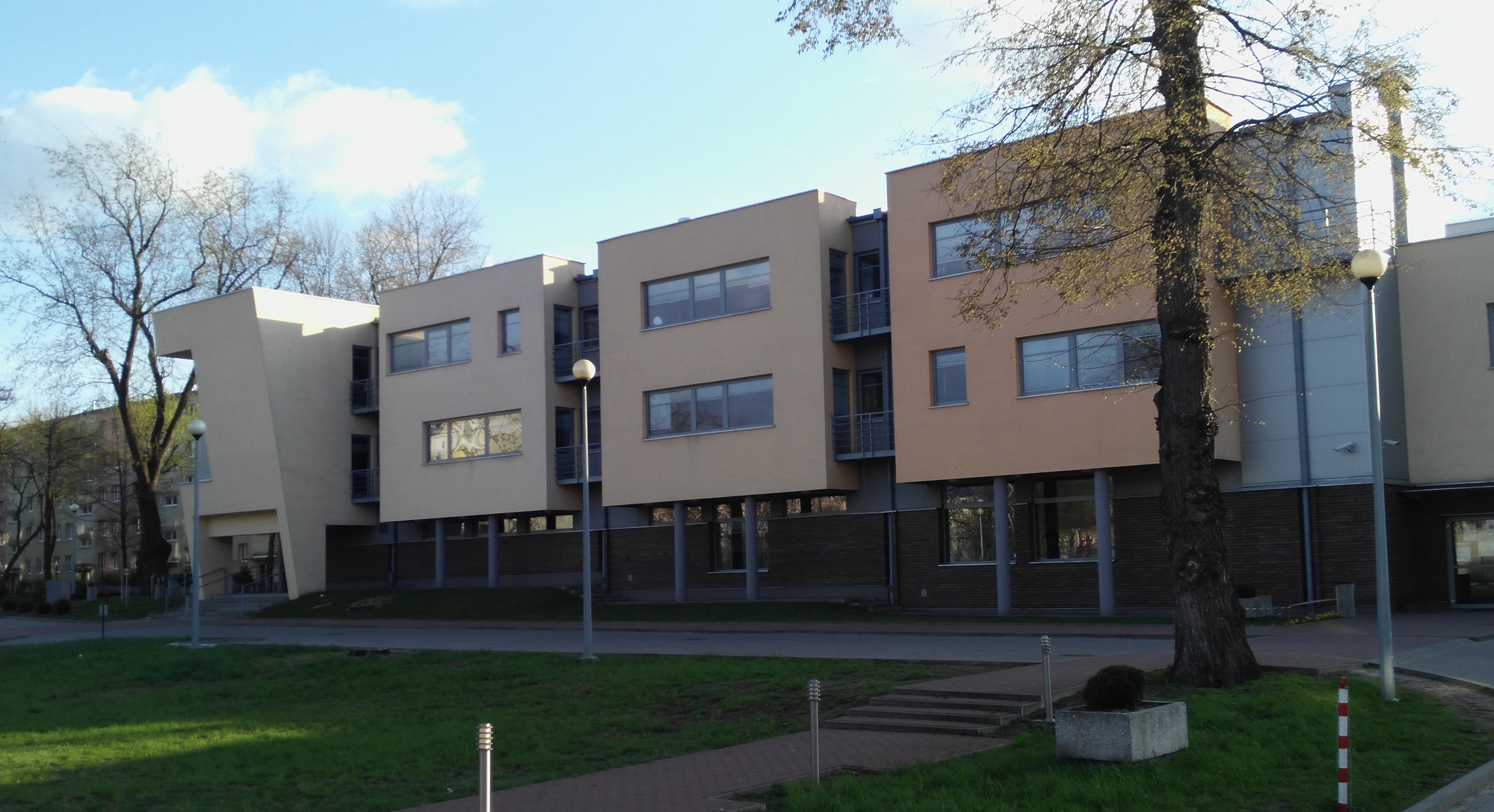
Nowe budynki szkoły kadetów (ZSP1). Widok od ulicy Tadeusza Kawki

### Przedszkola
W mieście istnieje:
- 14 przedszkoli utrzymywanych przez samorząd[267]
- 8 niepublicznych[268] w tym jedno prowadzone przez Kościół Chrystusowy w RP[269] i jedno katolickie o profilu językowym w dawnym budynku restauracji „Baśniowa”[270]

### Szkoły podstawowe
Najstarszymi działającymi do dziś szkołami podstawowymi są:
- SP 3 im. Józefa Piłsudskiego w alejach jego imienia, powstała w 1915 roku[271],
- SP 1 im. Aleksandra Kamińskiego przy ulicy Leona Maya, powstała w 1919 roku[272].

Obecnie w mieście istnieje 20 szkół podstawowych w tym trzy wyznaniowe.
Wyznaniowymi są:
- Szkoła Podstawowa prowadzona przez stowarzyszenie katolickie im. św. Ojca Pio w zespole szkół katolickich (szkoła podstawowa, liceum), w budynku dawnej szkoły podstawowej nr 2 przy ul. Warszawskiej[273],
- Szkoła Podstawowa prowadzona przez Kościół Chrystusowy w RP w zmodernizowanym budynku dawnej restauracji „Sosenka” na Michałówku[269],
- Archidiecezjalna Katolicka Szkoła Podstawowa przy ulicy Głowackiego[274].

Dwie publiczne szkoły podstawowe posiadają kryte pływalnie. Starszą jest ta przy Szkole Podstawowej nr 12 przy ul. Wiejskiej. Druga większa pływalnia otwarta na początku drugiej dekady XXI wieku znajduje się przy Zespole Szkół nr 4 (Szkoła Podstawowa nr 10), na tomaszowskim osiedlu – „Niebrów”. Obie pływalnie poza godzinami lekcyjnymi są ogólnodostępne dla mieszkańców miasta. Odbywają się na nich również zajęcia innych szkół.

### Gimnazja
Do 2019 roku w Tomaszowie istniały 24 gimnazja w tym trzy niepubliczne. Wśród niepublicznych gimnazjów dwa prowadzone były przez wspólnoty wyznaniowe. Katolickie Stowarzyszenie Oświatowej im. św. Ojca Pio prowadziło gimnazjum w budynku dawnej Szkoły Podstawowej nr 2 przy ul. Warszawskiej. Natomiast Kościół Chrystusowy w RP w tym celu zmodernizował dawny budynek restauracji „Sosenka” przy ul. Sosnowej 62.

### Licea i technika
Dwie tomaszowskie szkoły ponadpodstawowe nieprzerwanie od lat znajdują się na liście najlepszych polskich szkół miesięcznika „Perspektywy”.
Są nimi:
- I Liceum Ogólnokształcące im. Jarosława Dąbrowskiego
- II Liceum Ogólnokształcące im. Stefana Żeromskiego

Oprócz nich w mieście istnieją:
- III Liceum Ogólnokształcące im. płk. Stanisława Hojnowskiego
- Zespół Szkół Ponadpodstawowych nr 1 im Tadeusza Kościuszki

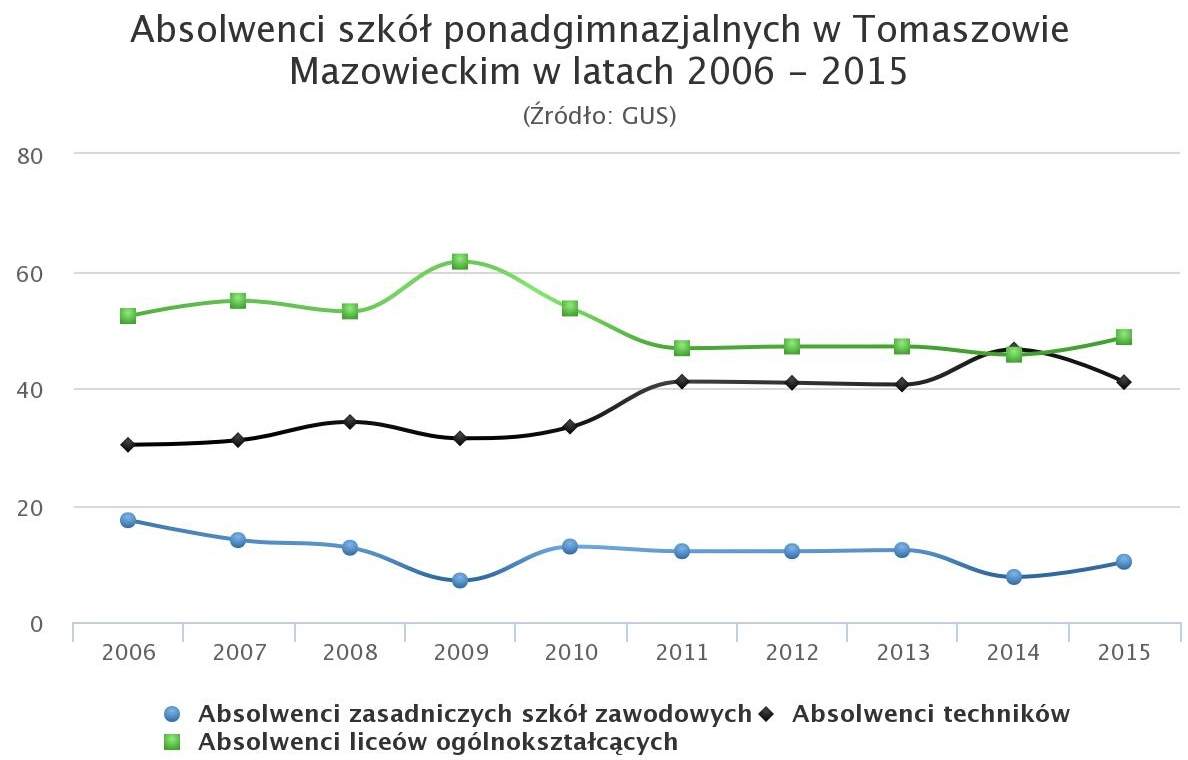
Ponadgimnazjalne wybory młodych tomaszowian w latach 2006–2015

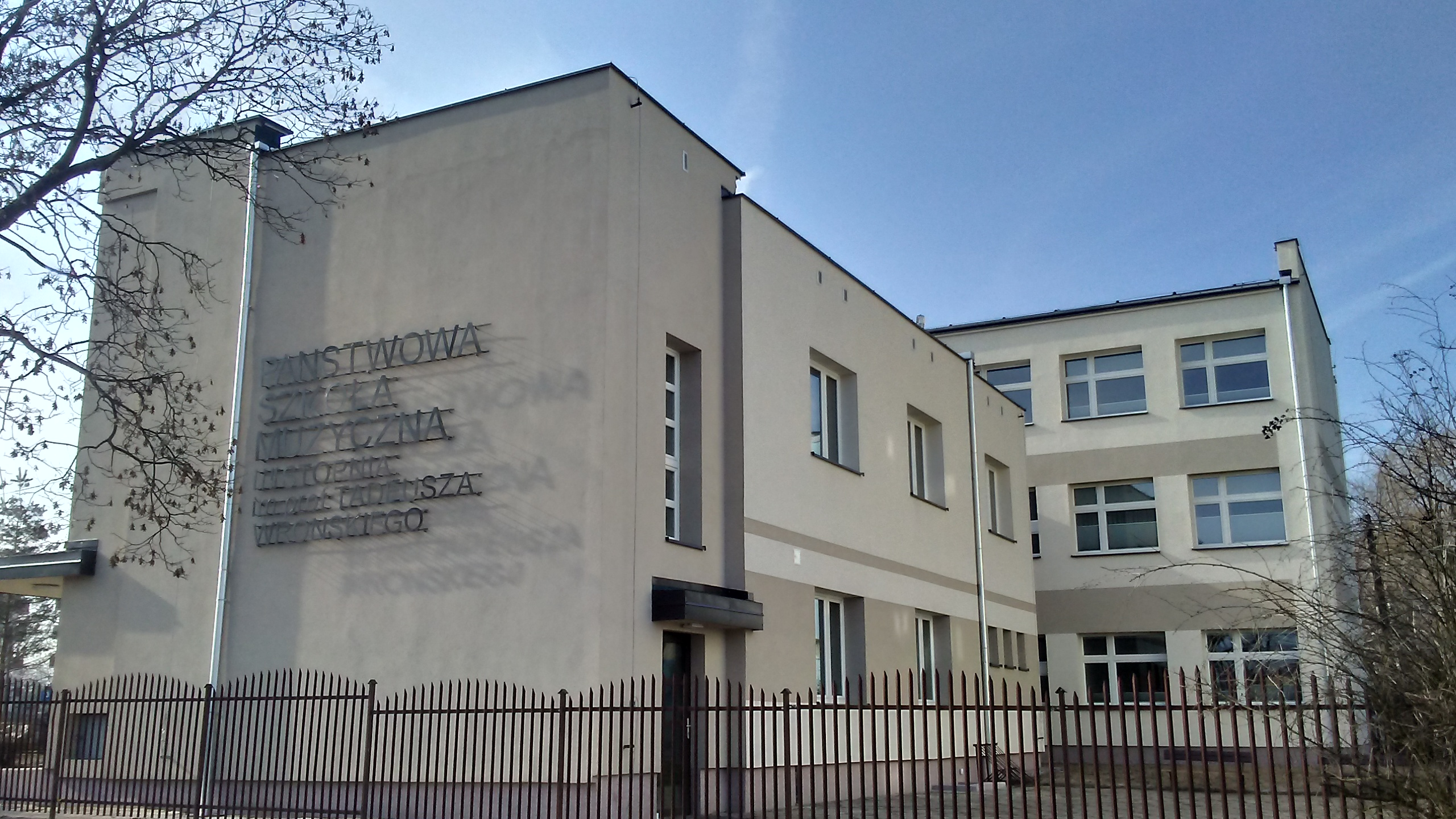
Szkoła muzyczna (I i II stopnia), w czasie wojny siedziba Gestapo

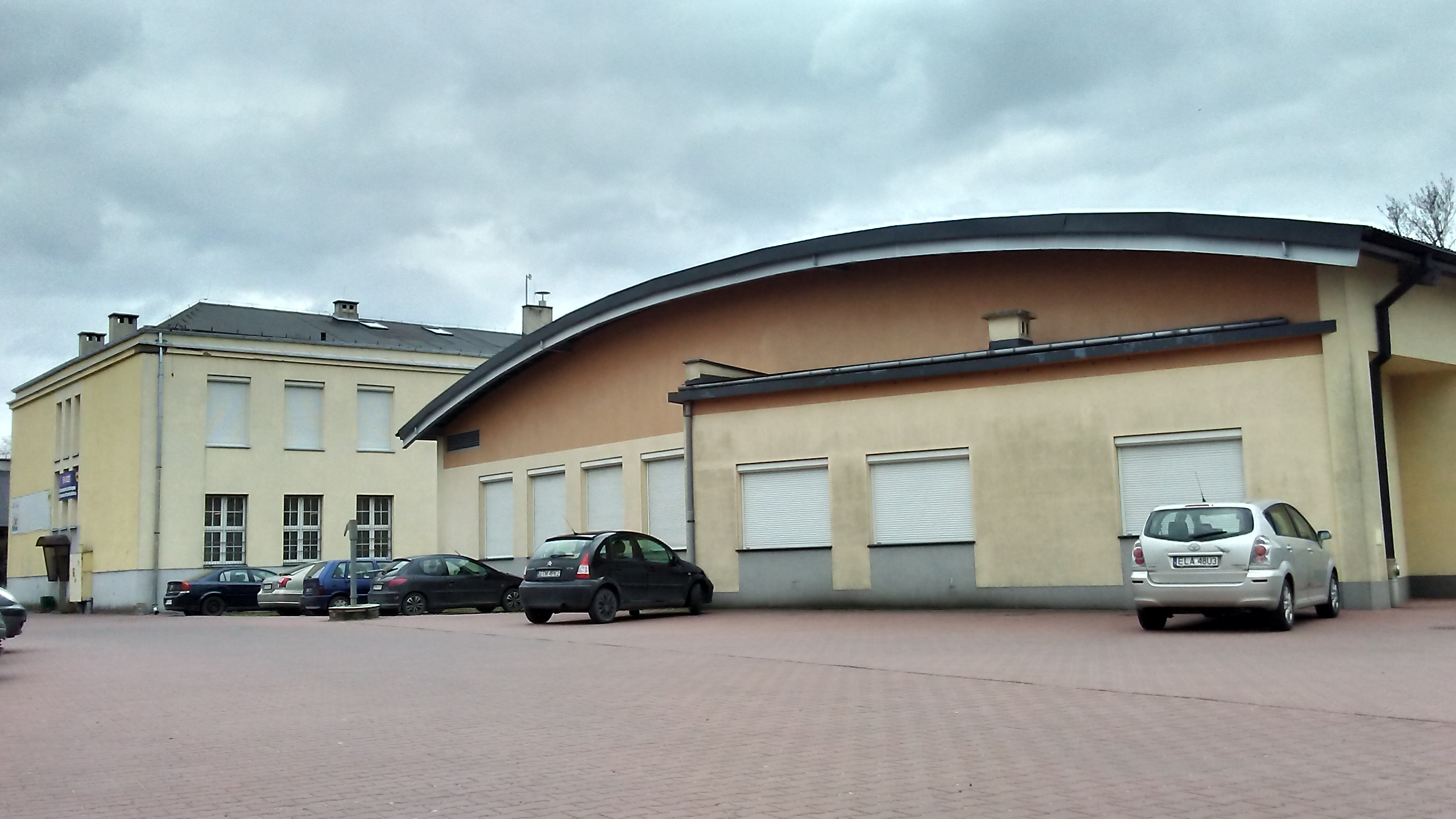
Aula i dziekanat tomaszowskiej filii Uniwersytetu Łódzkiego

- Zespół Szkół Ponadpodstawowych nr 2 im. St. Staszica
- Zespół Szkół Ponadpodstawowych nr 3 im. Jana Pawła II (z bursą szkolną)

### Szkoły artystyczne
- Państwowa Szkoła Muzyczna I i II Stopnia im. prof. Tadeusza Wrońskiego
- Liceum Plastyczne im. Stanisława Wyspiańskiego

### Szkoły policealne
- Centrum Kształcenia Ustawicznego Samorządu Województwa Łódzkiego

### Uczelnie
- Filia Uniwersytetu Łódzkiego w Tomaszowie Mazowieckim
- Filia Uniwersytetu Technologiczno-Humanistycznego im. K. Pułaskiego w Radomiu
- Filia Wyższej Szkoły Biznesu i Przedsiębiorczości w Ostrowcu Świętokrzyskim

### Szkoły specjalne

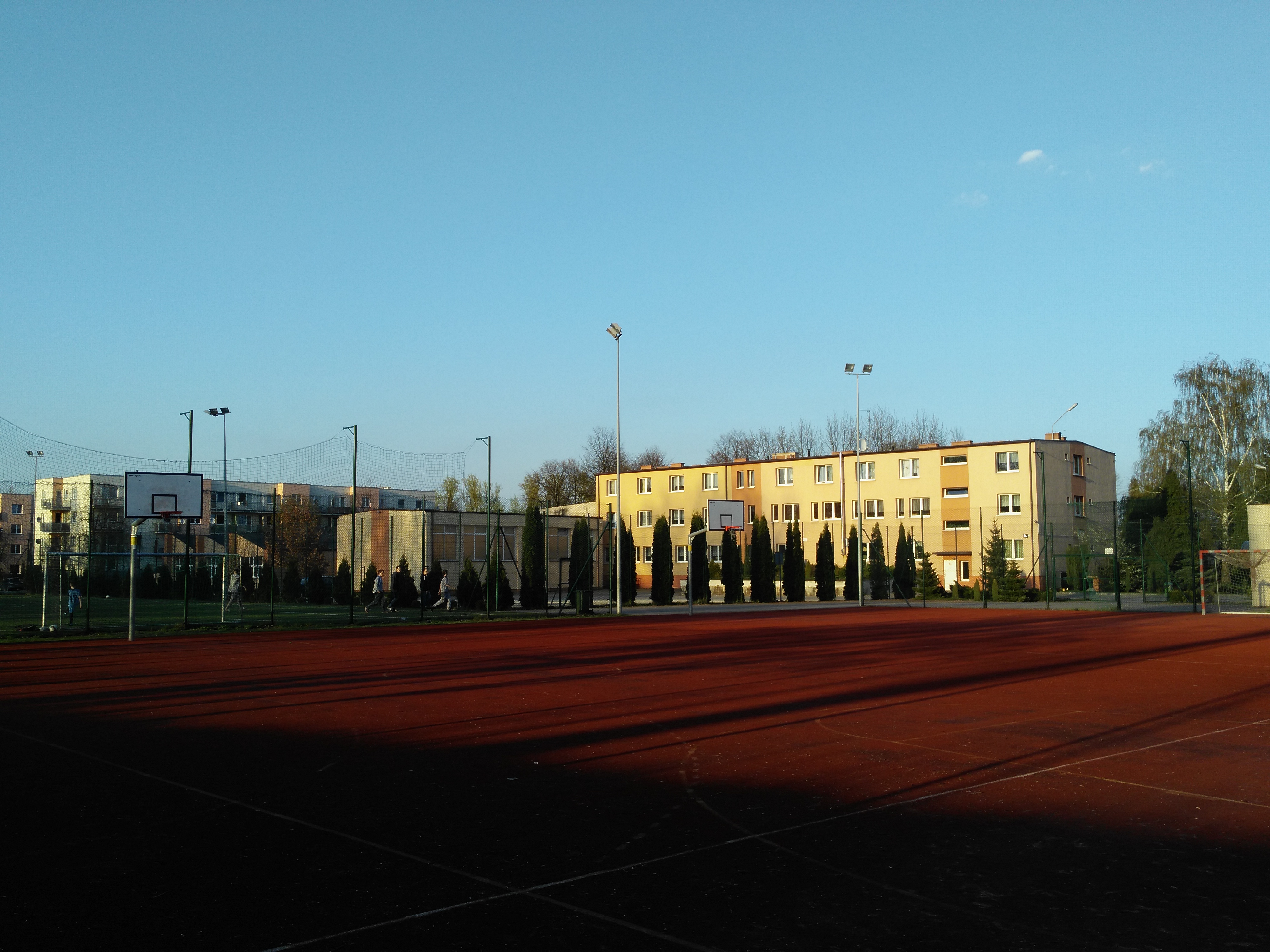
Szkoły specjalne przy ulicy Majowej 1/13

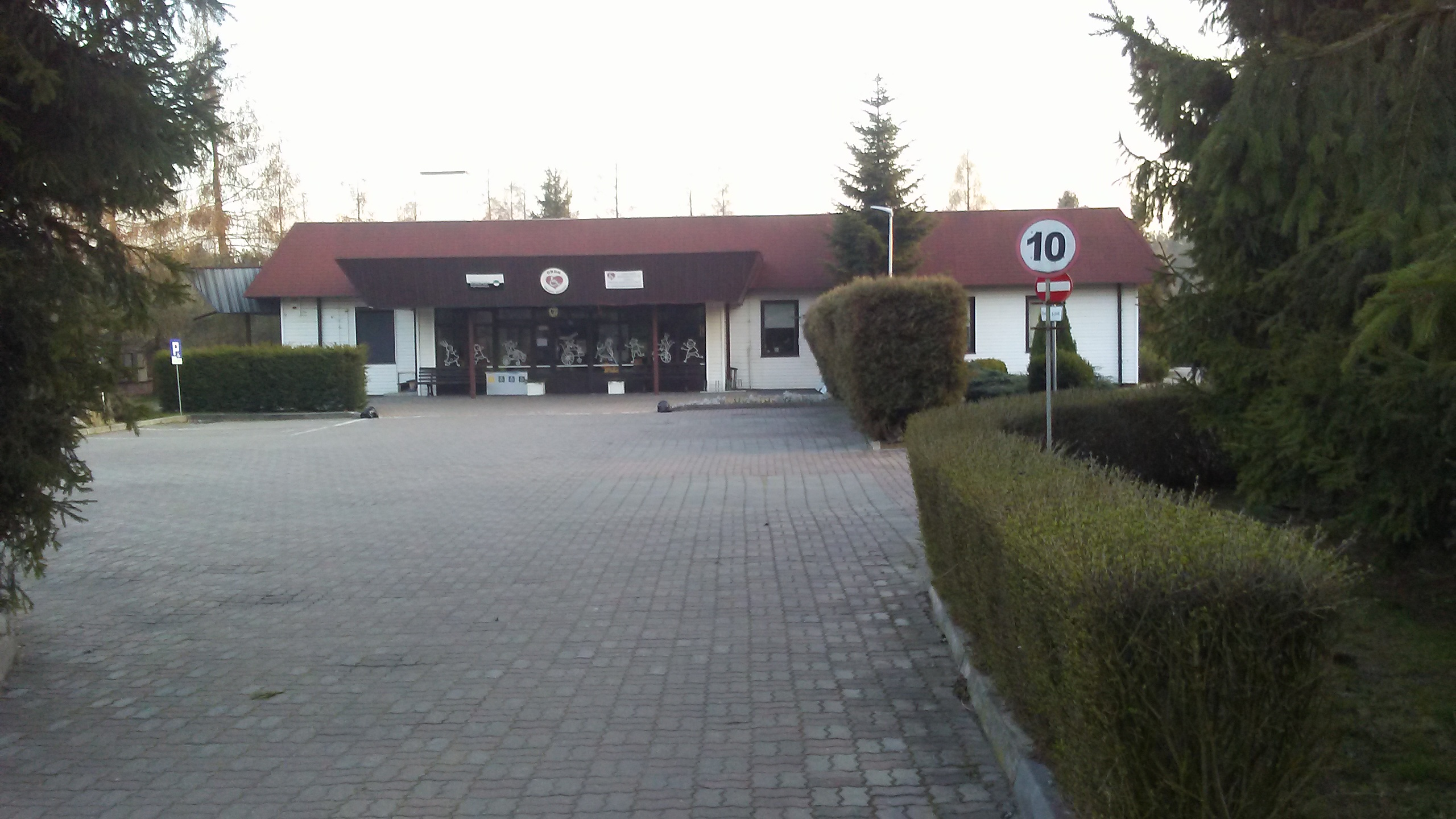
Tomaszowski Ośrodek Rehabilitacji Dzieci Niepełnosprawnych, przy ulicy Jana Pawła II 64

Przy ul. Majowej 1/13 istnieje Specjalny Ośrodek Szkolno-Wychowawczy im. Marii Grzegorzewskiej. Szkolnictwo specjalne w Tomaszowie funkcjonuje od 1951 roku, kiedy Aleksander Kobylak za zgodą władz oświatowych przystąpił do organizowania szkoły podstawowej specjalnej, której był potem pierwszym dyrektorem W roku szkolnym 1951/52 szkoła składała się z czterech oddziałów. Początkowo nie miała własnego lokalu, a kilka pomieszczeń użyczyła Szkoła Podstawowa nr 4 przy ulicy Norberta Barlickiego. Z każdym rokiem przybywało jej uczniów toteż tworzono filie w innych szkołach podstawowych. W związku z trudnymi warunkami lokalowymi nauka odbywała się na dwie zmiany. Na początku lat 60. rozpoczęto budowę szkoły podstawowej i zawodowej w obecnej lokalizacji.
Placówka przeznaczona jest do nauki dla dzieci niepełnosprawnych intelektualnie w stopniu lekkim, umiarkowanym, znacznym oraz dzieci z autyzmem i z zespołem Aspergera. Nauka odbywa się na poziomie szkoły podstawowej, zasadniczej szkoły zawodowej oraz szkoły przysposabiającej do pracy. Szkoły ponadpodstawowe w ośrodku kształcą w zawodach: krawca, kucharza, stolarza, malarza i tapicera. Przy szkole znajdują się specjalistyczne warsztaty, sala gimnastyczna oraz kryte tartanem boiska do gry w koszykówkę i boisko do gry w piłkę nożną ze sztuczną nawierzchnią.

### Bursy szkolne

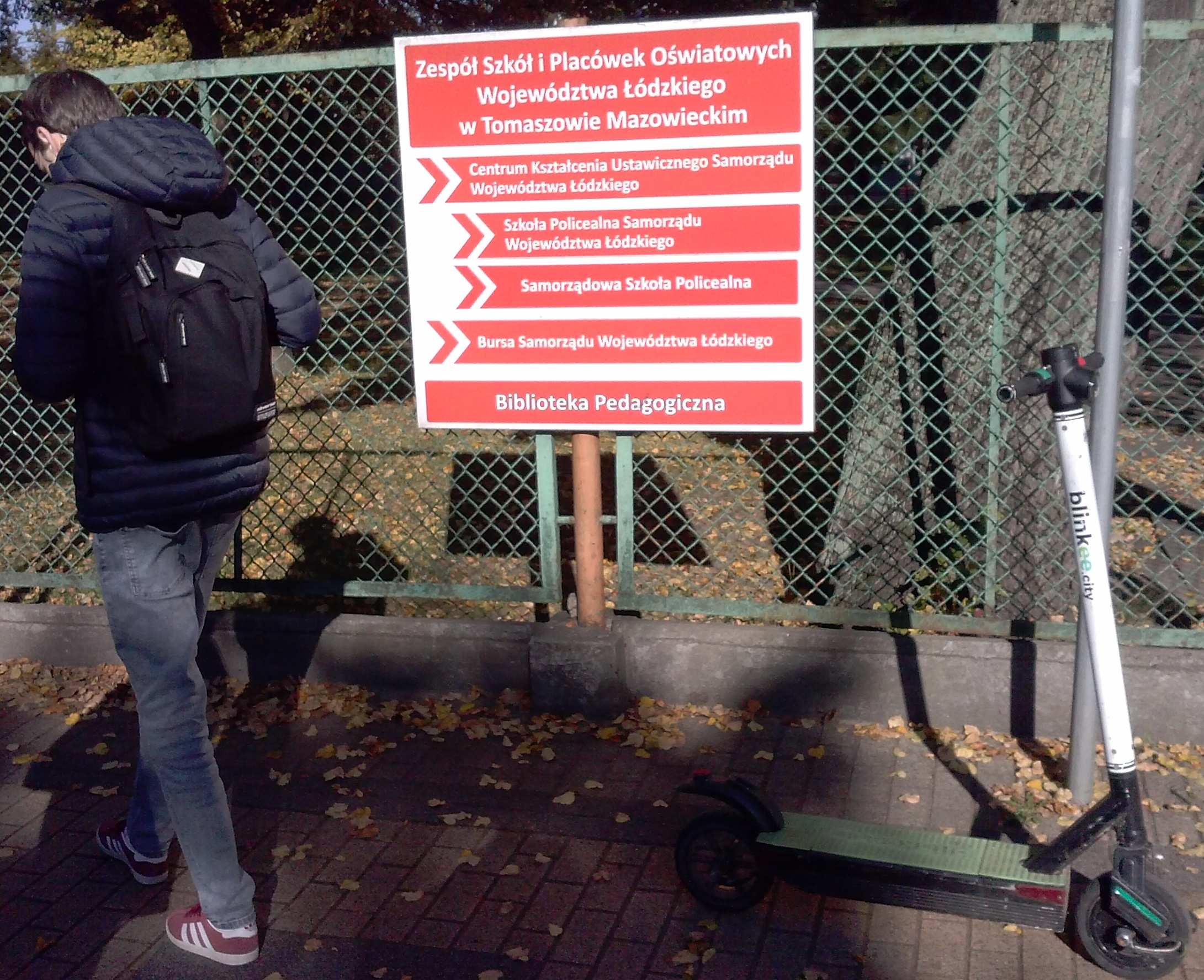
Tablica informacyjna przed bursą szkolną przy ulicy św. Antoniego

W Tomaszowie Mazowieckim istnieją dwie bursy szkolne. Przy ZSP 3 „Samochodówce” w alejach Piłsudskiego oraz przy Zespole Szkół i Placówek Oświatowych Województwa Łódzkiego przy ulicy św. Antoniego 47 („Medyk”). Obie placówki są koedukacyjne, pierwsza posiada 50, a druga 63 miejsca noclegowe. Bursa w alejach Piłsudskiego utrzymywana jest z budżetu Starostwa Powiatowego, zaś internat przy ulicy św. Antoniego z budżetu wojewódzkiego. Obie bursy dysponują swoimi stołówkami.

## Służba zdrowia

### Szkolnictwo medyczne

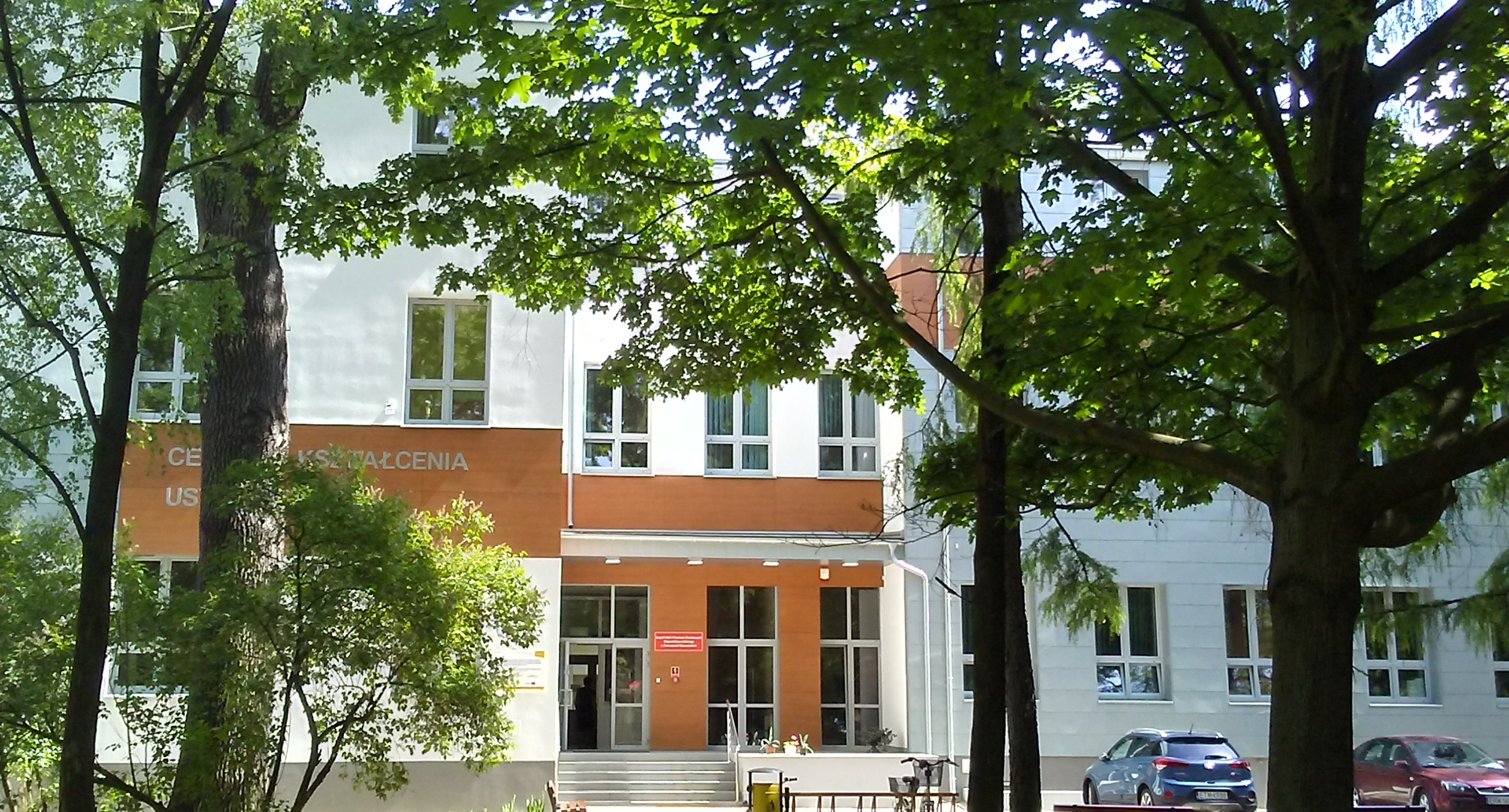
Zespół Szkół i Placówek Oświatowych Województwa Łódzkiego przy św. Antoniego 47. Dawny Szpital Miejski im. św. Stanisława

W 2017 roku przekształcono szkołę pielęgniarską przy ulicy św. Antoniego w Zespół Szkół i Placówek Oświatowych Województwa Łódzkiego utrzymywany ze środków Sejmiku Województwa. Poszerzono ofertę kształcenia o takie zawody jak: technik masażysta, technik sterylizacji medycznej, technik elektroniki i informatyki medycznej, terapeuta zajęciowy, asystent osoby niepełnosprawnej, asystentka stomatologiczna, higienistka stomatologiczna oraz opiekun medyczny. Przy szkole działa bursa z 63 miejscami noclegowymi.

### Sanepid
Przez wiele lat PRL i prawie dwie dekady XXI wieku tomaszowska stacja sanitarno–epidemiologiczna znajdowała się w śródmieściu, w zabytkowej willi Różyckiego przy ulicy św. Antoniego. W 2018 roku przeniesiono laboratoria na skarpę przy ulicy Majowej. Powiatowa Stacja Sanitarno-Epidemiologiczna w Tomaszowie Mazowieckim działa na terenie miasta i gmin: Będków, Budziszewice, Czerniewice, Inowłódz, Lubochnia, Rokiciny, Rzeczyca, Tomaszów Mazowiecki (gmina), Ujazd i Żelechlinek.

### Szpitale

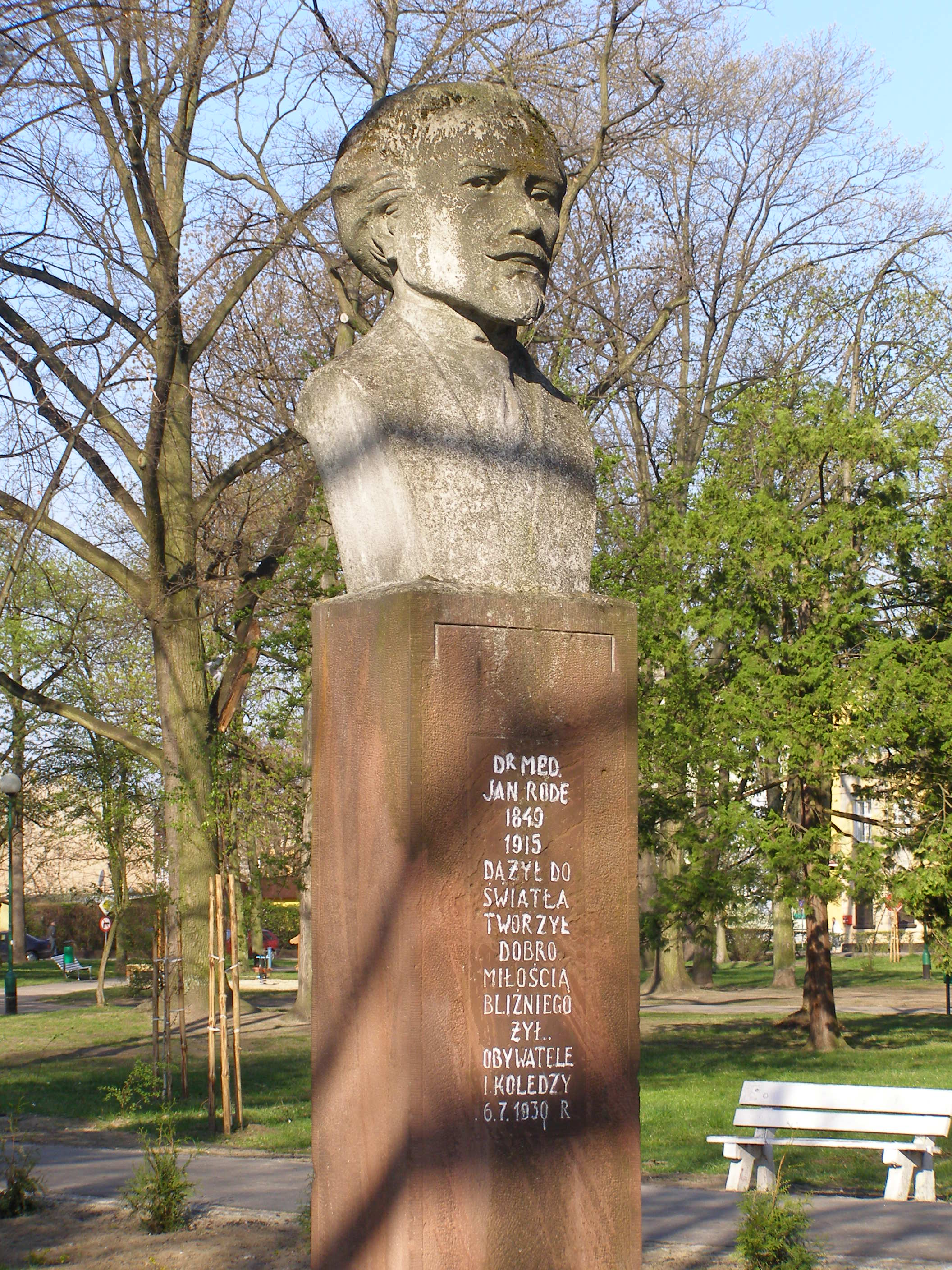
Pomnik doktora Jana Rodego z 1930 roku, tu utworzono park miejski jego imienia

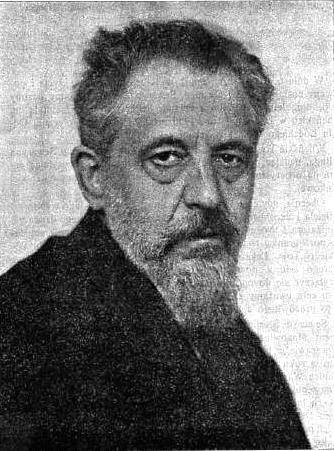
Seweryn Sterling twórca pierwszego tomaszowskiego laboratorium bakteriologicznego

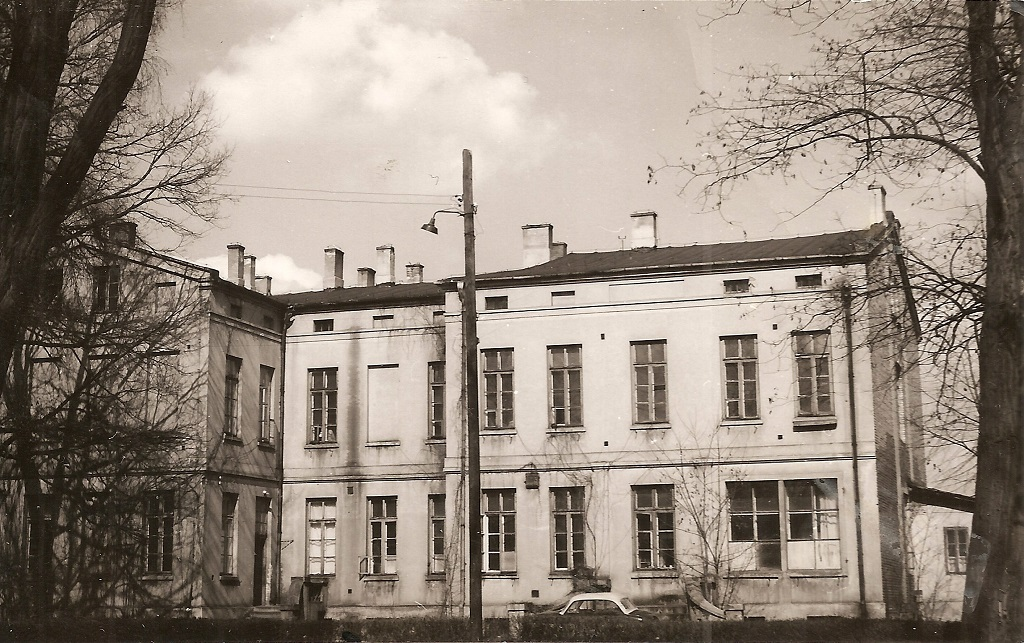
Szpital św. Stanisława przy ulicy Świętego Antoniego 41 po wojnie

Do chwili otworzenia pierwszego szpitala miejskiego służbę zdrowia w mieście organizował polski lekarz i działacz narodowy – Jan Rode. Po ukończeniu studiów na UW, do 1892 roku pracował w Tomaszowie pochodzący z podtomaszowskiego Gustka (dziś w obrębie miasta), późniejszy łódzki lekarz Seweryn Sterling. W roku 1892 założył pierwszą w Tomaszowie stację bakteriologiczną. Prowadził również socjomedyczne badania w środowisku robotniczym Tomaszowa, które opublikował w 1894 roku na łamach Pamiętnika Towarzystwa Lekarskiego Warszawskiego i czasopisma „Zdrowie”.
W 1891 roku otwarto 40-łóżkowy szpital miejski przy ul. św. Antoniego 41, pw. św. Stanisława. Rozwój szpitala miejskiego nastąpił od 1919 roku, kiedy to dyrektorem został dr Alfred Augspach. Pracował on w szpitalu do wybuchu II wojny światowej.
Podczas I wojny światowej przez dłuższy czas w rejonie Tomaszowa przebiegał front rosyjsko-niemiecki. Jedyny niewielki tomaszowski szpital w okresie walk na przełomie 1914/1915 roku zajęło wojsko niemieckie. W mieście działało początkowo tylko dwóch lekarzy, po śmierci doktora Sołowiejczyka, pozostał Michał Biernacki. Po latach jego imieniem nazwano istniejącą do dziś ulicę na osiedlu „Chemików”.
Przez całe dwudziestolecie międzywojenne aż do tragicznej śmierci, w Tomaszowie pracował pediatra Ubezpieczalni Społecznej Alfred Hertz.
Po I wojnie światowej szpital zatrudniał 5 lekarzy, a w lipcu 1930 roku 14 lekarzy, 9 dentystów, 8 felczerów i 14 akuszerek. W roku 1938 zakupiono budynek przy ul. Polnej 56 (do niedawna oddział leczenia chorób płuc). W roku 1939 szpital powiększono o budynki przy ul. Antoniego 47 i 57, w których przebywało do 350 rannych żołnierzy. Po 1945 roku posiadał również oddział zakaźny przy ul. Polnej 56. W 1949 r. powstała stacja Pogotowia Ratunkowego. Na początku lat 50. szpital im. Marii Skłodowskiej-Curie, mieścił się przy ul. św. Antoniego 47, w 1954 roku przyjął imię dr. Rafała Czerwiakowskiego. Pod koniec lat 50. uruchomiono szpital przy ul. Niskiej 14.
W roku 1964 powstał nowy szpital przy ul. Południowej, rozbudowany w 1984 roku.
W 2009 roku w tomaszowskim szpitalu otwarto oddział intensywnej opieki kardiologicznej przeprowadzający ponad pięćdziesiąt zabiegów miesięcznie. Dysponuje osiemnastoma łóżkami, w tym sześcioma do intensywnej opieki kardiologicznej. Personel składa się z pięciu lekarzy, około trzydziestu pielęgniarek, kilku techników i ratowników medycznych. Prócz tego około dziesięciu lekarzy-specjalistów przyjeżdża z Akademii Medycznej w Łodzi i taka sama liczba z Warszawy.
Na „Liście Największych Szpitali” dziennika Puls Biznesu z 2014 roku tomaszowski szpital przy ul. Jana Pawła II znalazł się na 214 pozycji. W zestawieniu uwzględniono 400 placówek w kraju.
W 2014 roku został otwarty Specjalistyczny Szpital Onkologiczny w Tomaszowie z oddziałami chemioterapii i radioterapii, z trzema bunkrami akceleratorów.
Od 2016 roku przy ulicy Piaskowej 126 działa prywatny całodobowy Ośrodek Leczenia Uzależnień „Wilanów” przyjmujący pacjentów z całej Polski, również na podstawie kontraktu z NFZ.
Na początku 2019 roku ruszyły prace budowlane na terenie Tomaszowskiego Centrum Zdrowia przy ulicy Jana Pawła II, mające na celu stworzenie ośrodka leczenia następstw udaru mózgu. Jednostka udarowa w Tomaszowie będzie obsługiwała pacjentów z całej „ściany wschodniej” województwa łódzkiego.
W Tomaszowie Mazowieckim urodził się późniejszy znany lwowski chirurg i profesor Hilary Schramm oraz Karol Benni, warszawski laryngolog, powstaniec styczniowy, syn pierwszego tomaszowskiego pastora – Jana Jakuba Benniego. Tomaszów uhonorował doktora Benniego patronatem ulicy nieopodal szpitala.

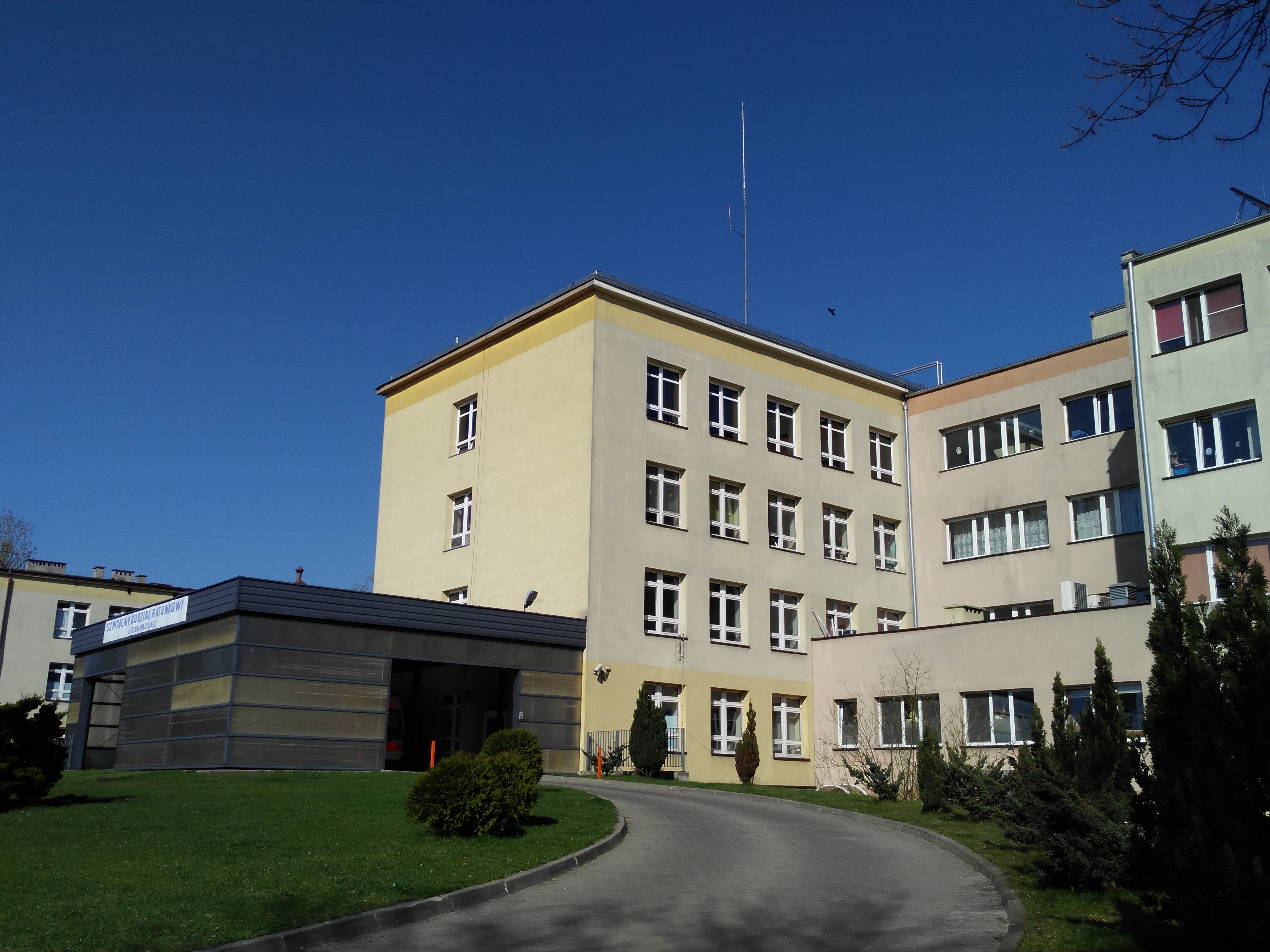
Oddział Ratunkowy szpitala przy Jana Pawła II
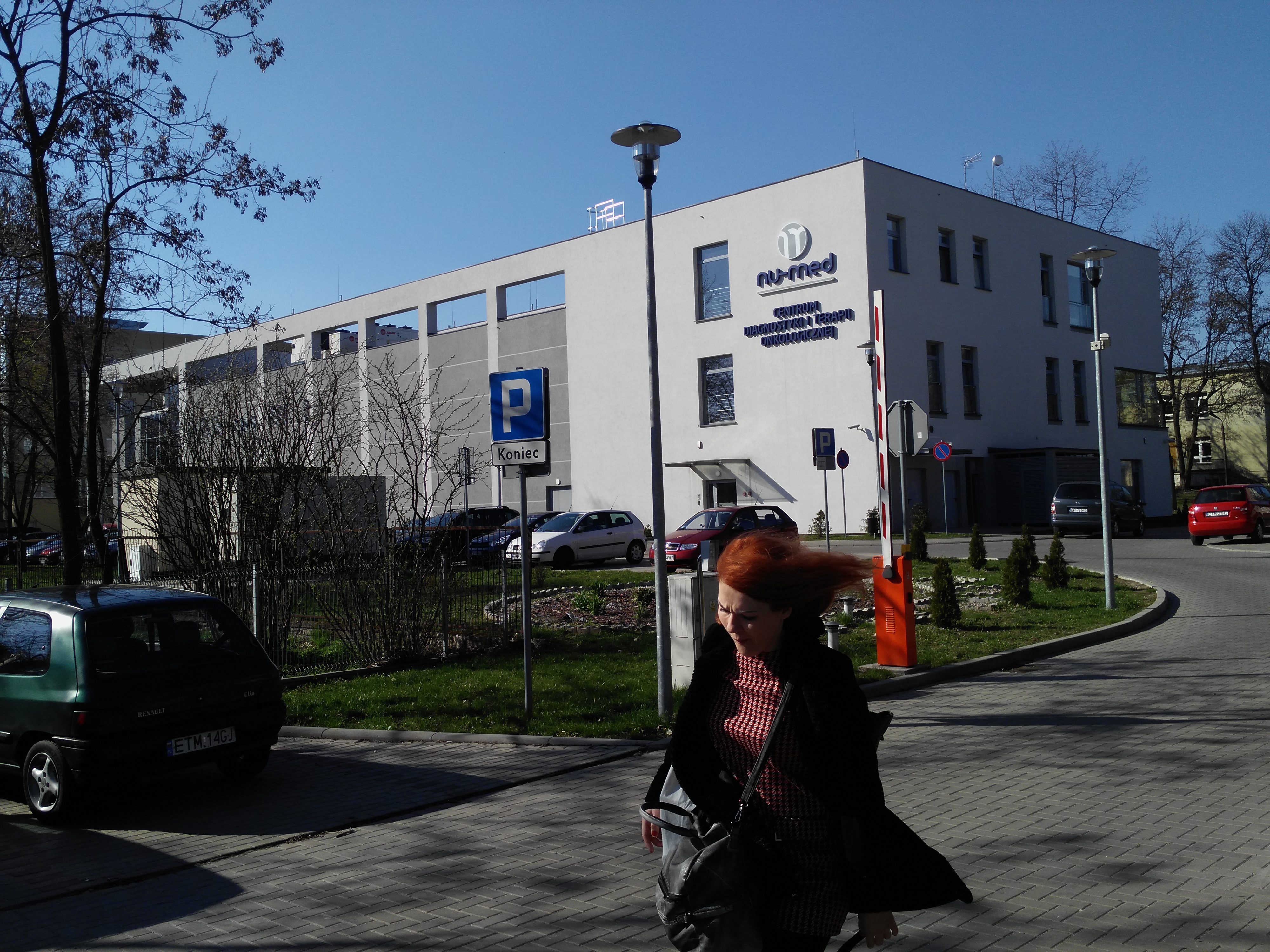
Specjalistyczny Szpital Onkologiczny w Tomaszowie
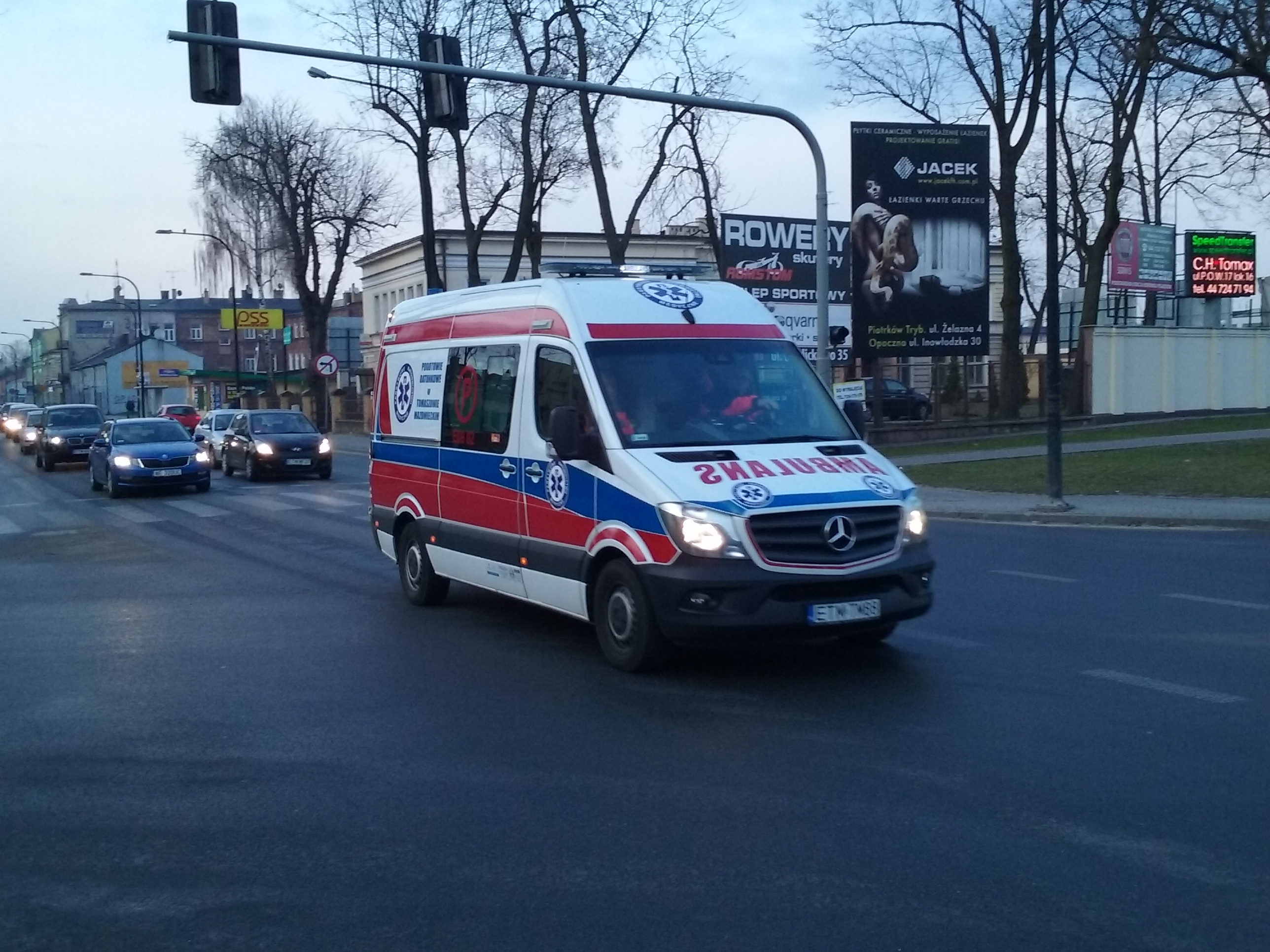
Jedna z karetek Mercedes-Benz Sprinter tomaszowskiego Pogotowia Ratunkowego
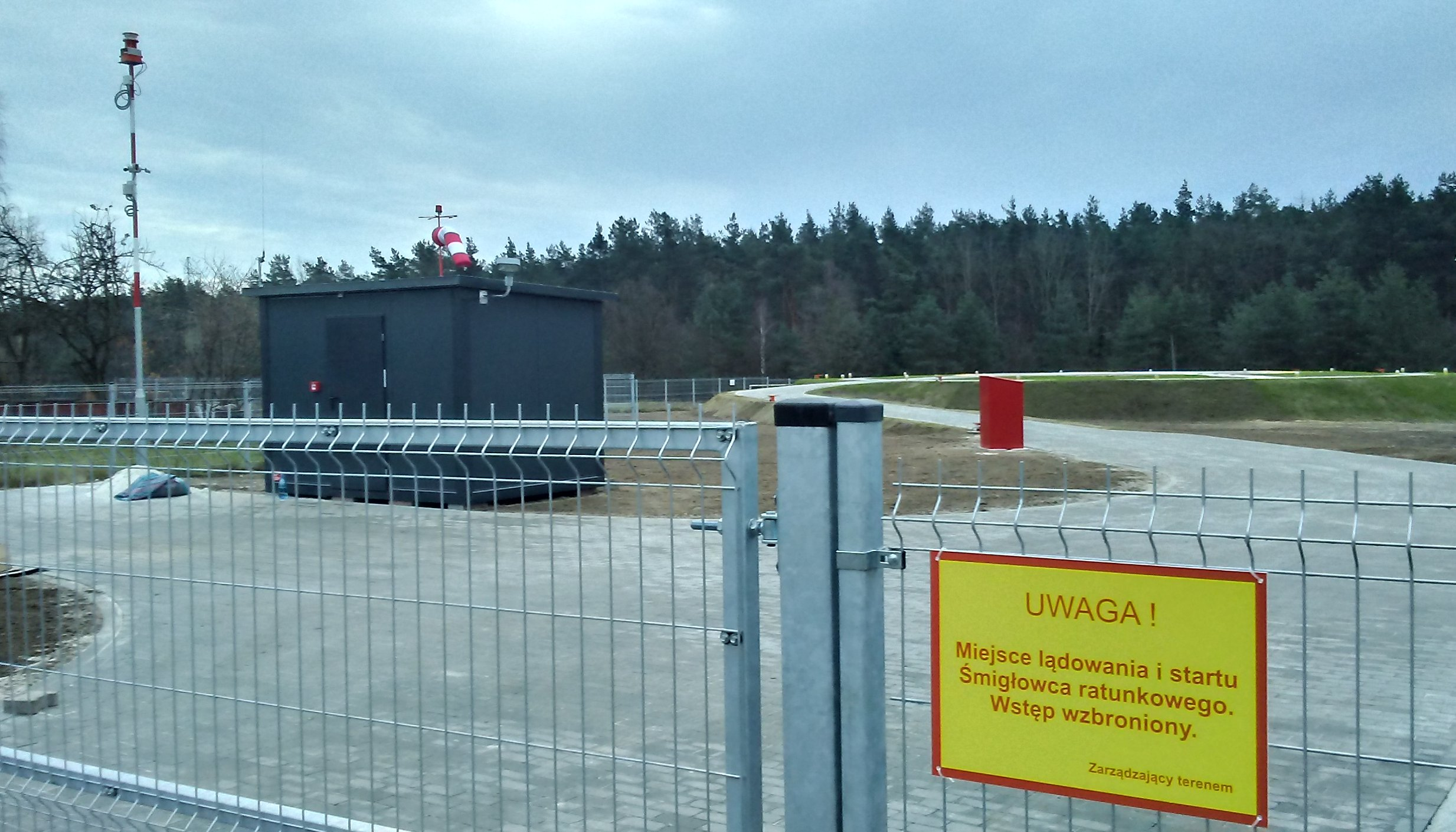
Lądowisko LPR przy ul. Podleśnej ukończone w grudniu 2020 roku
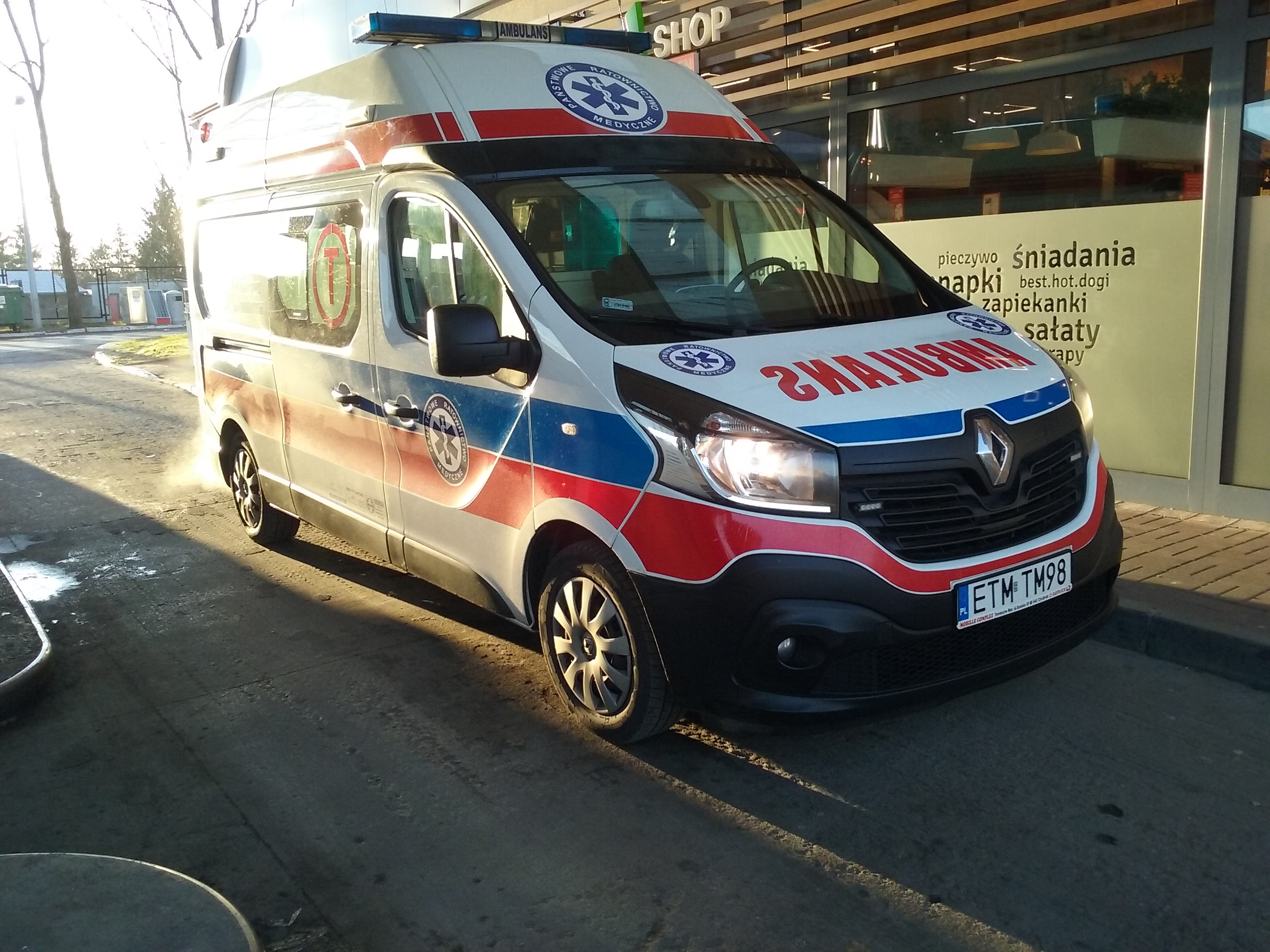
Karetka tomaszowskiego pogotowia – Renault Trafic zakupiona w maju 2018 roku
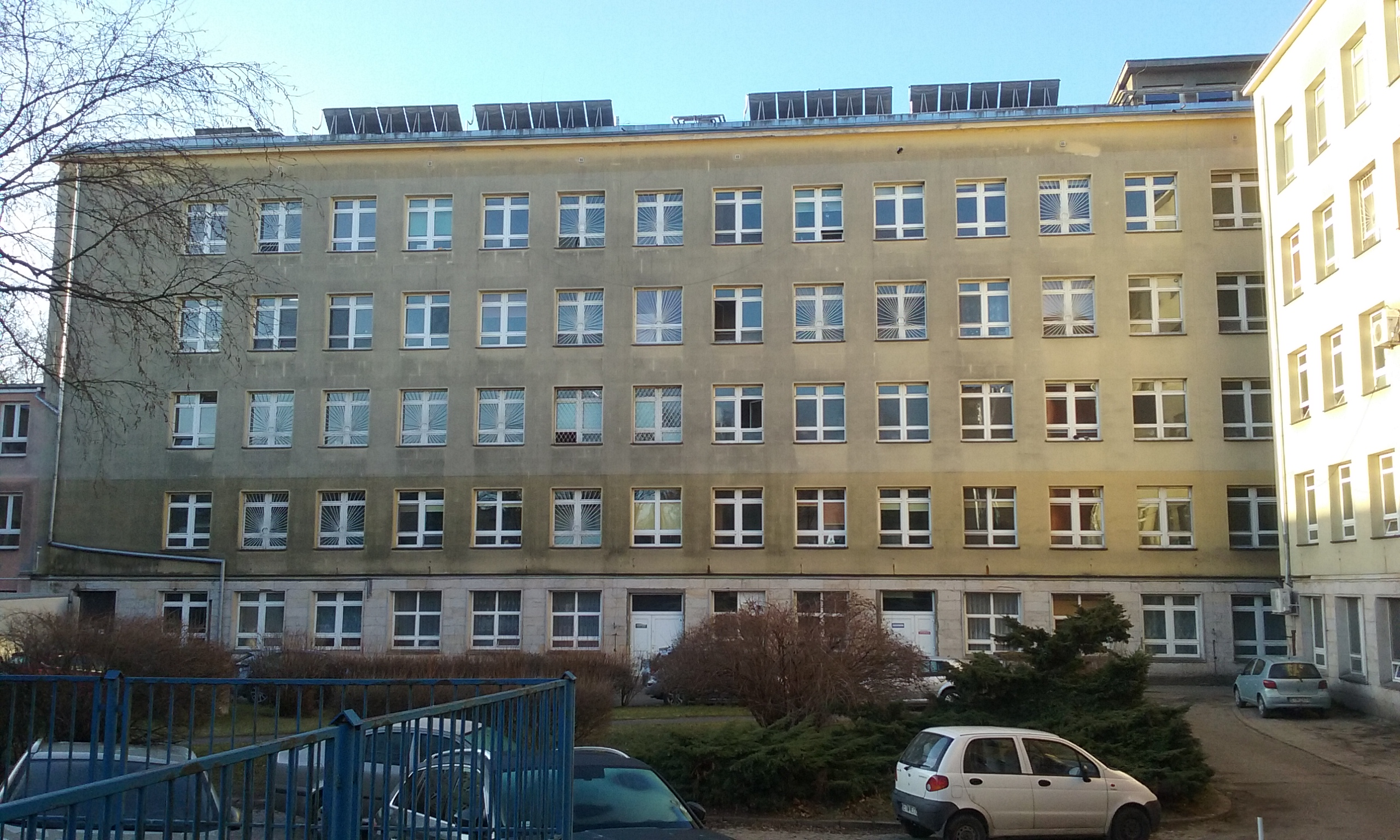
Panele fotowoltaiczne na dachu szpitala przy Jana Pawła II
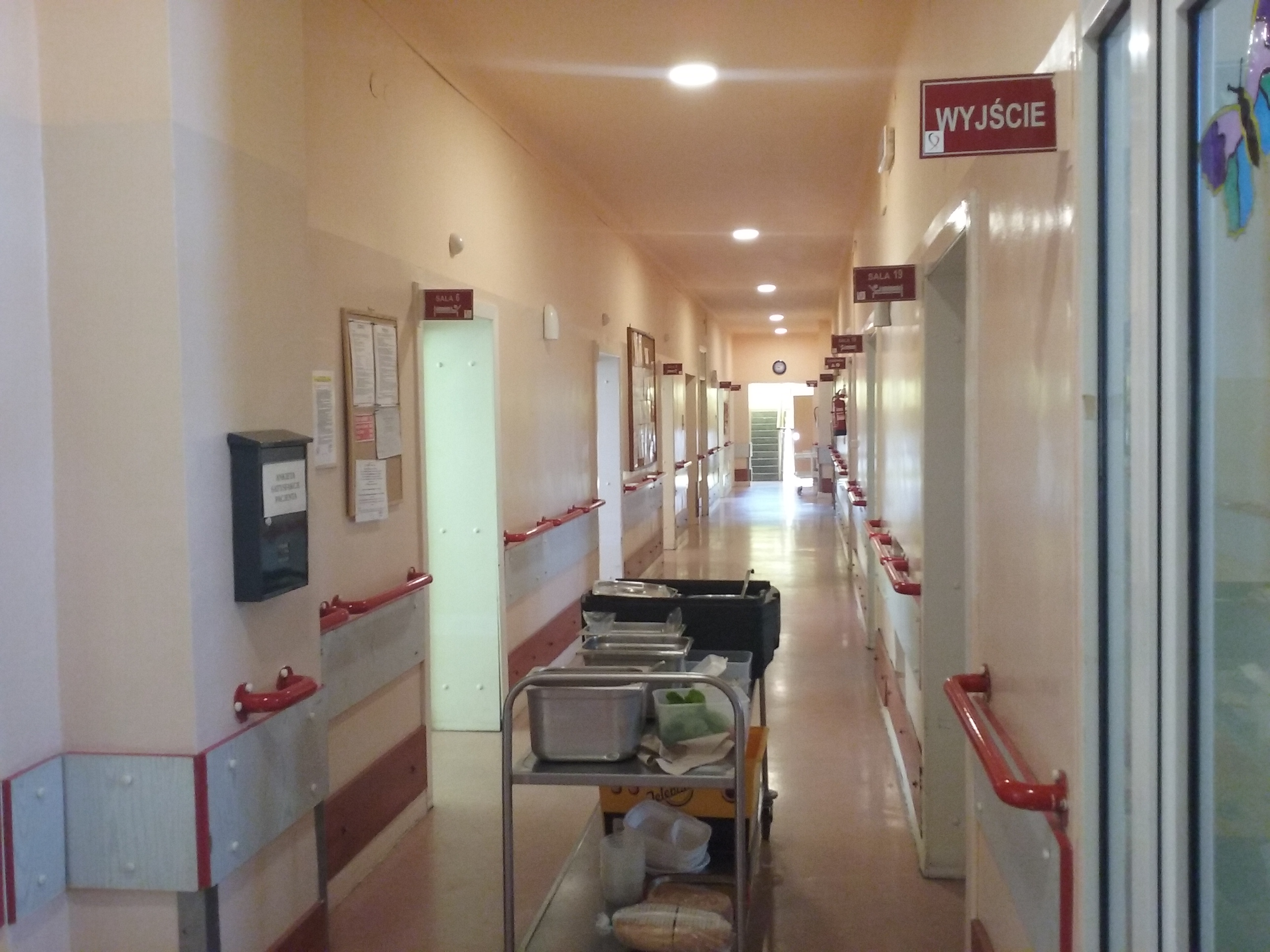
Korytarz szpitala rehablilitacyjnego przy ulicy Niskiej
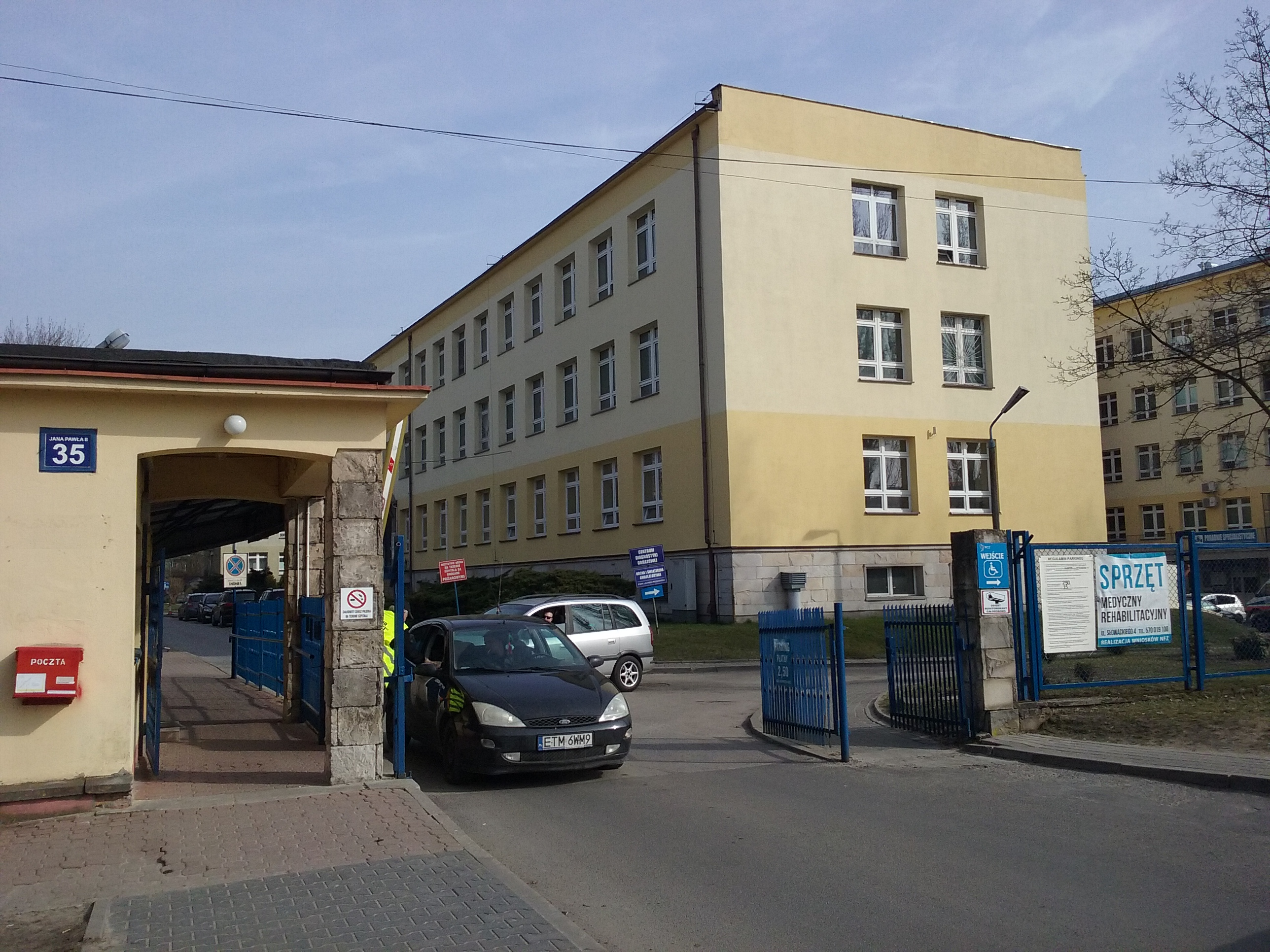
Główne wejście do szpitala przy Jana Pawła II
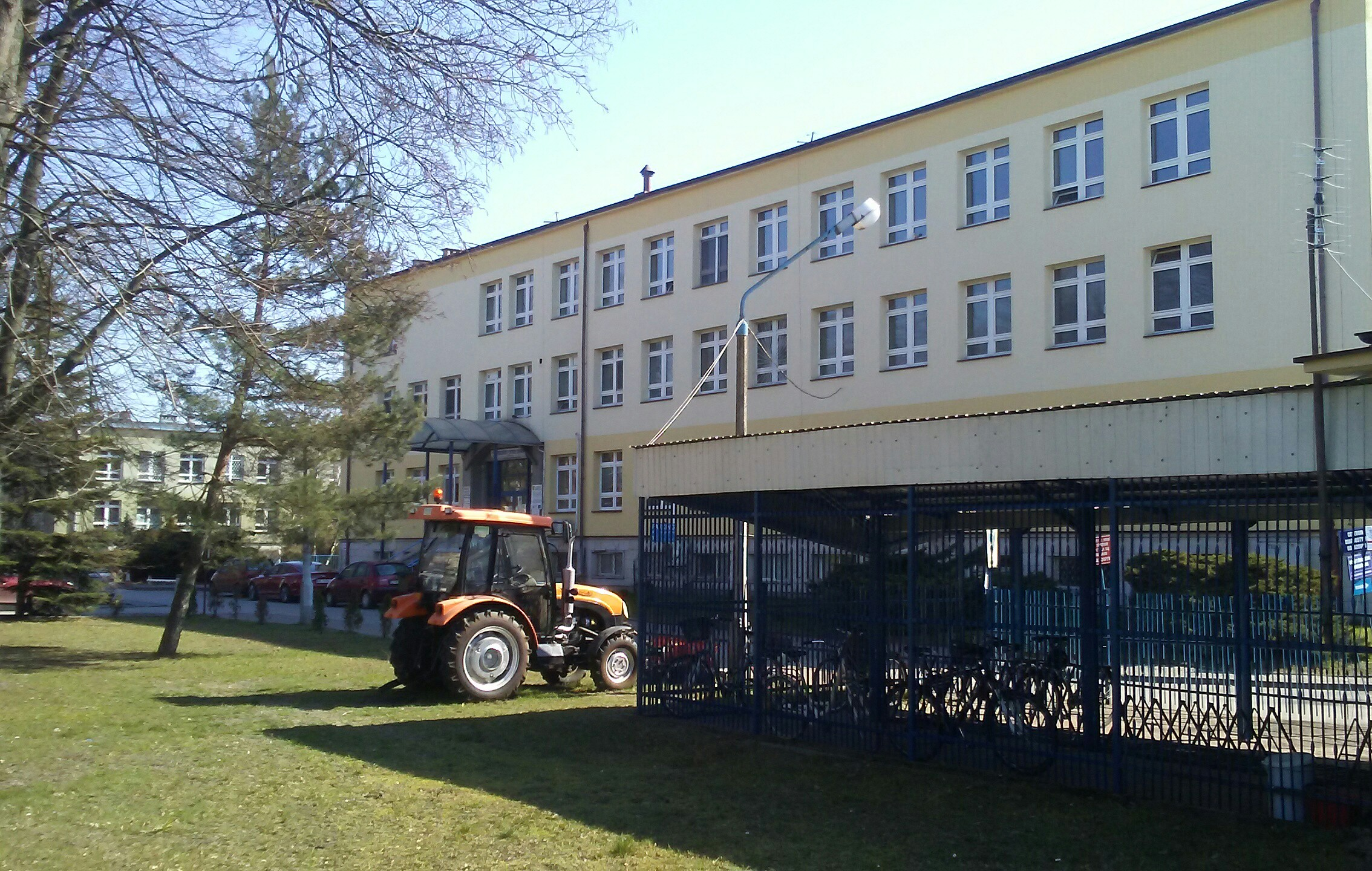
Widok na szpital od ulicy Granicznej
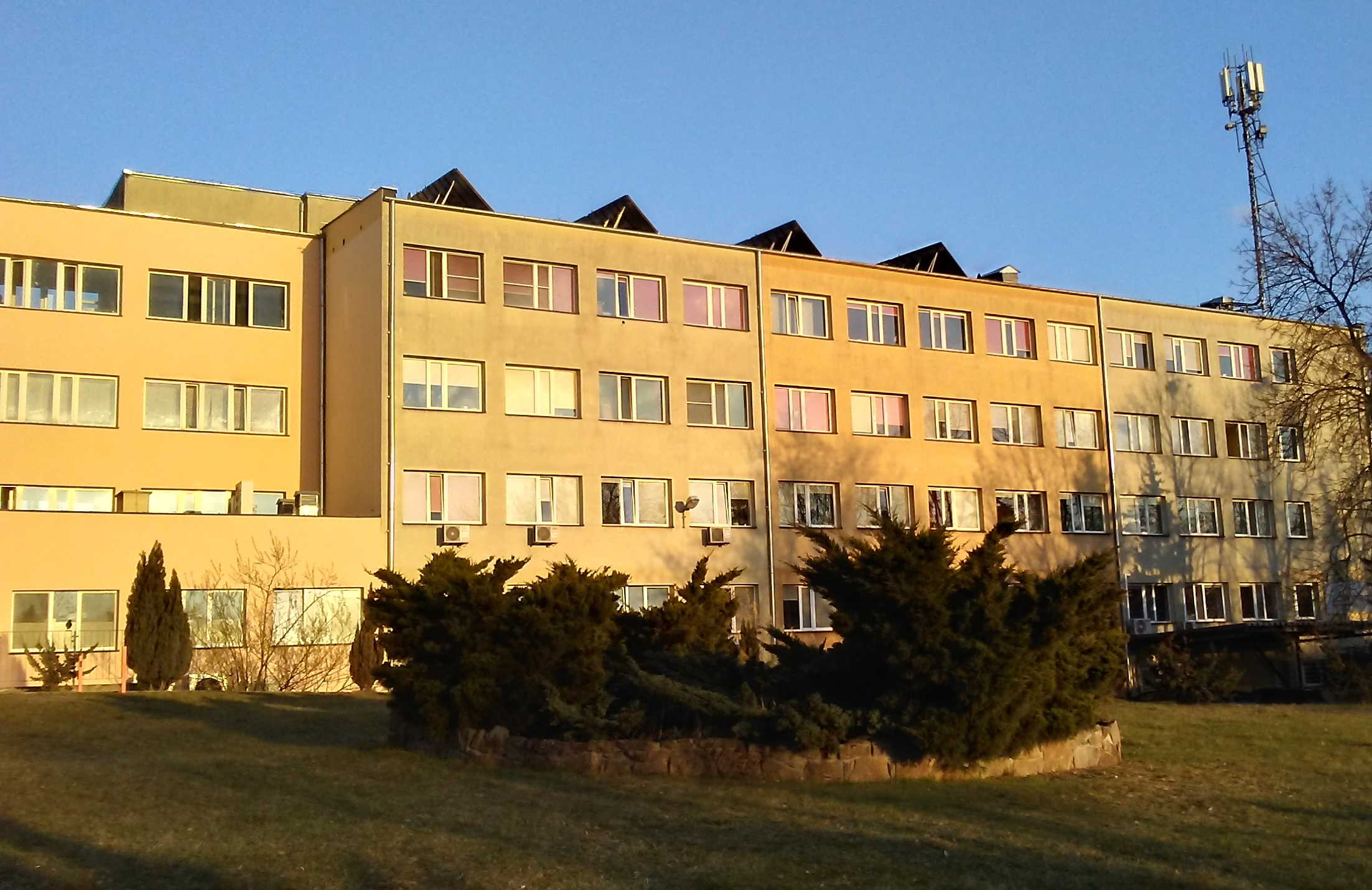
Południowe skrzydło szpitala przy Jana Pawła II
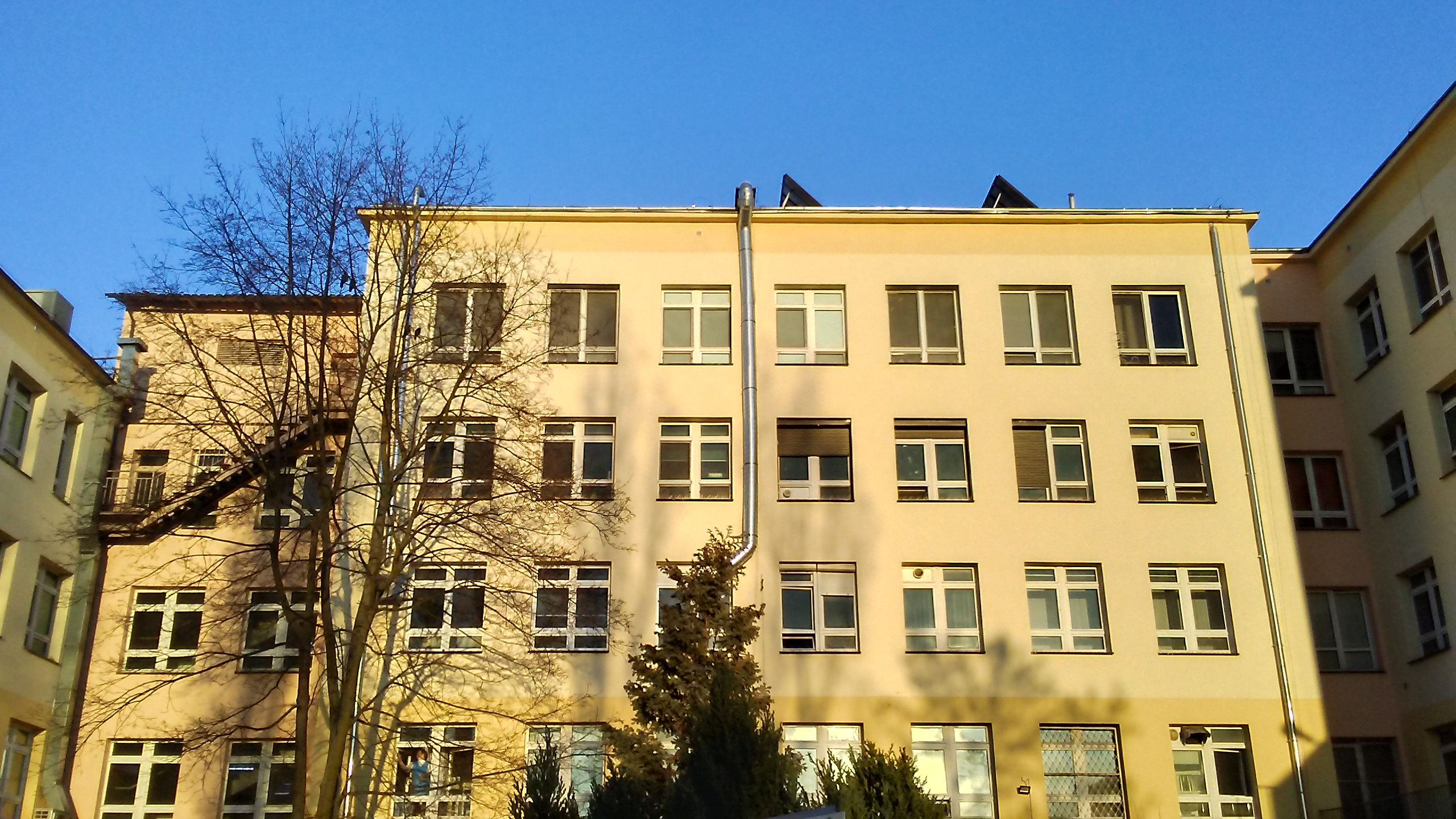
Część centralna szpitala przy Jana Pawła II
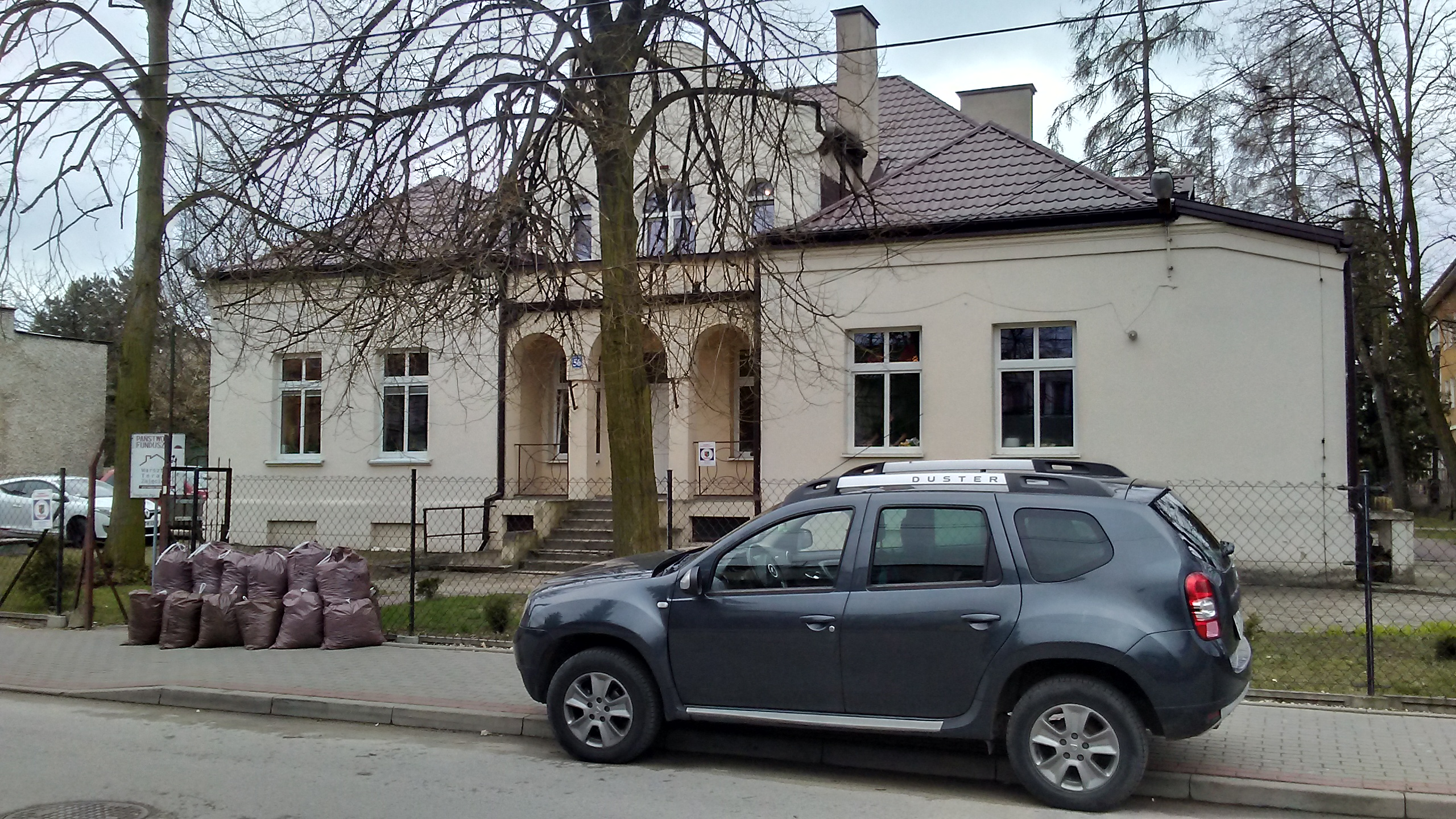
Ulica Polna, przedwojenny oddział zakaźny tomaszowskiego szpitala
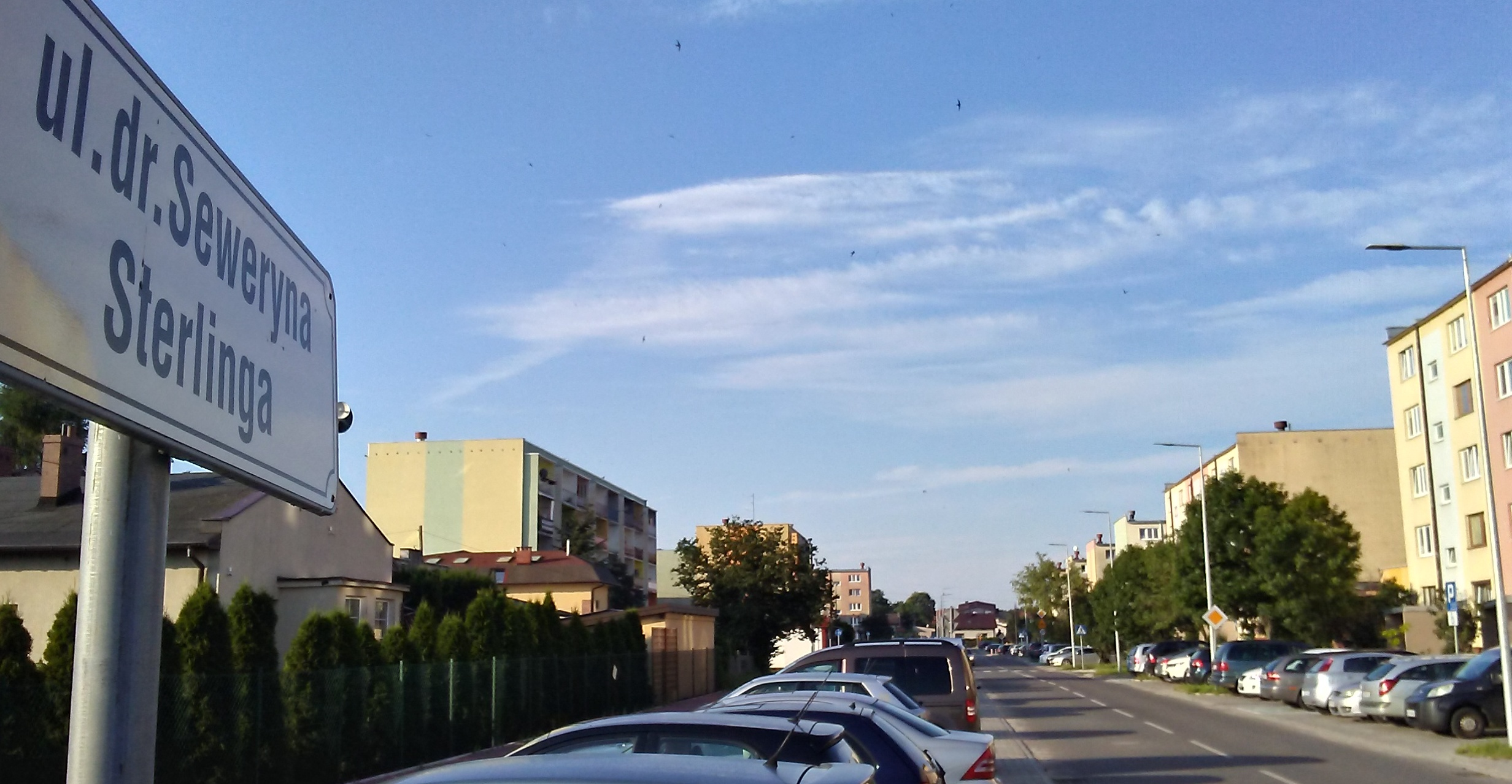
Ulica Seweryna Szterlinga, nieopodal Tomaszowskiego Centrum Zdrowia
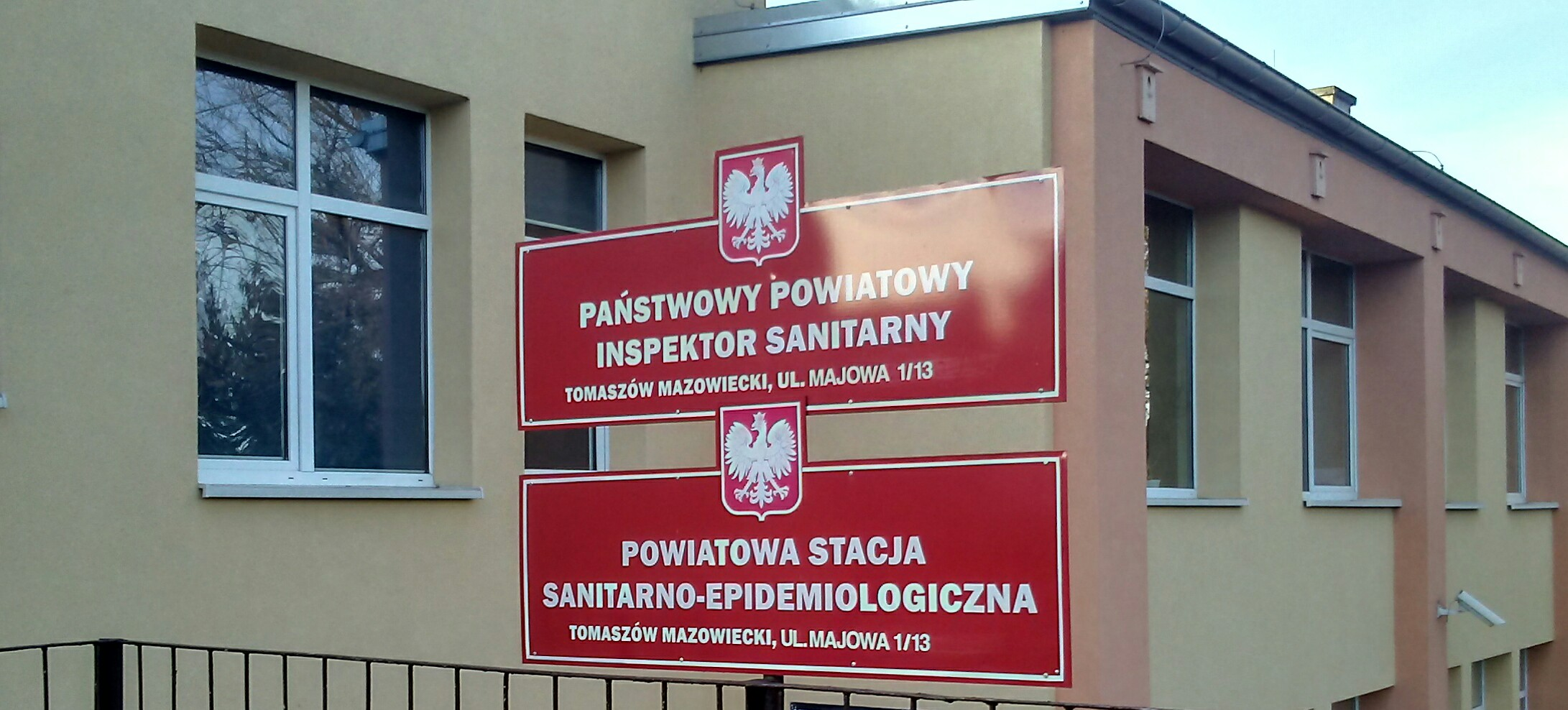
Laboratoria sanepidu na skarpie przy ulicy Majowej
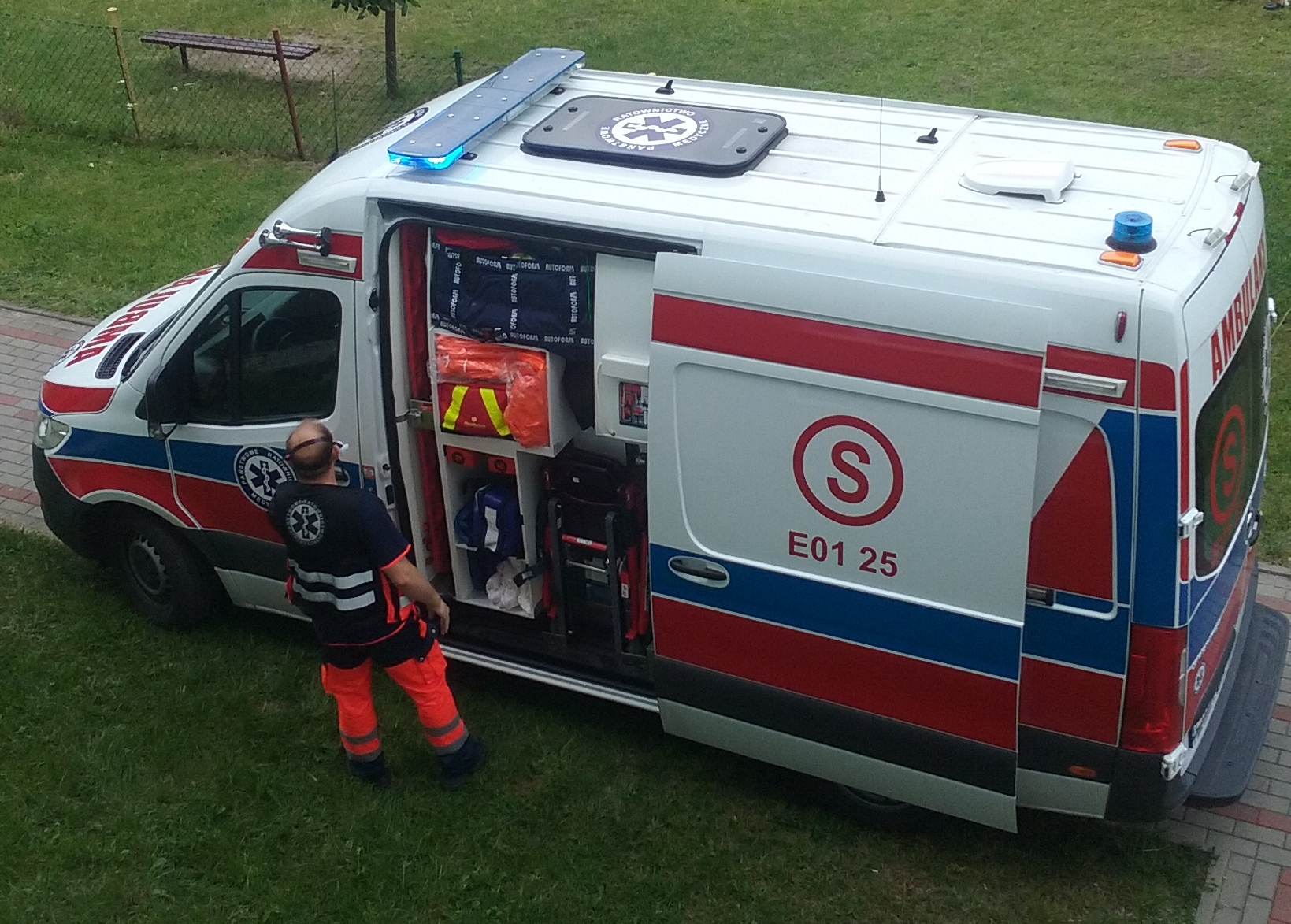
Ratownik medyczny podczas pracy
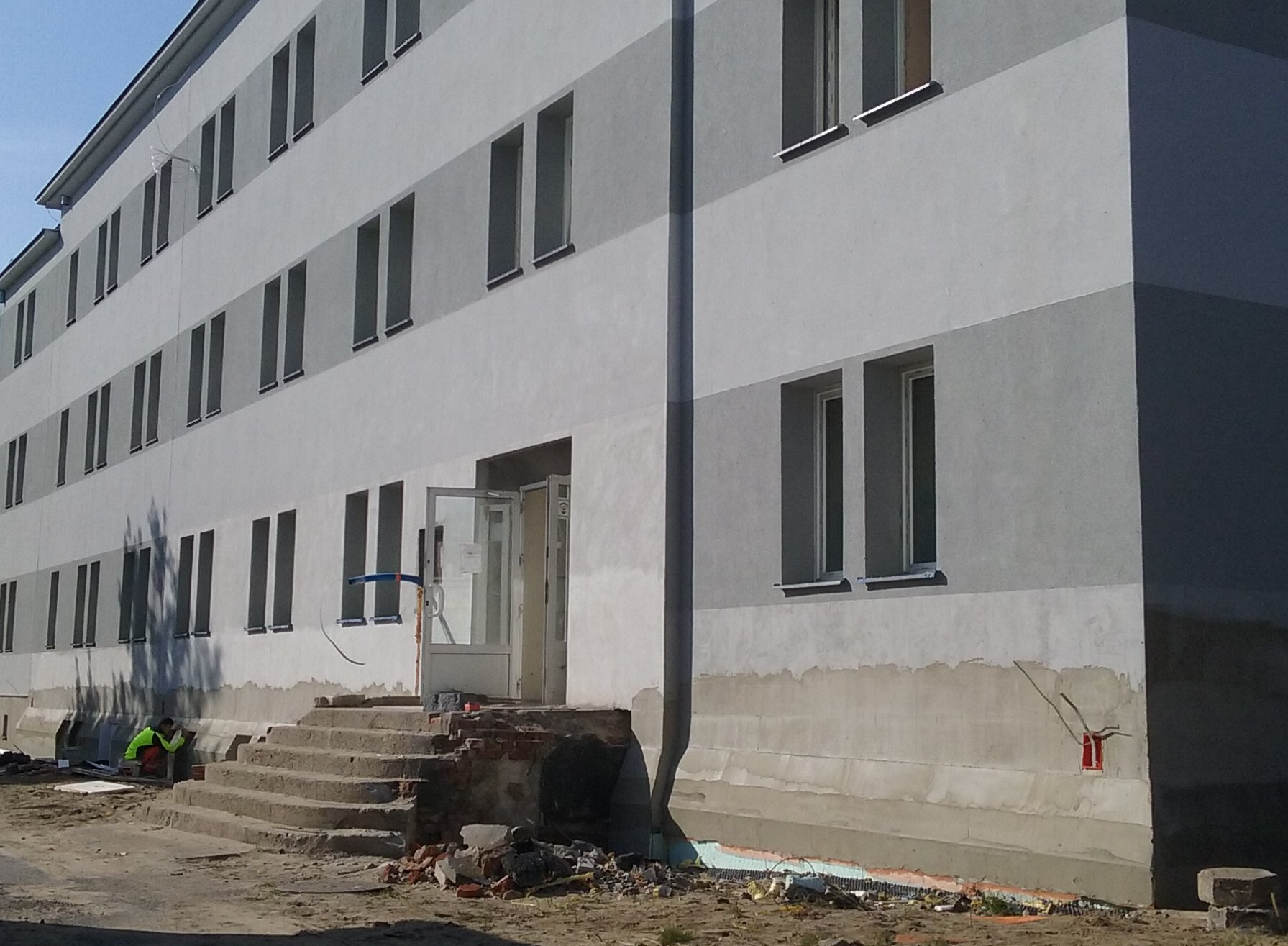
Szpital przy ul. Niskiej podczas generalnego remontu we wrześniu 2021 roku

### Domy pomocy społecznej i świetlice dla seniorów
W mieście działają trzy domy pomocy społecznej: przy ulicy Polnej, przy ulicy Jana Pawła II i przy ulicy Farbiarskiej. Zapewniają łącznie 280 miejsc pobytu. DPS przy Polnej dysponuje 82 miejscami dla osób przewlekle i somatycznie chorych, DPS przy ulicy Farbiarskiej ma 78 miejsc dla osób w podeszłym wieku. Największym domem pomocy społecznej jest DPS przy ulicy Jana Pawła II dysponujący 120 miejscami. Tomaszowskie Domy Pomocy Społecznej podlegają Starostwu Powiatowemu. Oprócz tego od 2018 roku w ramach Tomaszowskiego Centrum Usług Społecznych utworzono w mieście dwie świetlice dla seniorów. Pierwsza znajduje się w dawnym ośrodku kultury „Przyjaźń” przy ulicy św. Antoniego 55, druga – otwarta w połowie lutego 2021 roku – znajduje się w zabytkowym domu przy ulicy Piłsudskiego 34, w pomieszczeniach po przeniesionym na Niebrów ośrodku kultury „Tkacz”. Są to Domy Dziennego Pobytu składające się z kilku pomieszczeń. Głównym jest sala wypoczynkowa wyposażona w kanapy, fotele, stoły, krzesła, bibliotekę, pianino oraz sprzęt RTV. Istnieje również stołówka i salka gimnastyczno – warsztatowa z opieką fizjoterapeutów, pielęgniarek i wykwalifikiowanych opiekunek. Obiekty dostosowane są do opieki nad trzydziestoma osobami. Świetlice powstały dzięki współpracy samorządów: Miasta, Starostwa Powiatowego, Gminy oraz Powiatowego Stowarzyszenia Emerytów, Rencistów i Inwalidów. Nadzór nad świetlicami sprawuje Miejski Ośrodek Pomocy Społecznej z siedzibą przy ulicy Cekanowskiej 5.

## Rezerwat przyrody „Niebieskie Źródła”

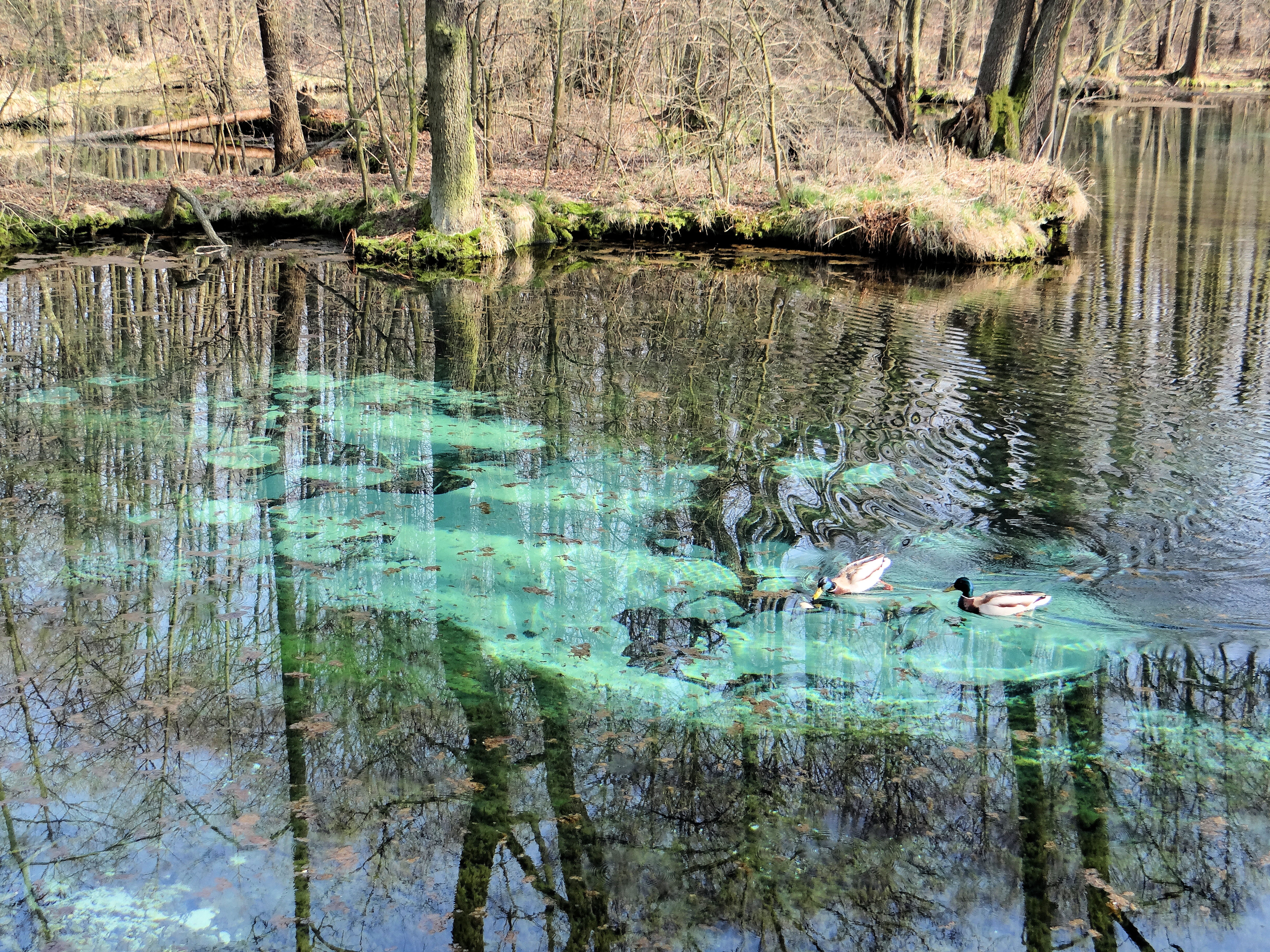
Najbardziej wyeksponowane źródło w rezerwacie „Niebieskie Źródła”

Źródła bijące na terenie rezerwatu są przykładem wywierzysk krasowych. Połączony jest z nimi ponor krasowy rzeki Ginącej wpływającej w głąb ziemi w lesie w Wąwale, 5 kilometrów na wschód od Tomaszowa. Wiosną po roztopach wiosennych lub znaczniejszych opadach sucha dolina przy Wąwale wypełnia się wodą tworząc rozlewisko, pozostawiające po kilku dniach piasek osadowy z otoczakami w miejscach, w których woda jest pochłaniana w głąb ziemi. Miejsce to okoliczna ludność nazwywa „przepaścią”. „Przepaść” położona jest na terenie wapiennym, a wody rzeki Ginącej odpływają podziemnymi szczelinami wypływając na powierzchnie pod Utratą jako tzw. „niebieskie źródła”. By potwierdzić hipotezę o zasilaniu wód „niebieskich źródeł” wodami powierzchniowymi przeprowadzono doświadczenie wprowadzając do strumienia rzeki Ginącej w Wąwale barwnik – fluorosceinę. Hipotetyczny związek rzeki Ginącej z „niebieskimi źródłami” został potwierdzony, ponieważ wskaźnik barwny pojawił się w „niebieskich źródłach”, w studniach głębinowych mieszkańców Utraty, ale również na Brzustówce, czyli po przeciwnym lewym brzegu rzeki Pilicy.

### Ochrona
W 1961 roku został utworzony w tym miejscu rezerwat „Niebieskie Źródła” o powierzchni 28,7 ha, sam akwen osiąga 5 hektarów. Symbolem rezerwatu jest kaczka krzyżówka. Rezerwat został utworzony dla ochrony malowniczych źródeł krasowych o szmaragdowym zabarwieniu i zachowania ostoi licznych gatunków ptaków. Na jego terenie znajduje się las olchowy stanowiący ich ostoję. Rezerwat „Niebieskie Źródła” obejmuje także silnie pulsujące źródła typu limnokrenowego, które dają początek rzece Jana. Ich urok polega na wybijaniu przez wodę piasku, który widziany przez taflę wody tworzy zieloną barwę o różnych odcieniach, zależnie od warunków pogodowych i kąta padania promieni słonecznych. Czysta woda z wapiennych źródeł pochłania promienie czerwone, a przepuszcza odbite od dna niebieskie i zielone, które można obserwować. Pierwszy pomost widokowy dla turystów utworzono w 1912 roku. Dziś rezerwat znajduje się w Sulejowskim Parku Krajobrazowym wchodzącym w skład zespołu Nadpilicznych Parków Krajobrazowych. Od 2003 roku teren jest również włączony do programu Unii Europejskiej chroniącego dziedzictwo przyrodnicze kontynentu – Natura 2000.

## Skansen Rzeki Pilicy – muzeum rzeki

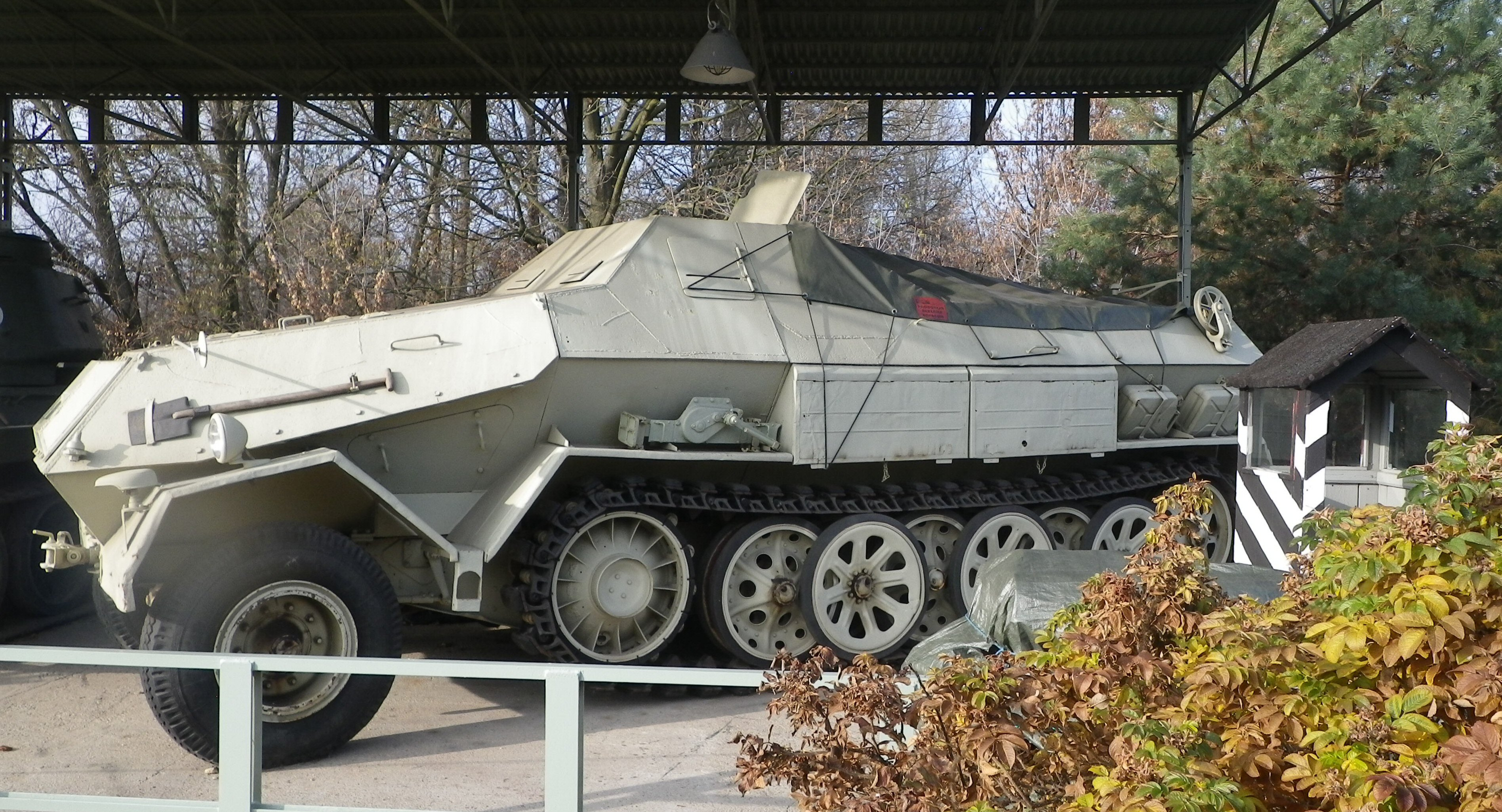
Wydobyty z Pilicy niemiecki unikatowy półgąsienicowy ciągnik opancerzony typu SdKfz 8 w Skansenie Rzeki Pilicy

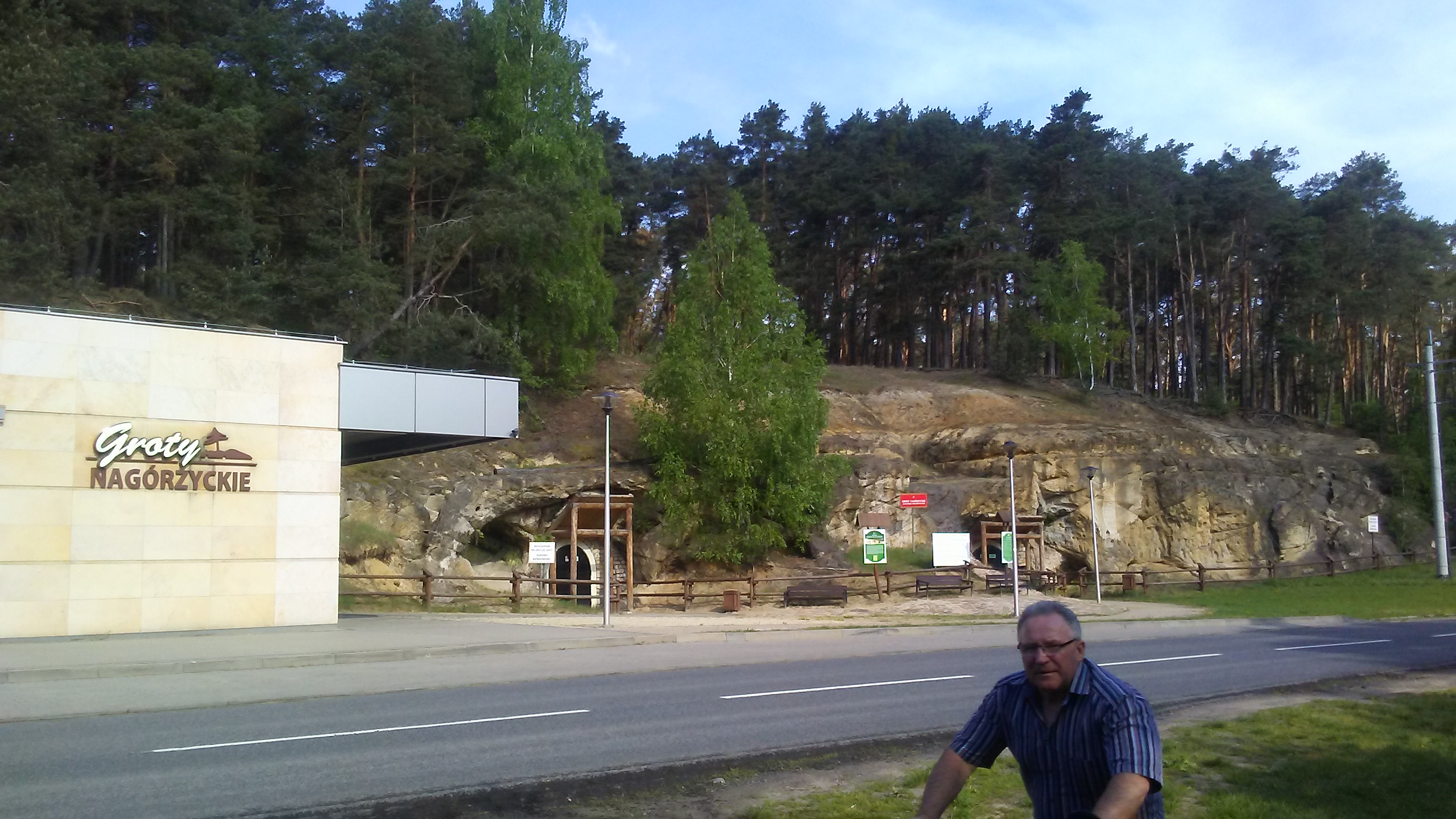
Groty Nagorzyckie na południu miasta. Niegdyś kopalnia kwarcu, obecnie udostępniona zwiedzającym

W związku z licznymi pamiątkami wyławianymi z Pilicy, obiektami które podczas modernizacji Tomaszowa, Spały i okolicznych miasteczek i wsi, musiały zostać zastąpione współczesną infrastrukturą, a które mają znaczna wartość dla historii regionu, w 2000 roku powołano Skansen Rzeki Pilicy. Jest to jedno z nielicznych w Polsce muzeum poświęcone rzece (drugie w kraju, po Muzeum Wisły w Tczewie powołanym w 1980 roku). Początkowo tomaszowski skansen działał jako muzeum społeczne, którym opiekowało się Stowarzyszenie Przyjaciół Pilicy i Nadpilicza, jednak ze względu na wartość przechowywanych eksponatów i zapewnienie im opieki konserwatorskiej, od 2005 roku placówka funkcjonuje jako samorządowa instytucja kultury. Główna siedziba skansenu znajduje się w pobliżu rezerwatu Niebieskie Źródła na wschodnim brzegu Pilicy.
Najbardziej rozbudowaną ekspozycja skansenu jest „Młynarstwo wodne w dorzeczu Pilicy”. Najważniejszym jej elementem jest drewniany młyn wodny, przeniesiony wraz z całym wyposażeniem w latach 1998–2000 ze wsi Kuźnica Żerechowska, położonej nad rzeką Luciążą – największym lewym dopływem Pilicy.
Perełką Skansenu Rzeki Pilicy jest budynek poczekalni kolejowej z przystanku Czarnocin. Drewniany i misternie zdobiony obiekt, został zbudowany z 1896 roku jako pawilon ekspozycyjny Dyrekcji Kolei Warszawsko-Wiedeńskiej na odbywającej się w 1896 roku Wszechrosyjskiej Wystawie Przemysłowo-Artystycznej w Niżnym Nowogrodzie (miasto na wschód od Moskwy przy ujściu Oki do Wołgi).
Częścią Skansenu Rzeki Pilicy są znajdujące się w Nagórzycach (obecnie dzielnica miasta) Groty Nagórzyckie.

## Tomaszów w literaturze

### Zygmunt Różycki

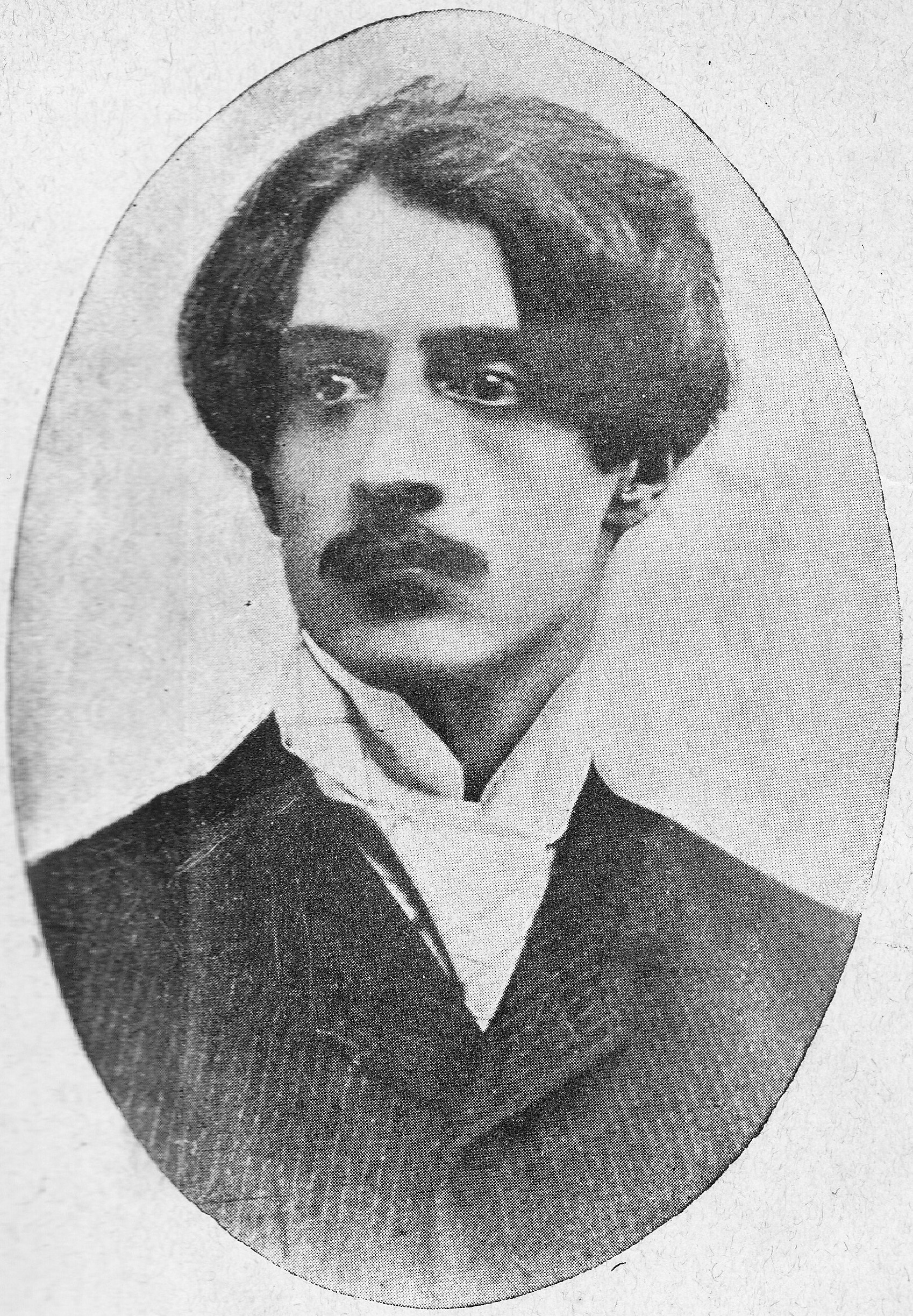
Zygmunt Różycki, poeta „Młodej Polski”

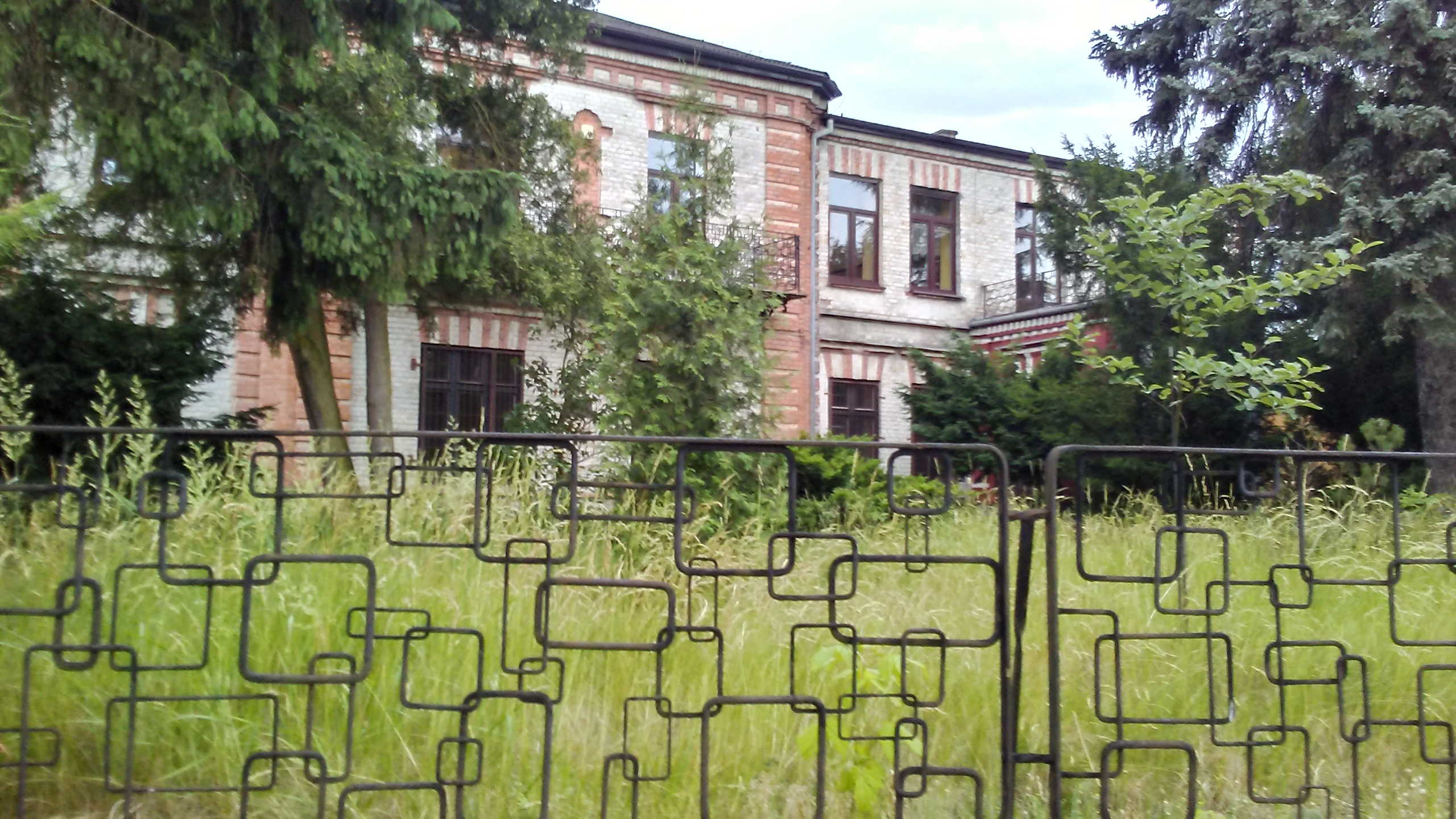
Willa Jana Różyckiego

W mieście urodził się i poświęcił mu część twórczości poeta „Młodej Polski” – Zygmunt Różycki. Willa jego ojca znanego notariusza Jana Różyckiego przez wiele lat w PRL, była siedzibą miejskiego sanepidu.

### Julian Tuwim

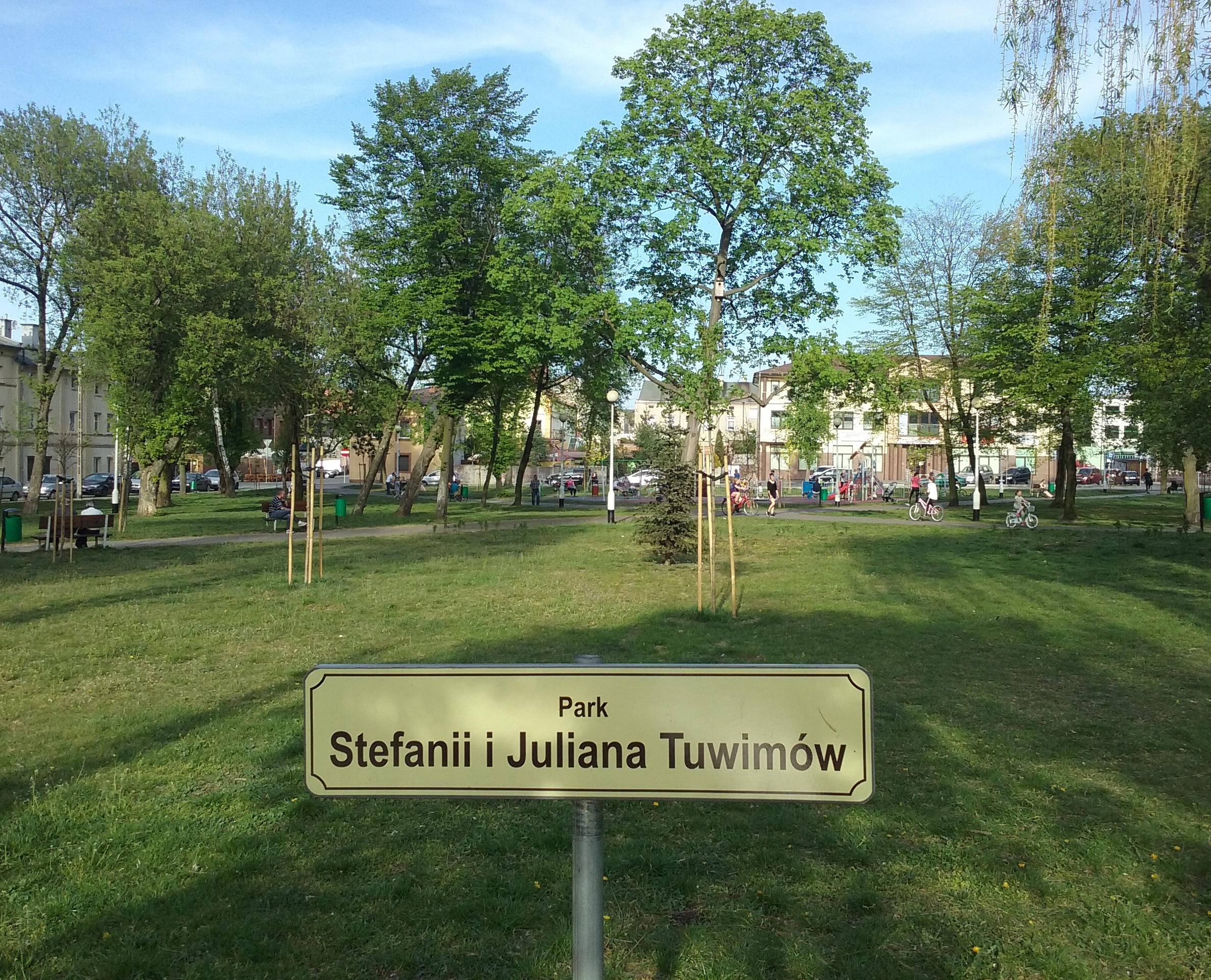
Park im. Stefanii i Juliana Tuwimów. W kwartale ulic: Piekarskiej, Grunwaldzkiej, Wschodniej, Krzyżowej

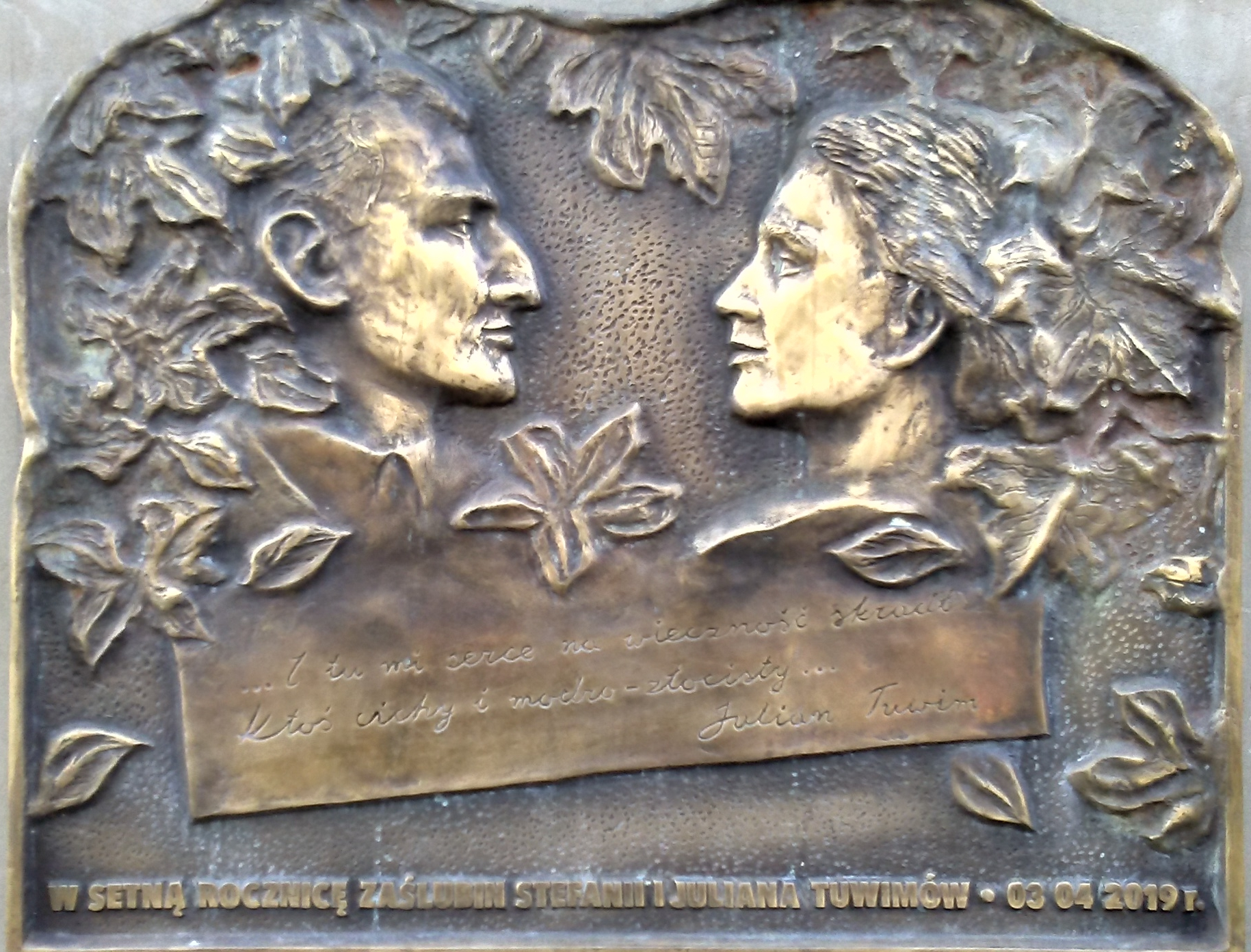
Tablica Tuwimów na ścianie kamienicy przy ulicy Rzeźniczej

Miasto uwiecznił Julian Tuwim wierszem „Przy okrągłym stole”. Poeta bywał w jednej z kamienic przy dzisiejszej ulicy Mościckiego u rodziny Michaela Seli (późniejszego wybitnego izraelskiego chemika), Tuwim spotykał się tu z ukochaną narzeczoną, późniejszą żoną – tomaszowianką Stefanią z Marchewów Tuwimową. Wiersz stał się bardzo popularny po ukazaniu się w 1968 roku singla „Grande Valse Brillante”/„Tomaszów” Ewy Demarczyk. W piosence Demarczyk podmiotem lirycznym jest kobieta, co nie obyło się bez kontrowersji. Utwór przeszedł jednak do historii w zaproponowanej przez kompozytora Zygmunta Koniecznego, zmienionej wersji. Wiersz Tuwima do dziś jest przedmiotem wielu aranżacji. Najbardziej znane to Janusza Radka, Marii Sadowskiej czy Kingi Preis na Krajowym Festiwalu Piosenki Polskiej w Opolu w 2011 roku.
Od 1996 roku w mieście odbywa się kilkudniowy festiwal „A może byśmy tak... do Tomaszowa” zwany również „Dniami Tomaszowa” Jest to impreza masowa, w ciągu dnia prezentowana jest kultura regionu, a wieczorem odbywa się koncert gwiazd ogólnopolskich. Imprezę dotychczas organizowano w dwóch lokalizacjach – w ścisłym centrum na placu Kościuszki oraz na błoniach, przed torem łyżwiarstwa szybkiego.
W 2015 roku Rada Miasta nadała parkowi pomiędzy ulicami Piekarską i Wschodnią patronów: Stefanię i Juliana Tuwimów. Narzeczona poety mieszkała przy ulicy Piekarskiej 18.
Imieniem poety nazwano również rondo przy wyjeździe z Tomaszowa do Łodzi.
W połowie 2019 roku przy Galerii Sztuki „Arkady”, przy ulicy Rzeźniczej, wiceprezydent Tomaszowa Izabela Śliwińska z właścicielem galerii Mariuszem Sobańskim odsłonili tablicę upamiętniającą stulecie zaślubin Juliana Tuwima ze Stefanią. Tablicę wykonał Michał Stahl, absolwent Akademii Sztuk Pięknych im. Władysława Strzemińskiego w Łodzi.

### Joanna Kulmowa

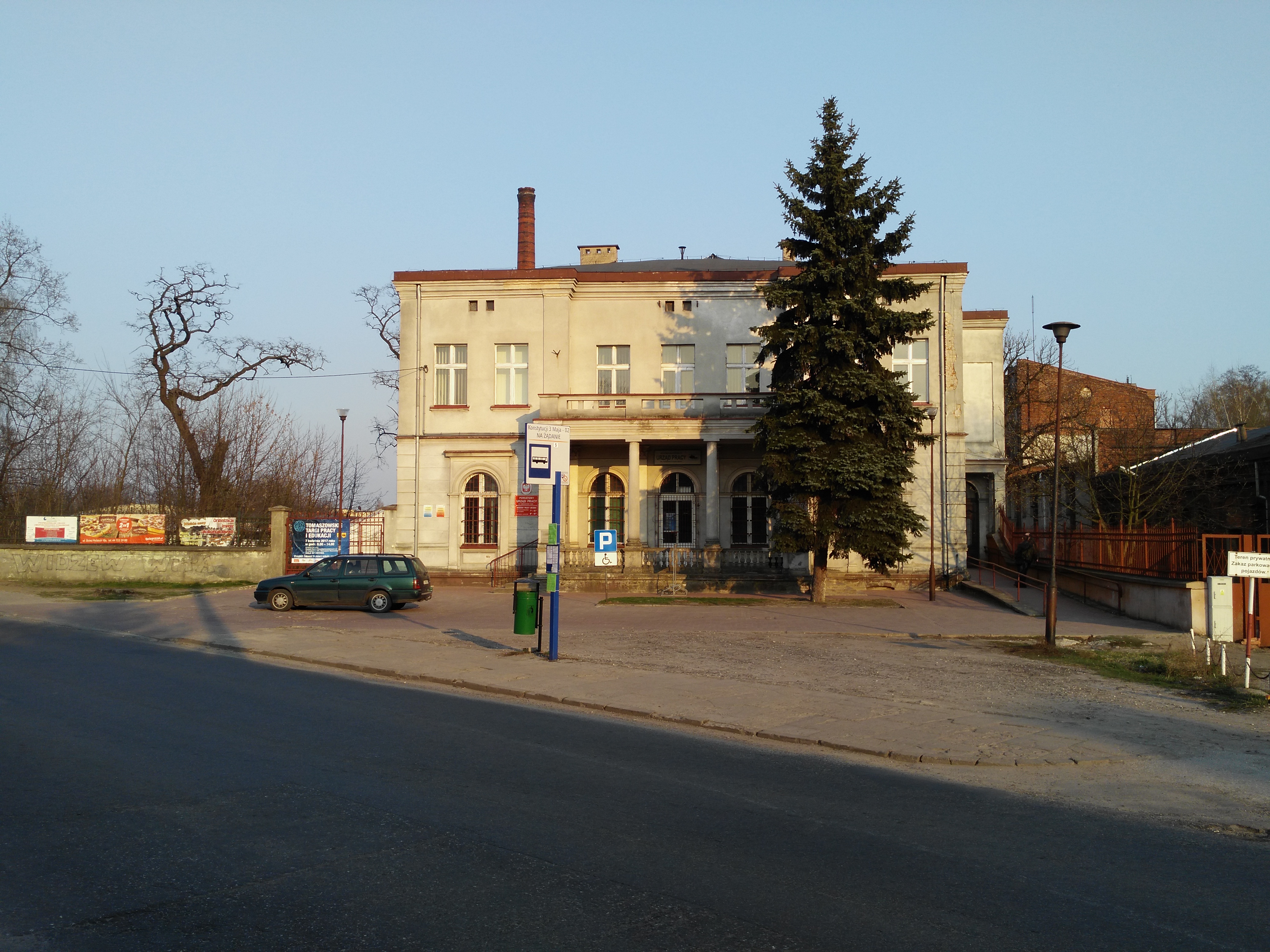
Biurowiec fabryki Landsberga. W dzieciństwie mieszkała w nim również Joanna Kulmowa

Joanna Kulmowa spędziła dzieciństwo w Tomaszowie przy ulicy Gustowej, czyli dzisiejszej Konstytucji 3 maja. Miastu poświęciła dużą część książki Topografia myślenia, za którą zebrała liczne nagrody, wśród nich Nagrodę Wydawców w 1979 roku. Pisze w niej: „Sceny świata są dwie: wyspa w Łodzi i wyspa w Tomaszowie. Zachowałam do dzisiaj obie moje wyspy. Łódzką. Tomaszowską. Na jednej mapie pamięci”. „…Tomaszów to jest ukochana wyspa. Lepsza z dwóch moich wysp. Żywa, słoneczna, przestrzenna. Poddana wyłącznie wyobraźni”. W 2012 roku uchwałą Rady Miasta została Honorową Obywatelką Tomaszowa Mazowieckiego.

### Współcześnie
W mieście dorastał polski piosenkarz i kompozytor Bogusław Mec. Z Tomaszowa pochodzą również poeci – Piotr Gajda, Krzysztof Kleszcz i Tomasz Bąk.
W mieście odbywają się „Teatralia” – coroczny konkursowy przegląd lokalnych wydarzeń scenicznych, w ramach którego przyznawane są złote, srebrne i brązowe „Maski”.
Z Tomaszowa Mazowieckiego pochodzi malarz i rysownik Józef Panfil oraz krakowski krytyk sztuki i eseista Andrzej Stembarth Sawicki.

## Media lokalne

„Tomaszowski Informator Tygodniowy”, redakcja przy ulicy Długiej

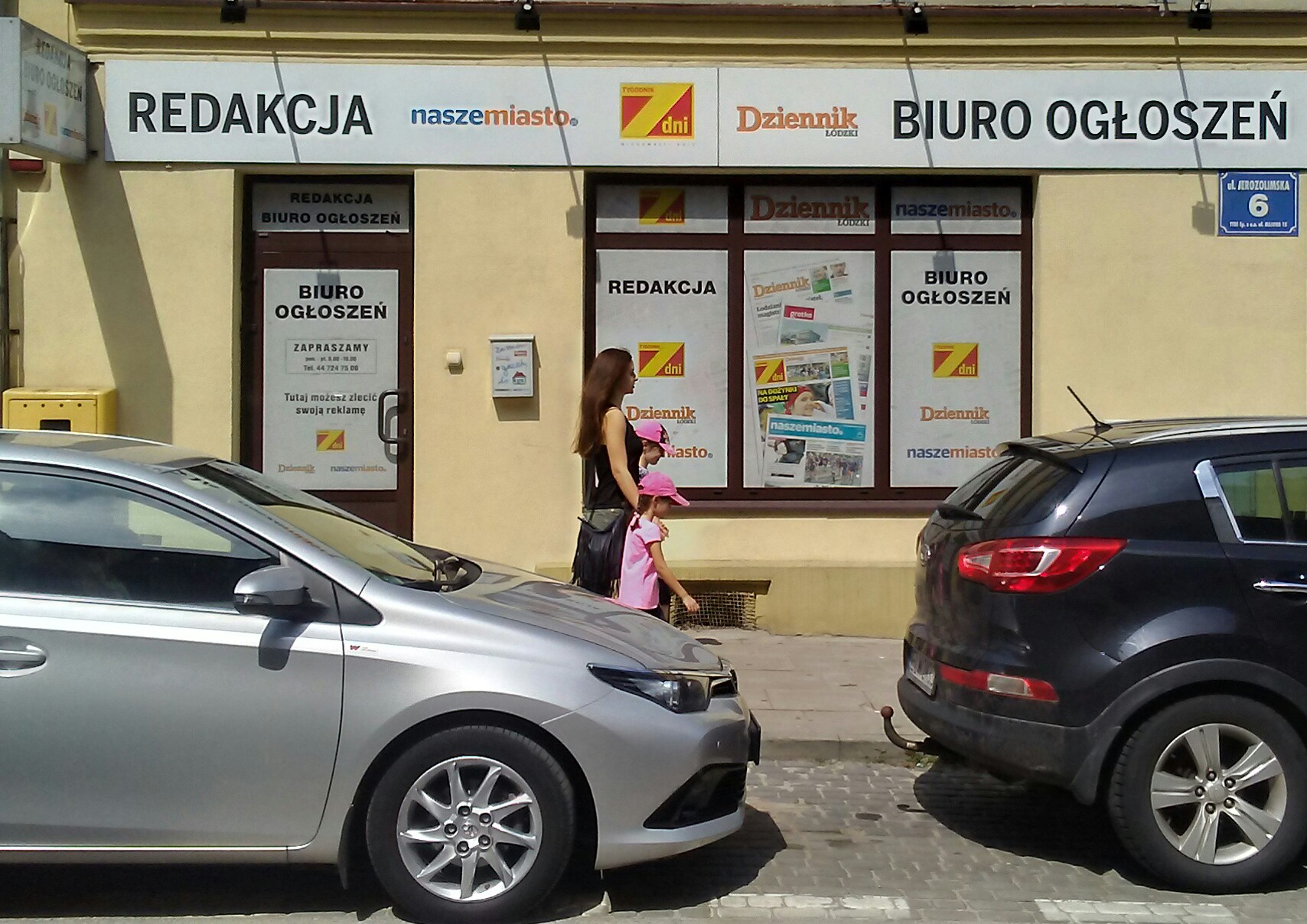
Ul. Jerozolimska 6 przez wiele lat tomaszowska redakcja wydawnictwa Polska Press (wydawca m.in. „Dziennika Łódzkiego” i „Naszego Miasta”), obecnie dziennikarze pracują w biurowcu przy ul. P.O.W 17

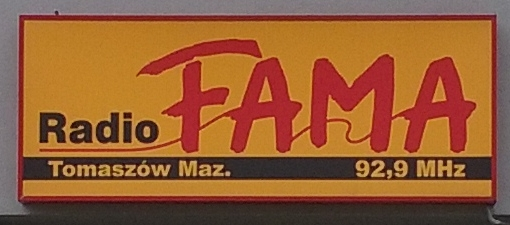
Neon Radia „FAMA” nad wejściem do redakcji przy ul. Smugowej

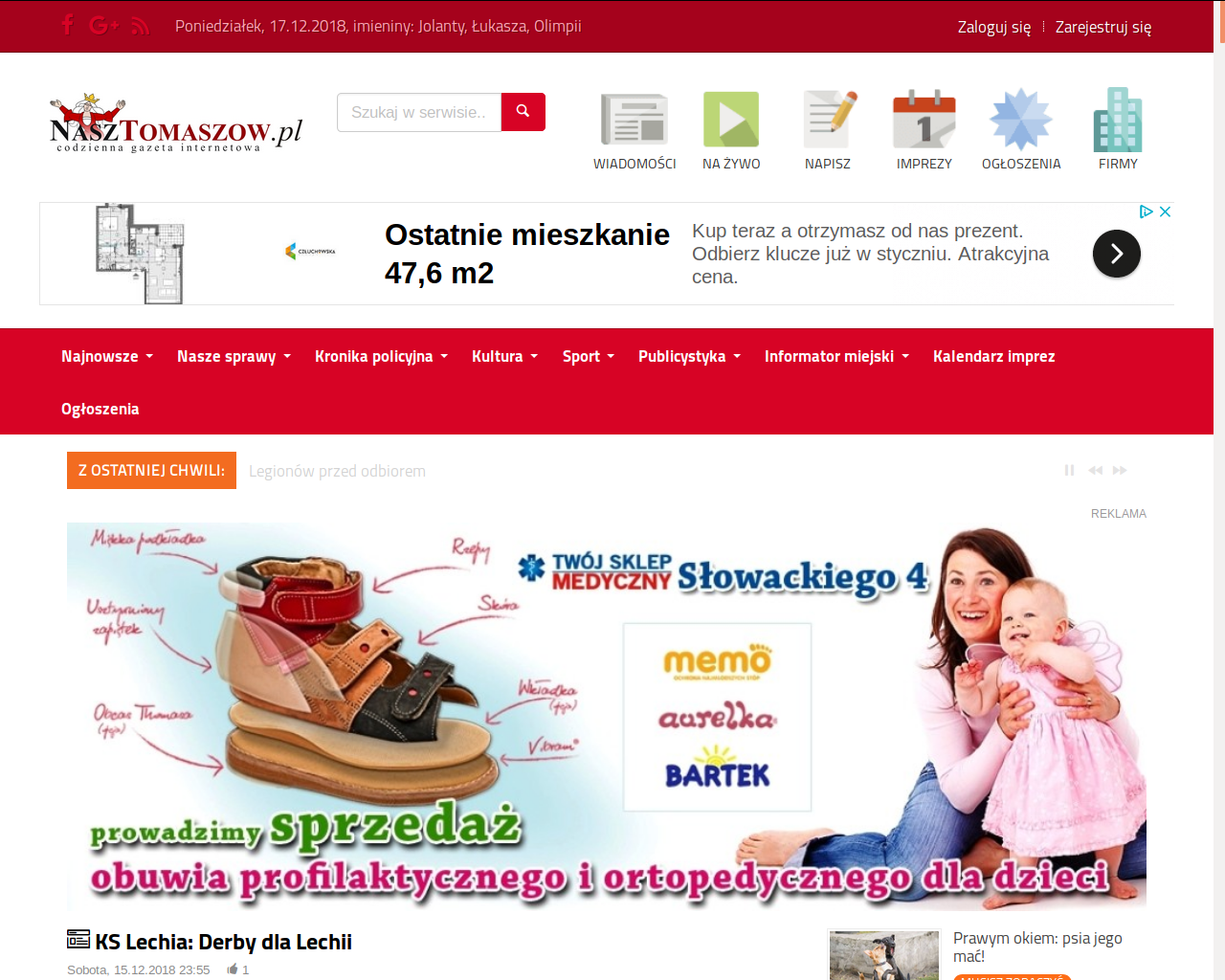
Najpopularniejszy od początku XXI wieku do dziś, portal internetowy „NaszTomaszow.pl”

### Prasa
- „Tomaszowski Informator Tygodniowy” (nakład 8000, 11.000 obserwujących na Facebooku)[346][347];
- „Nasze Miasto” Tomaszów Mazowiecki. (wyd. Polska Press, z lokalną redakcją w Tomaszowie. Gazeta bezpłatna, 16.000 obserwujących na Facebooku[348]);
- „Kocham Tomaszów” (wcześniej Nowa Gazeta Tomaszowska, półrocznik wydawany przez Urząd Miasta. Gazeta bezpłatna, 13.000 obserwujących na Facebooku[349]).

### Radio
- Radio Fama Tomaszów 92,9 MHz (8.000 obserwujących na Facebooku[350]) (od 6 listopada 2006 roku)
- Polskie Radio 24 101,8 MHz[351]. (od 1 lipca 2021 roku)
- RMF MAXX Tomaszów Mazowiecki 88,4 MHz[352]. (od 13 maja 2024 roku)

Nadajnikiem Radia Fama, Polskie Radio 24 i RMF MAXX jest komin dawnych zakładów przemysłu chemicznego Wistom.

### Telewizja
- lokalne wydanie telewizji Amazing dostępne w telewizji kablowej Multimedia Polska

### Portale internetowe
- NaszTomaszow.pl (zasięg 114 000 UU miesięcznie, 14.000 obserwujących na Facebooku)[353][354];
- TomaszowMazowiecki.naszemiasto.pl (zasięg 133 000 UU miesięcznie)[355];
- Format3A.pl (zasięg do 37 000 UU miesięcznie, 18.000 obserwujących na Facebooku)[356][357];
- TVTomaszow.pl (zasięg 14 000 UU miesięcznie, 11.000 obserwujących na Facebooku)[358][359];
- Tomaszow.pl (zasięg 12 000 UU miesięcznie)[360].

### Historyczne gazety wydawane w Tomaszowie

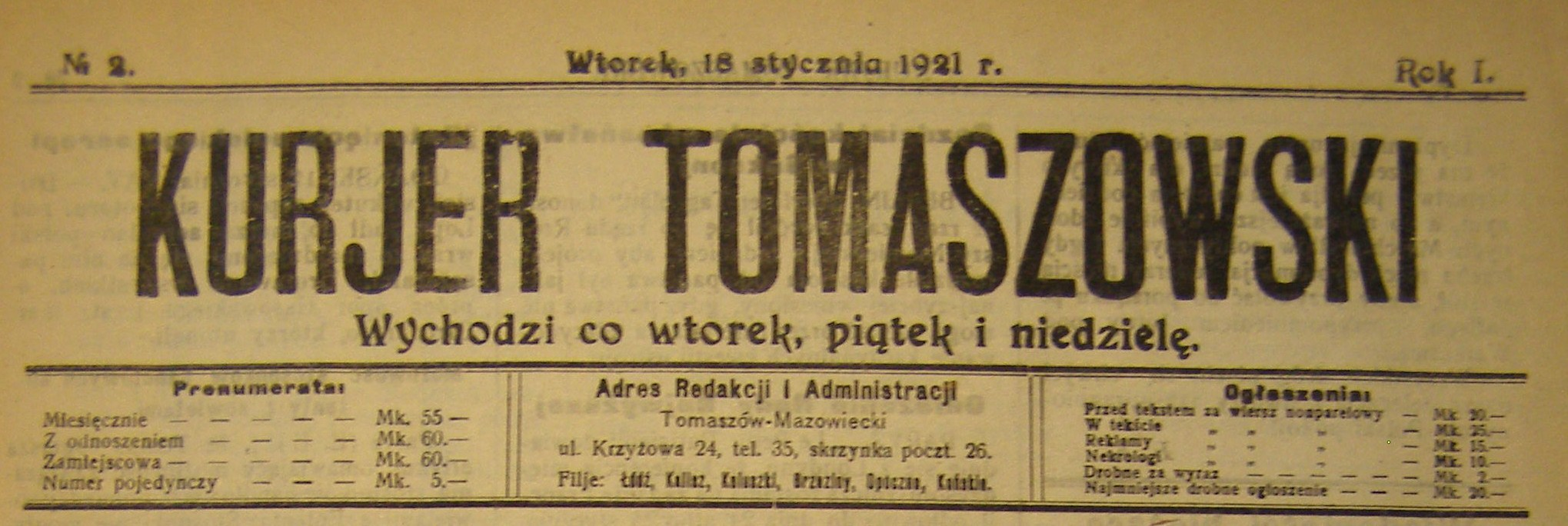
Winieta Kurjera Tomaszowskiego

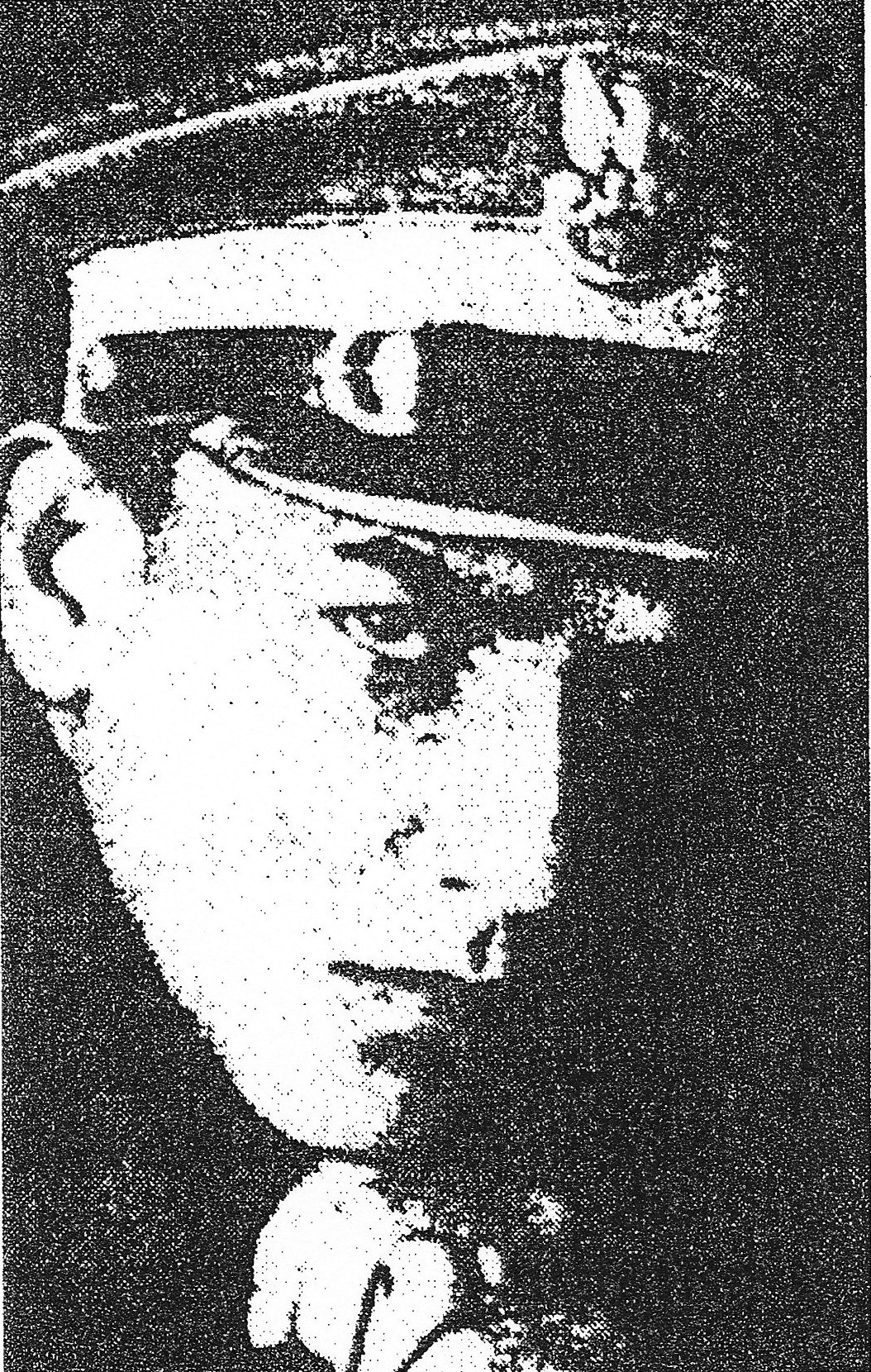
Henryk Steinman-Kamiński, redaktor naczelny Kuriera Tomaszowskiego

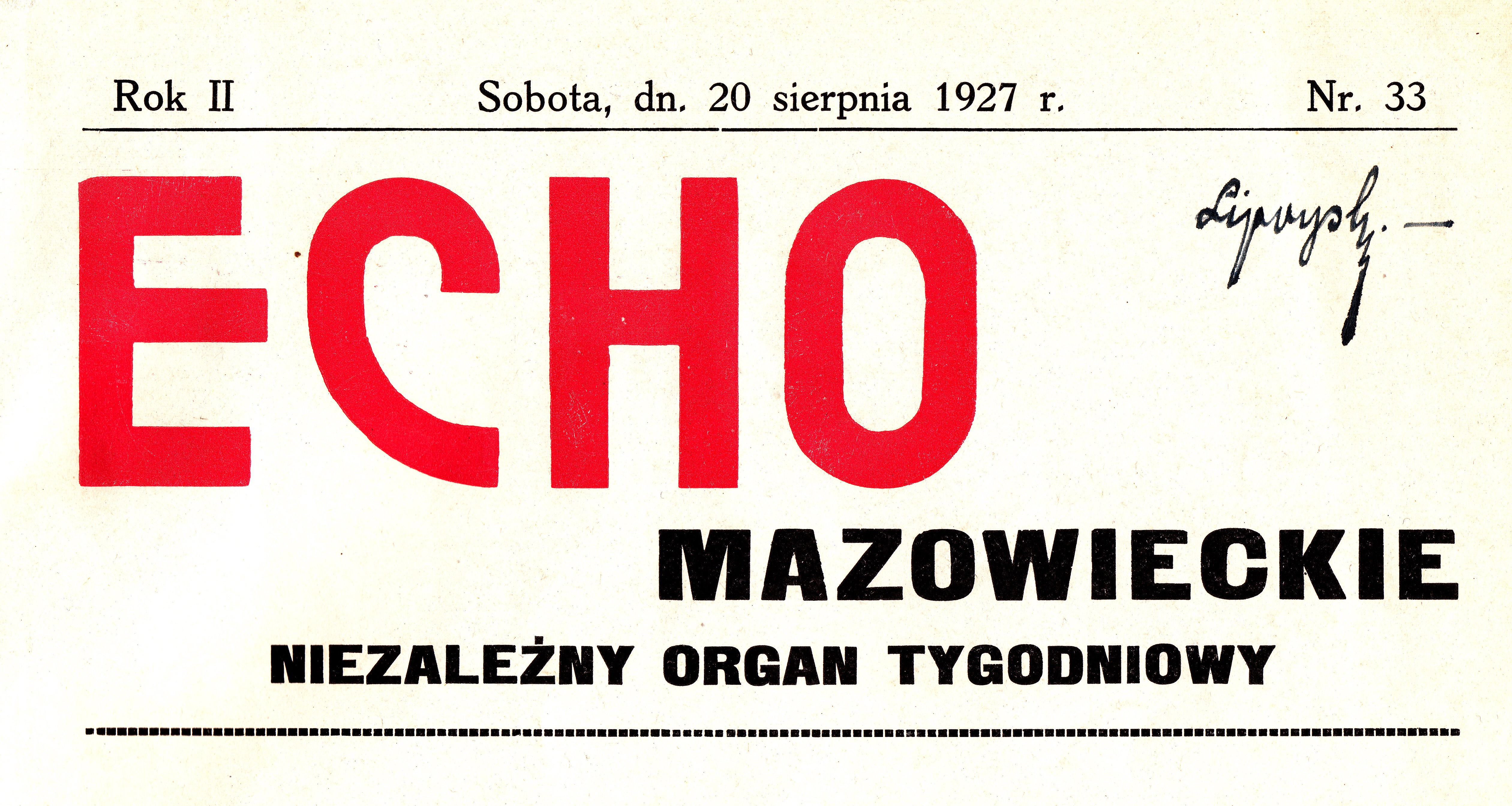
Winieta Echa

Do 1939 roku w mieście istniały cztery drukarnie należące do M. Garfinkiela, W. Handwergera oraz F. Pruskiego i J. Glasa.
Z wyjątkiem kilku, poniższe tytuły finansowane były z prenumeraty stałych czytelników oraz z opłat uzyskiwanych za ogłoszenia. Niewielka część dochodów wpływała ze sprzedaży ulicznej prowadzonej przez gazeciarzy lub w specjalnych kioskach.
- „Tomaszower Wort” (Tomaszowskie słowo, redaktor naczelny – Beniamin Kurc, redakcja przy jego mieszkaniu pl. Kościuszki 11, jeden z większych nakładów wśród prasy przed 1939 – do 1200 egzemplarzy)[362]
- „Tomaszower Wochenblat” (Tomaszowska Gazeta Tygodniowa [wydawana w jidysz])[363]
- „Di Sztime” (Głos, [wydawany w jidysz])[363]
- „Gazeta Urzędowa Tomaszowska” – Tomaszower Amtliche Zeitung[364] Redakcja przy ul. Gierlickiej 37 (obecnie ul. Zgorzelicka)
- „Kurier Tomaszowski” wydawany przez Henryka Steinmana
- Echo Mazowieckie
- „Kurier Gustkowski”. Tygodnik Społeczny, Literacki i Humorystyczny[365]
- „Echo Robotnicze”, Organ Narodowego Związku Robotniczego[366].
- „Kurier Mazowiecki”[367]
- „Tomaszower Cajtung”. Lieterariszgezelszaftich wochenblat (Gazeta Tomaszowska. Tygodnik Literacko-Społeczny)[368]
- „Proletariat” (od 1928 roku)[369]
- „Nasza Praca”[370]
- „Głos Tomaszowski” Niezależny Dziennik Polityczny (organ BBWR)[371]
- „Tomaszowski Polak Patriota” (red. red. nacz. Lech Wichura)[372]
- „Express Tomaszowski” (redakcja przy św. Antoniego 24)[373]
- Tomaszower Najer Volksblat[374][375]
- Tomaszowskie Życie Robotnicze[376],
- „Echo Tomaszowskie” (red. nacz. Antoni Wacław Olasik, redakcja przy św. Antoniego 14)[377]
- „Tygodnik Tomaszowski”[378]
- „Nowy Dziennik Tomaszowski”[379]
- „Tomaszów”. Ilustrowany Miesięcznik Społeczno-Literacki[380],

Po 1989 roku:
- Echo
- Życie Tomaszowa
- Głos Tomaszowa
- Przegląd Lokalny Famka
- Panorama Tomaszowska

## Samorząd Tomaszowa Mazowieckiego

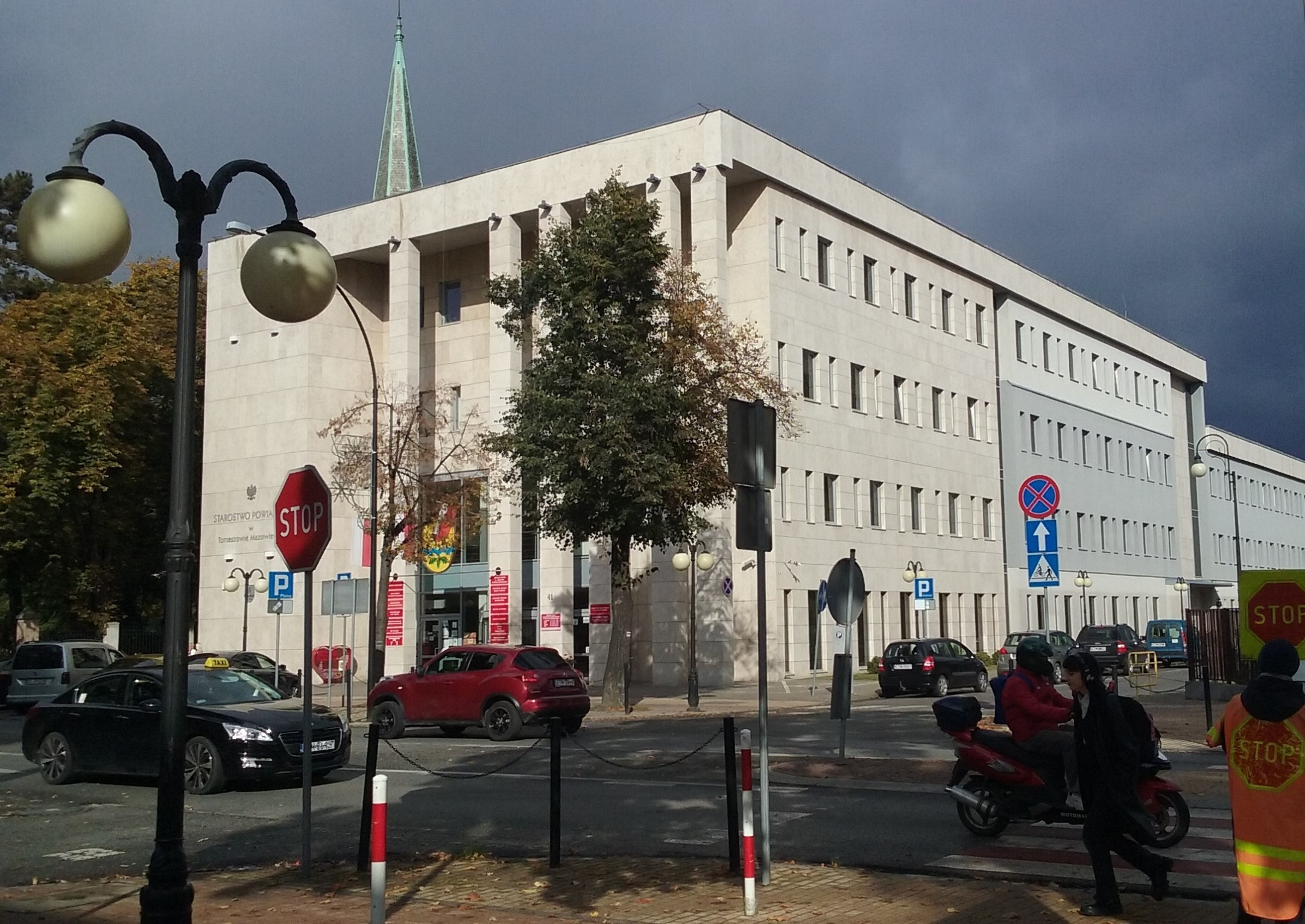
Siedziba Starostwa Powiatowego

W mieście znajduje się Urząd Miasta, Starostwo Powiatowe, Urząd Gminy Tomaszów Mazowiecki.

## Oddziały administracji krajowej

### Zakład Ubezpieczeń Społecznych

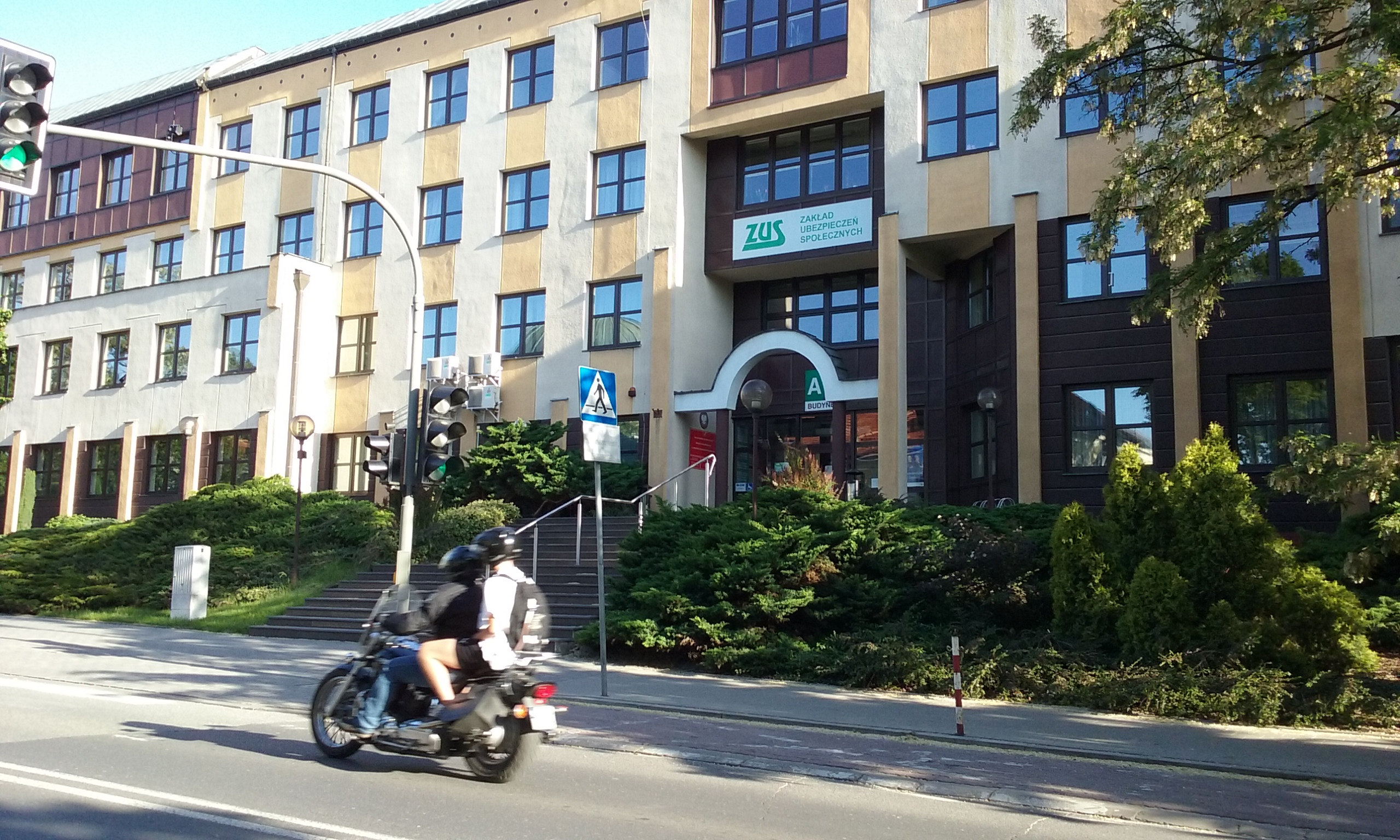
ZUS przy ulicy Mościckiego 40/42

Przy ulicy Prezydenta Ignacego Mościckiego 40/42 znajduje się oddział Zakładu Ubezpieczeń Społecznych. Tomaszowska placówka oprócz miasta obejmuje gminy: Będków, Budziszewice, Czerniewice, Inowłódz, Lubochnię, Rokiciny, Rzeczycę, Tomaszów Mazowiecki (gmina), Ujazd i Żelechlinek. Dyrektorem oddziału jest Jolanta Malińska. Pod tomaszowski oddział ZUS-u podlegają inspektoraty w: Piotrkowie Trybunalskim, Bełchatowie, Skierniewicach, Radomsku, Opocznie oraz biuro terenowe w Rawie Mazowieckiej. Od 2019 roku tomaszowski oddział współpracuje z Zespołem Szkół Ponadpodstawowych nr 2 im. S. Staszica w Tomaszowie, kształcącym w zawodach technik rachunkowości i technik ekonomista. W placówce państwowego ubezpieczyciela uczniowie regularnie odbywają praktyki i szkolenia.

### Krajowa Administracja Skarbowa

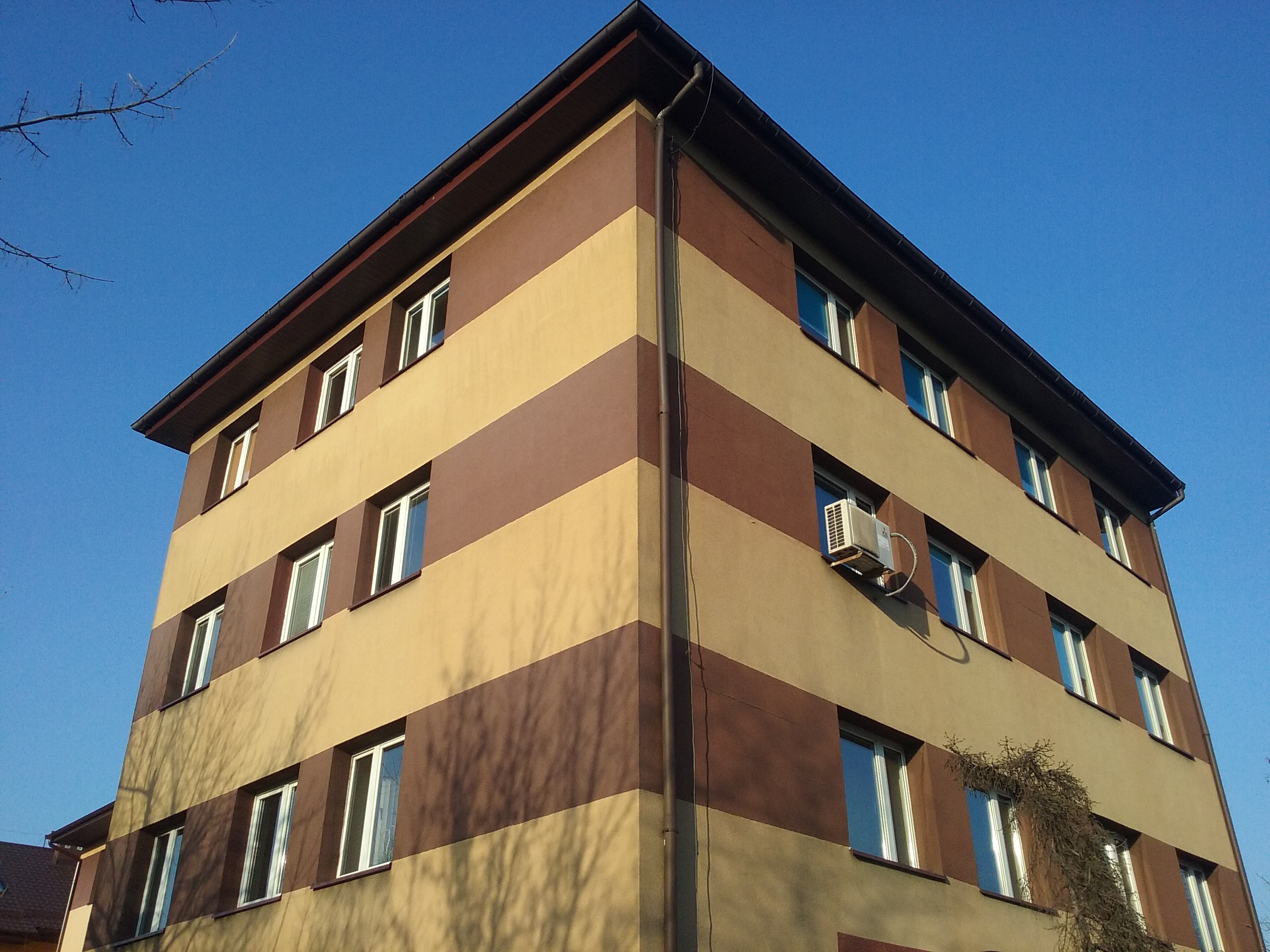
Urząd Skarbowy przy ulicy Józefa „Montwiłła” Mireckiego 37

W Tomaszowie Mazowieckim, przy ulicy Józefa „Montwiłła” Mireckiego 37 znajduje się Urząd Skarbowy obejmujący swoim zasięgiem miasto oraz gminy: Będków, Budziszewice, Czerniewice, Inowłódź, Lubochnia, Rokiciny, Rzeczyca, Tomaszów Mazowiecki (gmina), Ujazd, Żelechlinek. Naczelnikiem jest Jacek Przybysz. Tomaszowski Urząd Skarbowy podlega Izbie Administracji Skarbowej w Łodzi.

### Urzędy ds. rolnictwa

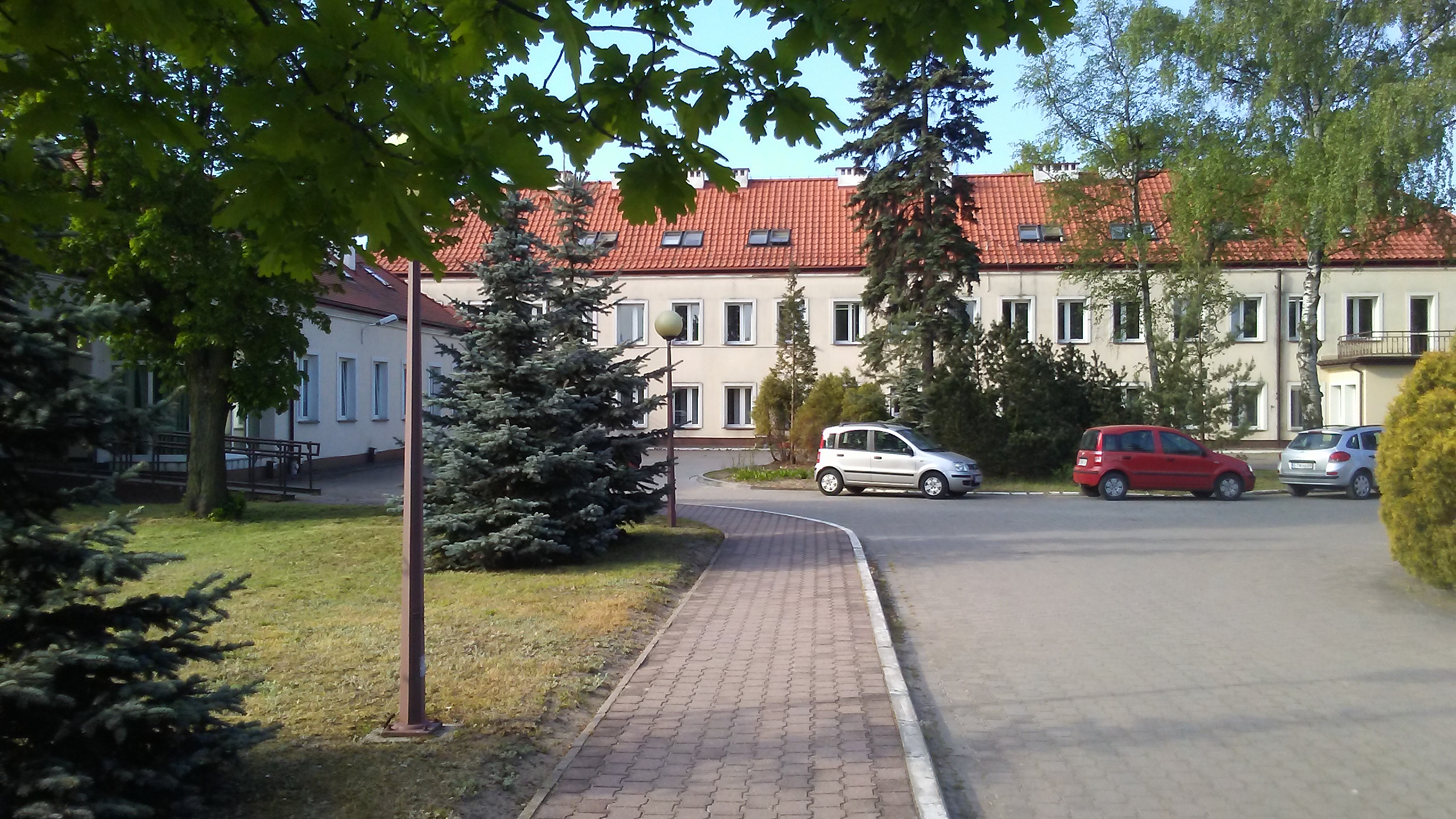
KRUS przy ul. Stefana „Grota” Roweckiego 38

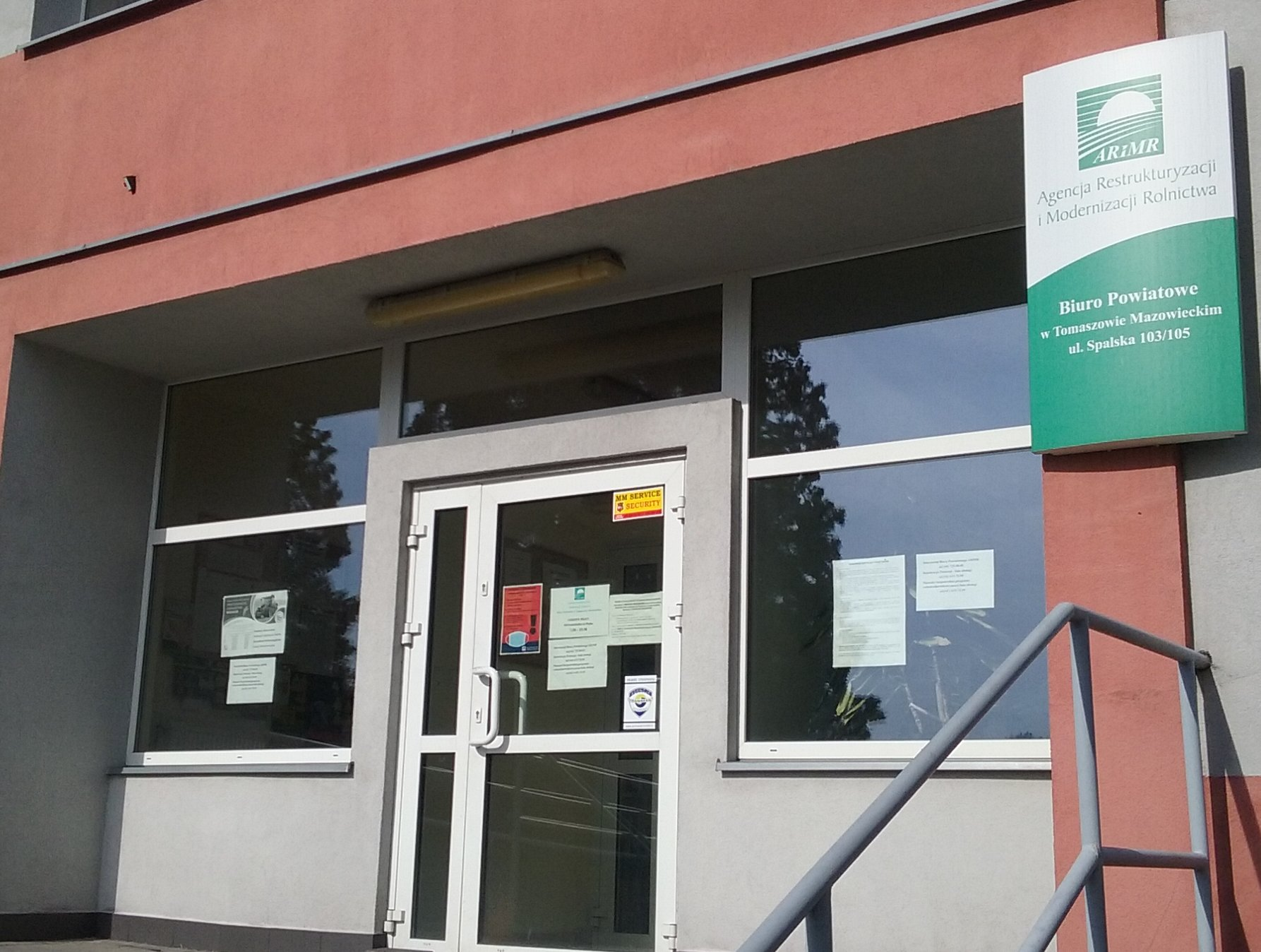
Agencja Restrukturyzacji i Modernizacji Rolnictwa w Tomaszowie Mazowieckim

W mieście, przy ulicy Stefana „Grota” Roweckiego znajduje się Placówka Terenowa Kasy Rolniczego Ubezpieczenia Społecznego obsługująca Tomaszów Mazowiecki (miasto i gminę), oraz gminy: Będków, Budziszewice, Czerniewice, Inowłódz, Koluszki, Lubochnię, Rokiciny, Rzeczycę, Ujazd, Żelechlinek. Kierownikiem placówki jest Włodziemierz Justyna.
Na terenie dawnej Tomaszowskiej Fabryki Sztucznego Jedwabiu (przez część PRL-u – „Wistomu”), istnieje również powiatowy oddział Agencja Restrukturyzacji i Modernizacji Rolnictwa.

## Wymiar sprawiedliwości

### Sąd i Prokuratura
W Tomaszowie znajduje się Sąd rejonowy i Prokuratura rejonowa. Obie instytucje mają swoją siedzibę w jednym kompleksie biurowców przy Mościckiego 9.
Sąd Rejonowy w Tomaszowie Mazowieckim składa się z pięciu wydziałów: cywilnego, karnego, rodzinnego i nieletnich, IV wydziału pracy i wydziału ksiąg wieczystych. Prezesem sądu jest sędzia Monika Sasin – Domińczak.
Pod tomaszowską prokuraturę podlegają Miasto Tomaszów Mazowiecki i dziesięć gmin: Będków, Budziszewice, Czerniewice, Inowłódz, Lubochnia, Rokiciny, Rzeczyca, Tomaszów Mazowiecki (gmina), Ujazd i Żelechlinek.

### Komenda Powiatowa Policji
17 grudnia 1914 r. Tomaszów został zajęty przez wojska niemieckie. Nim do tego doszło, już na początku sierpnia 1914 r. ewakuowano rosyjskie władze administracyjne, straż ziemską i policję. Aby zapewnić porządek i bezpieczeństwo mieszkańcom utworzono w mieście Milicję Obywatelską. W jej skład weszli członkowie tomaszowskiej straży ogniowej. Na czele stanął Alfons Seweryn. Pierwszy Komisariat Policji Państwowej utworzono w Tomaszowie Mazowieckim w 1919 r. Siedziba Komisariatu (a później Komendy) była kilkakrotnie zmieniana, aż do 1957 roku, kiedy stał się nią budynek przy ul. Świętego Antoniego 41. W 1999 r. w wyniku reformy podziału administracyjnego kraju utworzono w Tomaszowie Komendę Powiatową Policji. Komenda obejmuje swym zasięgiem działania cały powiat tomaszowski. Na potrzeby Policji obszar ten jest podzielony na cztery rewiry dzielnicowych. Dwa z nich – pierwszy i drugi – obejmują miasto Tomaszów Mazowiecki. Do III rewiru dzielnicowych – z Komisariatem Policji w Czerniewicach – należą gminy Czerniewice, Lubochnia, Żelechlinek, Inowłódz i Rzeczyca, a do IV rewiru – Komisariat Policji w Rokicinach – gminy: Ujazd, Rokiciny, Będków i Budziszewice. I i II rewir dzielnicowych pod względem przestrzennym dzielą się z kolei na rejony służbowe dzielnicowych. Komenda Powiatowa Policji znajduje się obecnie w nowo wybudowanym budynku przy ulicy Wandy Panfil 44. W 2022 roku w tomaszowskiej komendzie pracowało 231 policjantów i policjantek. W Zespole Konnym Wydziału Prewencji Komendy Powiatowej Policji w Tomaszowie Mazowieckim pracuje 6 funkcjonariuszy koni służbowych. Policyjna stadnina znajduje się przy zaporze wodnej nad Zalewem Sulewskim. Funkcjonariusze i funkcjonariuszki policji konnej są dysponowani do zapewnienia bezpieczeństwa na imprezach masowych w całym województwie, asystują podczas uroczystości miejskich, a na co dzień patrolują trudniej dostępne tereny nad Zalewem i ponad 20 tysięcy hektarów Puszczy Pilickiej. Od 2013 roku w tomaszowskiej policji pracuje Marta Mysur, multimedalistka w taekwondo, w 2020 roku najlepsza kick-boxerka w służbach mundurowych w Polsce.

### Straż Miejska i monitoring CCTV
W 1992 roku powołano w Tomaszowie Straż Miejską. W strukturze administracyjnej tomaszowskiej Straży Miejskiej wyróżnia się sekcję dyżurnych (jej zadania to m.in. nadzór nad służbą patrolową, przyjmowanie interwencji i wniosków, utrzymywanie łączności między jednostkami), oraz stanowisko ds. wykroczeń (prowadzenie czynności związanych z ujawnionym i wykroczeniami, współpraca z Sądem Rejonowym). W ramach sekcji dyżurnych funkcjonują sekcje monitoringu (obsługa systemu monitoringu wizyjnego miasta), prewencyjna (ochrona spokoju i porządku w miejscach publicznych, współdziałanie z innymi służbami w zakresie ratowania życia i zdrowia mieszkańców, zabezpieczanie miejsc przestępstw czy katastrof, ochrona obiektów publicznych), ekologiczna (ograniczanie zjawisk degradacji środowiska naturalnego, niedopuszczanie do zaśmiecania, zapewnienie ochrony obywatelom w parkach, w lesie oraz w ośrodkach rekreacji), i targowisk (nadzór nad przepisami zawartym i w regulaminie targowisk miejskich, ochrona obywateli na targowiskach).
Siedziba Straży Miejskiej przez wiele lat do grudnia 2020 roku mieściła się przy ul. P.O. W. 10/16. W budżecie miasta w związku z działalnością Straży przewidziano wydatki w kwocie rzędu 1175 tys. zł. zaś przychody Straży Miejskiej każdego roku wynoszą ok. 50 tysięcy złotych (głównie z nałożonych przez strażników grzywien, mandatów i innych kar).
18 maja 2018 roku prezydent Tomaszowa Marcin Witko podpisał umowę na renowacje narożnej kamienicy przy pl. Kościuszki 24, która w grudniu 2020 roku stała się nową siedzibą m.in. Straży Miejskiej Tomaszowa Mazowieckiego.
'CCTV
Tworzenie nowoczesnego systemu miejskiego monitoringu rozpoczęło się w 2017 roku i kosztowało 350 tys. złotych. W styczniu 2022 roku miejski monitoring Tomaszowa Mazowieckiego liczył 100 kamer. Obsługą monitoringu miejskiego zajmuje się Wydział Zarządzania Kryzysowego i Monitoringu Urzędu Miasta. Od grudnia 2020 roku stanowisko CCTV znajduje się przy pl. Kościuszki 24.

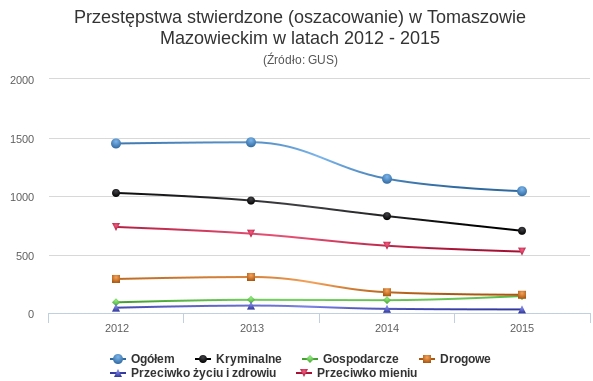
Przestępstwa, 2012–2015
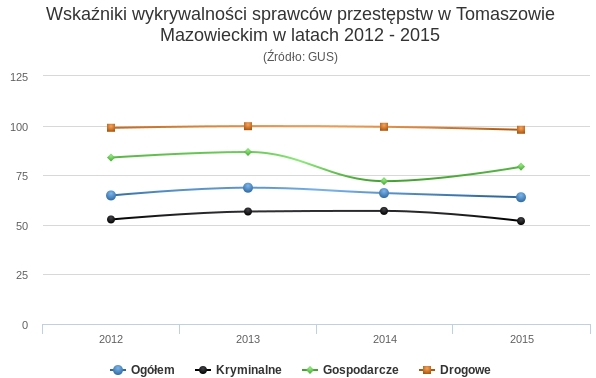
Wykrywalność przestępstw

## Straż pożarna

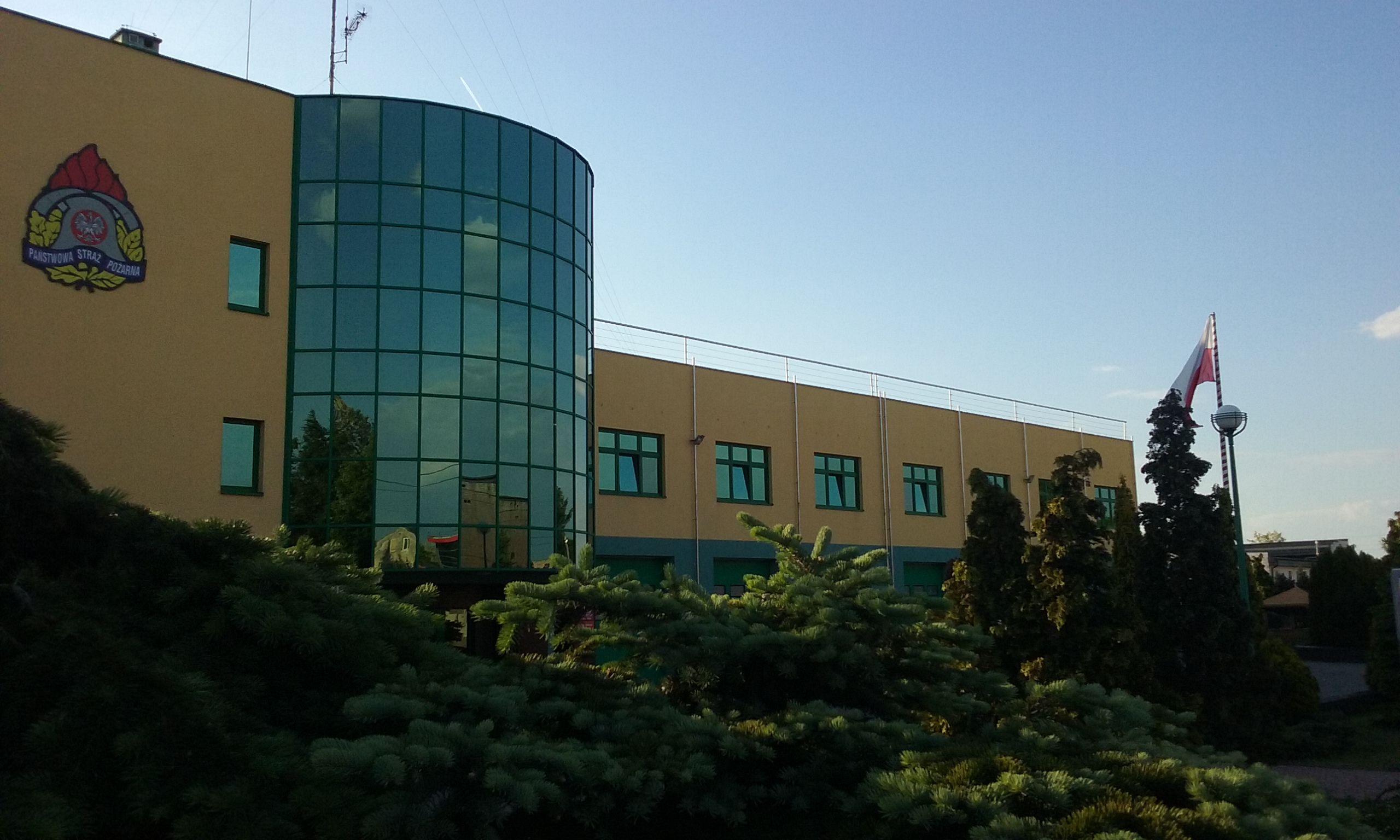
Komenda Powiatowa Państwowej Straży Pożarnej przy ulicy Warszawskiej 105

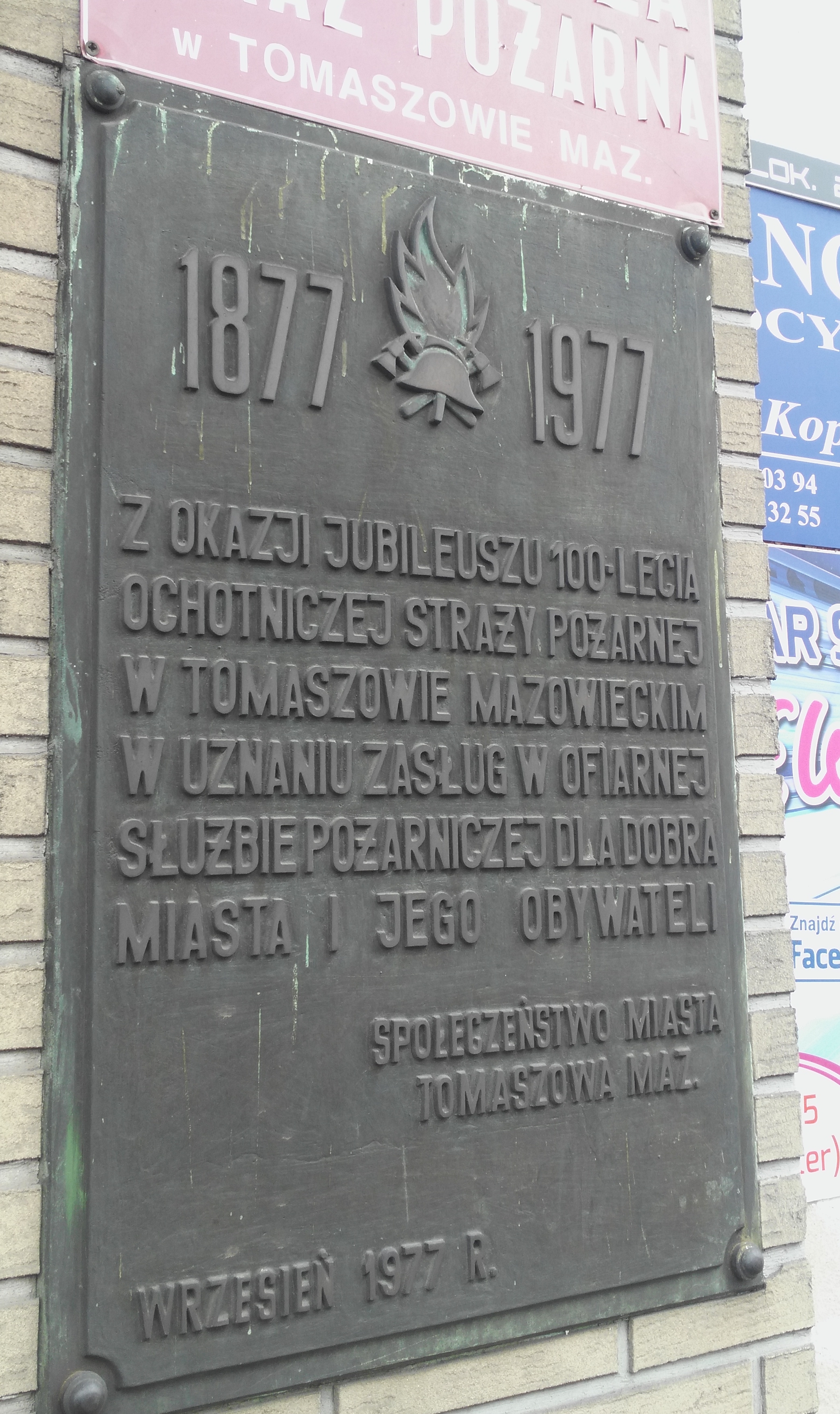
Tablica pamiątkowa na budynku dawnej Państwowej Straży Pożarnej (obecnie OSP)

W 1830 r. hrabia Antoni Ostrowski, starając się o nadanie praw miejskich miejscowości, którą założył, zobowiązał się do urządzenia składu sprzętu do gaszenia pożarów oraz włączenia się w nabycie tego sprzętu. Pierwszy taki skład powstał w 1839 roku. W 1845 roku sporządzono w magistracie szczegółowy plan czynności na wypadek pożaru, wyznaczono osoby, które miały brać udział w akcjach. Powołano dowódców i ich zastępców – ich zadanie polegało na kierowaniu działaniami gaśniczymi. Również fabrykanci w swoich zakładach i manufakturach organizowali ekipy pożarowe i wyposażali je w potrzebny sprzęt. Wyznaczeni do akcji gaśniczych mieszkańcy i pracownicy brali udział w ćwiczeniach, rozwijali sprawność działania podczas próbnych alarmów przeciwpożarowych.

### Po odzyskaniu niepodległości
Po odzyskaniu przez Polskę niepodległości w 1918 roku, na czele straży stanęli jako prezes dr Stanisław Narewski, znany lekarz i społecznik oraz Edmund Błaszkowski, który objął funkcję wiceprezesa. Formacja zyskała również stałe źródło finansowania w postaci wpływów z obowiązkowego opodatkowania przedsiębiorców, dziesięcioprocentowego dodatku do kwot ubezpieczeniowych z przeznaczeniem na Tomaszowskiej i Ochotniczej Straży Ogniowej oraz datków z kwest ulicznych i opłat za wynajem sali. Dzięki temu tomaszowska straż mogła inwestować w nowoczesny sprzęt, rozbudowała strażnicę oraz zaopatrzyła orkiestrę dętą w nowe instrumenty. Rozwój TOSO przyczynił się do tego, że w 1939 roku uznana została za jedną z najlepiej wyposażonych jednostek w kraju.

### II wojna światowa
W czasie II wojny światowej tomaszowska straż gasiła pożary powstałe po bombardowaniu miasta, wydobywała rannych i zabitych spod gruzów oraz transportowała ich do szpitala. 7 września 1939 r. na polecenie okupanta ze strażaków utworzono milicję porządkową, której zadaniem było pilnowanie porządku oraz zbieranie i grzebanie poległych podczas działań wojennych. 1 lutego 1943 r. z trzydziestoosobowej grupy strażaków ochotników stworzono straż zawodową. Komendantem został Mieczysław Hensel. Kiedy rozpoczęła się wojna radziecko-niemiecka, w mieście powstała służba przeciwlotnicza złożona z Polaków, która podlegała straży pożarnej. Liczba strażaków wzrosła wtedy do 512 osób. Służba w straży ratowała przed wywózką na roboty do Niemiec.

### Po II wojnie światowej
W 1946 roku powstała miejska komenda straży pożarnej, którą następnie w 1951 roku przeorganizowano. Administracyjnie jednostka ta podlegała Prezydium Miejskiej Rady Narodowej, a służbowo wojewódzkiej straży pożarnej. Siedzibą komendy i powołanej miejskiej straży pożarnej pozostał budynek będący własnością Ochotniczej Straży Pożarnej przy obecnej ulicy POW. Do straży zawodowej przeszła większość strażaków ochotników. Pierwszym komendantem Zawodowej Miejskiej Straży Pożarnej w Tomaszowie Mazowieckim został dotychczasowy komendant OSP Mieczysław Hensel. Jednak funkcji tej nie pełnił długo. Pomimo pozytywnych opinii Komitetu Miejskiego PZPR oraz Prezydium MRN rozkazem komendy wojewódzkiej straży pożarnej przeniesiony został na stanowisko dowódcy plutonu. 15 marca 1951 roku jego miejsce zajął Józef Smokowski.

### Po 1989 roku
30 czerwca 1992 roku, w związku z wejściem w życie rok wcześniej ustawy o Państwowej Straży Pożarnej, przestały istnieć zawodowe straże pożarne, a na ich miejsce powołano komendy rejonowe Państwowej Straży Pożarnej. W tym czasie w komendzie rejonowej w Tomaszowie Mazowieckim zatrudnionych było 13 funkcjonariuszy, a w jednostkach ratowniczo-gaśniczych jej podległych 115 strażaków. W obrębie ich działania znalazły się m.in. miasto i gmina Tomaszów Mazowiecki, miasto i gmina Koluszki oraz gminy Budziszewice, Żelechlinek, Rzeczyca, Inowłódz, Będków, Rokiciny, Ujazd, Lubochnia i Czerniewice. Kolejne zmiany w strukturze tomaszowskiej straży pożarnej przyniósł rok 1999, kiedy w życie weszła reforma administracji publicznej. Dotychczasowe jednostki zostały przegrupowane według nowego podziału administracyjnego kraju. Na bazie komendy rejonowej PSP została powołana Komenda Powiatowa Państwowej Straży Pożarnej w Tomaszowie Mazowieckim. W 1999 roku Komenda Powiatowa Państwowej Straży Pożarnej w Tomaszowie Mazowieckim zatrudniała 100 pracowników, w tym 98 funkcjonariuszy i 2 pracowników cywilnych. Nowy podział administracyjny kraju spowodował, że z obszaru działania KP PSP w Tomaszowie Mazowieckim zostały wyłączone miasto i gmina Koluszki. Na początku 2002 roku zapadła decyzja o budowie strażnicy dla Komendy Powiatowej PSP w Tomaszowie Mazowieckim. Podczas uroczystości Komendzie Powiatowej został nadany nowy sztandar.
Komendanci zawodowej straży pożarnej w Tomaszowie Mazowieckim po II wojnie światowej
- Mieczysław Hensel do 1951
- Józef Smokowski 1951–1971
- Marian Gawron 1972–1975
- Henryk Krzysztofik 1975 (p.o.)
- Jan Pietras 1975–1988
- Witold Adamski 1988–1992
- Andrzej Rochala 1991–1992
- Eugeniusz Kamocki 1992–1998
- Roman Pająk 1998–2016
- Krzysztof Iskierka od 2016

W komendzie powiatowej pracuje 94 funkcjonariuszy i 3 pracowników cywilnych.

## Wojsko

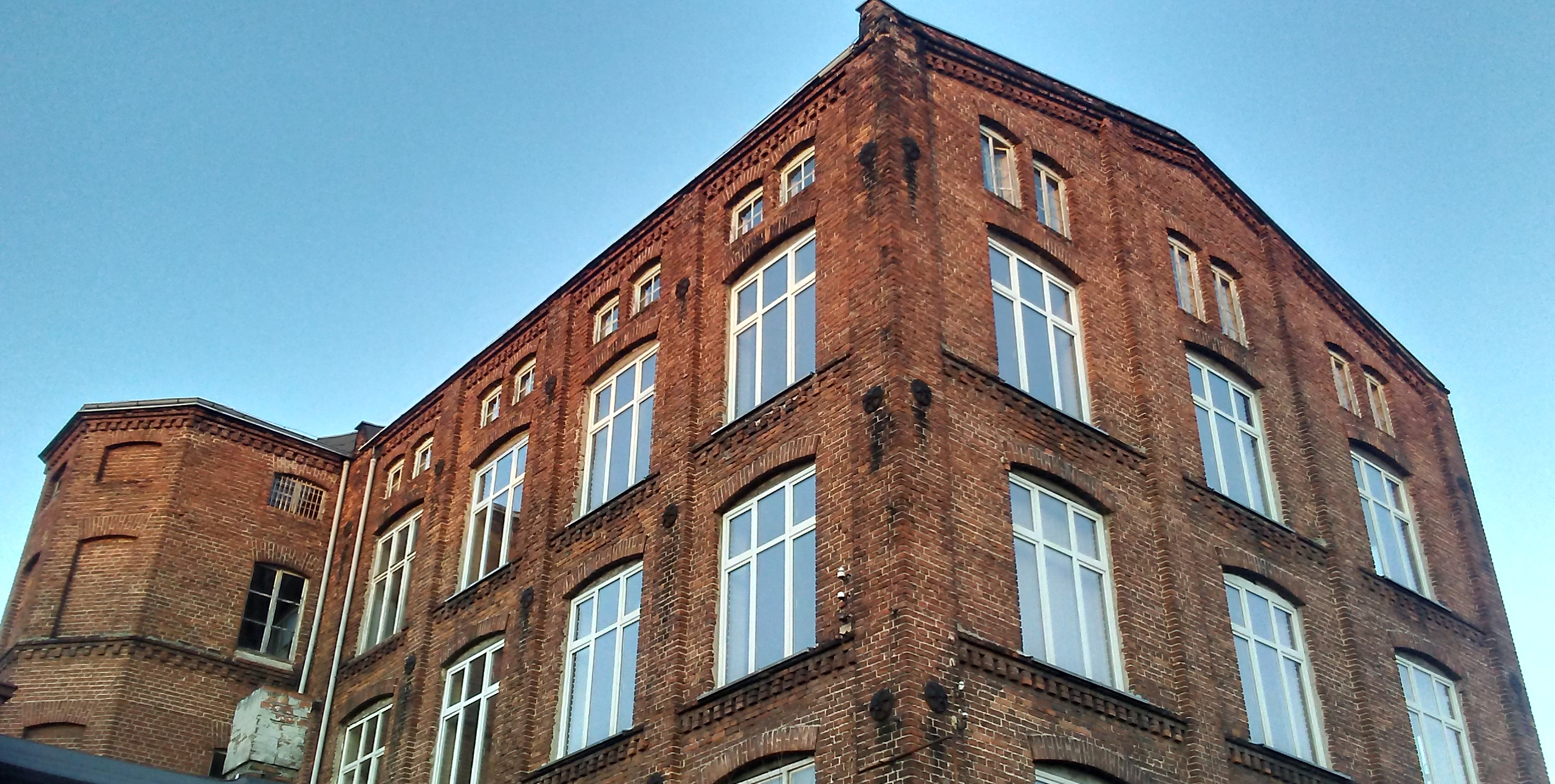
Jeden z budynków koszar rosyjskich przy ówczesnej ulicy Jeziornej (obecnie ulica Farbiarska)

Przed I wojną światową władze rosyjskie utworzyły w Tomaszowie koszary przy ówczesnej ulicy Jeziornej (dzisiejsza ulica Farbiarska), na terenie prywatnym, który wcześniej stanowił fabrykę braci Karola i Oskara Fürstenwaldów i Oskara Simona (później w PRL przez wiele lat były tu szkoły budowlane). Do konsekracji w 1901 roku cerkwi na dzisiejszym Placu Kościuszki, w koszarach przy Jeziornej działała kaplica prawosławna dostępna dla mieszkańców. Podczas wojny, Niemcy po zajęciu miasta utworzyli swoje koszary przy ulicy Pilicznej (na terenie dzisiejszego kompleksu pocztowego przy ulicy Mościckiego), w śródmieściu.

### II RP

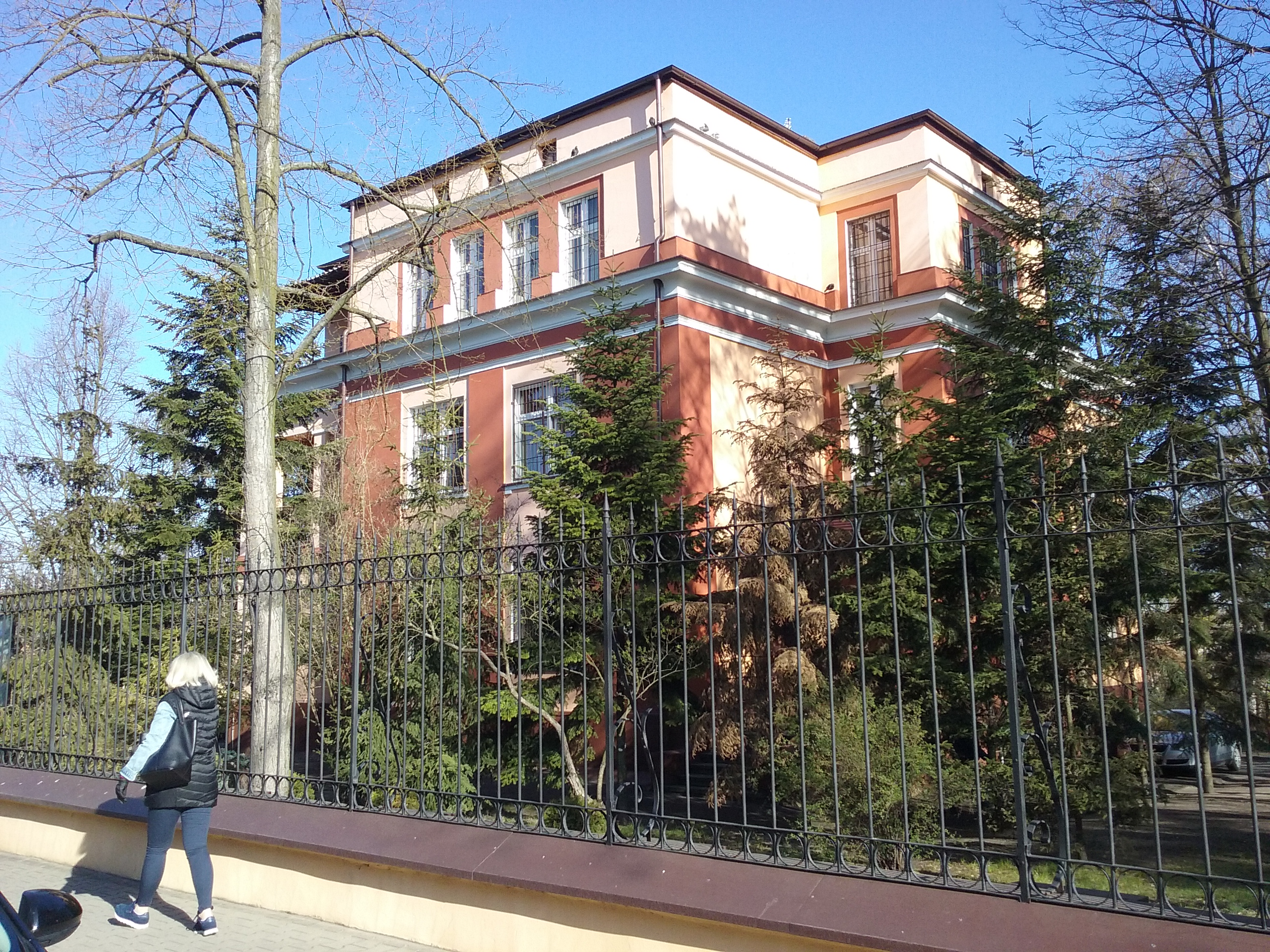
Gmach Wojskowej Komendy Uzupełnień przy ulicy Polskiej Organizacji Wojskowej

W listopadzie 1918 roku działacze Polskiej Organizacji Wojskowej z licznie przybyłymi polskimi mieszkańcami rozbroili żołnierzy niemieckich z batalionu Landszturmu Rybnickiego stacjonujących w koszarach przy ulicy Pilicznej. 100 lat później w tym samym miejscu władze Tomaszowa przy współpracy z najstarszą tomaszowską szkołą – I LO im. Jarosława Dąbrowskiego zorganizowały rekonstrukcje historyczną rozbrajania niemieckich koszar w ramach miejskich obchodów setnej rocznicy odzyskania przez Polskę niepodległości. W następnych dniach listopada 1918 roku powstała w Tomaszowie kompania POW. W grudniu 1918 roku została ona formalnie wcielona w struktury Wojska Polskiego do łódzkiego 28 Pułku Piechoty. W połowie 1918 roku powstał tomaszowski garnizon. Ulokowany został w nim Batalion Zapasowy 30 Pułku Strzelców Kaniowskich wcześniej stacjonujący w Brzezinach. Koszary rosyjskie przy ulicy Jeziornej władze miasta zdążyły już przekształcić w miejską prowiantownie – co było konieczne w obliczu panującego podczas wojny polsko-rosyjskiej powszechnego głodu i napięć społecznych jakie wywoływał. Nowo przybyłych żołnierzy przymusowym kwaterunkiem lokowano więc w miejscowych fabrykach, co spotkało się z oporem ich właścicieli, gdyż spowolniało produkcje ograniczając zyski. Po dwóch latach, po zakończeniu wojny z Rosją i zniesieniu konieczności wysyłania kontyngentów żywnościowych na front, prowiantownie przy Jeziornej ostatecznie jednak przekształcono w koszary. Jednak i tu nie obyło się bez problemów. Budynki przez wszystkie lata stacjonowania w nich wojska były własnością prywatną. Właściciele wielokrotnie podwyższali wojsku czynsz licząc na zwolnienie nieruchomości, a nawet wnosili sprawy przeciwko wojsku do sądu. W 1929 roku garnizon w Tomaszowie zlikwidowano z powodu braku wystarczającej infrastruktury wojskowej w mieście i konfliktów z fabrykantami. Ostatnim oddziałem przebywającym w tomaszowskim garnizonie była Szkoła Podchorążych Rezerwy Piechoty nr 4 której komendantem był pułkownik Stanisław Dąbek – późniejszy dowódca sił lądowych na wybrzeżu, heroicznie broniący Gdyni w 1939 roku.

### Budowa nowych koszar

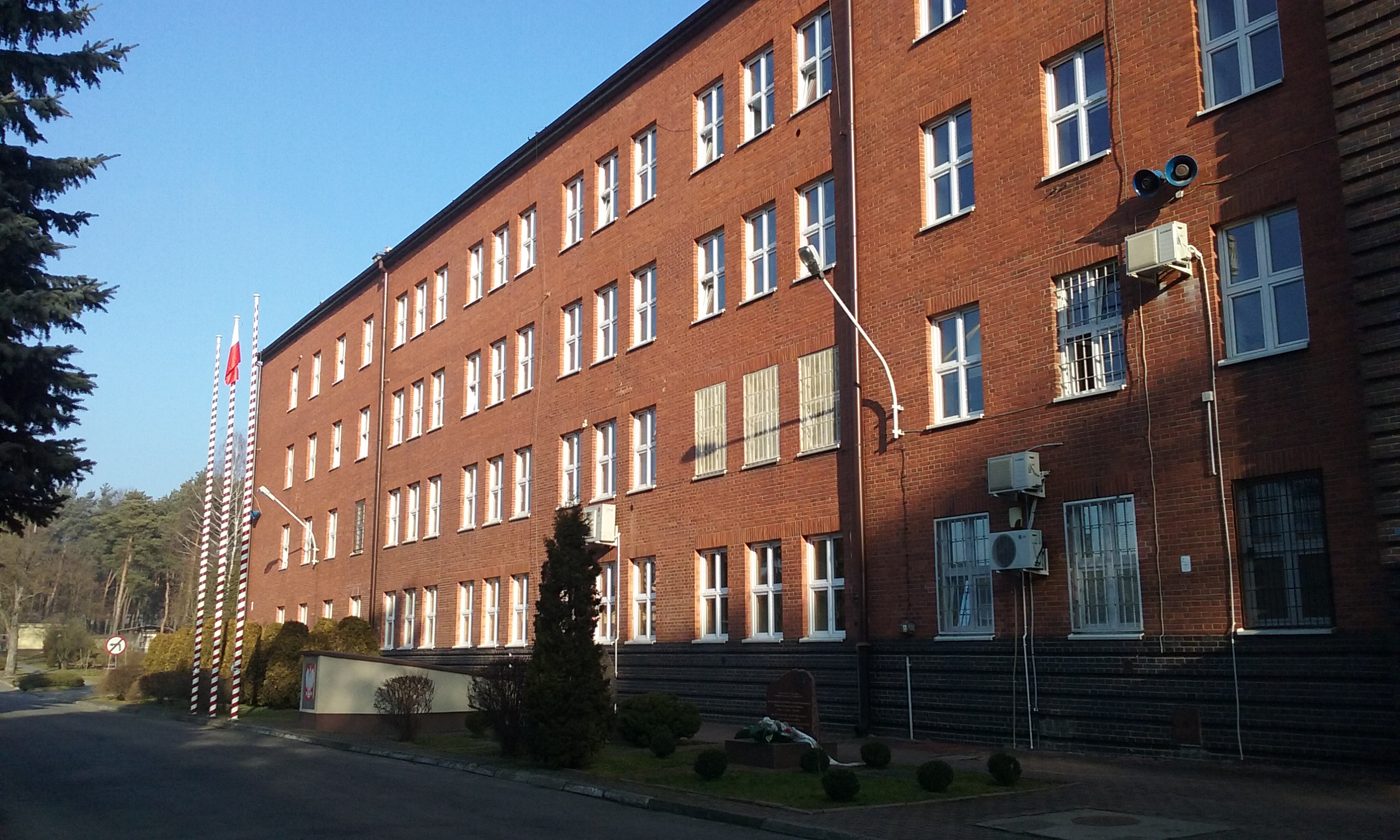
Siedziba sztabu wewnątrz północnej części koszar przy ulicy Piłsudskiego

Likwidacja tomaszowskiego garnizonu zbiegła się ze światowym kryzysem gospodarczym oraz słabszą kondycją tomaszowskich fabryk przemysłu lekkiego wynikającą z powstaniem granicy polsko-rosyjskiej i wprowadzeniem przez Rosjan wysokich ceł na import z Polski. Władze miasta dotkliwie odczuły znaczny spadek dochodów od pewnego płatnika, jakim dotychczas był garnizon. Spadły wpływy z podatków wnoszonych bezpośrednio przez wojsko, ale również podupadła lokalna gospodarka aprowizująca żołnierzy. W konsekwencji, gdy na początku lat 30. XX wieku rząd RP planował budowę nowych obiektów militarnych, władze Tomaszowa rozpoczęły starania o powrót wojska do miasta. Zabiegano o ulokowanie w Tomaszowie 4 Pułku Artylerii Ciężkiej, dotychczas dyslokowanego w centrum Łodzi (dwa dywizjony) i w Częstochowie (jeden dywizjon). Warunki lokalowe w Łodzi były bardzo ciężkie, a obecność wojska w centrum miasta (przy ulicy 6 sierpnia i przy ulicy Żeligowskiego), wiązała się z licznymi problemami.
Władze Tomaszowa zabiegając o lokalizacje dla wojska, doszły do porozumienia z hrabią Ostrowskim przekazując mu 40 hektarów terenów w okolicy Tomaszowa w zamian za 40 hektarów pod obecną jednostkę przy dzisiejszej ulicy Piłsudskiego. Teren spełniał warunki stawiane przez dowództwo w Warszawie, był odpowiednio duży, zwarty, poza centrum miasta, a jednocześnie był z nim dobrze skomunikowany leżąc przy trasie wyjazdowej na Piotrków Trybunalski. Po dokonaniu transakcji zamiany ziem z hrabią Ostrowskim przekazano działkę pod jednostkę Skarbowi Państwa. Budowa koszar trwała niespełna rok – do jesieni 1935 roku. Powstał nowoczesny obiekt wyposażony we wszystkie media, sanitariaty, stołówki, kuchnie wojskowe, strzelnice i działownie. Z okazji powrotu wojska do Tomaszowa zorganizowano uroczystość, w tym celu zawiązał się społeczny komitet, a na ulicach tłumy witały żołnierzy. Podczas II wojny światowej Niemcy rozbudowywali koszary.

### Stan obecny
Dziś w mieście dyslokowana jest 25 Brygada Kawalerii Powietrznej po wstąpieniu Polski do NATO uczestnicząca w większości misji pokojowych na których obecny był polski kontyngent. W Tomaszowie znajduje się jej dowództwo i koszary, a w oddalonym o 9 km od miasta – Nowym Glinniku znajduje się lotnisko Brygady, jej największe koszary oraz wojskowe osiedle mieszkaniowe. Zachodnią część największego osiedla w mieście, Niebrowa, stanowi wyodrębniona wspólnota mieszkaniowa zamieszkiwana przez żołnierzy. Od początku XXI wieku w Tomaszowie istnieje certyfikowana przez MON szkoła kadetów powstała na bazie najstarszej szkoły technicznej – ZSP1.

## Religia
Na terenie Tomaszowa Mazowieckiego działają następujące Kościoły i związki wyznaniowe:
- Kościół rzymskokatolicki:
  - parafia Matki Bożej Nieustającej Pomocy
  - parafia Najświętszego Serca Jezusowego
  - parafia Najświętszej Maryi Panny Królowej Polski
  - parafia św. Antoniego Padewskiego, św. Stanisława Biskupa i Męczennika oraz Matki Boskiej Różańcowej
  - parafia św. Jadwigi Królowej
  - parafia św. Marcina
  - parafia św. Rodziny – przy jednym z siedmiu domów ojców filipinów w Polsce
- Kościół Ewangelicko-Augsburski w RP:
  - parafia Ewangelicko-Augsburska
  - kościół filialny Świętej Trójcy – pierwsza parafia ewangelicka w Tomaszowie, której organizacji podjął się Jan Jakub Benni wraz z żoną.
- Kościół Chrystusowy w RP:
  - Społeczność Chrześcijańska TOMY
- Kościół Chrześcijan Dnia Sobotniego:
  - zbór w Tomaszowie
- Kościół Zielonoświątkowy w RP:
  - zbór „Dobrego Pasterza”
- Świadkowie Jehowy:
  - zbór Tomaszów-Niebrów
  - zbór Tomaszów-Śródmieście (w tym grupa języka migowego) – sala królestwa ul. Jagiellońska 1[407][408].

## Sport

### Arena Lodowa
W Tomaszowie od 1971 roku istnieje tor łyżwiarski (jako sztucznie mrożony od 1984 roku), jako część drugiego co do wielkości w mieście klubu sportowego – Pilica. Wielokrotnie odbywały się tu Mistrzostwa Polski. Na pełnowymiarowym odkrytym torze łyżwiarskim przy Strzeleckiej w Tomaszowie, trenowali m.in. Stanisława Pietruszczak (olimpijka z Innsbrucku z 1976 roku), pochodzący z Luboszew Jan Józwik (olimpijczyk z Lake Placid), tomaszowianin obecnie członek zarządu KS Pilica Jaromir Radke (olimpiada w Alberville i w Lillehammer), Paweł Abratkiewicz (olimpijczyk z Alberville, Nagano i Salt Lake City), a Wiesław Kmiecik z Tomaszowa był trenerem reprezentacji Polski w Alberville i w Lillehammer.
W 2016 rozpoczęła się modernizacja toru, której głównym celem było stworzenie pierwszej w Polsce krytej areny lodowej umożliwiającej organizacje mistrzostw świata w łyżwiarstwie szybkim, a przede wszystkim całoroczne treningi dla zawodników reprezentacji Polski. Koszt tomaszowskiej inwestycji wyniósł 47 mln, a budowę ukończono jesienią 2017 roku. Poza krytym torem olimpijskim obiekt służy jako hala widowiskowa, jest w nim drugie lodowisko wewnętrzne, wielofunkcyjne boisko, korty tenisowe oraz kilkunastotysięczne trybuny stałe i rozkładane. Obiekt ma służyć reprezentacji Polski, jak również reprezentacjom państw nadbałtyckich. Dwukrotnie – w 2018 i 2019 roku, odbył się w Tomaszowie Puchar Świata w łyżwiarstwie szybkim.

### Kluby sportowe
W Tomaszowie działa kilkanaście klubów sportowych:
- KS Lechia Tomaszów Mazowiecki (siatkówka, w sezonie 2016/2017 awans do I Ligi)
- Lechia Tomaszów Mazowiecki (piłka nożna, klub istnieje od 1923 roku, w sezonie 2023/2024 gra w III lidze)
- Pilica Tomaszów Mazowiecki (kręglarstwo, łyżwiarstwo szybkie)
- MUKS Wiking Tomaszów Mazowiecki – sekcja kajakarska [mistrz świata Jakub Andryszczak]
- Pilica Tomaszów Mazowiecki (piłka nożna)
- Lekka atletyka – Młodzieżowy Klub Sportowy (MKS Tomaszów Maz.)
- Kawaleria Tomaszów Mazowiecki (piłka nożna, w sezonie 2012/2013 beniaminek w Lidze Okręgowej)
- MUKS Tomaszów Mazowiecki (piłka nożna kobiet, w sezonie 2012/2013 gra w I lidze, grupie zachodniej)
- MUKS Wiking Tomaszów Mazowiecki (siatkówka, III liga seniorów i rozgrywki wszystkich kategorii młodzieżowych chłopców, pływanie, kajakarstwo)
- LKK Start Tomaszów Mazowiecki (kolarstwo)
- MUKS Dargfil Ceramika Paradyż (dawniej Desperado) (piłka nożna, piłka siatkowa)
- UKS Victoria (piłka ręczna dziewcząt i chłopców)
- UKS Trójka Tomaszów Mazowiecki (piłka nożna chłopców)
- UKS Dwójka (karate sportowe)
- LKS Starzyce Tomaszów Mazowiecki (piłka nożna)
- UKS Mazovia Tomaszów Mazowiecki (piłka nożna chłopców)
- TMF Tomaszów Mazowiecki (piłka nożna chłopców)
- Tomaszowska Akademia Taekwon-do

### Historyczne kluby Tomaszowa
W okresie dwudziestolecia międzywojennego (1918–1939) istniało w Tomaszowie Mazowieckim 13 klubów sportowych.
- Lechia Tomaszów Mazowiecki – klub sportowy związany z kołami rządowymi i BBWR;
- Hakoah – klub założony przez fabrykantów żydowskich;
- Tomaszowianka – klub sportowy w Starzycach przy Starzyckiej Fabryce Wyrobów Sukiennych;
- Strzelec – klub skupiający legionistów-kombatantów;
- Sokół – klub pod patronatem Narodowej Partii Robotniczej;
- Victoria – klub mieszczaństwa niemieckiego;
- Żydowskie Towarzystwo Gimnastyczno-Sportowe (ŻTGS);
- Hapoel – klub założony przez Organizację Syjonistyczną;
- Orlę – klub związany z Młodą Polską;
- TUR – klub sportowy pod auspicjami PPS;
- Młot – klub sportowy związany z komunizującymi związkami zawodowymi;
- Jutrznia – klub sportowy pod patronatem Bundu;
- Tomaszowskie Towarzystwo Wioślarskie – klub wioślarski z sekcją kajakową.

## Miasta partnerskie
- Iwano-Frankiwsk
- Prato
- Mionica
- Linares
- Adampol
- Hîncești[420]